# Femmes ministres en France
Cette liste des ministres françaises recense, par présidence ou par gouvernement, toutes les femmes qui ont été membres d'un gouvernement, depuis les années 1930.
Les femmes constituent au début des exceptions au sein de la vie politique française. On ne compte au départ que des secrétaires d'État ; il faut attendre 1947 pour qu'une femme soit ministre de plein exercice, et 1974 pour la deuxième. En 1974, Valéry Giscard d'Estaing est le premier président de la République à modifier les choses en promouvant la nomination de femmes issues de la société civile. En 1981, Nicole Questiaux est la première ministre d'État. En 1991, Édith Cresson est la première femme à diriger un gouvernement. En 1995, le premier gouvernement d'Alain Juppé promeut pour la première fois, mais pour peu de temps, un grand nombre de femmes à des portefeuilles ministériels. C'est ensuite tout au long des années 2000 que celles-ci obtiennent un à un les différents ministères. La stricte parité numérique fut mise en place sous les gouvernements de Jean-Marc Ayrault.

## Histoire

### Des femmes ministres «rares» (1936-1995)
Entre les années 1930 et les années 1990 la présence de femmes dans les gouvernements français relève davantage de l'éphémère ; elles sont, la plupart du temps, cantonnées à des postes de second plan. Sous la Troisième République, en 1936, dans le premier gouvernement de Léon Blum, lors du Front populaire, on compte trois femmes sous-secrétaires d'État (Cécile Brunschvicg, Suzanne Lacore et Irène Joliot-Curie), alors que celles-ci n'ont pas le droit de vote (lequel sera acquis en 1944). Elles ne sont pas reconduites dans le gouvernement suivant.
La Quatrième République (1946-1958) vit trois femmes être nommées au sein d'un gouvernement, dont une en tant que ministre de plein exercice : Germaine Poinso-Chapuis, au portefeuille de la Santé, dans le premier gouvernement de Robert Schuman, qui dura neuf mois entre 1947 et 1948. Les deux autres sont Andrée Viénot (en 1946-1947) et Jacqueline Thome-Patenôtre (en 1957).
Au début de la Cinquième République et sous les présidences de Charles de Gaulle et de Georges Pompidou, entre 1958 et 1974, trois femmes obtiennent des postes ministériels, en tant que secrétaires d'État. Ainsi, pendant vingt-six ans, de 1948 à 1974, le gouvernement français ne compte aucune femme ministre de plein exercice.
C'est le président de la République Valéry Giscard d'Estaing qui le premier, en 1974, marque un changement d'envergure ; il fait entrer six femmes au gouvernement. Dans sa conception de la politique, qu'il veut moderne[réf. nécessaire] et sur laquelle il a fait campagne, il entend les revendications féminines. Il nomme alors des femmes ministres, comme Simone Veil à la Santé, qui donnera son nom à la loi sur l'IVG, ou à la tête d'institutions (Jacqueline Baudrier devient PDG de Radio France). Elles ont la particularité d'appartenir à la société civile, alors que François Mitterrand, lors de son premier mandat de président, fera, du moins au départ, plus appel à des femmes politiques de terrain qu'à des technocrates (comme l'énarque Ségolène Royal en tant que conseillère). Il est à noter qu'à cette époque, hormis Gisèle Halimi et Anne Zelensky, beaucoup de féministes ne défendent pas l'accession des femmes à ces postes, se posant volontiers à l'extrême gauche et refusant de marcher dans le sens de la politique parlementaire et ministérielle. En 1974, est créé un secrétariat d'État à la condition féminine, qu'occupe Françoise Giroud entre juillet 1974 et août 1976 au sein du premier gouvernement Chirac, où elle lance « cent une mesures » en faveur des femmes : mise en place de droits propres pour les femmes ; lutte contre les discriminations ; ouverture des métiers dits masculins ;etc.

« L'égalité entre les hommes et les femmes aura progressé quand on nommera à un poste politique une femme aussi incompétente qu'un homme. »

— Françoise Giroud

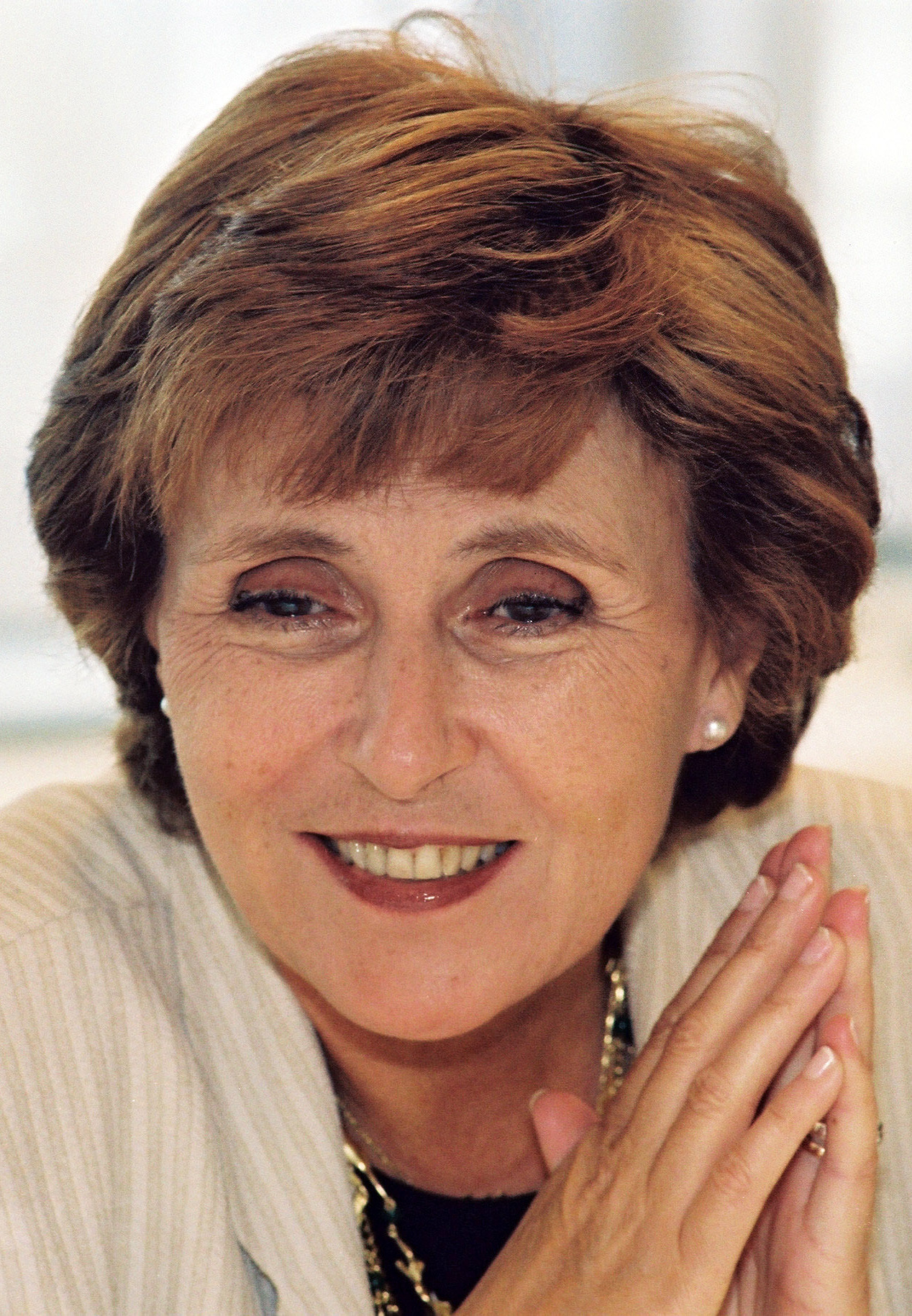
Édith Cresson, première femme à diriger le gouvernement.

Bien que François Mitterrand, premier président socialiste de la Cinquième République, nomme un nombre plus important de femmes à des postes ministériels, elles demeurent très minoritaires. Les ministères choisis sont à l'écart du premier cercle du pouvoir. Nicole Questiaux est bien nommée ministre d'État en 1981, mais pour un portefeuille typiquement « féminin » (la Solidarité nationale). En effet, jusque-là, les femmes ministres voient leurs attributions liées à des questions la plupart du temps considérées comme relevant plus de leur genre (la Santé, les Affaires sociales, l'Enfance…). En 1981 toujours, Édith Cresson est la première ministre nommée à un portefeuille typiquement « masculin » (l'Agriculture), mais ce choix est mal perçu dans le monde agricole et son passage à la tête de ce ministère « se passe mal ». Elle est aussi la première femme à exercer la fonction de ministre du Commerce extérieur en 1983, puis de l'Industrie dans le gouvernement de Laurent Fabius, enfin des Affaires européennes dans le gouvernement de Michel Rocard en 1988. En 1991, Édith Cresson devient Première ministre, mais doit souffrir d'un manque de soutien de ses collègues socialistes et d'une impopularité certaine qui l'amène à être rapidement remerciée au bout de moins d'un an,. Dans son gouvernement, des ministères jusqu'alors occupés par des hommes sont pour la première fois attribués à des femmes (Edwige Avice à la Coopération et au développement, Frédérique Bredin à la Jeunesse et aux sports). En 1981, est également créé un ministère des Droits des femmes, qu'occupe Yvette Roudy, ressuscitant le secrétariat d'État à la Condition féminine créé par Valéry Giscard d'Estaing : au départ élevé au rang de ministère, il finira par redevenir un simple secrétariat d'État (le socialiste Lionel Jospin recrée ce portefeuille entre 1997 et 2002 et François Hollande en 2012). Une circulaire de 1986 publiée au Journal officiel recommande de féminiser les noms de métiers ainsi que les grades. Sous l'ère Mitterrand, alors que les gouvernements oscillent entre quarante-trois et un maximum de cinquante-deux personnes, on ne compte jamais plus de dix femmes (elles représentent entre 13 % et 15 % de l'effectif, en général, soit à peu près la proportion de femmes à l'Assemblée nationale à l'époque) ; sous la première cohabitation, au sein du gouvernement de Jacques Chirac, on ne compte que trois femmes secrétaires d'État.

### Percée des nominations féminines (1995-2007)

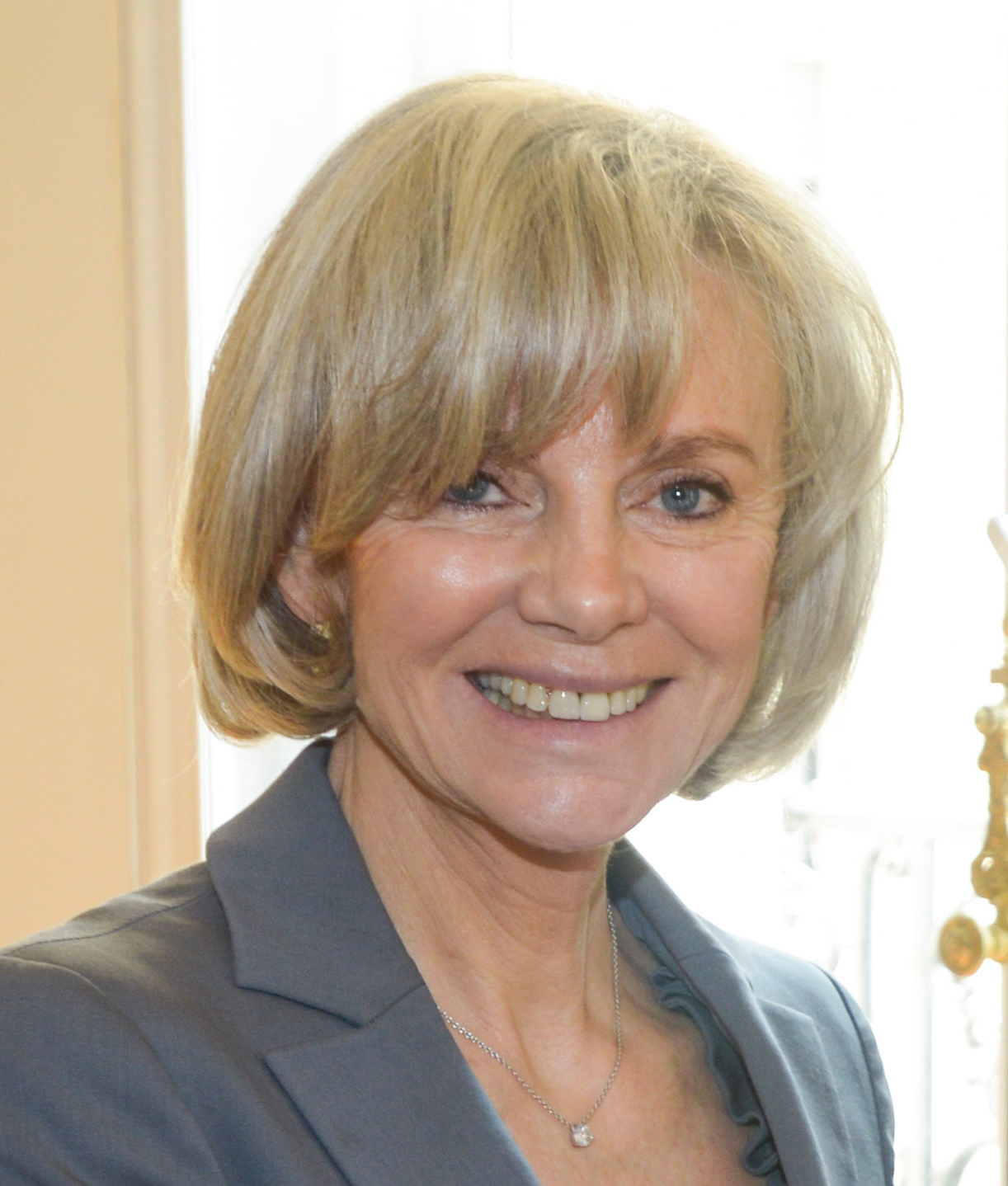
Élisabeth Guigou, première femme nommée à la tête d'un ministère « régalien ».

C'est avec le premier gouvernement d'Alain Juppé, en 1995, qu'on note une véritable « percée » de celles-ci au sein du gouvernement.
En effet, sur un total de 43 portefeuilles, on compte quatre ministres et huit secrétaires d'État de sexe féminin soit 15,4 % de femmes ministres, montant à 27,9 % si l'on prend en compte les secrétaires d'État. La situation est inédite, mais les féministes critiquèrent la relégation des femmes à des places subalternes : la ministre la plus « importante » est Élisabeth Hubert, avec le portefeuille de la Santé, mais elle n'est que la 14e ministre en rang protocolaire, alors que les cinq derniers secrétaires d'État dans l'ordre protocolaire sont des femmes. De plus, lors de la composition du second gouvernement Juppé, la majorité de celles que la presse surnomme les « Juppettes » disparaissent, pour, selon le mot du Premier ministre, « faire de la place aux Balladuriens ». La politologue Janine Mossuz-Lavau souligne : « Alain Juppé a été très critiqué pour cela. On en a retenu qu'il avait viré des femmes ».
C'est sous le gouvernement socialiste de Lionel Jospin qu'une femme accède pour la première fois à un ministère régalien, à savoir la Justice avec la nomination en 1997 d'Élisabeth Guigou au poste de Garde des Sceaux. En 1997, il y a néanmoins six femmes contre dix hommes ministres, soit 37,5 %, pourcentage descendant à 20 % si l'on prend en compte les secrétaires d'État ; en 2002, il n'y a plus que 25 % de femmes ministres (cinq femmes contre quinze hommes). Néanmoins, Lionel Jospin essaie de maintenir un gouvernement composé à environ un tiers de femmes, afin notamment d'être en conformité avec le projet de loi sur la parité dans les assemblées élues. Pour Janine Mossuz-Lavau, cette loi sur la parité, votée en 2000, est le premier jalon de la montée en puissance des femmes au pouvoir : « L'idée s'est imposée qu'il fallait plus de femmes au gouvernement, mais on ne parlait pas encore de parité », indique la politologue. Il est néanmoins à noter qu'à la différence des assemblées élues, aucune loi n'oblige à respecter une parité gouvernementale, ni même de nommer des femmes ministres.
En 2002, Michèle Alliot-Marie devient ministre de la Défense, un portefeuille historiquement masculin : elle y reste jusqu'en 2007 et demeure au sein de l'histoire du ministère une des ministres les plus longtemps restées en poste et les plus appréciés (gouvernements Raffarin et de Villepin). Le premier gouvernement Raffarin contient, en 2002, 21,42 % de femmes ministres (six femmes contre vingt-deux hommes) ; en 2004, ce pourcentage tombe à 19,51 %, sur un total désormais de 41 ministres. Les années 2000, cheville entre les années 1990 où les femmes percent dans les ministères, et les années 2010 où la parité gouvernementale sera strictement respectée pour la première fois, voient ainsi les femmes ministres « conquérir » un à un les différents ministères : Défense en 2002, Intérieur et Économie et Finances en 2007, Affaires étrangères en 2010, Éducation nationale en 2014).

### Objectif de gouvernements paritaires (2007-2012)
Lors de son arrivée au pouvoir en 2007, le président Nicolas Sarkozy annonce la nomination d'un gouvernement paritaire : on compte, dans le premier gouvernement de François Fillon huit hommes et sept femmes, dont deux à des portefeuilles régaliens (Michèle Alliot-Marie à l'Intérieur et Rachida Dati à la Justice). Néanmoins, les nominations qui suivent, notamment parmi les secrétaires d'État, font oublier cet objectif paritaire. Au fur et à mesure des remaniements ministériels, les nouvelles entrantes ne compensent pas en nombre les sortantes.
Néanmoins, plusieurs « gros » ministères sont confiées à des femmes, comme l'Économie et les Finances à Christine Lagarde, les Affaires étrangères à Michèle Alliot-Marie et l'Écologie (troisième par ordre protocolaire) à Nathalie Kosciusko-Morizet. En septembre 2010, on compte cinq femmes ministres contre seize hommes, chiffre allant jusqu'à treize femmes contre vingt-cinq hommes si l'on prend en compte les secrétaires d'État, ce qui représente moins d'un tiers des membres du gouvernement. Lors de sa démission, le dernier gouvernement Fillon n'est composé que de sept femmes, dont deux ministres (à savoir Valérie Pécresse au Budget et Roselyne Bachelot aux Solidarités) et cinq secrétaires d'État. Janine Mossuz-Lavau explique cette baisse tendancielle : « Certaines circonstances expliquent le départ des femmes du gouvernement Fillon. Michèle Alliot-Marie a commis un impair avec ses déclarations sur la Tunisie et a dû partir. Christine Lagarde s'est vu proposer un poste au FMI. Mais d'autres ont été licenciées, notamment dans les figures de la diversité, comme Rachida Dati ou Fadela Amara ».

### Parité respectée depuis mai 2012
Après l'élection présidentielle de 2012, qui a vu le socialiste François Hollande devenir président de la République, Jean-Marc Ayrault, son Premier ministre, compose un gouvernement dans lequel la parité est respectée.
Sur un total de 34 ministres, 17 sont des femmes, parmi lesquelles Christiane Taubira, ministre de la Justice, occupe un des cinq ministères régaliens. La parité au sein du gouvernement était une des promesses de François Hollande pendant sa campagne,. Cependant, bien que la proportion hommes/femmes soit paritaire chez les ministres et ministres délégués, les ministères les plus importants, dont les ministères régaliens, sont dirigés en grande majorité par des hommes, à l'exception de la Justice et, dans une moindre mesure, du ministère des Affaires Sociales et de la Santé (il s'agit des ministères des Affaires étrangères, de l'Intérieur, de l'Économie, du Travail, de la Défense, ainsi que du ministère de l'Éducation nationale). Ce gouvernement est donc paritaire dans son ensemble, mais pas à tous les niveaux hiérarchiques. Le collectif féministe Osez le féminisme ! déplore ainsi qu'un seul ministère régalien soit confié à une femme et qu'il « [reproduise le] schéma consistant à confier aux femmes toujours le même type de portefeuilles, à savoir ceux de la famille, des personnes âgées, de la santé, etc ». Le remaniement de juin 2012 conforte la parité, avec, pour la première fois de l'histoire un nombre plus important de femmes titulaires d'une ministère de plein exercice (onze) que pour les hommes (neuf). Avec la démission du ministre délégué chargé du Budget Jérôme Cahuzac, le 19 mars 2013, le gouvernement compte pour la première fois un plus grand nombre de femmes (19) que d'hommes (18). Ancienne ministre, Françoise de Panafieu salue cette avancée mais désigne un nouvel objectif : « Nous avons désormais un gouvernement paritaire, à l'image de la société. Mais, être au gouvernement est un peu le fait du prince. Vous y êtes nommé par le président ou le Premier ministre. C'est moins représentatif que d'être à l'Assemblée nationale ou au Sénat, qui sont réellement les assemblées des citoyens. Ce qu'il faudrait maintenant, c'est que ce Parlement soit aussi à l'image de la société car il représente la nation ».
Le départ de Delphine Batho de son poste de ministre de l'Écologie, début juillet 2013, et son remplacement par un homme, met fin à l'exacte parité hommes-femmes au sein du gouvernement.
Entre le remplacement, dans le deuxième gouvernement de Manuel Valls, de François Rebsamen par Myriam El Khomri au poste de ministre du Travail, de l’Emploi, de la Formation professionnelle et du Dialogue social, le 2 septembre 2015 et le remplacement de Christiane Taubira par Jean-Jacques Urvoas au ministère de la Justice, le 27 janvier 2016, le nombre de femmes ministres de plein exercice dépasse pour la première fois celui des hommes. C'est de nouveau le cas depuis le remaniement du 11 février 2016. Dans le gouvernement Édouard Philippe, nommé le 7 mai 2017, la parité est également respectée.

### Femmes ministres et féminité
Alors que les premières femmes ministres, et ce jusqu'aux années 1990, ne mettaient pas en avant leur féminité, voire la négligeaient[réf. nécessaire], la médiatisation accrue et le développement contingent de la communication politique ont amené ces femmes à faire de leur genre un atout dans leur relation aux médias, ou au moins de l'assumer. Ségolène Royal est l’une des premières femmes politiques à travailler son image, notamment par le biais de tenues remarquées ou de poses photographiques inspirées de personnalités du cinéma. Celle-ci met également en avant sa vie privée, par exemple en étant la première femme ministre à accoucher alors qu'elle occupe un poste de ministre, et en posant devant la presse à la maternité, dossiers de travail mis en évidence ; elle considérait que cela participait à la cause des femmes, montrant que carrière et féminité sont conciliables.
Pour Neila Latrous et Jean-Baptiste Marteau, « il était d'usage dans les années précédentes de gommer, voire de nier ses formes pour percer dans les assemblées. Tailleurs stricts, refus de féminiser ses titres ministériels, Michèle Alliot-Marie est de ce point de vue l'archétype de la femme qui pour faire carrière n'a pas à hésiter à sacrifier… sa vie de femme ». C'est précisément sous le mandat présidentiel de Nicolas Sarkozy que les choses changent. « Le ventre arrondi de Rachida Dati, celui de Nathalie Kosciusko-Morizet : elles sont jeunes, jolies, mères et mènent tambour battant leur vie privée et leur carrière. Un exemple en somme pour toute une génération de femmes. Rachida Dati, encore elle, ne manque jamais l'occasion de replacer une barrette dans ses cheveux ou de repasser du gloss sur les lèvres. Ces working girls n'hésitent plus à traverser les cours pavées des ministères perchées sur des stilettos de dix centimètres. […] La génération Sarko se veut sexy : Nora Berra, Chantal Jouanno, Jeannette Bougrab maîtrisent autant leurs dossiers que l'art de cligner des cils pour enchanter les caméras et les objectifs des photographes ».
À la rentrée 2012, la reconversion de Roselyne Bachelot, ancienne ministre de l’Écologie, de la Santé et de la Solidarité, en chroniqueuse à l'émission télévisée Le Grand 8, sur la chaîne D8, participe de ce que certains appellent la « peoplisation» de la vie politique ou, du moins, de son rapport ambigu aux médias. À la rentrée 2013, Jeannette Bougrab devient à son tour chroniqueuse à la version remaniée du Grand Journal.
Concernant le machisme qui a souvent été de mise dans le monde politique, l'ancienne secrétaire d'État Noëlle Lenoir déclare en 2005 : « Les femmes sont en train d'accéder au pouvoir, mais elles ne sont souvent qu'un alibi. Les lieux de pouvoirs sont des lieux machistes. Les mœurs ne changent pas. Entre les syndicats et les élus, les femmes viennent jouer les trouble-fête ». En novembre de la même année, Ségolène Royal nuance néanmoins dans Elle : « Ce n’est pas en politique que le machisme quotidien est le pire. Dans les campagnes électorales, les plaisanteries grasses que nous entendions il y a une quinzaine d’années sont en recul. Les femmes politiques continuent de susciter aujourd’hui, chez leurs pairs, plus que chez les électeurs d’ailleurs, d’étranges interrogations ».
Certaines femmes ministres partageant leur vie avec un conjoint également responsable politique relèvent que leur propre ascension met nécessairement un frein à la carrière de leur époux, quand elle ne les oblige pas à occuper des postes moins exposés, notamment comme conseiller. Ainsi en est-il de Boris Vallaud, époux de Najat Vallaud-Belkacem, directeur de cabinet d’Arnaud Montebourg puis secrétaire général-adjoint de la présidence de la République, ou de Laurent Olléon, mari de Fleur Pellerin, qui a quitté son poste de directeur-adjoint du cabinet de Marylise Lebranchu pour revenir au Conseil d'État après que sa femme eut été nommée ministre de la Culture, de même pour des personnalités politiques féministes de premier plan comme Jean-Marc Germain, époux d’Anne Hidalgo, ancien directeur de cabinet de Martine Aubry et député depuis 2012, ou de Louis Aliot, conjoint de Marine Le Pen et vice-président du FN. En 2010, pour la première fois, Nicolas Sarkozy brise un « tabou » en nommant ministre Patrick Ollier, alors que sa femme, Michèle Alliot-Marie, est déjà membre du gouvernement.
Contrairement à l'Assemblée nationale et au Sénat, il n'existe aucune règle vestimentaire écrite pour participer au conseil des ministres. Néanmoins, le fait que Cécile Duflot, alors ministre du Logement, se soit présentée en jean au premier conseil du gouvernement Ayrault, en 2012, a provoqué une polémique. En 2008, Roselyne Bachelot, alors ministre de la Santé, avait chaussé des sabots en plastique rose pour s'y rendre, conformément à sa promesse faite avant les Jeux olympiques, dans le cas où la France aurait gagné 40 médailles. Et l'affichage vestimentaire de la féminité reste très encadré, en témoignent les huées et quolibets que s'est attirés Cécile Duflot toujours, en arborant une robe printanière à l'Assemblée nationale.
Sept ministres ont exercé leurs fonctions ministérielles pendant leur grossesse, suscitant une certaine médiatisation : Ségolène Royal et Frédérique Bredin en 1992, Florence Parly en 2000, Rachida Dati et Nathalie Kosciusko-Morizet en 2009 ainsi qu'Axelle Lemaire et Juliette Méadel en 2016, cette dernière étant la première à avoir été nommée en étant enceinte.

### Diversité des femmes ministres

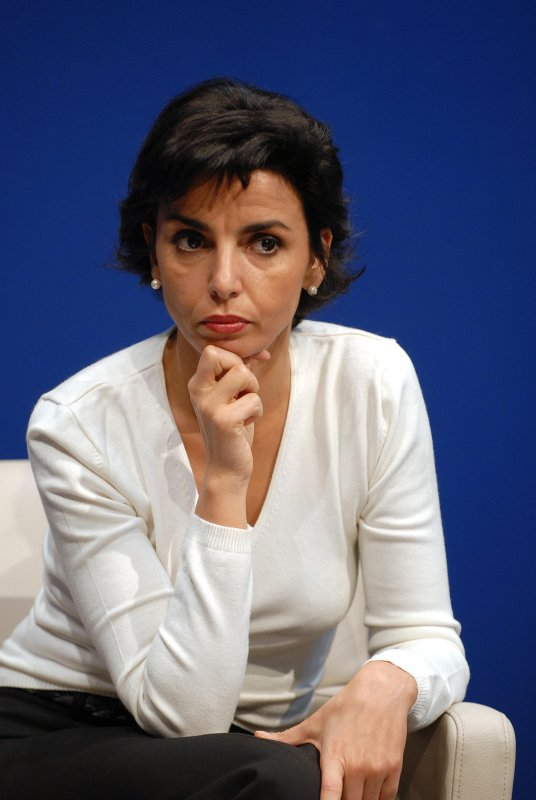
Rachida Dati, première femme ministre issue de l'immigration maghrébine nommée à la tête d'un ministère « régalien ».

L'accession des femmes aux responsabilités ministérielles coïncide avec l'accession à ces mêmes responsabilités de ministres incarnant, vu leurs origines et leur couleur de peau, une partie de la diversité, de la communauté nationale.

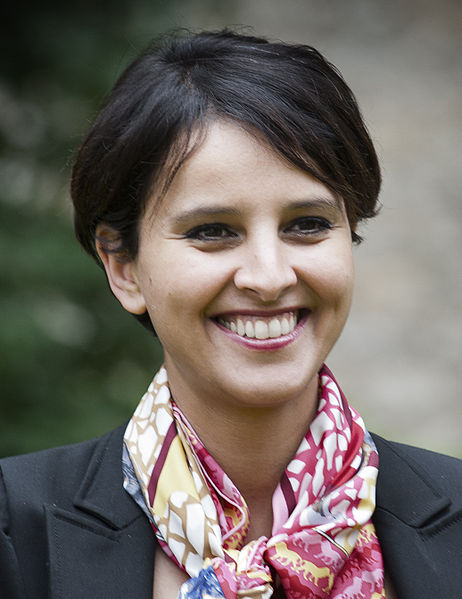
Najat Vallaud-Belkacem, issue de l'immigration marocaine, première femme nommée ministre de l'Éducation nationale.

La première femme ministre maghrébine est Nafissa Sid Cara, nommée en 1959. Ensuite, Tokia Saïfi est nommée secrétaire d'État chargée du Développement durable en 2002. Élu en 2007, Nicolas Sarkozy cherche des « symboles », notamment en nommant Rachida Dati à la tête d'un ministère régalien (la Justice) ou en promouvant plusieurs femmes d’ascendance africaine (Fadela Amara, Rama Yade, Jeannette Bougrab, et Nora Berra).
En 2010, après le remaniement du gouvernement auquel François Fillon vient de procéder, l’ancien ministre Azouz Begag note, dans une tribune du Monde, que les ministres « incarnant la diversité » sont quasiment toujours des femmes et dénonce dans cette pratique une provocation à l’égard des descendants d’immigrés récents de sexe masculin, renvoyés eux à une image de « racaille », par opposition aux modèles de « méritocratie républicaine » dont les femmes feraient, elles, l'objet.
En 2012, François Hollande nomme Najat Vallaud-Belkacem ministre des Droits des femmes et porte-parole du gouvernement, alors que Fleur Pellerin, première femme ministre originaire d'Asie, devient secrétaire d’État à l’Économie numérique. Le Premier ministre Manuel Valls salue l'accession aux responsabilités ministérielles de femmes venant d'outre-mer, comme Lucette Michaux-Chevry en 1986, Margie Sudre en 1995, Marie-Luce Penchard en 2009, Christiane Taubira, George Pau-Langevin en 2012, Ericka Bareigts et Hélène Geoffroy en 2016.
Plusieurs de ces femmes ministres ont fait l'objet d'attaques racistes.

## Liste chronologique

### IIIeRépublique

#### Présidence d'Albert Lebrun

##### Gouvernement Léon Blum 1

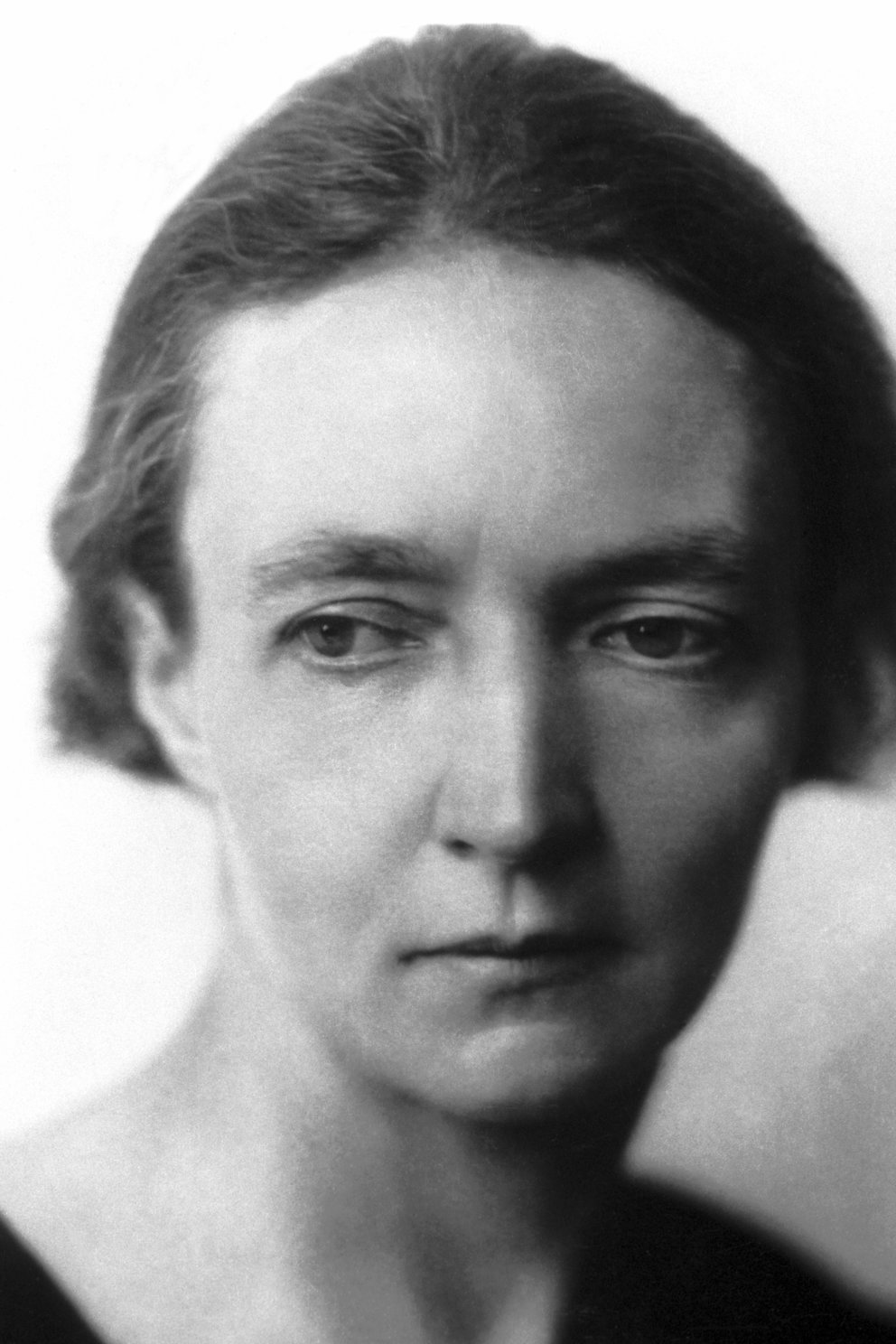
Irène Joliot-Curie.

- Cécile Brunschvicg (1877-1946), sous-secrétaire d'État à l'Éducation, du 5 juin 1936 au 21 juin 1937.
- Suzanne Lacore (1875-1975), sous-secrétaire d'État à la Protection de l'Enfance, du 5 juin 1936 au 21 juin 1937.
- Irène Joliot-Curie (1897-1956), sous-secrétaire d'État à la Recherche scientifique, du 5 juin 1936 à octobre 1936.

### IVeRépublique

#### Présidence de Vincent Auriol

##### Gouvernement Léon Blum 3
- Andrée Viénot (1901-1976), sous-secrétaire d'État à la Jeunesse et aux Sports, du 18 décembre 1946 au 16 janvier 1947.

##### Gouvernement Robert Schuman 1
- Germaine Poinso-Chapuis (1901-1981), ministre de la Santé publique et de la Population, du 24 novembre 1947 au 19 juillet 1948.

#### Présidence de René Coty

##### Gouvernement Maurice Bourgès-Maunoury
- Jacqueline Thome-Patenôtre (1906-1995), sous-secrétaire d'État au Logement et à la Reconstruction, du 17 juin 1957 au 6 novembre 1957.

### VeRépublique

#### Présidence de Charles de Gaulle

##### Gouvernement Michel Debré
- Nafissa Sid Cara (1910-2002), secrétaire d’État auprès du Premier ministre chargée des questions sociales en Algérie et de l'évolution du statut personnel de droit musulman, du 23 janvier 1959 au 14 avril 1962.

##### Gouvernement Georges Pompidou 4
- Marie-Madeleine Dienesch (1914-1998), secrétaire d’État à l’Éducation nationale, du 31 mai 1968 au 10 juillet 1968.

##### Gouvernement Maurice Couve de Murville
- Marie-Madeleine Dienesch (1914-1998), secrétaire d’État à l’Assistance sociale et à la Réadaptation, du 10 juillet 1968 au 20 juin 1969.

#### Présidence de Georges Pompidou

##### Gouvernements Jacques Chaban-Delmas, Pierre Messmer 1, 2 et 3
- Marie-Madeleine Dienesch (1914-1998), secrétaire d’État à l’Action sociale et à la Réadaptation, du 29 juin 1969 au 27 mai 1974.
- Suzanne Ploux (1902-1994), secrétaire d’État auprès du ministre de l'Éducation nationale, du 15 avril 1973 au 1er mars 1974.

#### Présidence de Valéry Giscard d'Estaing

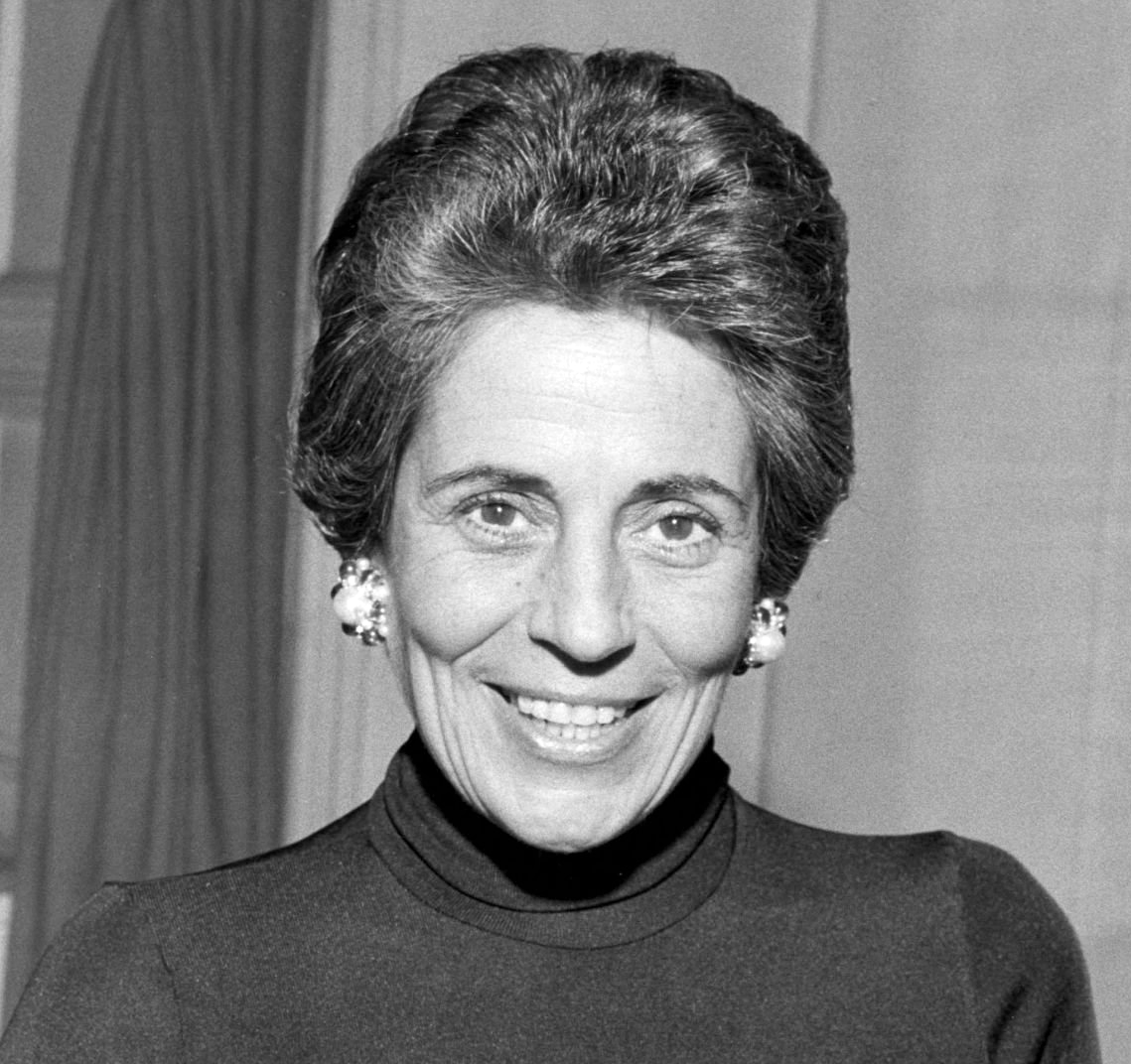
Françoise Giroud.
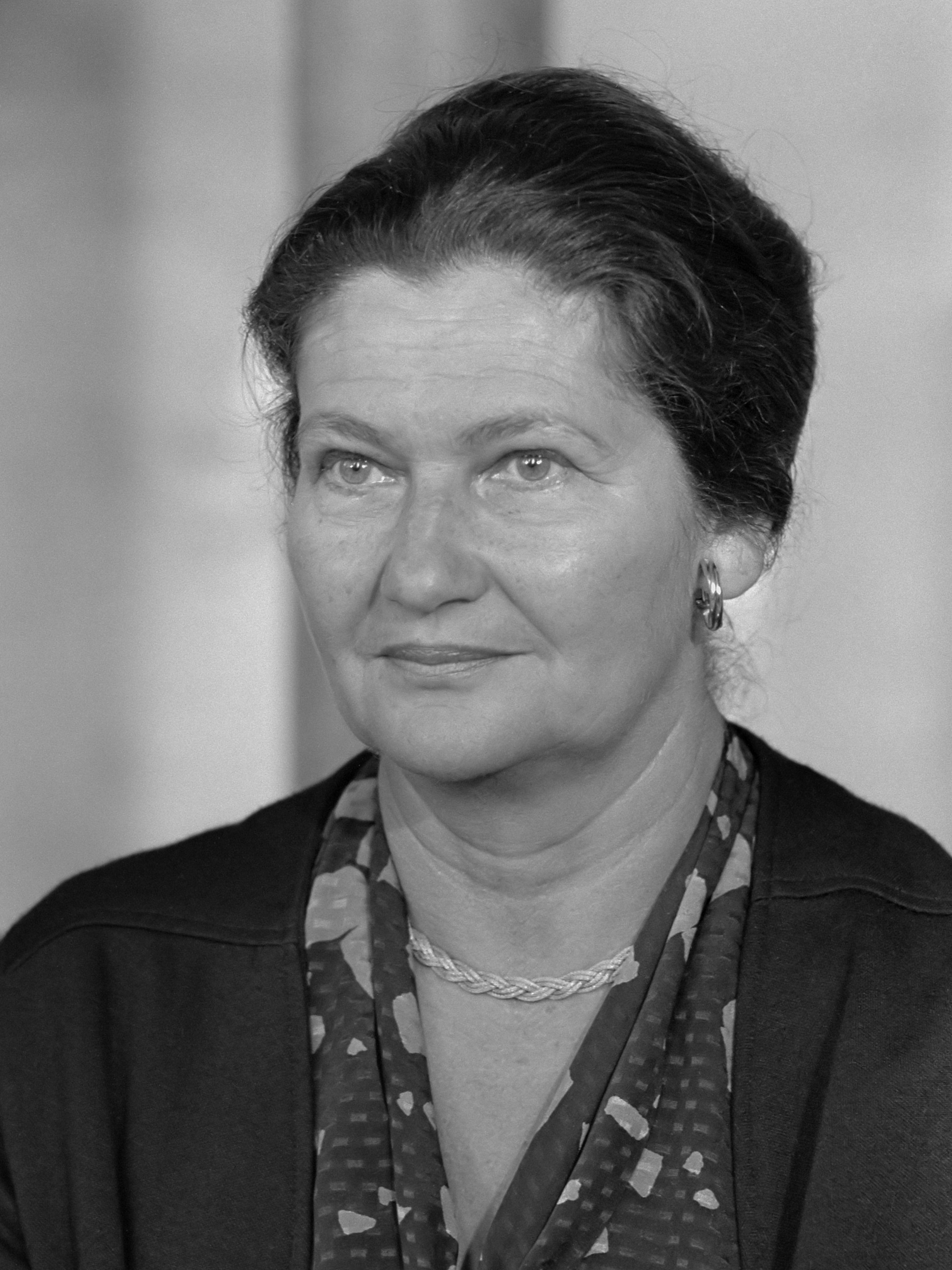
Simone Veil.

##### Gouvernement Jacques Chirac 1
- Simone Veil (1927-2017), ministre de la Santé du 28 mai 1974 au 25 août 1976.
- Françoise Giroud (1916-2003), secrétaire d'État auprès du Premier ministre, chargée de la Condition féminine, du 16 juillet 1974 au 24 août 1976.
- Hélène Dorlhac (1935-), secrétaire d’État à la Condition pénitentiaire, du 8 juin 1974 au 25 août 1976.
- Annie Lesur (1926-2021), secrétaire d’État à l'Enseignement périscolaire, du 8 juin 1974 au 12 janvier 1976.
- Alice Saunier-Seïté (1925-2003), secrétaire d'État aux Universités, du 12 janvier au 27 août 1976.
- Christiane Scrivener (1925-2024), secrétaire d’État à la Consommation, du 12 janvier 1976 au 25 août 1976.

##### Gouvernements Raymond Barre 1, 2 et 3
- Simone Veil (1927-2017), ministre de la Santé, du 25 août 1976 au 4 juillet 1979.
- Françoise Giroud (1916-2003), secrétaire d'État à la Culture, du 24 août 1976 au 30 mars 1977.
- Alice Saunier-Seïté (1925-2003), secrétaire d'État aux Universités du 29 août 1976 au 29 mars 1977 puis ministre des Universités, du 29 mars 1977 au 22 mai 1981, et ministre déléguée à la Condition féminine, du 4 mars 1981 au 22 mai 1981.
- Christiane Scrivener (1925-2024), secrétaire d’État à la Consommation, du 29 août 1976 au 31 mars 1978.
- Hélène Missoffe (1927-2015), secrétaire d’État auprès du ministre de la Santé et de la Sécurité sociale en 1977.
- Nicole Pasquier (1930-1999), secrétaire d’État à l'Emploi féminin, du 10 janvier 1978 au 13 mai 1981.
- Monique Pelletier (1926-), secrétaire d’État auprès du Garde des Sceaux, ministre de la Justice, du 3 avril au 11 septembre 1978 puis ministre déléguée auprès du Premier ministre, chargée de la Condition féminine, du 11 septembre 1978 au 18 février 1980 et ministre déléguée auprès du Premier ministre, chargée de la Famille et de la Condition féminine, du 18 février 1980 au 4 mars 1981.

#### Présidence de François Mitterrand

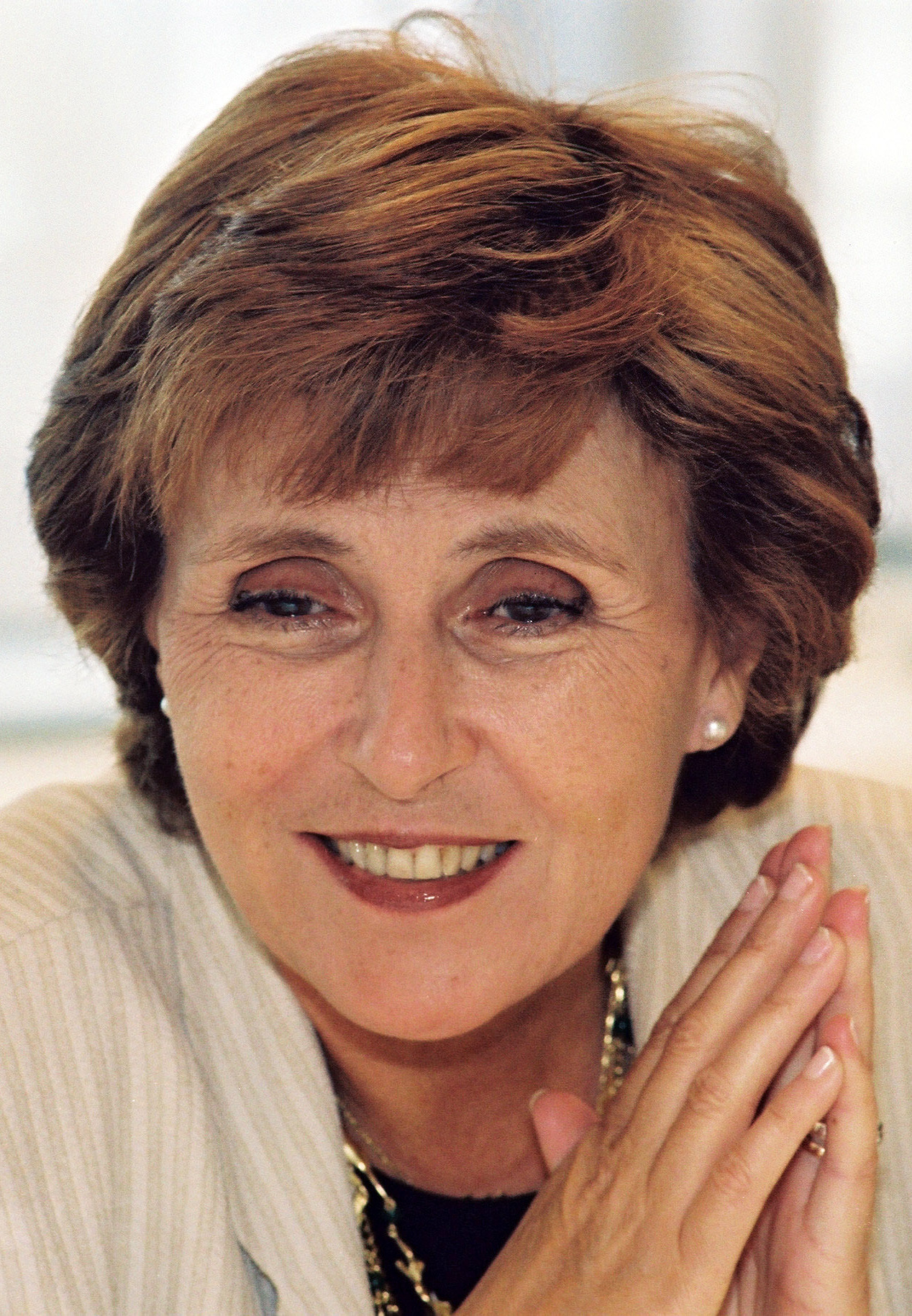
Édith Cresson.
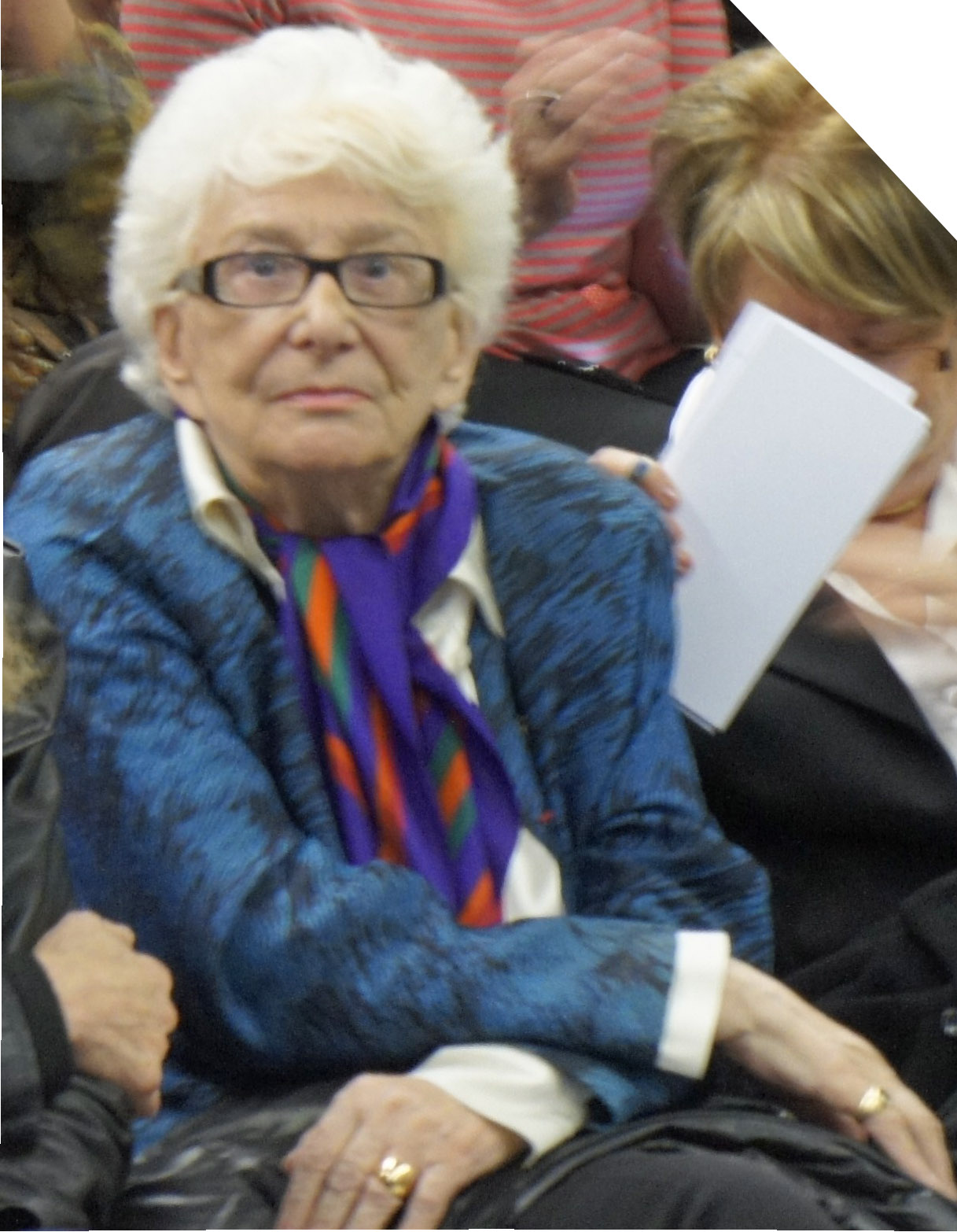
Yvette Roudy.
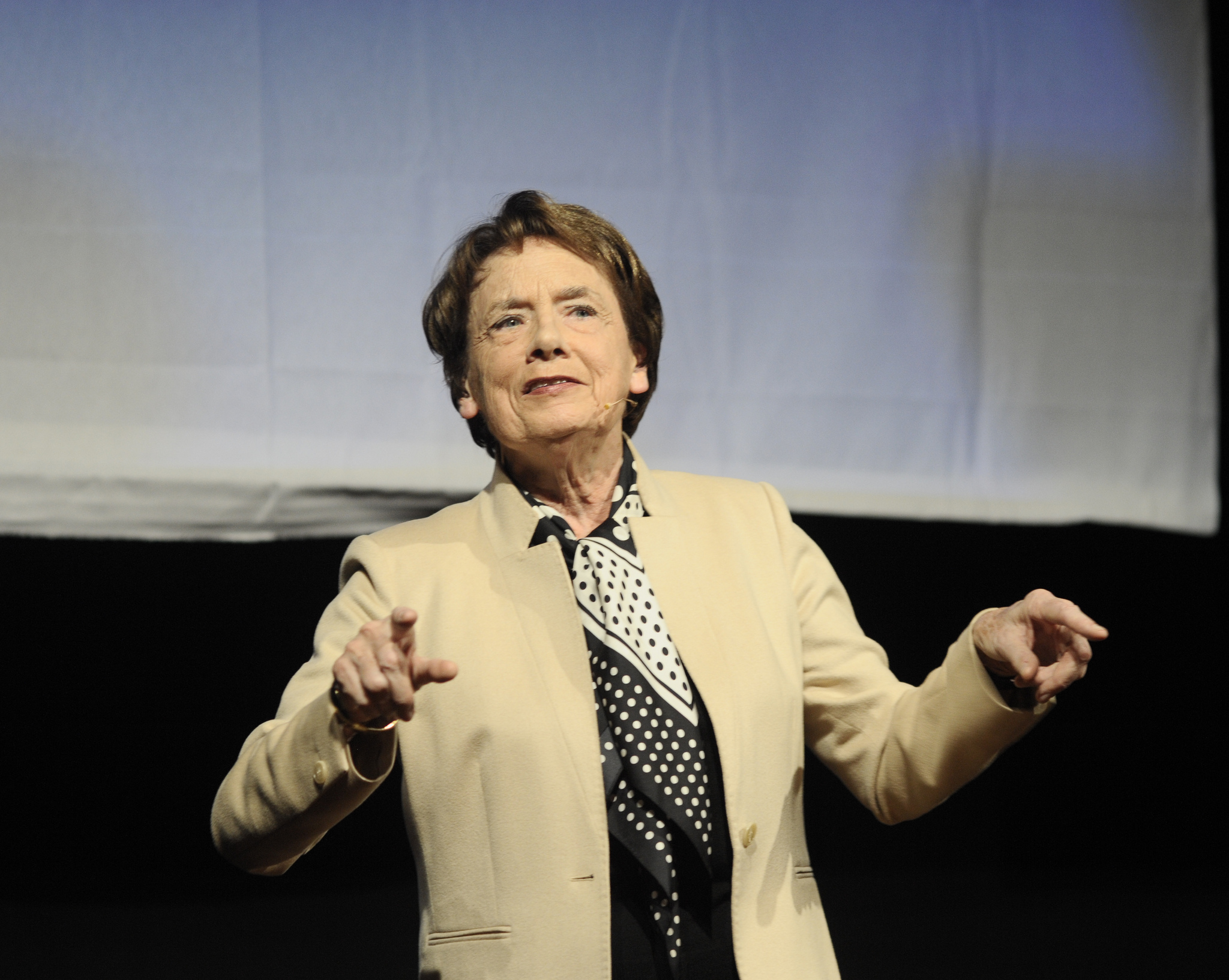
Catherine Lalumière.
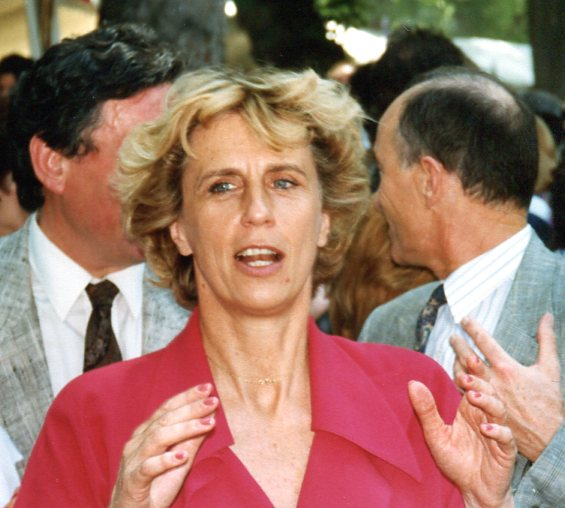
Georgina Dufoix.

##### Gouvernements Pierre Mauroy 1, 2 et 3
- Nicole Questiaux (1930-), ministre d’État, ministre de la Solidarité nationale, du 21 mai 1981 au 29 juin 1982.
- Édith Cresson (1934-), ministre de l'Agriculture, du 21 mai 1981 au 22 mars 1983, puis ministre du Commerce extérieur et du Tourisme, du 23 mars 1983 au 17 juillet 1984.
- Yvette Roudy (1929-), ministre déléguée, chargée des Droits de la femme, du 21 mai 1981 au 17 juillet 1984.
- Edwige Avice (1945-), ministre déléguée à la Jeunesse et aux Sports, du 22 mai 1981 au 23 mars 1983 puis ministre déléguée au Temps libre, à la Jeunesse et aux Sports, du 22 mars 1983 au 17 juillet 1984.
- Catherine Lalumière (1935-), secrétaire d'État auprès du Premier Ministre, chargée de la Fonction publique et des Réformes administratives du 22 mai au 23 juin 1981 puis ministre de la Consommation du 23 juin 1981 au 22 mars 1983 et secrétaire d'État auprès du ministre de l'Économie, des Finances et du Budget, chargé de la Consommation, du 22 mars 1983 au 23 juillet 1984.
- Georgina Dufoix (1943-), secrétaire d'État à la Famille, du 22 mai 1981 au 17 juillet 1984.
- Huguette Bouchardeau (1935-), secrétaire d’État à l’Environnement et à la Qualité de la vie, du 22 mars 1983 au 17 juillet 1984.

##### Gouvernement Laurent Fabius
- Édith Cresson (1934-), ministre du Redéploiement industriel et du Commerce extérieur, du 19 juillet 1984 au 20 mars 1986.
- Georgina Dufoix (1943-), ministre des Affaires sociales et de la Solidarité nationale, du 17 juillet 1984 au 20 mars 1986
- Huguette Bouchardeau (1935-), ministre de l'Environnement, du 17 juillet 1984 au 20 mars 1986.
- Yvette Roudy (1929-), ministre des Droits de la femme, de 1984 à 1985.
- Edwige Avice (1945-), secrétaire d'État auprès du ministre de la Défense, du 17 juillet 1984 au 20 mars 1986.
- Catherine Lalumière (1935-), secrétaire d’État auprès du ministre de l'Économie, des Finances et du Budget, chargée de la Consommation, du 23 juillet au 7 décembre 1984 et secrétaire d'État auprès du ministre des Relations extérieures, chargé des Affaires européennes, du 7 décembre 1984 au 20 mars 1986.

##### Gouvernement Jacques Chirac 2
- Michèle Barzach (1943-), ministre de la Santé et de la Famille, du 20 mars 1986 au 10 mai 1988.
- Lucette Michaux-Chevry (1929-2021), secrétaire d’État auprès du Premier ministre, chargée de la Francophonie, du 20 mars 1986 au 10 mai 1988.
- Michèle Alliot-Marie (1946-), secrétaire d'État chargée de l'enseignement auprès du ministre de l'Éducation nationale, du 20 mars 1986 au 10 mai 1988.
- Nicole Catala (1936-2022), secrétaire d'État chargée de la Formation professionnelle, du 20 mars 1986 au 10 mai 1988.

##### Gouvernements Michel Rocard 1 et 2

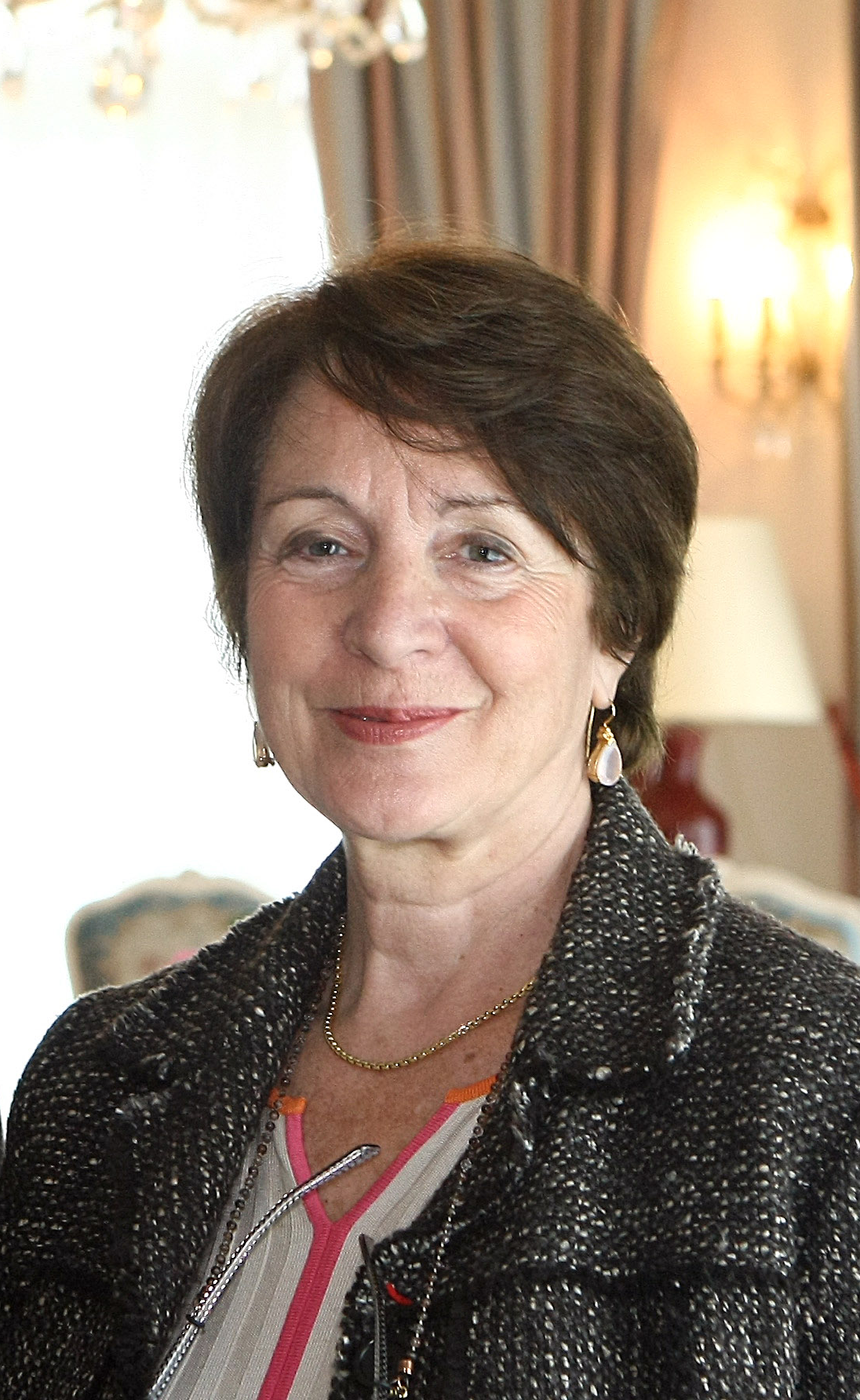
Catherine Tasca.
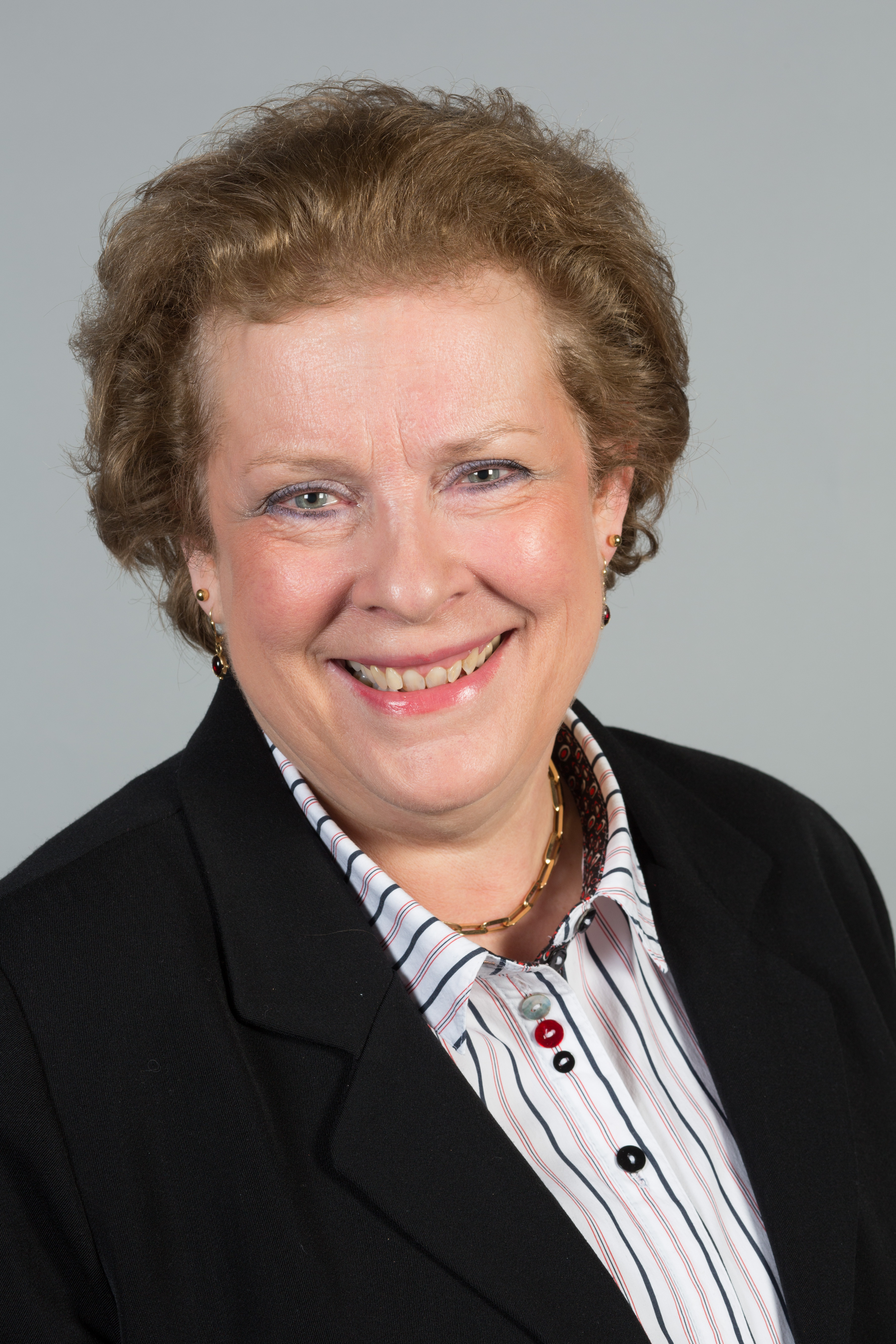
Catherine Trautmann.

- Édith Cresson (1934-), ministre des Affaires européennes, du 10 mai 1988 au 2 octobre 1990.
- Edwige Avice (1945-), ministre déléguée auprès du ministre des Affaires étrangères, du 10 mai 1988 au 16 mai 1991.
- Georgina Dufoix (1943-), ministre chargée des Questions familiales du 12 mai 1988 au 23 juin 1988.
- Catherine Tasca (1941-), ministre déléguée chargée de la Communication, du 12 mai 1988 au 15 mai 1991.
- Véronique Neiertz (1942-), secrétaire d'État auprès du ministre d'État, ministre de l'Économie, des Finances et du Budget, chargée de la Consommation, du 14 mai 1988 au 16 mai 1991.
- Catherine Trautmann (1951-), secrétaire d'État auprès du ministre des Affaires sociales et de l'Emploi, chargée des Personnes âgées et des handicapés, du 13 mai au 28 juin 1988.
- Michèle André (1947-), secrétaire d'État chargée des droits des femmes et de l'égalité des chances entre les hommes et les femmes, du 23 juin 1988 au 15 mai 1991.
- Hélène Dorlhac (1935-), secrétaire d’État à la Famille, du 28 juin 1988 au 2 octobre 1990 puis secrétaire d’État et aux Personnes âgées, du 2 octobre 1990 au 16 mai 1991.

##### Gouvernement Édith Cresson

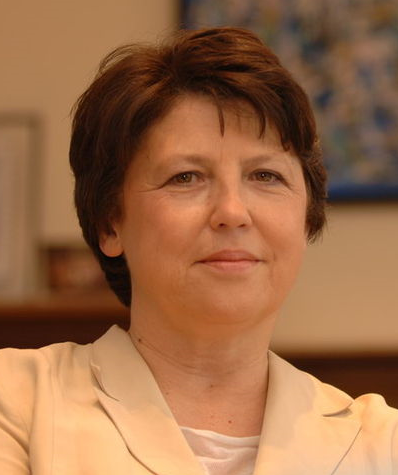
Martine Aubry.
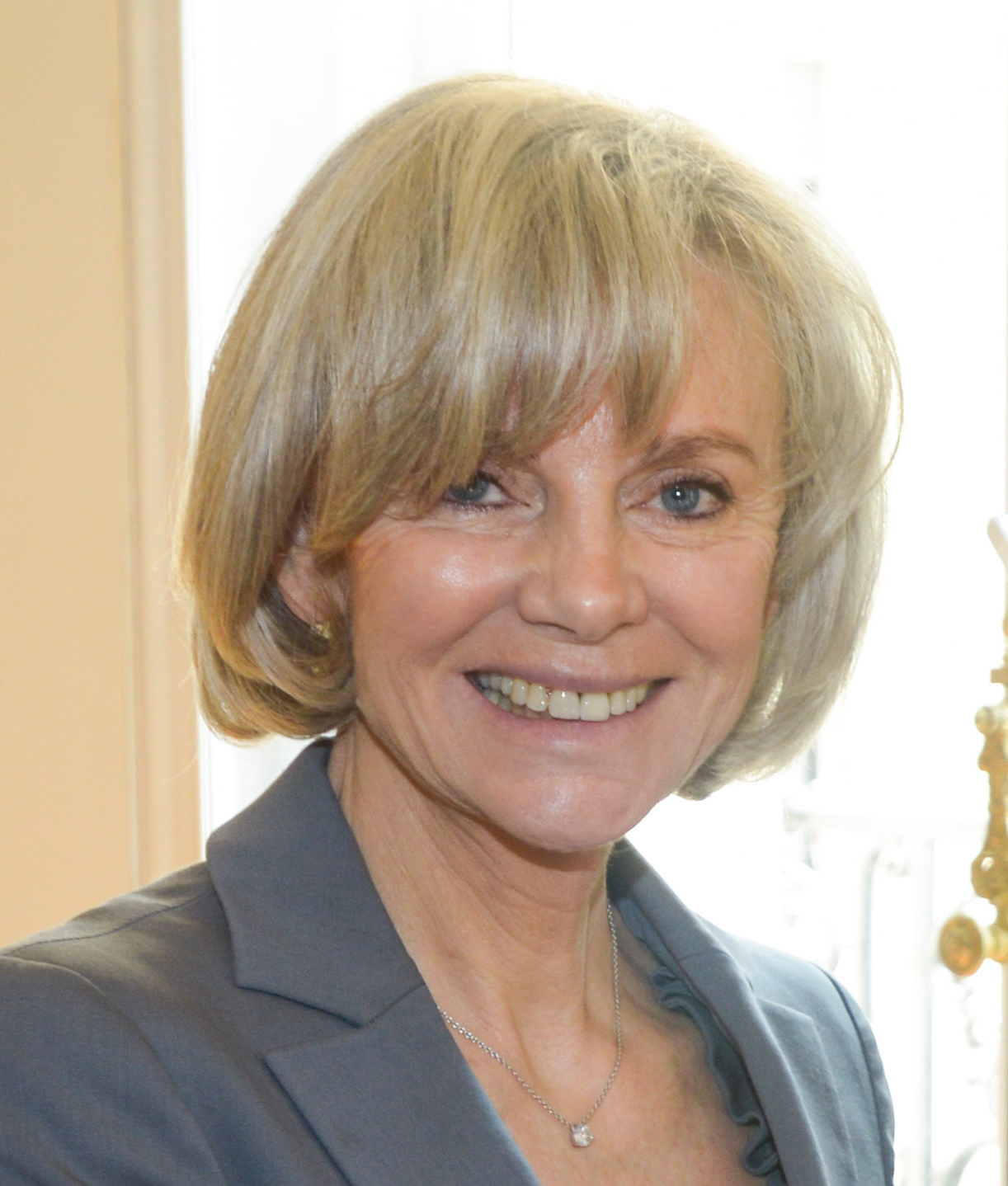
Élisabeth Guigou.

- Édith Cresson (1934-), Premier ministre, du 15 mai 1991 au 2 avril 1992.
- Martine Aubry (1950-), ministre du Travail, de l'Emploi et de la Formation professionnelle, du 15 mai 1991 à 1992.
- Edwige Avice (1945-), ministre de la Coopération et du Développement, du 16 mai 1991 au 2 avril 1992.
- Frédérique Bredin (1956-), ministre de la Jeunesse et des Sports, du 16 mai 1991 au 4 avril 1992.
- Élisabeth Guigou (1946-), ministre déléguée, chargée des Affaires européennes, en 1991 et 1992.
- Catherine Tasca (1941-), ministre déléguée à la Francophonie, du 16 mai 1991 au 4 avril 1992.
- Véronique Neiertz (1942-), secrétaire d'État aux droits des femmes, du 18 mai 1991 au 2 avril 1992.

##### Gouvernement Pierre Bérégovoy

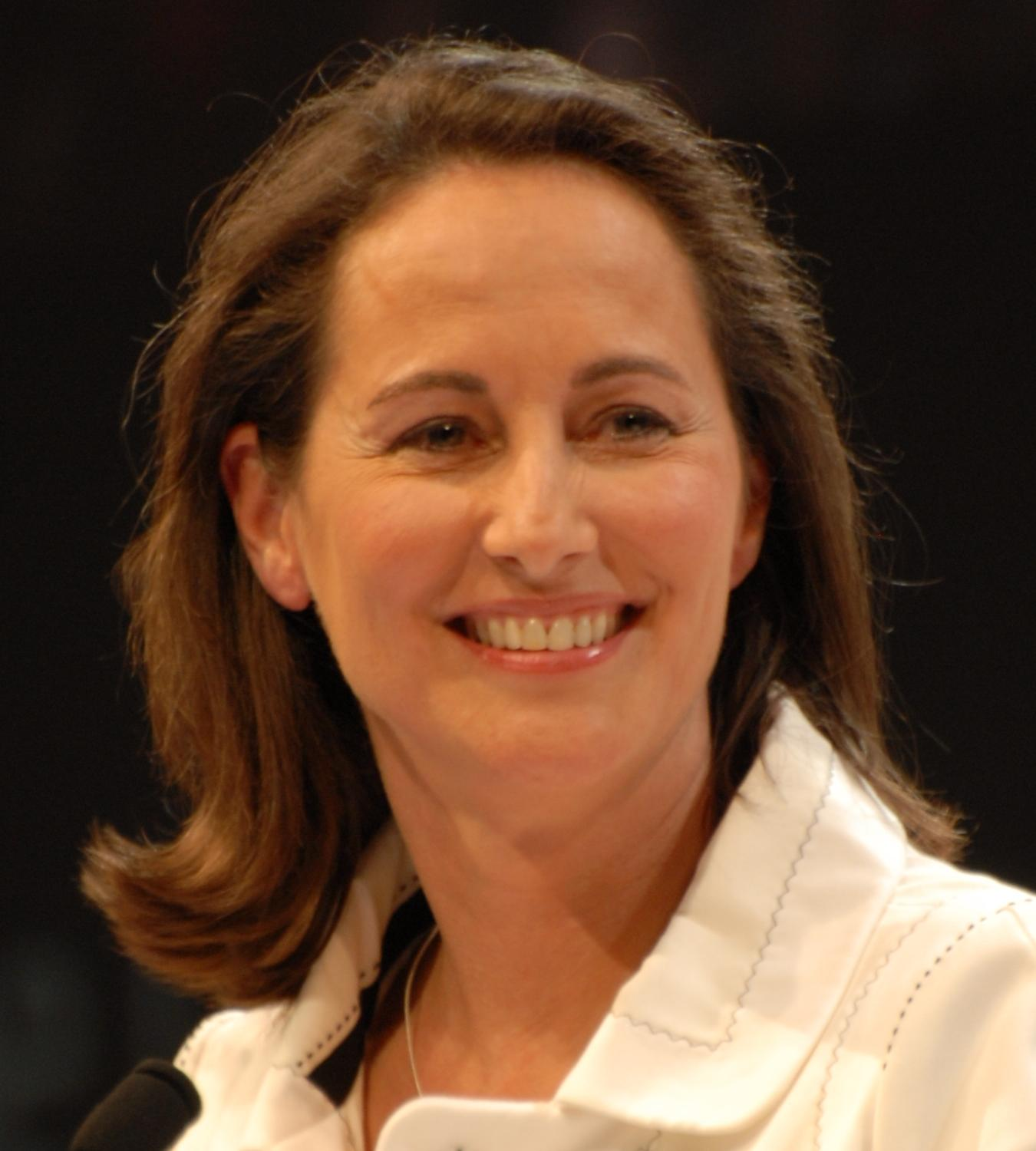
Ségolène Royal.
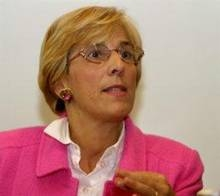
Marie-Noëlle Lienemann.

- Ségolène Royal (1953-), ministre de l'Environnement du 2 avril 1992 au 29 mars 1993.
- Martine Aubry (1950-), ministre du Travail, de l'Emploi et de la Formation professionnelle de 1992 au 28 mars 1993.
- Frédérique Bredin (1956-), ministre de la Jeunesse et des Sports du 4 avril 1992 au 30 mars 1993.
- Élisabeth Guigou (1946-), ministre déléguée, chargée des Affaires européennes de 1992 au 28 mars 1993.
- Marie-Noëlle Lienemann (1951-), ministre déléguée au Logement et au Cadre de vie du 2 avril 1992 au 29 mars 1993.
- Catherine Tasca (1941-), secrétaire d'État chargée de la Francophonie et des Relations culturelles extérieures 4 avril 1992 au 29 mars 1993.
- Véronique Neiertz (1942-), secrétaire d'État aux Droits des femmes et à la Consommation du 5 avril 1992 au 29 mars 1993.

##### Gouvernement Édouard Balladur
- Simone Veil (1927-2017), ministre d’État, ministre des Affaires sociales, de la Santé et de la Ville du 31 mars 1993 au 16 mai 1995.
- Michèle Alliot-Marie (1946-), ministre de la Jeunesse et des Sports du 29 mars 1993 au 16 mai 1995.
- Lucette Michaux-Chevry (1929-2021), ministre déléguée à l'Action humanitaire et aux Droits de l'homme du 29 mars 1993 au 16 mai 1995.

#### Présidence de Jacques Chirac

##### Gouvernements Alain Juppé 1 et 2

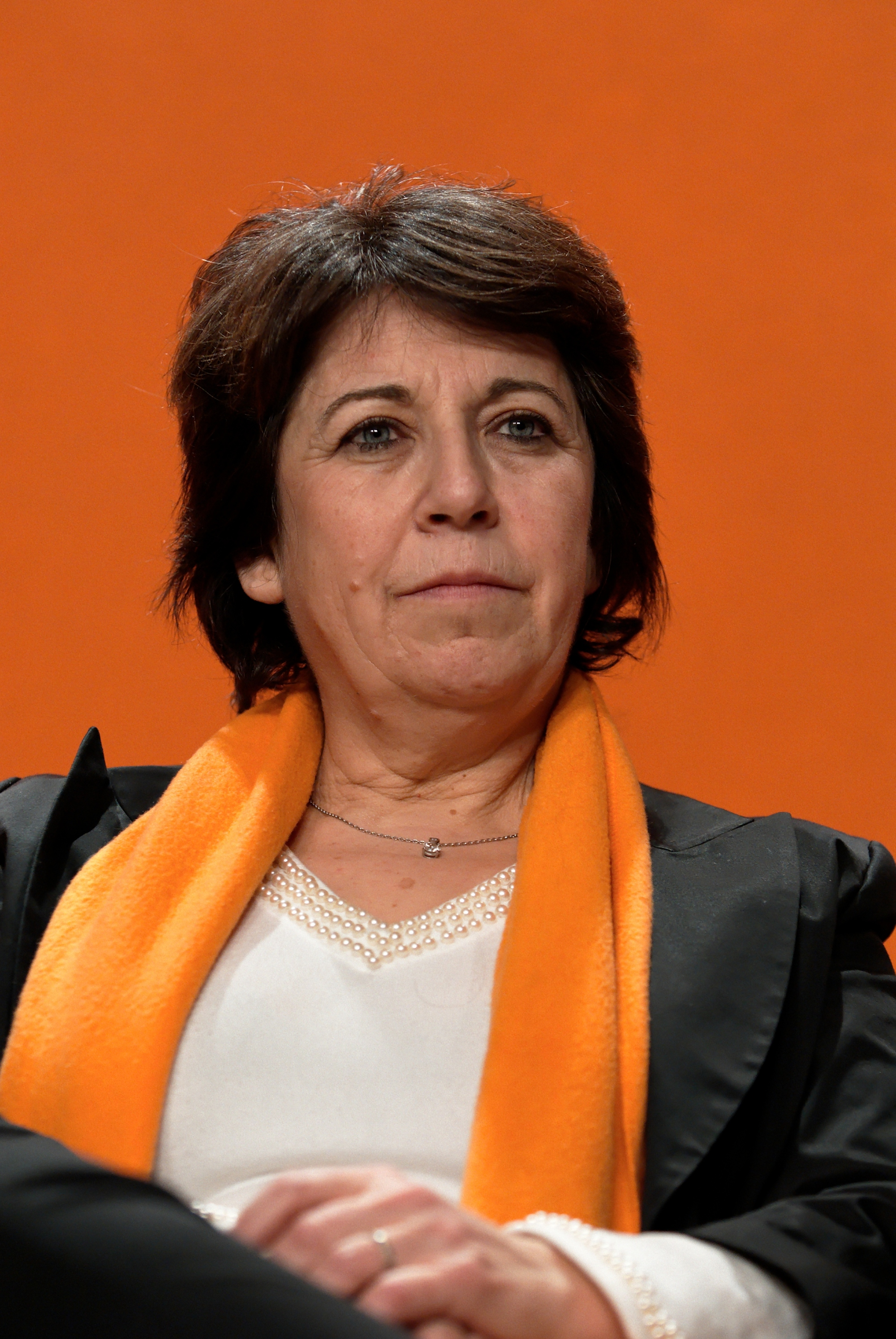
Corinne Lepage.
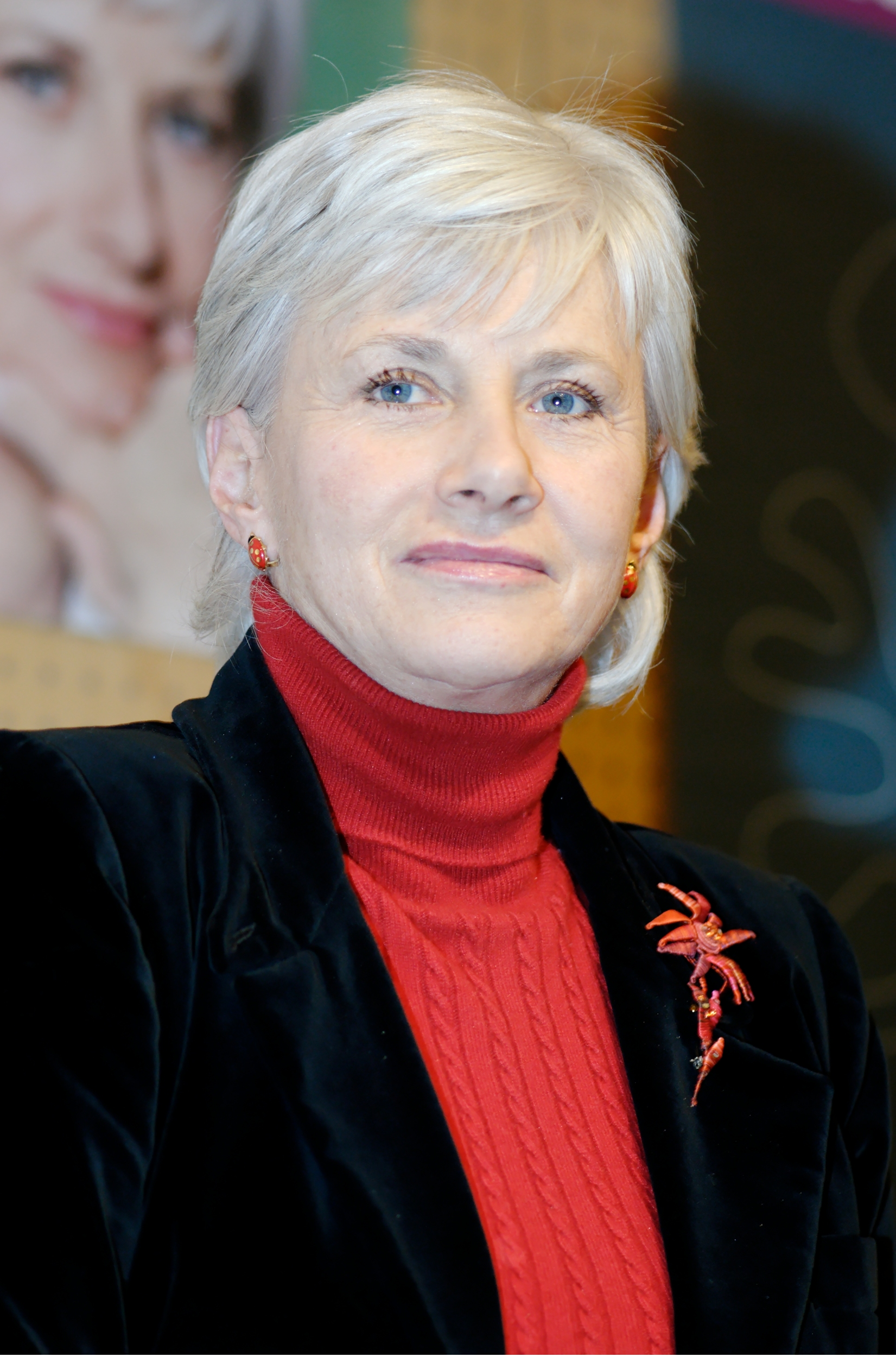
Françoise de Panafieu.
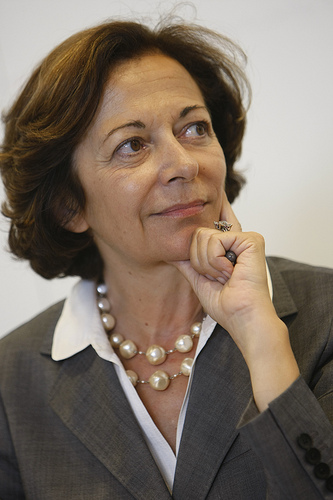
Anne-Marie Idrac.
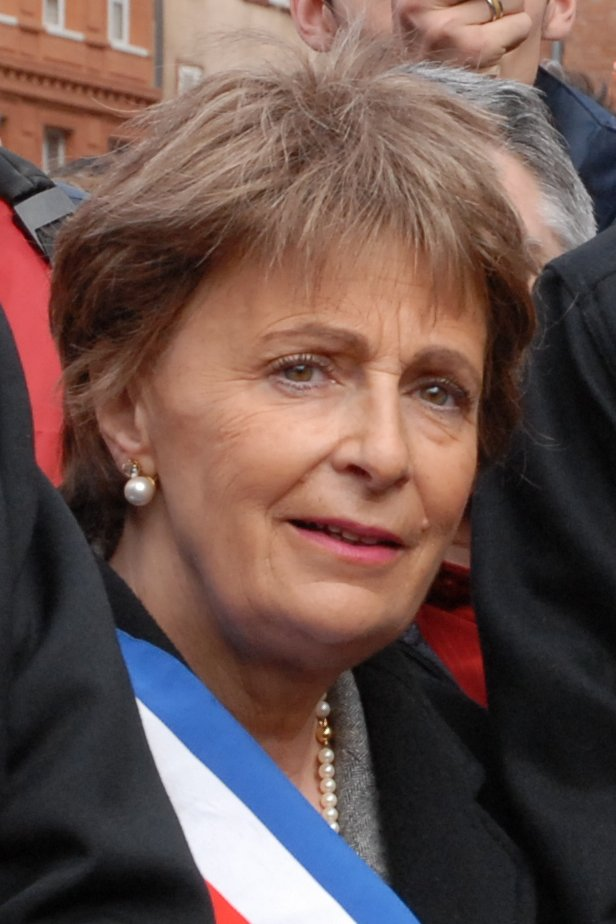
Françoise de Veyrinas.

- Élisabeth Hubert (1956-), ministre de la Santé publique et de l'Assurance maladie du 17 mai au 7 novembre 1995.
- Colette Codaccioni (1942-), ministre de la Solidarité entre les générations du 17 mai au 7 novembre 1995.
- Corinne Lepage (1951-), ministre de l'Environnement du 17 mai 1995 au 2 juin 1997.
- Françoise de Panafieu (1948-), ministre du Tourisme du 17 mai au 7 novembre 1995.
- - Anne-Marie Couderc (1950-), secrétaire d'État auprès du Premier ministre, chargée de l'Emploi du 17 mai au 6 novembre 1995, puis ministre déléguée chargée de l'Emploi du 6 novembre 1995 au 2 juin 1997.
- Élisabeth Dufourcq (1940-), secrétaire d'État à la Recherche du 17 mai au 7 novembre 1995.
- Françoise Hostalier (1953-), secrétaire d'État auprès du Ministre de l'Éducation nationale, chargée de l'Enseignement scolaire du 17 mai au 7 novembre 1995.
- Anne-Marie Idrac (1951-), secrétaire d’État aux Transports du 18 mai 1995 au 2 juin 1997.
- Margie Sudre (1943-), secrétaire d'État chargé de la Francophonie du 18 mai 1995 à 1997.
- Nicole Ameline (1942-), secrétaire d'État chargée de la Décentralisation du 18 mai 1995 au 7 novembre 1995.
- Françoise de Veyrinas (1943-2008), secrétaire d'État aux Quartiers en difficulté, auprès du ministre chargé de l'Intégration et de la Lutte contre l'Exclusion du 18 mai 1995 au 7 novembre 1995.
- Christine Chauvet (1949-), secrétaire d'État auprès du ministre de l'Industrie, chargée du Commerce extérieur du 18 mai 1995 au 7 novembre 1995.

##### Gouvernement Lionel Jospin

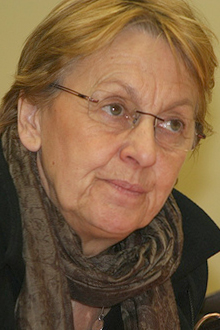
Marylise Lebranchu.
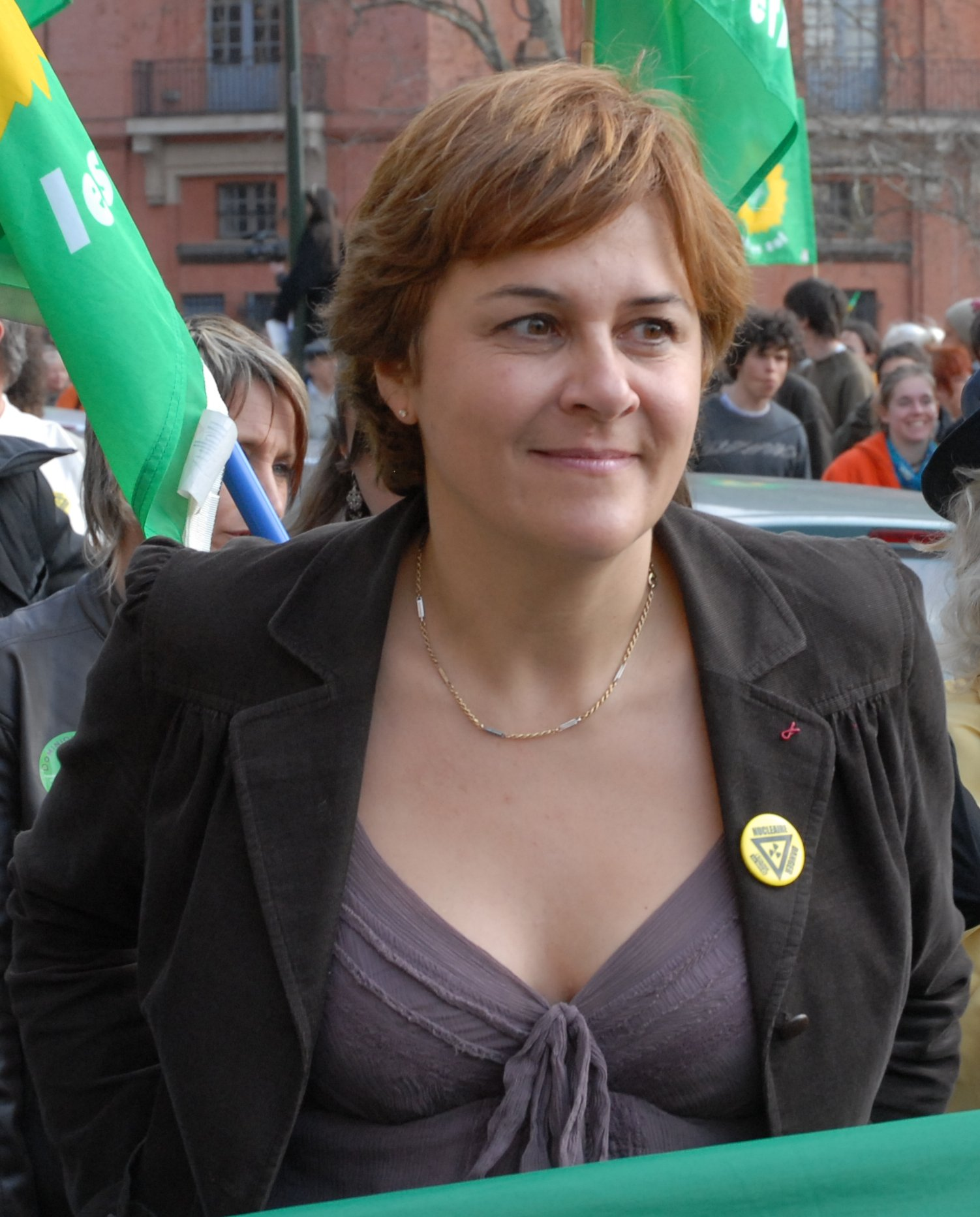
Dominique Voynet.
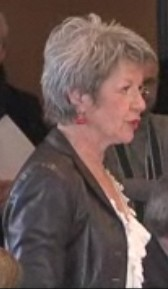
Dominique Gillot.
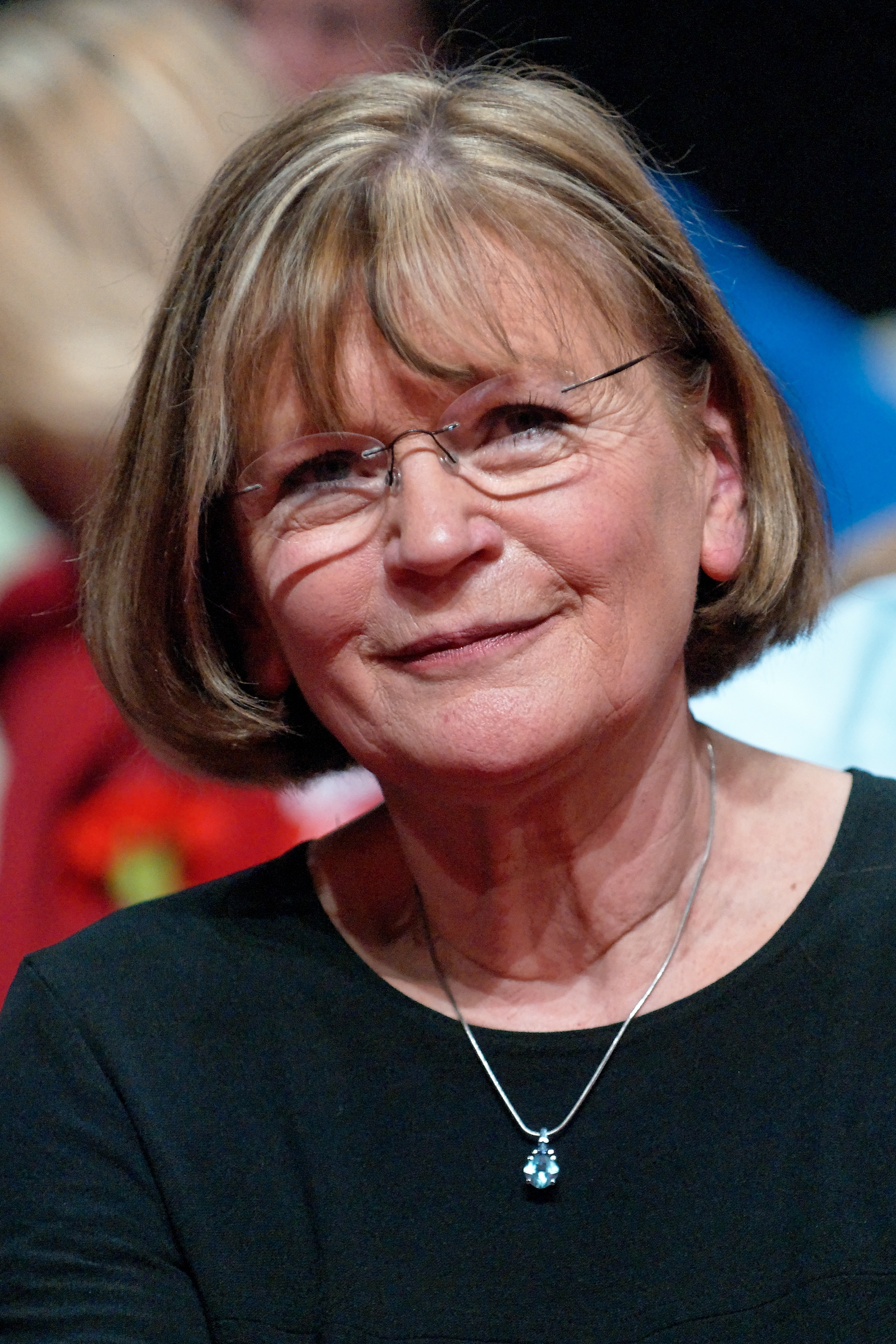
Marie-George Buffet.
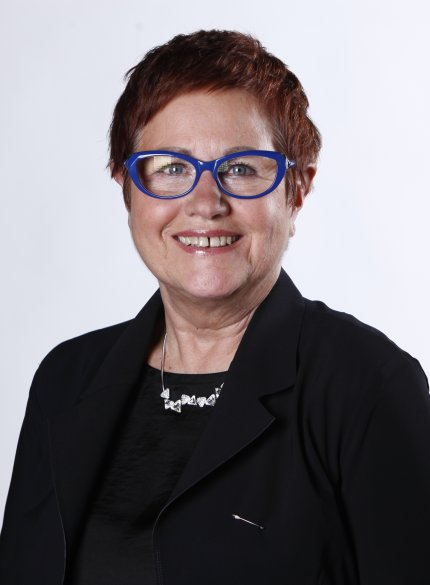
Michelle Demessine.

- Martine Aubry (1950-), ministre de l'Emploi et de la Solidarité du 4 juin 1997 au 18 octobre 2000.
- Élisabeth Guigou (1946-) Garde des Sceaux, ministre de la Justice du 2 juin 1997 au 18 octobre 2000 puis ministre de l'Emploi et de la Solidarité du 18 octobre 2000 au 6 mai 2002.
- Marylise Lebranchu (1947-), secrétaire d'État aux PME, au Commerce, à l'Artisanat et à la Consommation du 2 juin 1997 au 18 octobre 2000 puis Garde des Sceaux, ministre de la Justice du 18 octobre 2000 au 7 mai 2002.
- Catherine Trautmann (1951-), ministre de la Culture et de la Communication, porte-parole du gouvernement du 4 juin 1997 au 30 mars 1998 puis ministre de la Culture et de la Communication du 30 mars 1998 au 27 mars 2000.
- Catherine Tasca (1941-), ministre de la Culture et de la Communication du 27 mars 2000 au 6 mai 2002.
- Dominique Voynet (1958-), ministre de l'Aménagement du territoire et de l'Environnement du 4 juin 1997 au 9 juillet 2001.
- Marie-George Buffet (1949-), ministre de la Jeunesse et des Sports du 4 juin 1997 au 6 mai 2002.
- Ségolène Royal (1953-), ministre déléguée à l'Enseignement scolaire du 2 juin 1997 au 27 mars 2000 puis ministre déléguée à la Famille, à l'Enfance et aux Personnes handicapées du 27 mars 2000 au 6 mai 2002.
- Dominique Gillot (1949-), secrétaire d'État à la santé du 28 juillet 1999 au 27 mars 2000 puis secrétaire d'État aux Personnes âgées et aux Personnes handicapées du 27 mars 2000 au 27 mars 2001.
- Nicole Péry (1943-), secrétaire d'État aux droits des femmes et à la formation professionnelle du 30 mars 1998 au 6 mai 2002.
- Paulette Guinchard-Kunstler (1949-2021), secrétaire d'État aux Personnes âgées du 28 mars 2001 au 5 mai 2002.
- Florence Parly (1963-), secrétaire d'État au Budget du 3 janvier 2000 au 6 mai 2002.
- Marie-Noëlle Lienemann (1951-), secrétaire d’État au Logement du 27 mars 2001 au 6 mai 2002.
- Michelle Demessine (1947-), secrétaire d’État au Tourisme de 1997 au 23 octobre 2001.

##### Gouvernements Jean-Pierre Raffarin 1, 2 et 3

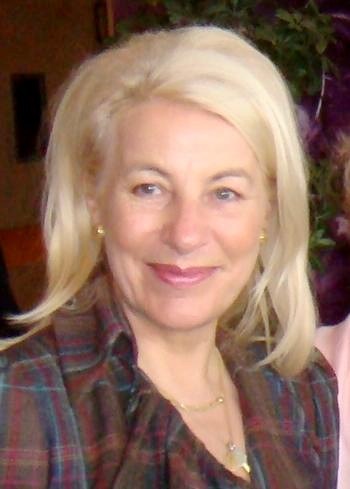
Nicole Ameline.
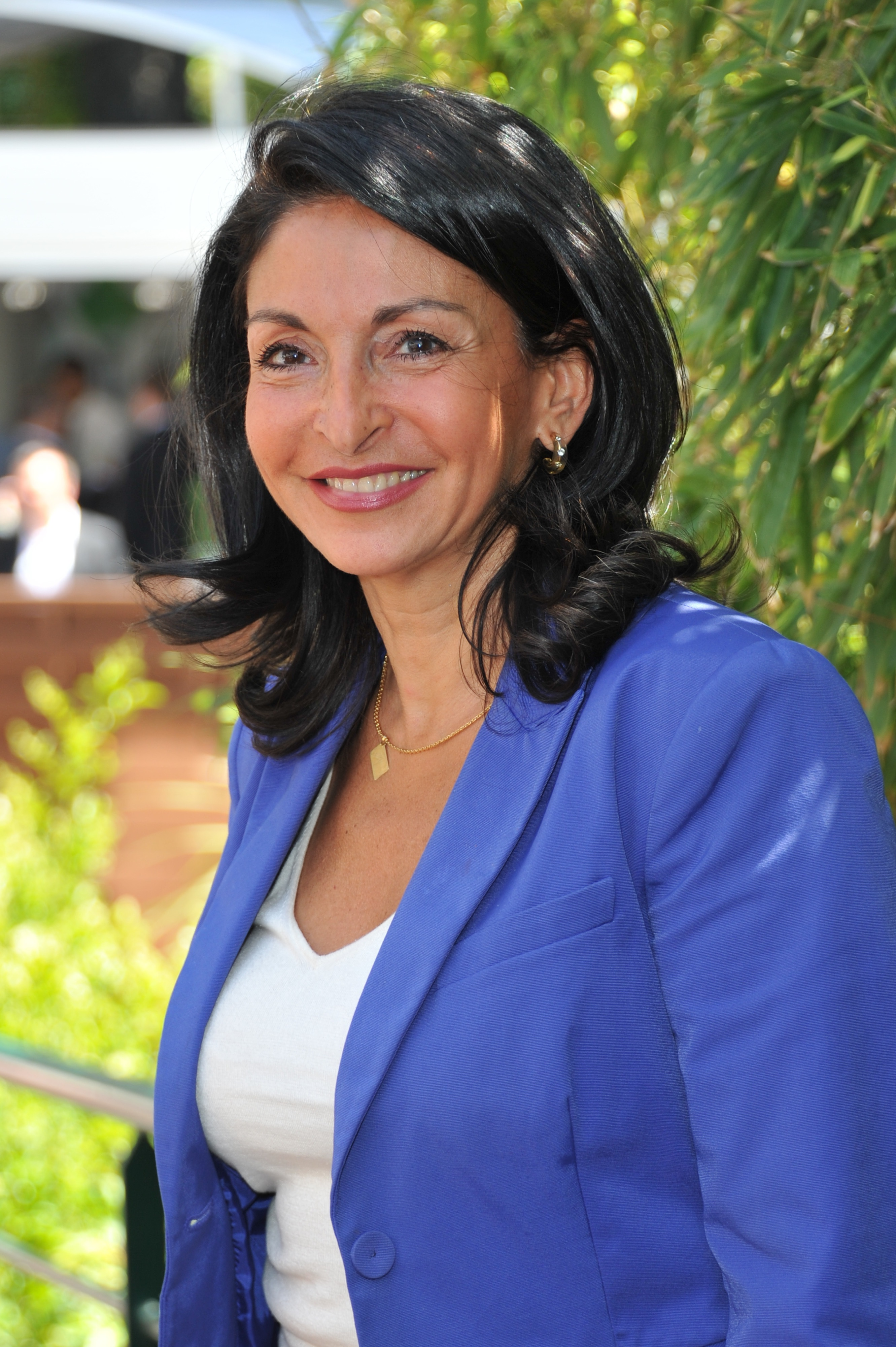
Nicole Guedj.
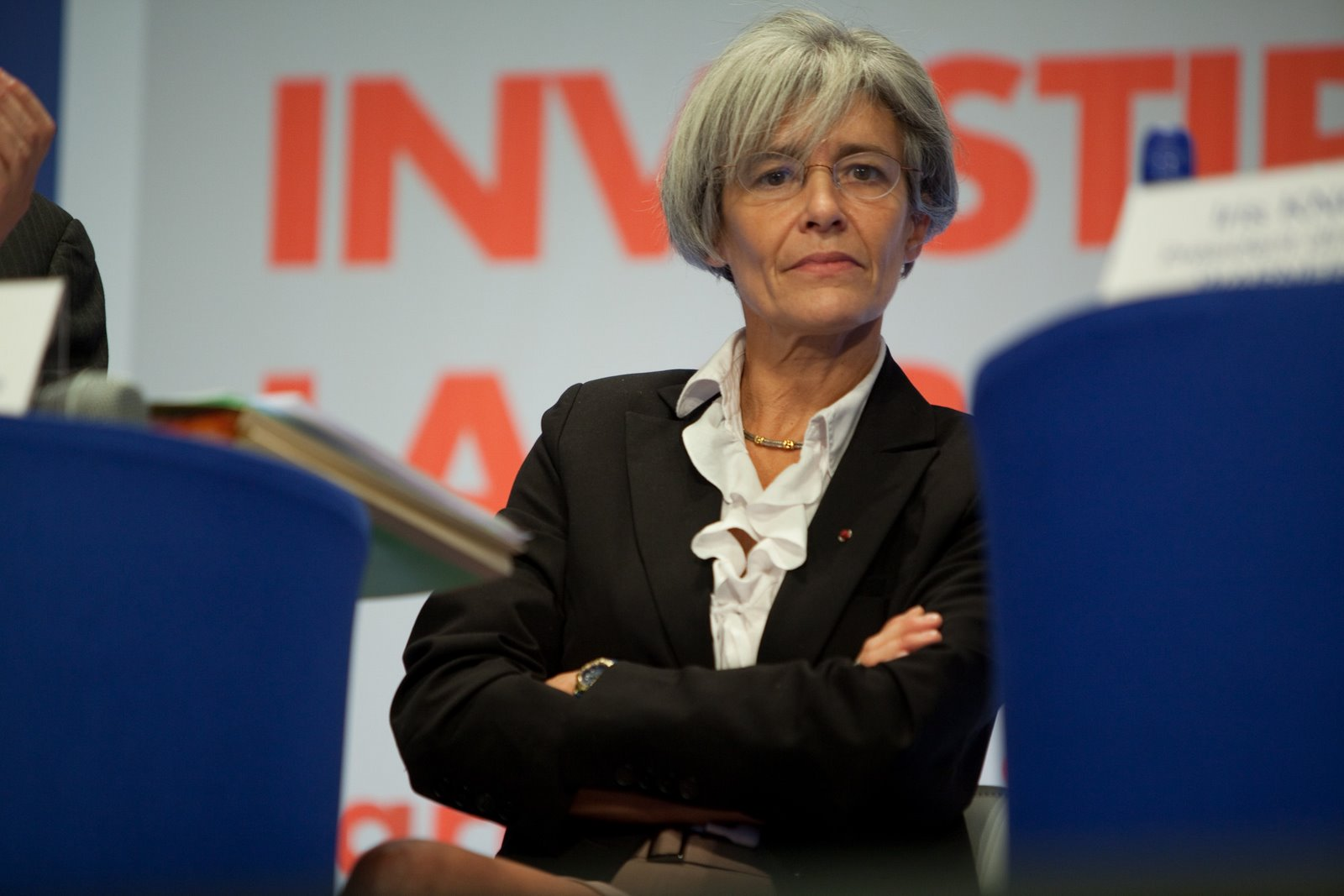
Claudie Haigneré.
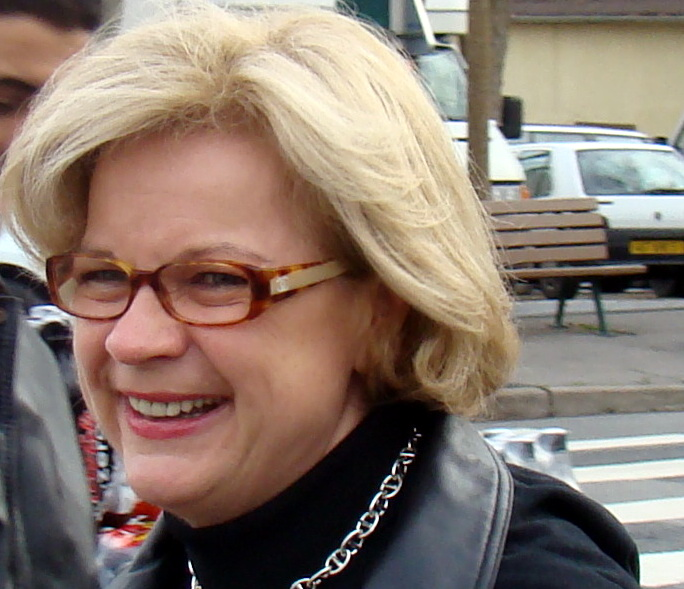
Catherine Vautrin.
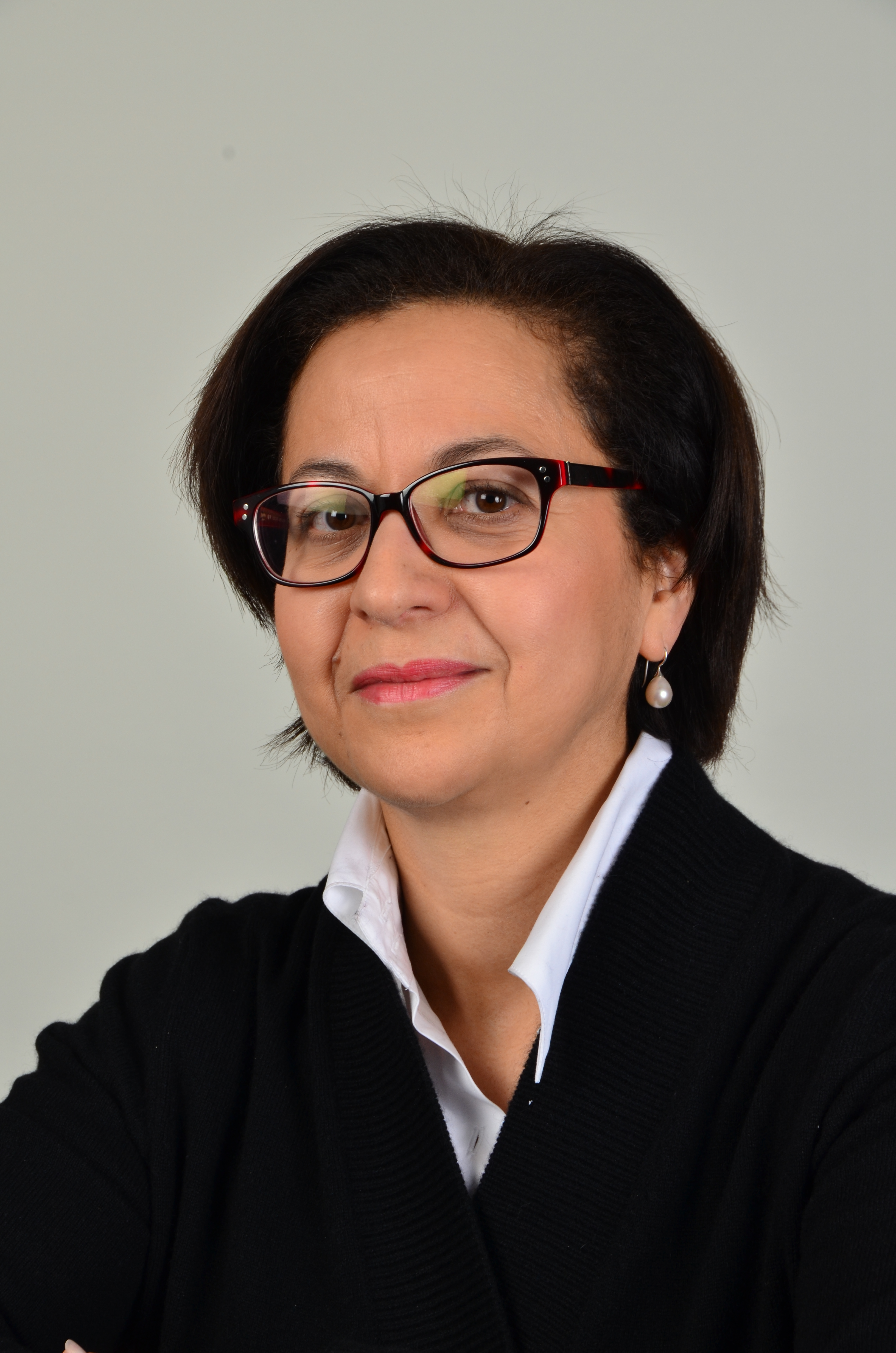
Tokia Saïfi.

- Michèle Alliot-Marie (1946-), ministre de la Défense du 6 mai 2002 au 31 mai 2005.
- Nicole Ameline (1952-), secrétaire d'État à la Mer du 7 mai 2002 au 16 juin 2002 puis ministre de la Parité et de l'Égalité professionnelle du 31 mars 2004 au 31 mars 2005.
- Roselyne Bachelot (1946-), ministre de l'Écologie et du Développement durable du 6 mai 2002 au 31 mars 2004.
- Brigitte Girardin (1953-), ministre de l'Outre-mer du 7 mai 2002 au 31 mai 2005.
- Marie-Thérèse Boisseau (1940-), secrétaire d'État aux Personnes handicapées du 7 mai 2002 au 31 mars 2004
- Nicole Fontaine (1942-2018), ministre déléguée à l'Industrie de 2002 à 2004.
- Nicole Guedj (1954-), secrétaire d'État aux Programmes immobiliers de la Justice du 22 janvier au 31 mars 2004 puis secrétaire d'État aux droits des victimes, du 31 mai 2004 à 2005.
- Claudie Haigneré (1957-), ministre déléguée à la Recherche et aux Nouvelles technologies de juin 2002 à mars 2004 puis ministre déléguée aux Affaires européennes de mars 2004 à mai 2005.
- Noëlle Lenoir (1942-), ministre déléguée aux Affaires européennes de 2002 à 2004.
- Marie-Josée Roig (1938-2024), ministre de la Famille et de l'Enfance du 31 mars au 29 novembre 2004 puis ministre déléguée à l'Intérieur du 29 novembre 2004 au 31 mai 2005.
- Marie-Anne Montchamp (1957-), secrétaire d'État chargée des Personnes handicapées du 31 mars 2004 au 31 mai 2005.
- Nelly Olin (1941-2017), ministre de la Lutte contre la précarité et l'exclusion du 31 mars 2004 au 31 mai 2005.
- Catherine Vautrin (1960-), secrétaire d'État à l'Intégration et à l'égalité des chances du 31 mars 2004 au 28 octobre 2004 puis secrétaire d'État aux Personnes âgées du 28 octobre 2004 au 31 mai 2005.
- Dominique Versini (1954-), secrétaire d'État chargée de la Lutte contre la précarité et l'exclusion du 7 mai 2002 au 31 mars 2004.
- Tokia Saïfi (1959-), secrétaire d'État chargée du Développement durable du 7 mai 2002 au 21 juin 2004.

##### Gouvernement Dominique de Villepin
- Michèle Alliot-Marie (1946-), ministre de la Défense du 31 mai 2005 au 18 mai 2007.
- Nelly Olin (1941-2017), ministre de l'Écologie et du Développement durable du 31 mai 2005 au 15 mai 2007.
- Catherine Vautrin (1960-), ministre chargée de la Cohésion sociale et de la Parité du 2 juin 2005 au 15 mai 2007.
- Brigitte Girardin (1953-), ministre déléguée à la Coopération, au Développement et à la Francophonie du 2 juin 2005 au 15 mai 2007.
- Catherine Colonna (1956-), ministre déléguée aux Affaires européennes du 2 juin 2005 au 15 mai 2007.
- Christine Lagarde (1956-), ministre déléguée au Commerce extérieur du 2 juin 2005 au 15 mai 2007.

#### Présidence de Nicolas Sarkozy

##### Gouvernements François Fillon 1, 2 et 3

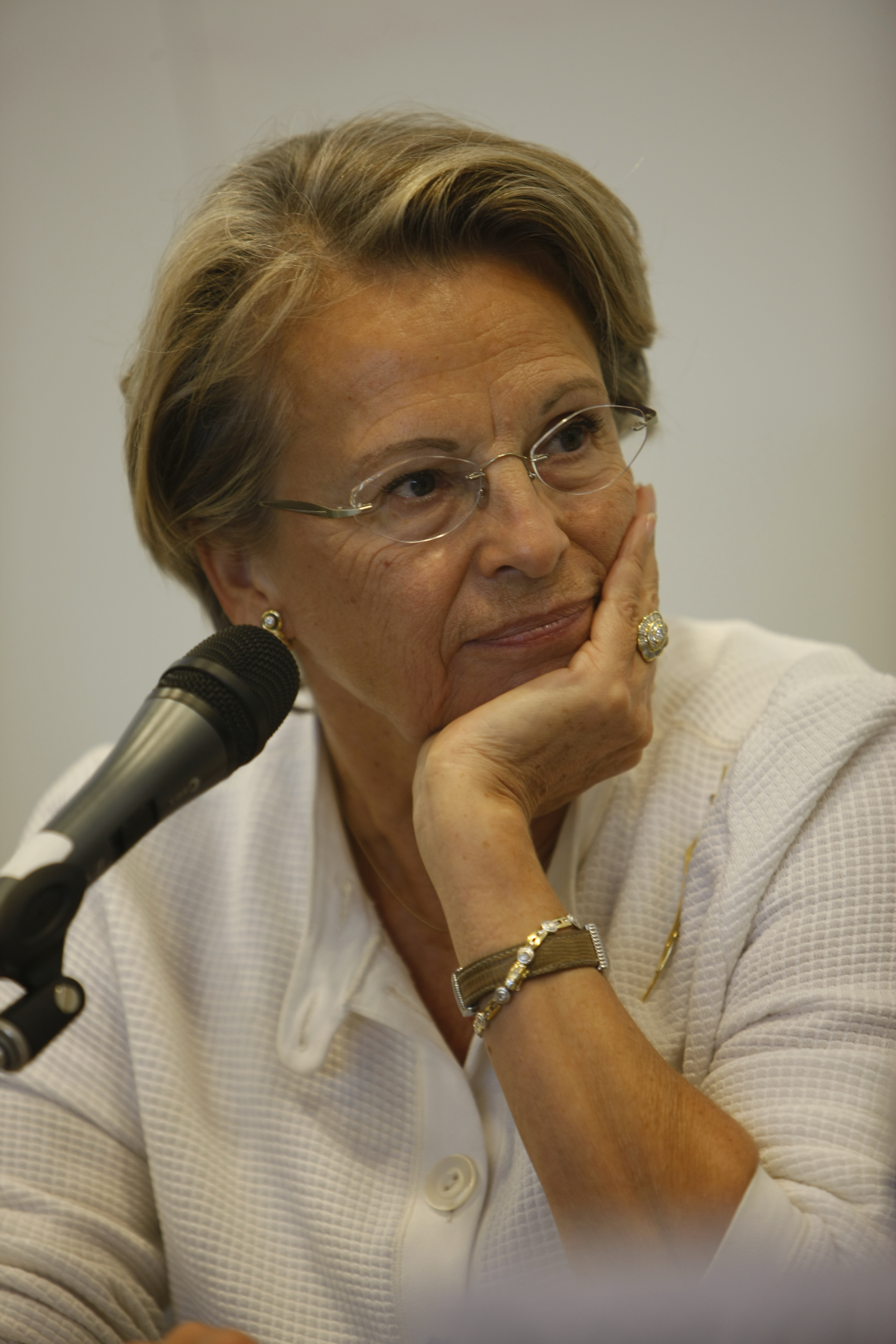
Michèle Alliot-Marie.
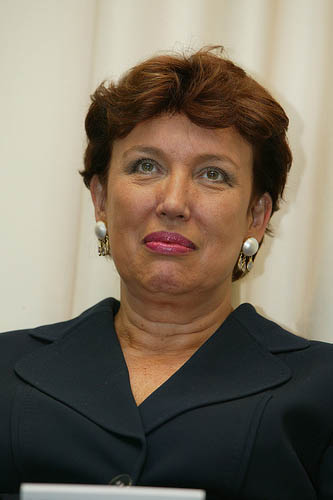
Roselyne Bachelot.
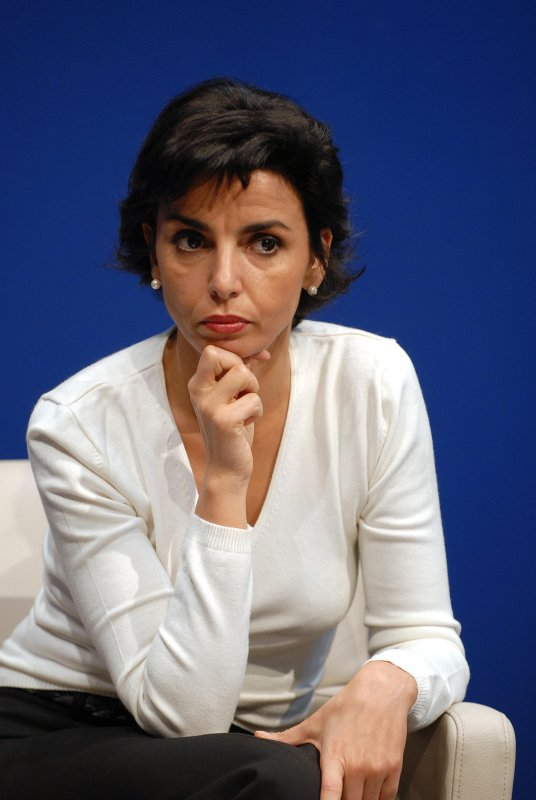
Rachida Dati.
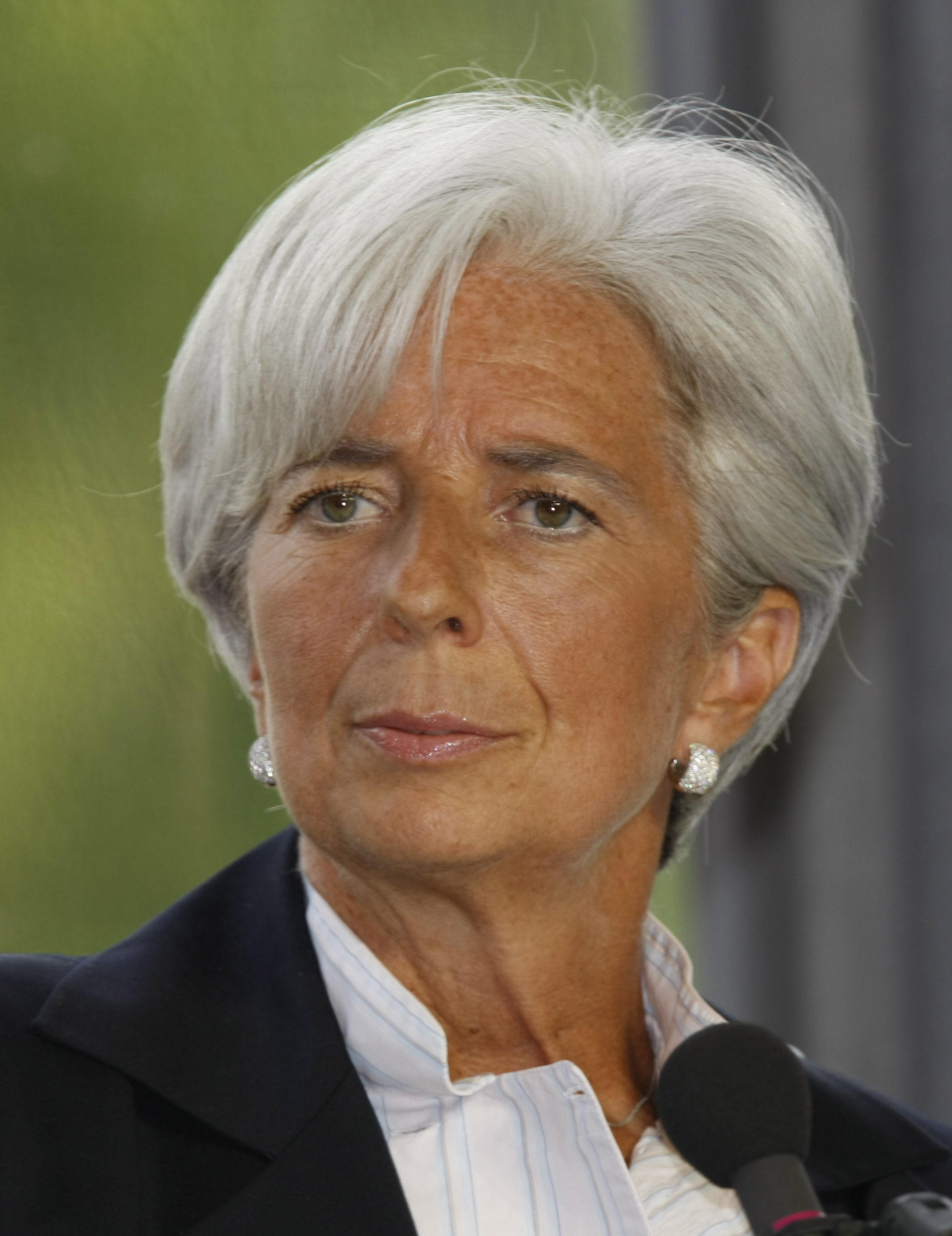
Christine Lagarde.
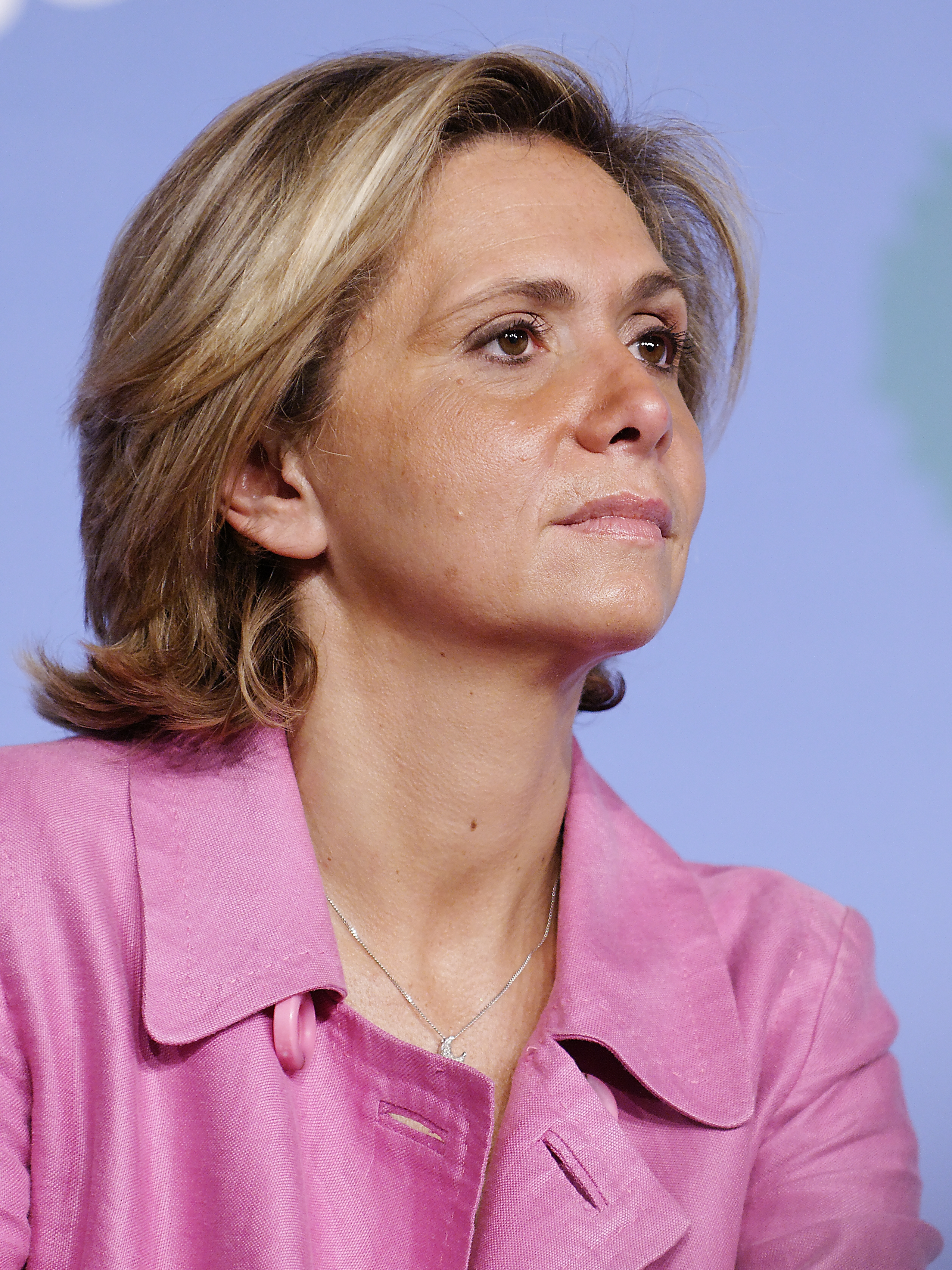
Valérie Pécresse.
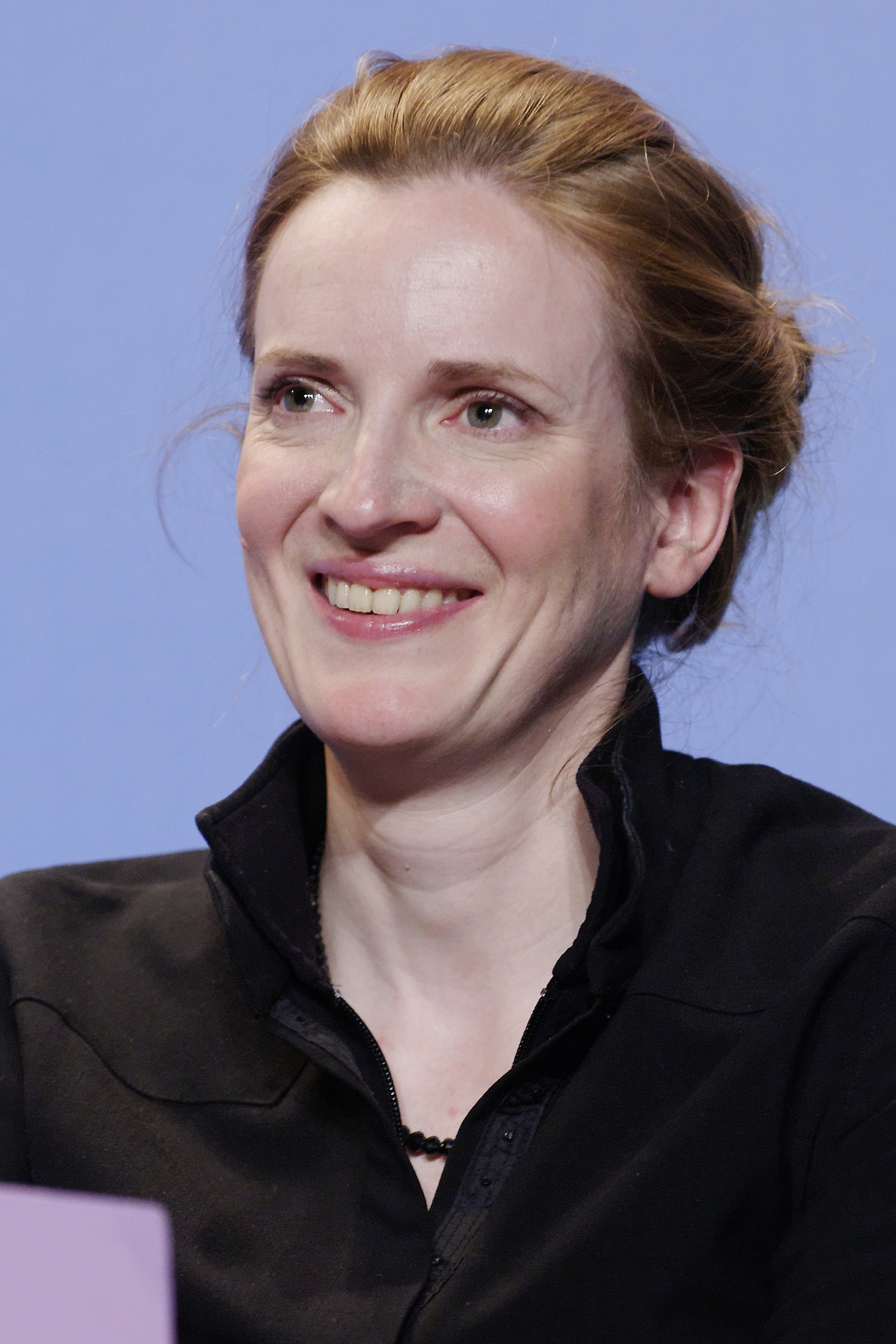
Nathalie Kosciusko-Morizet.

- Michèle Alliot-Marie (1946-), ministre de l'Intérieur, de l'Outre-mer et des Collectivités territoriales du 18 mai 2007 au 23 juin 2009 puis ministre d'État, garde des Sceaux, ministre de la Justice et des Libertés du 23 juin 2009 au 13 novembre 2010 et de nouveau ministre d'État, ministre des Affaires étrangères et européennes du 14 novembre 2010 au 27 février 2011.
- Christine Albanel (1944-), ministre de la Culture et de la Communication du 18 mai 2007 au 23 juin 2009.
- Christine Boutin (1944-), ministre du Logement et de la Ville du 18 mai 2007 au 15 janvier 2009 puis ministre du Logement du 15 janvier au 23 juin 2009.
- Rachida Dati (1965-), Garde des Sceaux, ministre de la Justice du 18 mai 2007 au 23 juin 2009.
- Christine Lagarde (1956-), ministre de l'Agriculture et de la Pêche du 18 mai au 18 juin 2007 puis ministre de l'Économie, des Finances et de l'Emploi (2007-2008) et ministre de l'Économie, de l'Industrie et de l'Emploi (2008-2010) et de nouveau ministre de l'Économie, des Finances et de l'Industrie (à partir de 2010) du 18 juin 2007 au 29 juin 2011.
- Fadela Amara (1964-), secrétaire d’État à la Politique de la ville du 19 juin 2007 au 13 novembre 2010.
- Anne-Marie Idrac (1951-), secrétaire d’État au Commerce extérieur du 18 mars 2008 au 13 novembre 2010.
- Valérie Létard (1962-), secrétaire d'État chargée de la Solidarité du 19 juin 2007 au 23 juin 2009 puis secrétaire d'État auprès du ministre d'État, ministre de l'Écologie, du Développement durable et de la Mer, chargée des Technologies vertes et des Négociations sur le climat du 23 juin 2009 au 13 novembre 2010.
- Rama Yade (1976-), secrétaire d'État chargée des Affaires étrangères et des Droits de l'homme du 19 juin 2007 au 23 juin 2009 puis secrétaire d'État chargée des Sports du 23 juin 2009 au 13 novembre 2010.
- Chantal Jouanno (1969-), secrétaire d'État chargée de l'Écologie du 21 janvier 2009 au 13 novembre 2010 puis ministre des Sports du 14 novembre 2010 au 26 septembre 2011.
- Nathalie Kosciusko-Morizet (1973-), secrétaire d'État chargée de l'Écologie du 18 mai 2007 au 15 janvier 2009 puis secrétaire d'État chargée de la Prospective et du Développement de l'économie numérique du 15 janvier 2009 au 13 novembre 2010. Ministre de l'Écologie, du Développement durable, des Transports et du Logement du 14 novembre 2010 au 22 février 2012.
- Roselyne Bachelot (1946-), ministre de la Santé et des Sports du 18 mai 2007 au 13 novembre 2010. Ministre des Solidarités et de la Cohésion sociale du 14 novembre 2010 au 10 mai 2012.
- Valérie Pécresse (1967-), ministre de l'Enseignement supérieur et de la Recherche du 18 mai 2007 au 29 juin 2012 puis Ministre du Budget, des Comptes publics, de la Réforme de l'État, et porte-parole du gouvernement, du 29 juin 2011 au 10 mai 2012.
- Nora Berra (1963-), secrétaire d’État chargée des Aînés du 23 juin 2009 au 13 novembre 2010 puis secrétaire d’État chargée de la Santé du 14 novembre 2010 au 10 mai 2012.
- Jeannette Bougrab (1973-), secrétaire d'État chargée de la Jeunesse et de la Vie associative du 14 novembre 2010 au 10 mai 2012.
- Marie-Anne Montchamp (1957-), secrétaire d'État auprès de la ministre des Solidarités et de la Cohésion sociale du 14 novembre 2010 au 10 mai 2012.
- Nadine Morano (1963-), secrétaire d'État à la Famille du 18 mars 2008 au 23 juin 2009 puis secrétaire d’État à la Famille et à la Solidarité du 23 juin 2009 au 13 novembre 2010 et ministre chargée de l'Apprentissage et de la Formation professionnelle du 14 novembre 2010 au 10 mai 2012.
- Marie-Luce Penchard (1959-), secrétaire d'État à l'Outre-Mer du 23 juin au 6 novembre 2009 puis ministre auprès du ministre de l'Intérieur, des Collectivités territoriales, de l'Immigration et de l'Outre-Mer, chargée de l'Outre-Mer du 6 novembre 2009 au 10 mai 2012.
- Claude Greff (1954-), secrétaire d'État chargée de la Famille du 29 juin 2011 au 10 mai 2012.

#### Présidence de François Hollande

##### Gouvernements Jean-Marc Ayrault 1 et 2

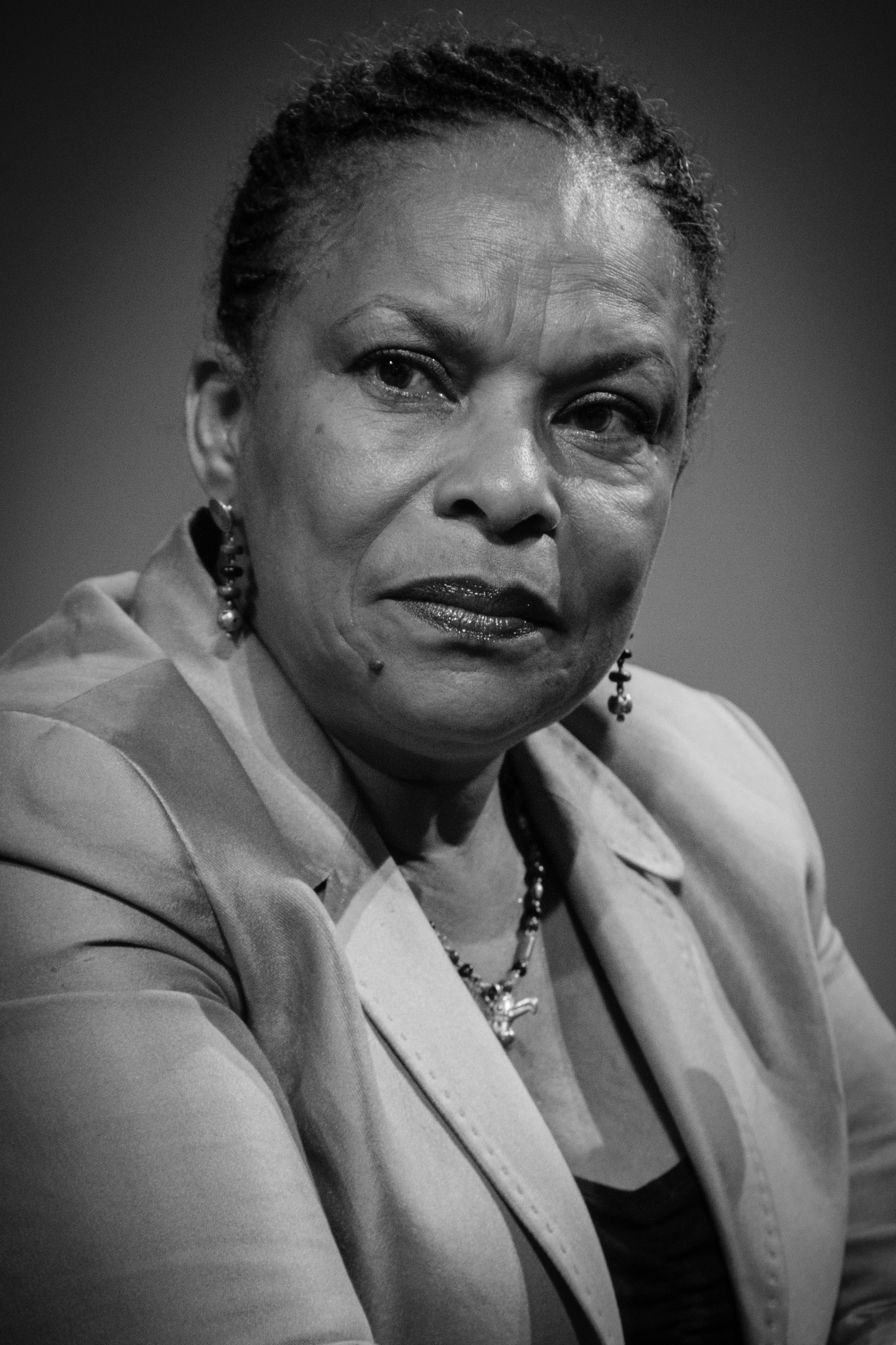
Christiane Taubira.
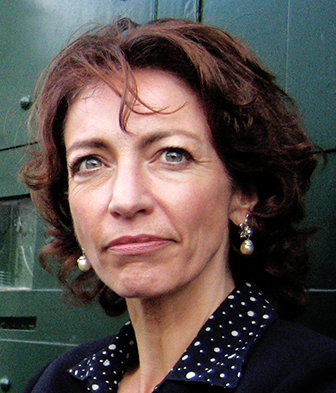
Marisol Touraine.
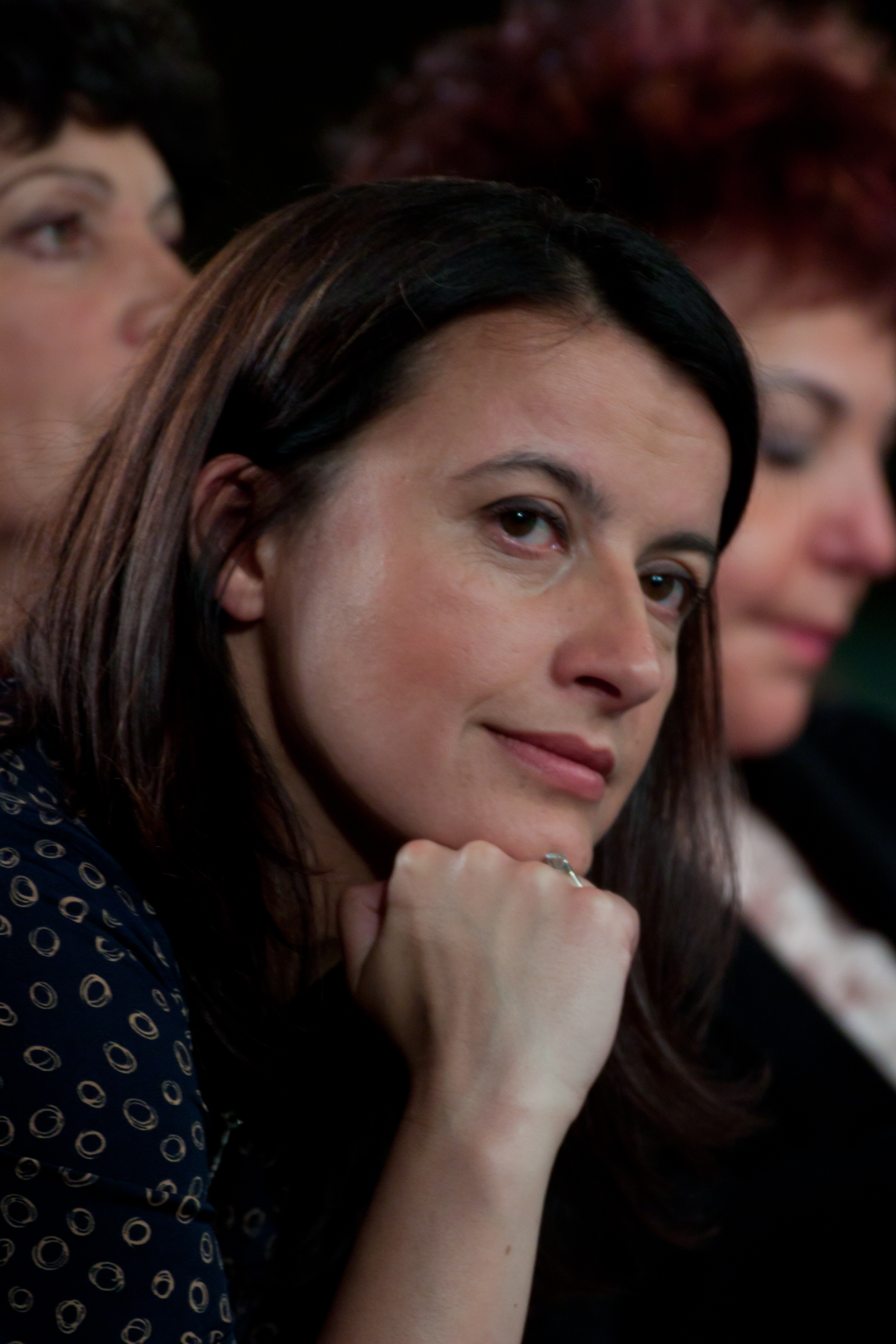
Cécile Duflot.
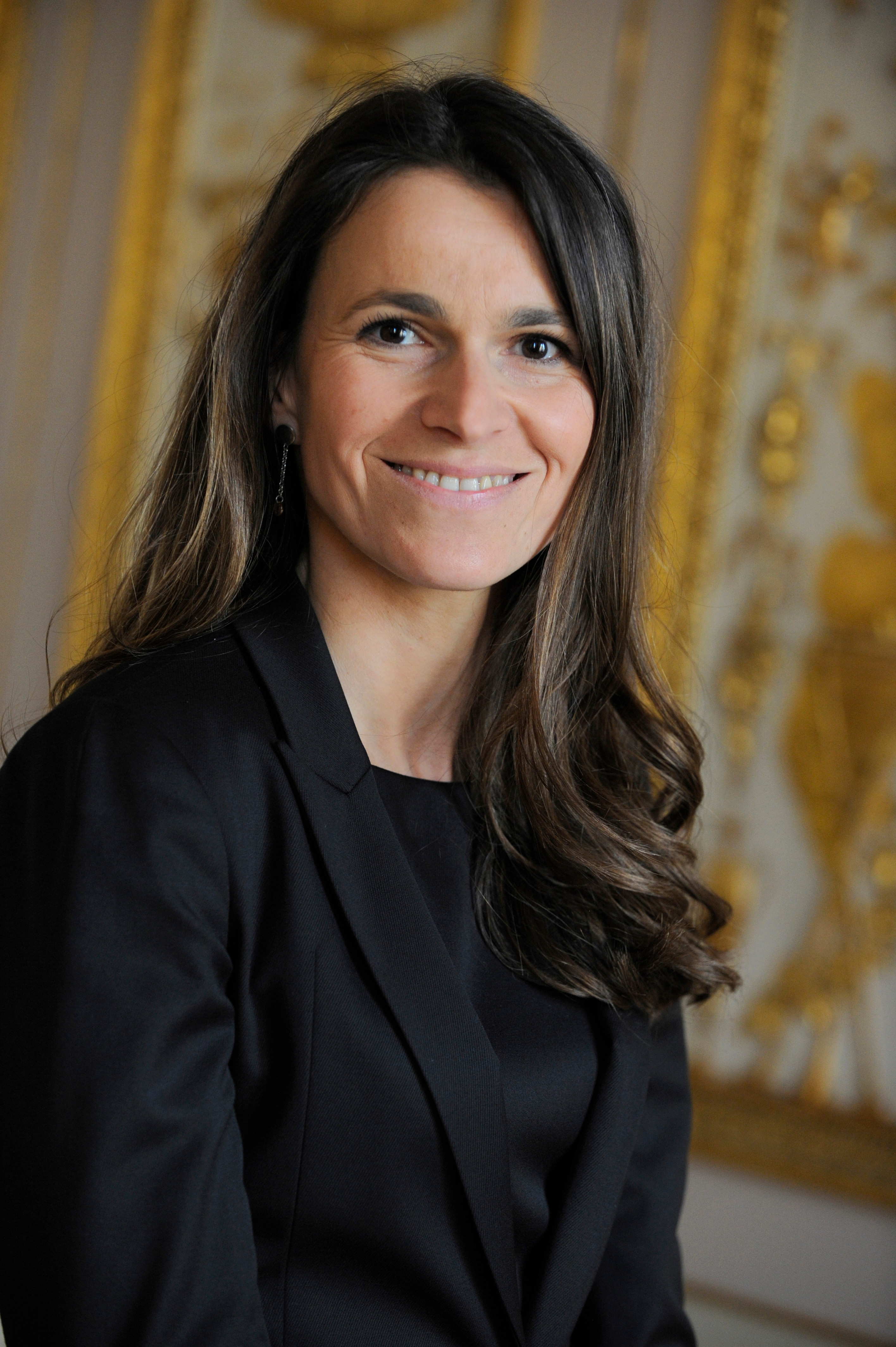
Aurélie Filippetti.
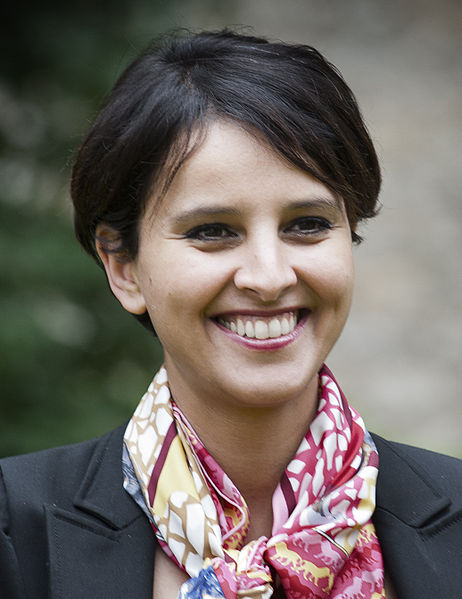
Najat Vallaud-Belkacem.
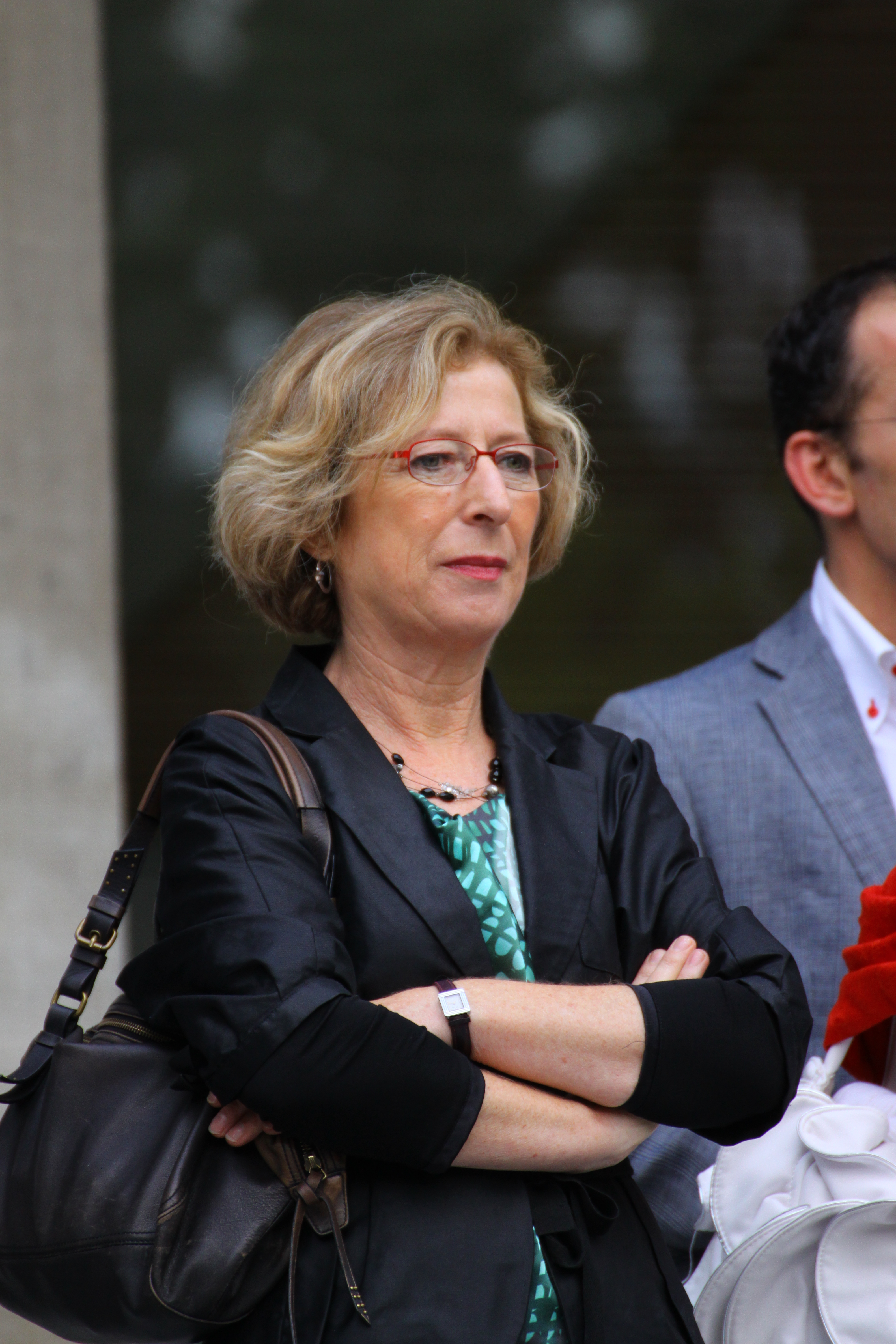
Geneviève Fioraso.

- Delphine Batho (1973-), ministre déléguée auprès de la ministre de la Justice, entre le 16 mai et le 21 juin 2012 puis ministre de l'Écologie, du Développement durable et de l'Énergie entre le 21 juin 2012 et le 2 juillet 2013.
- Christiane Taubira (1952-), Garde des Sceaux, ministre de la Justice, entre le 16 mai 2012 et le 31 mars 2014.
- Marisol Touraine (1959-), ministre des Affaires sociales et de la Santé, entre le 16 mai 2012 et le 31 mars 2014.
- Cécile Duflot (1975-), ministre de l'Égalité des territoires et du Logement, entre le 16 mai 2012 et le 31 mars 2014.
- Nicole Bricq (1947-2017), ministre de l'Écologie, du Développement durable et de l'Énergie, entre le 16 mai 2012 et le 21 juin 2012 puis ministre du Commerce extérieur entre le 21 juin 2012 et le 31 mars 2014.
- Aurélie Filippetti (1973-), ministre de la Culture et de la Communication, entre le 16 mai 2012 et le 31 mars 2014.
- Geneviève Fioraso (1954-), ministre de l'Enseignement supérieur et de la Recherche, entre le 16 mai 2012 et le 31 mars 2014.
- Najat Vallaud-Belkacem (1977-), ministre des Droits des femmes, depuis le 16 mai 2012 puis porte-parole du gouvernement, entre le 16 mai 2012 et le 31 mars 2014.
- Marylise Lebranchu (1947-), ministre de la Réforme de l'État, de la Décentralisation et de la Fonction publique, entre le 16 mai 2012 et le 31 mars 2014.
- Valérie Fourneyron (1959-), ministre des Sports, de la Jeunesse, de l'Éducation populaire et de la Vie associative, entre le 16 mai 2012 et le 31 mars 2014.
- Sylvia Pinel (1977-), ministre (ministre déléguée jusqu'au 21 juin) à l'Artisanat, au Commerce et au Tourisme, entre le 16 mai 2012 et le 31 mars 2014.
- George Pau-Langevin (1948-), ministre déléguée à la Réussite éducative, entre le 16 mai 2012 et le 31 mars 2014.
- Michèle Delaunay (1947-), ministre déléguée aux Personnes âgées et à la Dépendance, entre le 16 mai 2012 et le 31 mars 2014.
- Dominique Bertinotti (1954-), ministre déléguée à la Famille, entre le 16 mai 2012 et le 31 mars 2014.
- Marie-Arlette Carlotti (1952-), ministre déléguée aux Personnes handicapées, entre le 16 mai et le 21 juin 2012 puis ministre déléguée aux Personnes handicapées et à la Lutte contre l'exclusion, entre le 16 mai 2012 et le 31 mars 2014.
- Yamina Benguigui (1957-), ministre déléguée aux Français de l'étranger et à la Francophonie, entre le 16 mai et le 21 juin 2012 puis ministre déléguée à la Francophonie, entre le 16 mai 2012 et le 31 mars 2014.
- Fleur Pellerin (1973-), ministre déléguée aux Petites et Moyennes entreprises, à l'Innovation et à l'Économie numérique, entre le 16 mai 2012 et le 31 mars 2014.
- Hélène Conway-Mouret (1960-), ministre déléguée aux Français de l'étranger, entre le 16 mai 2012 et le 31 mars 2014.
- Anne-Marie Escoffier (1942-), ministre déléguée chargée de la Décentralisation, entre le 16 mai 2012 et le 31 mars 2014.

##### Gouvernement Valls 1 et 2 - Gouvernement Cazeneuve

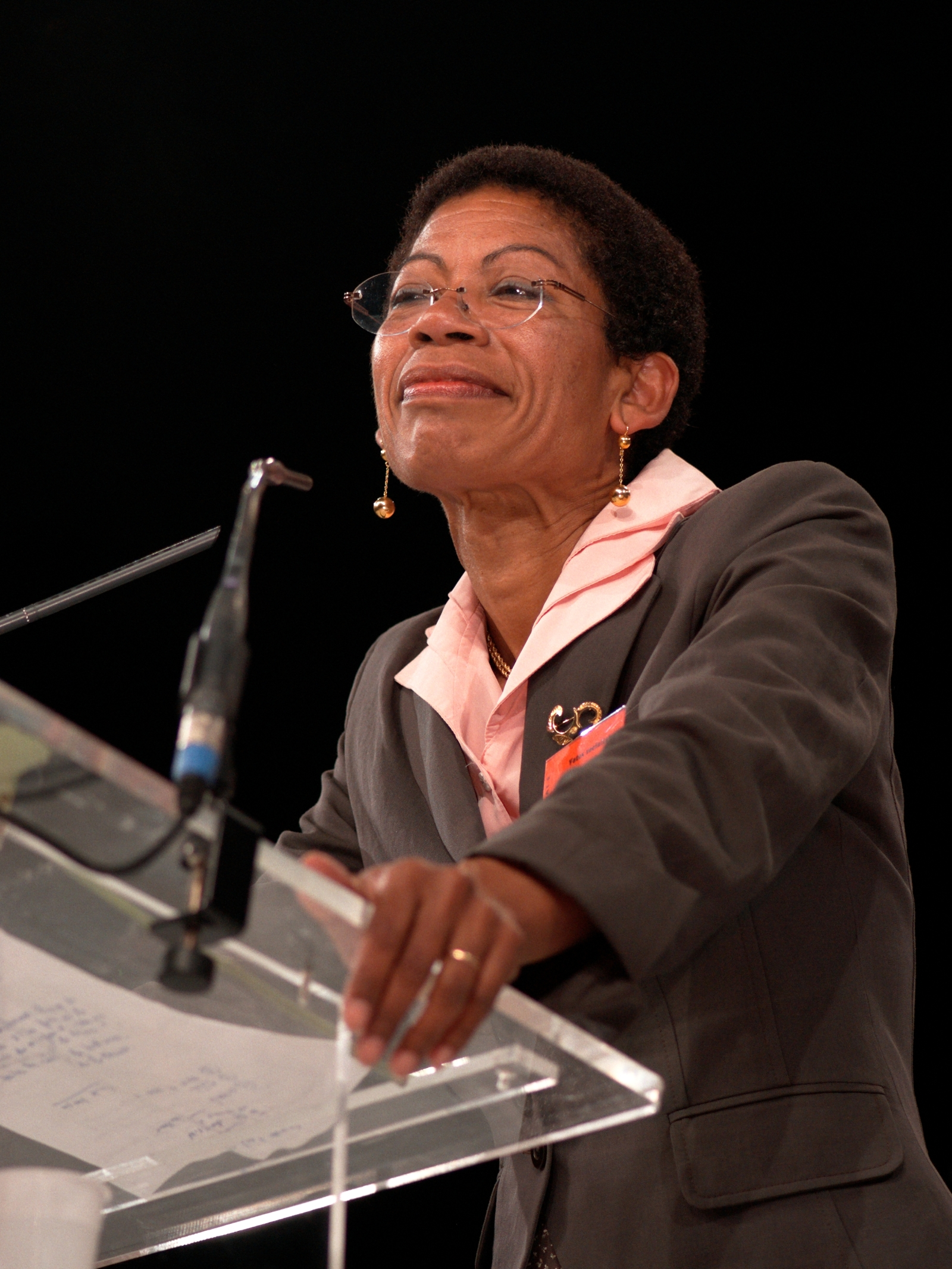
George Pau-Langevin.
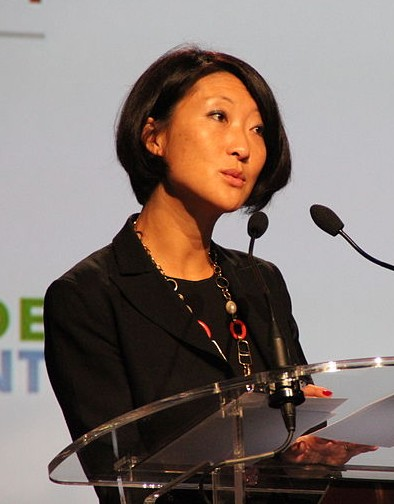
Fleur Pellerin.
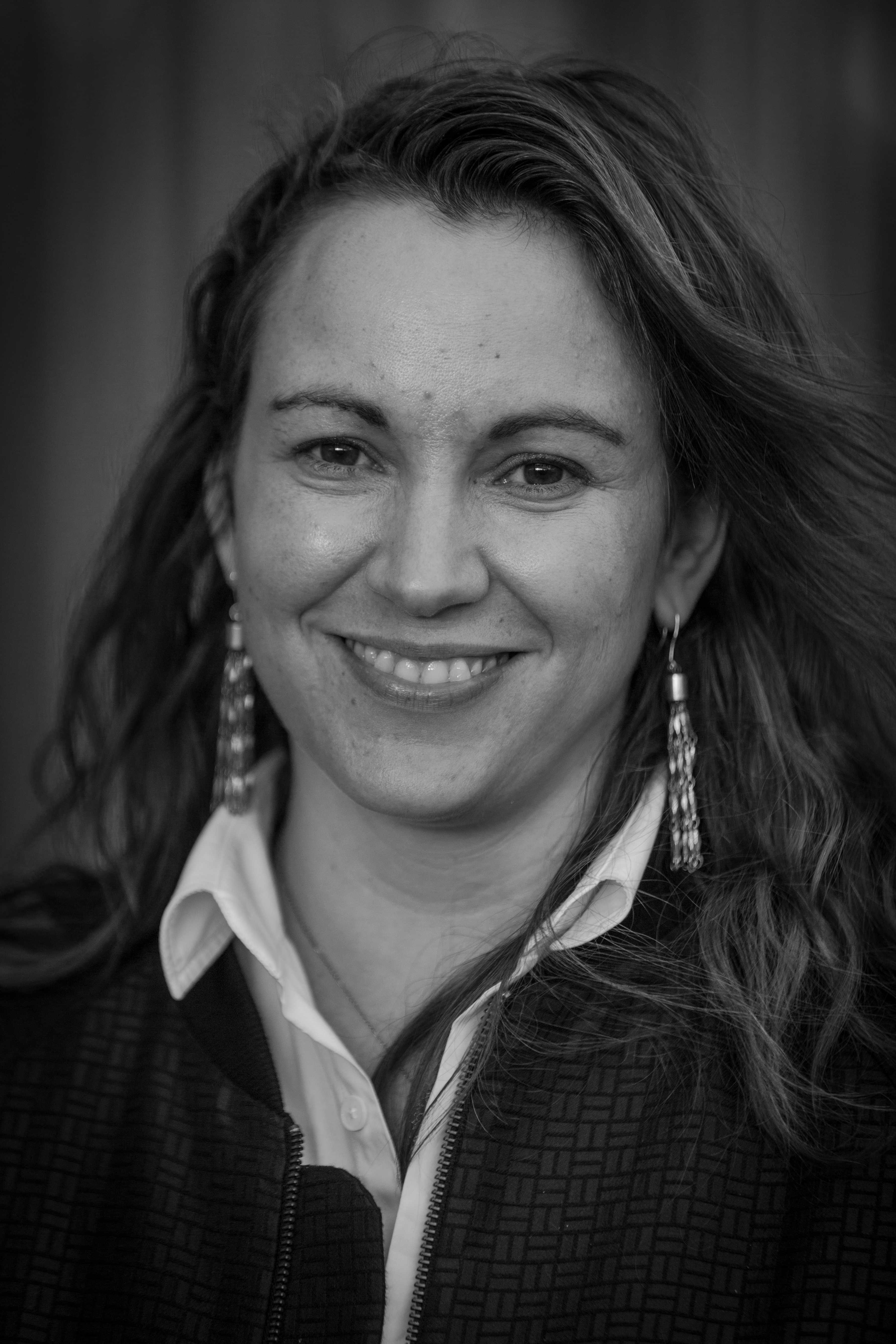
Axelle Lemaire.
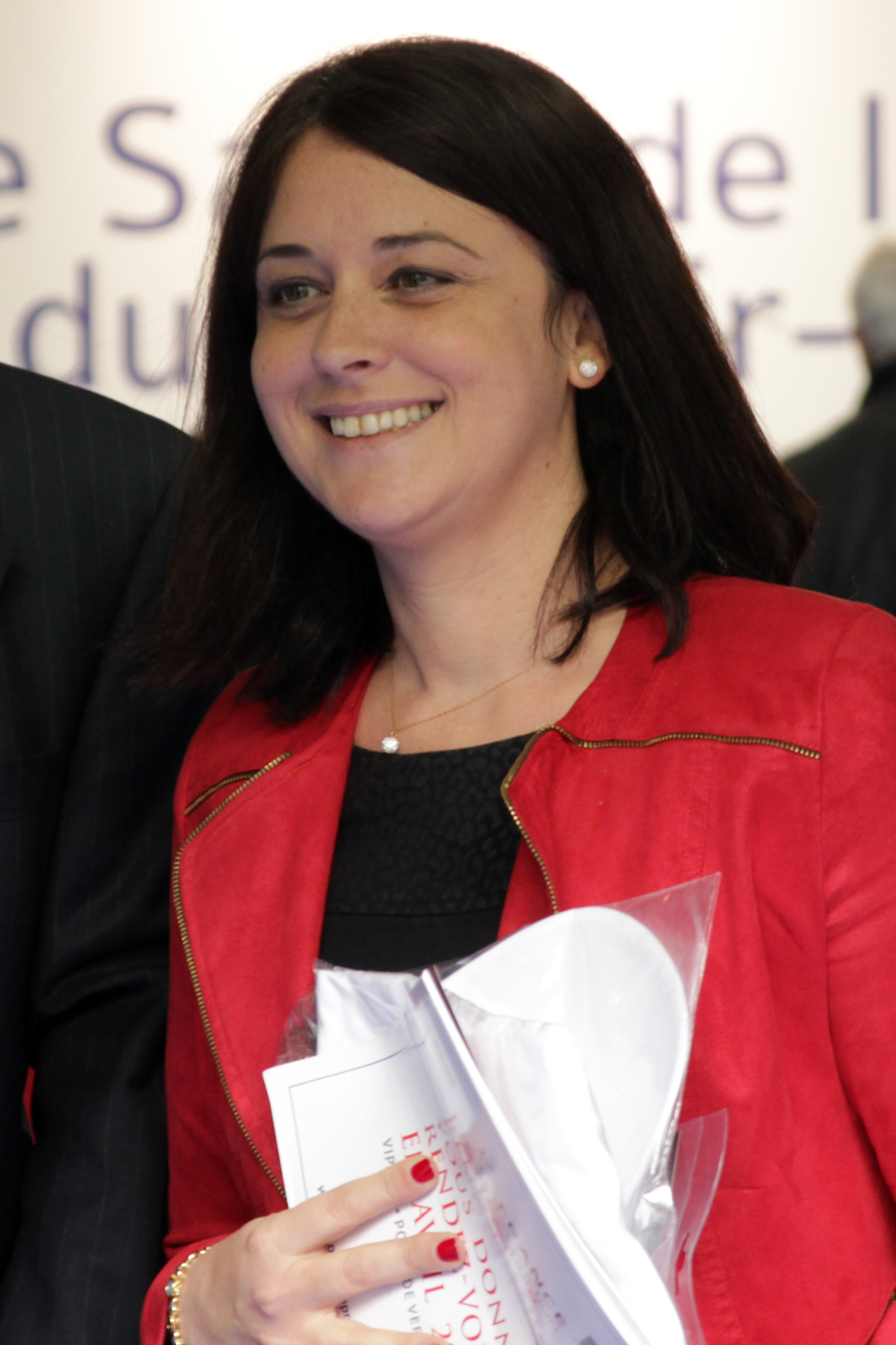
Sylvia Pinel.
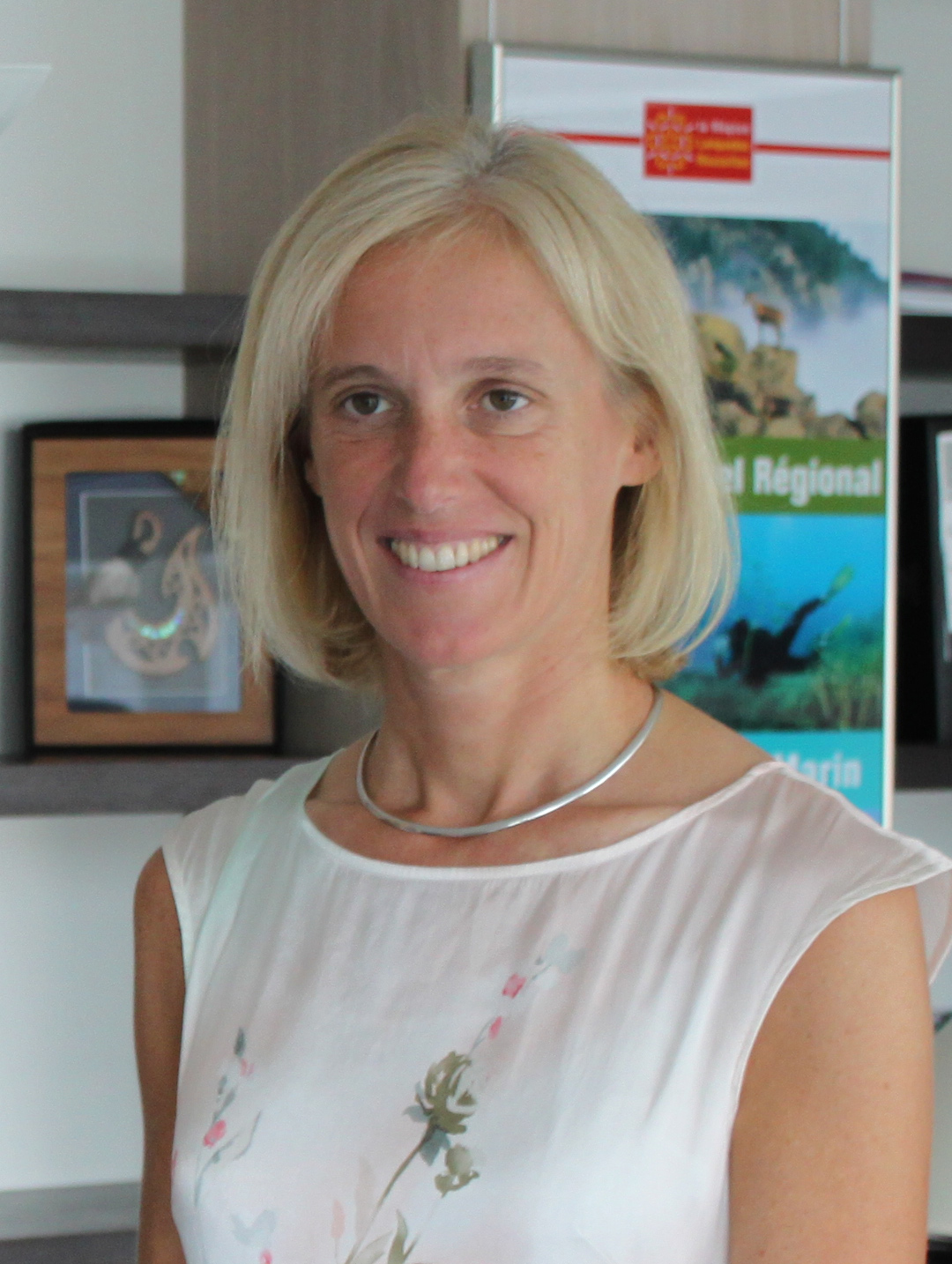
Ségolène Neuville.
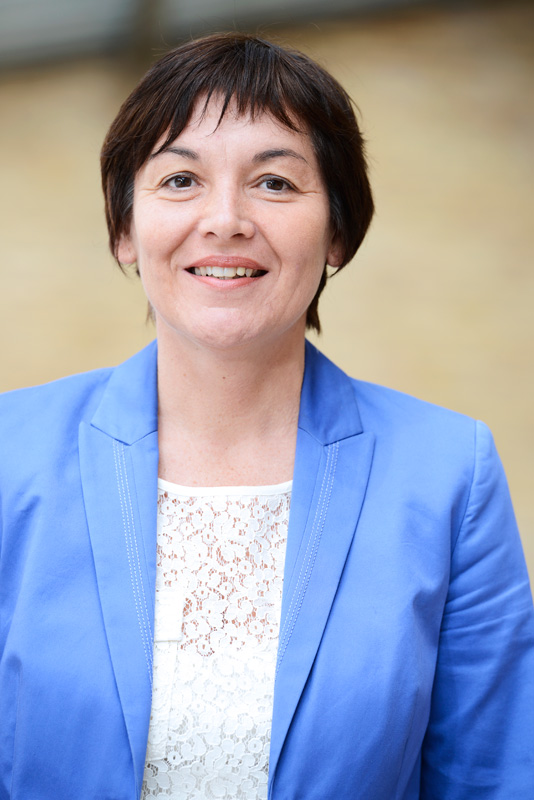
Annick Girardin.
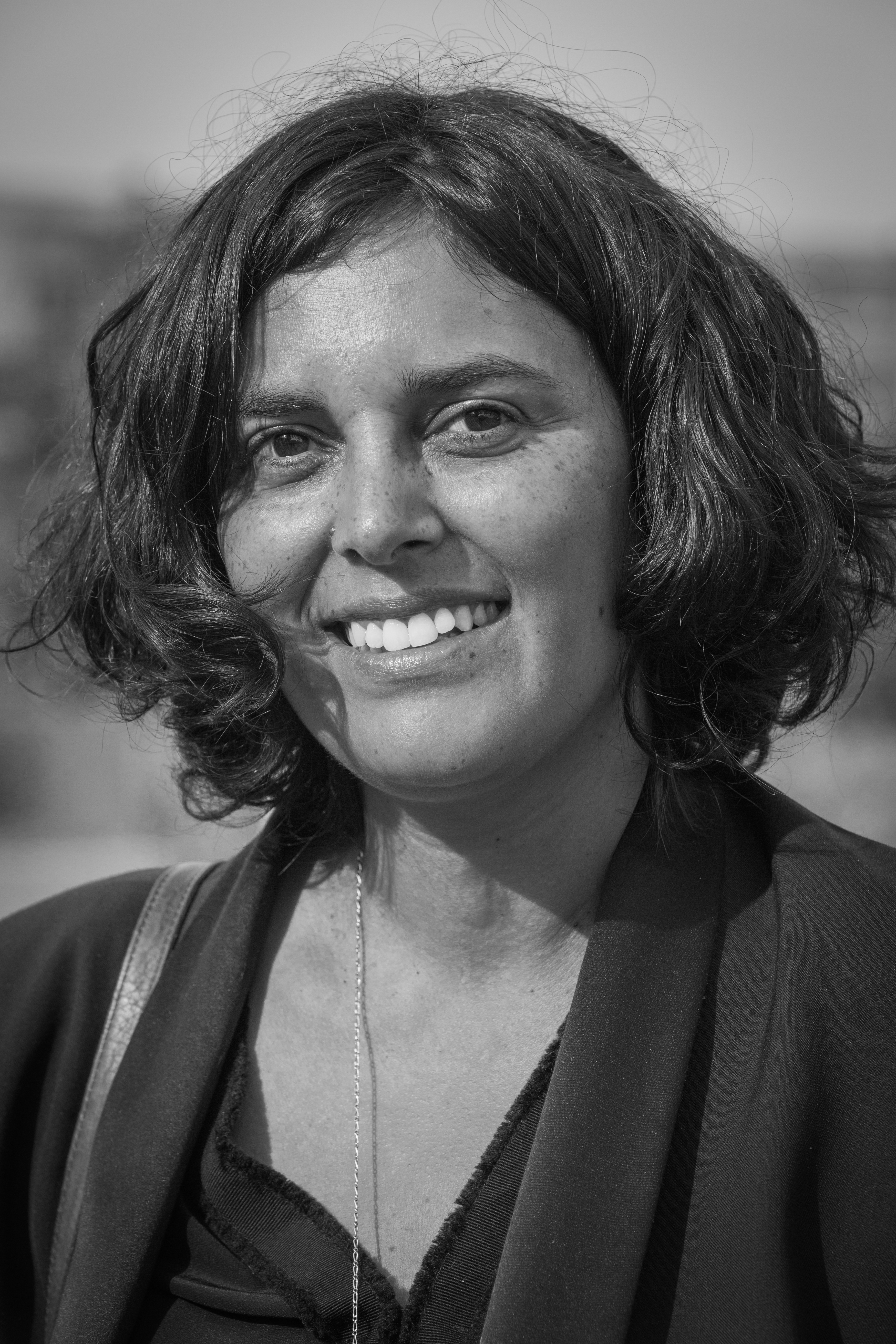
Myriam El Khomri.

- Valérie Fourneyron (1959-), secrétaire d'État chargée du Commerce, de l'Artisanat, de la Consommation et de l'Économie sociale et solidaire, du 9 avril au 3 juin 2014.
- Aurélie Filippetti (1973-), ministre de la Culture et de la Communication, du 2 avril au 26 août 2014.
- Geneviève Fioraso (1954-), secrétaire d'État chargée de l'Enseignement supérieur et de la Recherche, du 9 avril 2014 au 5 mars 2015.
- Ségolène Royal (1953-), ministre de l'Écologie, du Développement durable et de l'Énergie, du 2 avril 2014 au 11 février puis Ministre de l'Environnement, de l'Énergie et de la Mer, chargée des relations internationales sur le climat du 11 février 2016 au 10 mai 2017.
- Christiane Taubira (1952-), Garde des Sceaux, ministre de la Justice, du 9 avril 2014 au 27 janvier 2016.
- Marisol Touraine (1959-), ministre des Affaires sociales et de la Santé, du 2 avril au 26 août 2014, puis ministre des Affaires sociales, de la Santé et des Droits des femmes, du 26 août 2014 au 11 février 2016, de nouveau ministre des Affaires sociales et de la Santé du 11 février 2016 au 10 mai 2017.
- Najat Vallaud-Belkacem (1977-), ministre des Droits des femmes, de la Ville, de la Jeunesse et des Sports, du 2 avril au 26 août 2014, puis ministre de l'Éducation nationale, de l'Enseignement supérieur et de la Recherche, du 26 août 2014 au 10 mai 2017.
- Marylise Lebranchu (1947-), ministre de la Décentralisation, de la Réforme de l'État et de la Fonction publique du 2 avril au 3 juin 2014, ministre de la Décentralisation et de la Fonction publique, du 3 juin 2014 au 11 février 2016.
- Sylvia Pinel (1977-), ministre du Logement et de l'Égalité des territoires, du 2 avril au 26 août 2014, puis ministre du Logement, de l'Égalité des territoires et de la Ruralité, du 26 août 2014 au 11 février 2016.
- George Pau-Langevin (1948-), ministre des Outre-mer, du 2 avril 2014 au 30 août 2016.
- Myriam El Khomri (1978-), secrétaire d'État à la Politique de la Ville, du 26 août 2014 au 2 septembre 2015 puis ministre du Travail, de l'Emploi et de la Formation professionnelle du 2 septembre 2015 au 10 mai 2017.
- Fleur Pellerin (1973-), secrétaire d'État chargée du Commerce extérieur, de la promotion du Tourisme et des Français de l'étranger, du 9 avril au 26 août 2014, puis ministre de la Culture et de la Communication, du 26 août 2014 au 11 février 2016.
- Annick Girardin (1964-), secrétaire d'État chargée du Développement et de la Francophonie, du 9 avril 2014 au 11 février 2016 puis ministre de la Fonction publique jusqu'au 10 mai 2017.
- Axelle Lemaire (1974-), secrétaire d'État chargée du Numérique, du 9 avril 2014 au 1er septembre 2016, chargée du Numérique et de l'Innovation du 1er septembre 2016 au 10 mai 2017.
- Laurence Rossignol (1957-), secrétaire d'État chargée de la Famille, des Personnes âgées et de l'Autonomie, du 9 avril 2014 au 11 février 2016 puis ministre des Familles, de l'Enfance et des Droits des femmes du 11 février 2016 au 10 mai 2017.
- Ségolène Neuville (1970-), secrétaire d'État chargée des Personnes handicapées et de la Lutte contre l'exclusion, du 9 avril 2014 au 10 mai 2017.
- Carole Delga (1971-), secrétaire d'État chargée du Commerce, de l'Artisanat, de la Consommation et de l'Économie sociale et solidaire, du 3 juin 2014 au 17 juin 2015.
- Pascale Boistard (1971-), secrétaire d'État chargée des Droits des femmes, du 26 août 2014 au 11 février 2016, puis Secrétaire d'État chargée des Personnes âgées et de l'Autonomie du 11 février 2016 au 10 mai 2017.
- Clotilde Valter (1962-), secrétaire d'État à la Réforme de l'État et à la Simplification, du 17 juin 2015 au 11 février 2016, puis elle devient Secrétaire d'État chargée de la formation professionnelle et de l'apprentissage, poste qu'elle occupe du 11 février 2016 au 10 mai 2017.
- Martine Pinville (1958-), secrétaire d'État chargée du Commerce, de l'Artisanat, de la Consommation et de l'Économie sociale et solidaire, du 17 juin 2015 au 10 mai 2017.
- Audrey Azoulay (1972-), ministre de la Culture et de la Communication, du 11 février 2016 au 10 mai 2017.
- Emmanuelle Cosse (1974-), ministre du Logement et de l'Habitat durable, du 11 février 2016 au 10 mai 2017.
- Barbara Pompili (1975-), secrétaire d’État chargée de la Biodiversité, du 11 février 2016 au 10 mai 2017.
- Juliette Méadel (1974-), secrétaire d’État chargée de l'Aide aux victimes, du 11 février 2016 au 10 mai 2017.
- Estelle Grelier (1975-), secrétaire d'État chargée des Collectivités territoriales, du 11 février 2016 au 10 mai 2017.
- Hélène Geoffroy (1975-), secrétaire d'État à la Politique de la Ville, du 11 février 2016 au 10 mai 2017.
- Ericka Bareigts (1967-), secrétaire d'État à l'Égalité réelle, du 11 février au 30 août 2016, puis ministre des Outre-mer du 30 août 2016 au 10 mai 2017.

#### Présidence d'Emmanuel Macron

##### Gouvernement Édouard Philippe 1 et 2

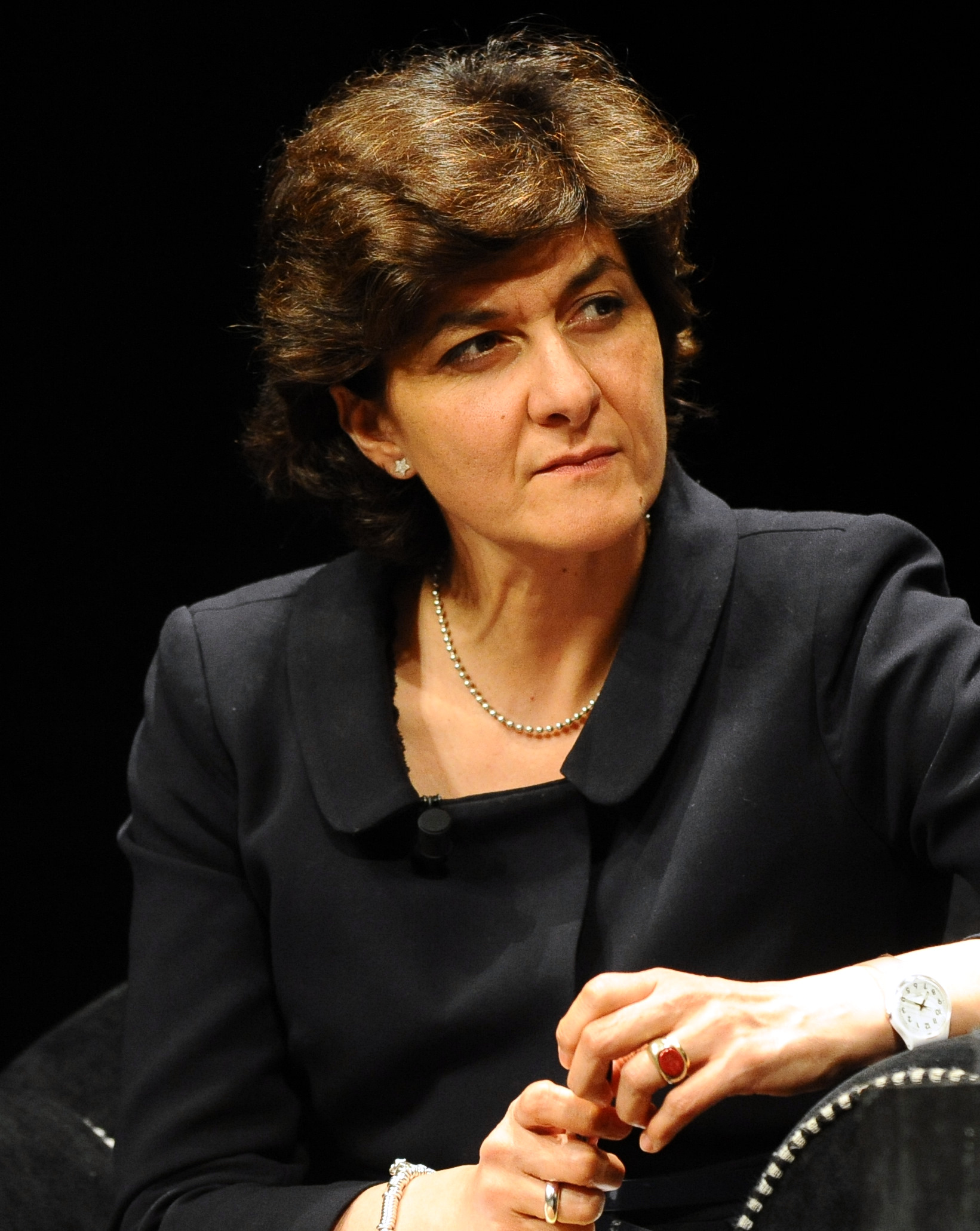
Sylvie Goulard.
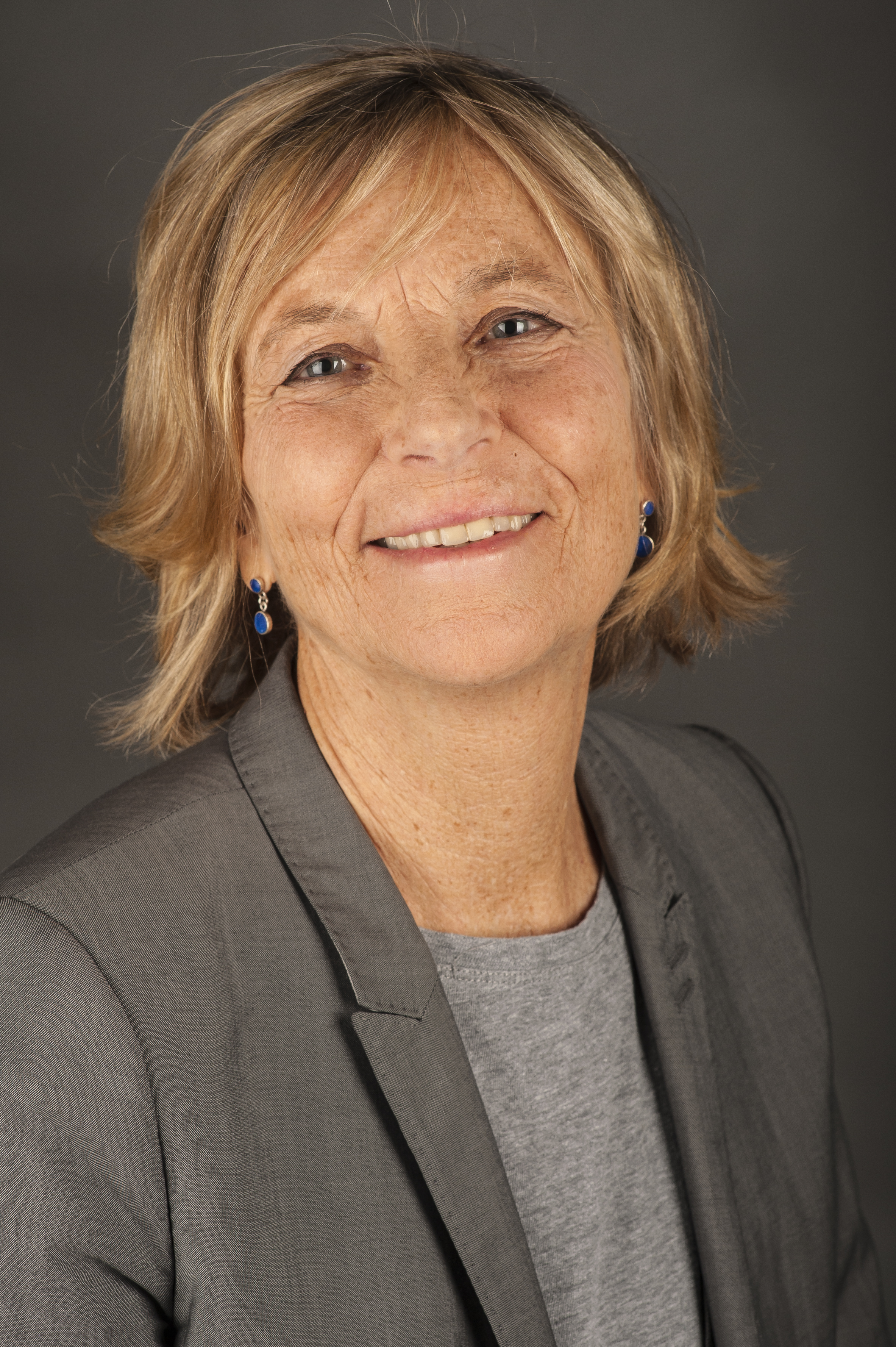
Marielle de Sarnez.
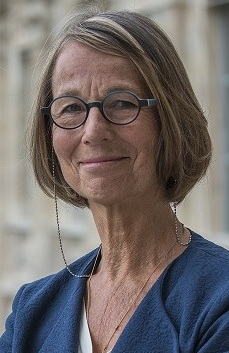
Françoise Nyssen.
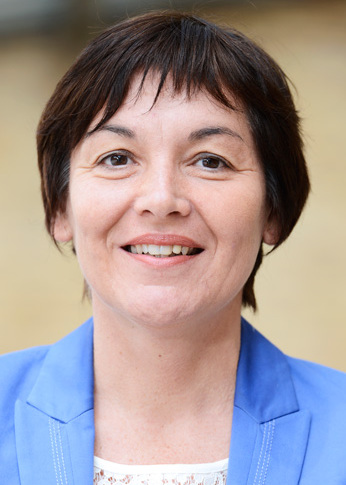
Annick Girardin.
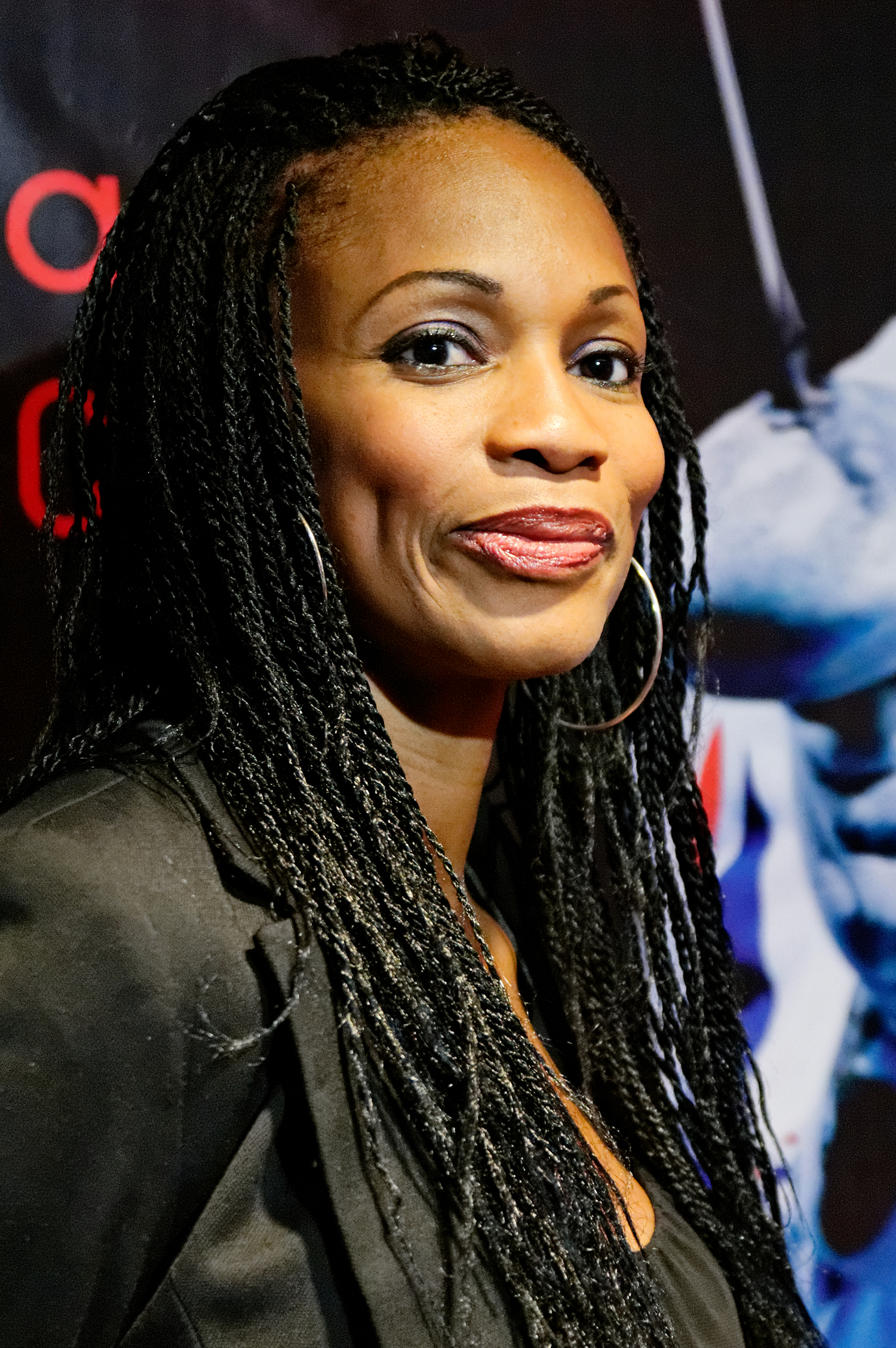
Laura Flessel.
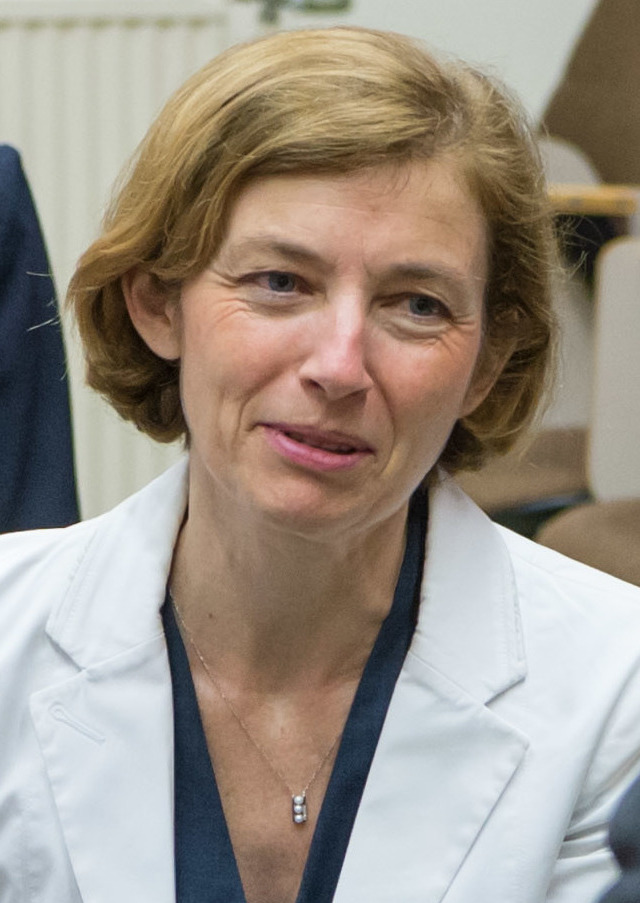
Florence Parly.
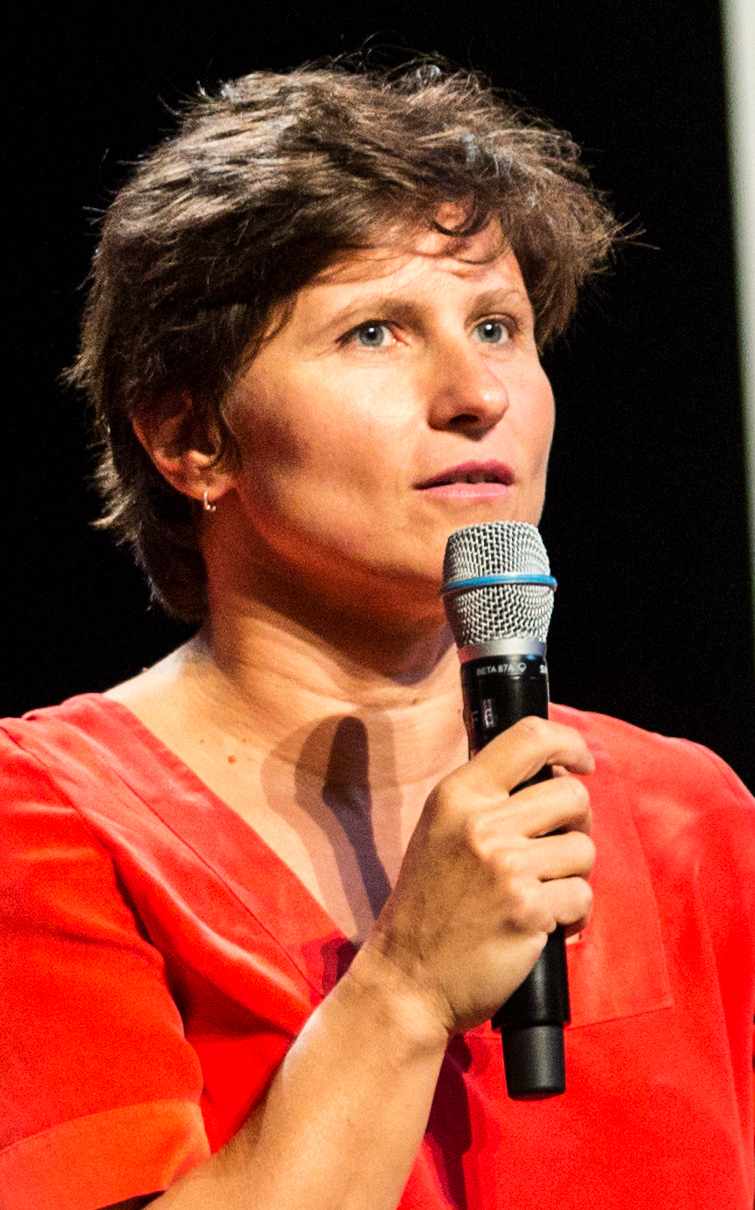
Roxana Maracineanu.
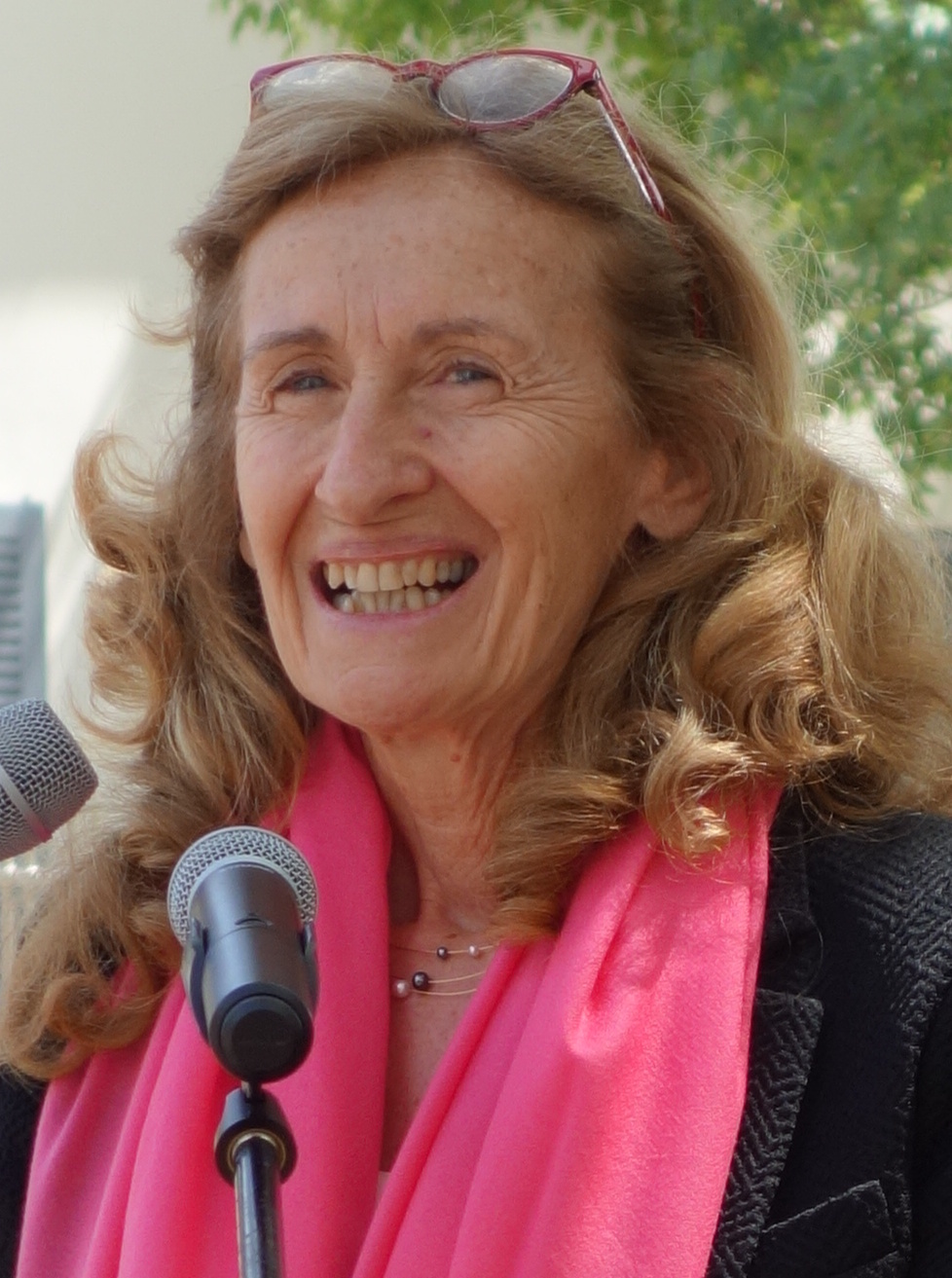
Nicole Belloubet.
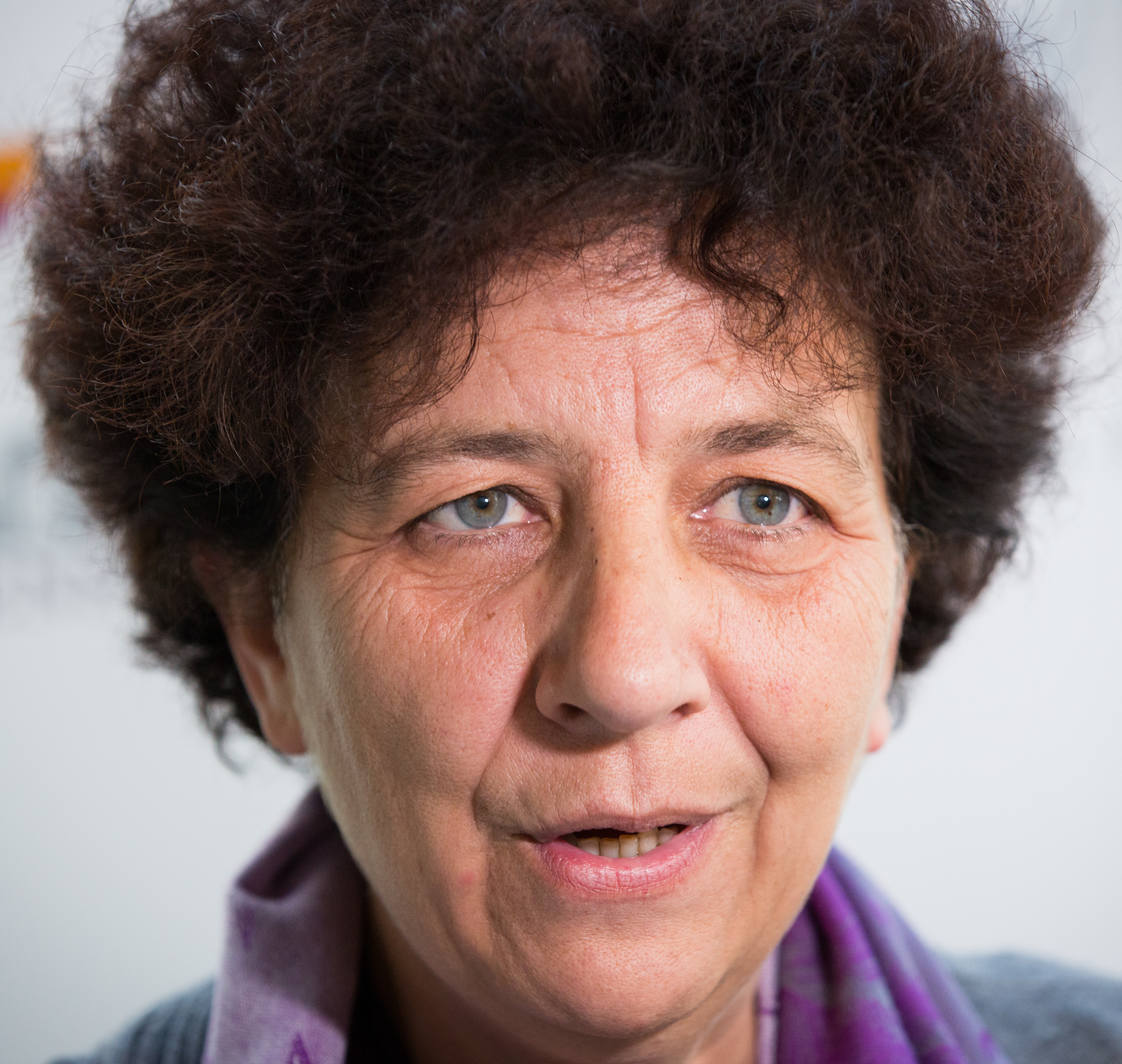
Frédérique Vidal.
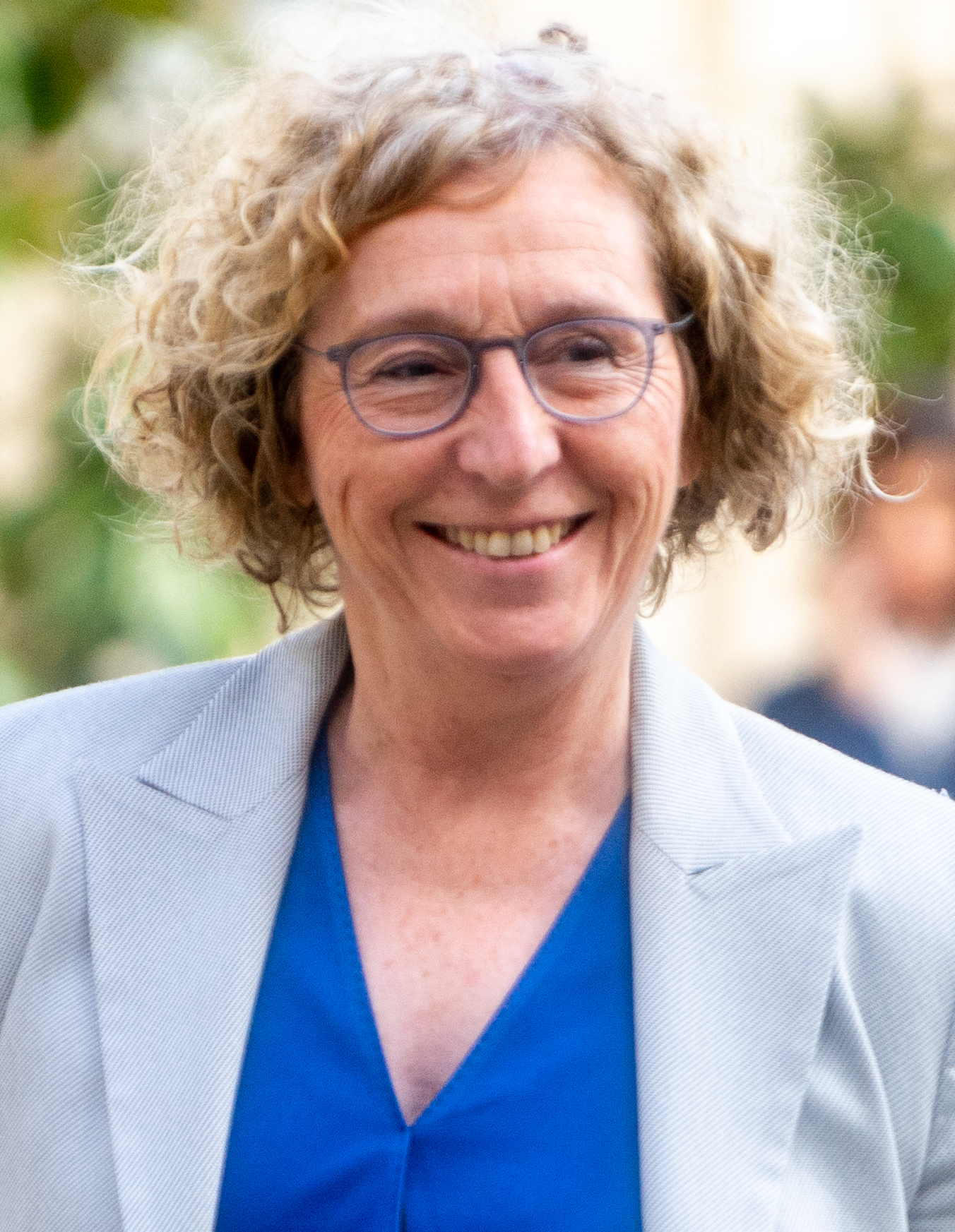
Muriel Pénicaud.

- Sylvie Goulard (1964-), ministre des Armées du 17 mai au 19 juin 2017 ;
- Agnès Buzyn (1962-), ministre des Solidarités et de la Santé du 17 mai 2017 au 16 février 2020 ;
- Françoise Nyssen (1951-), ministre de la Culture du 17 mai 2017 au 16 octobre 2018 ;
- Muriel Pénicaud (1955-), ministre du Travail du 17 mai 2017 au 6 juillet 2020 ;
- Frédérique Vidal (1955-), ministre de l'Enseignement supérieur, de la Recherche et de l'Innovation du 17 mai 2017 au 6 juillet 2020 ;
- Annick Girardin (1964-), ministre des Outre-mers du 17 mai 2017 au 6 juillet 2020 ;
- Laura Flessel (1971-), ministre des Sports du 17 mai 2017 au 4 septembre 2018 ;
- Élisabeth Borne (1951-), ministre auprès du ministre d'État, ministre de la Transition écologique et solidaire, chargée des transports du 17 mai 2017 au 16 juillet 2019 ; ministre de la Transition écologique et solidaire du 16 juillet 2019 au 6 juillet 2020 ;
- Marielle de Sarnez (1951-2021), ministre des Affaires européennes du 17 mai au 19 juin 2017 ;
- Marlène Schiappa (1982-), secrétaire d'État chargée de l'Égalité entre les femmes et les hommes du 17 mai 2017 au 16 octobre 2018 ; secrétaire d'État chargée de l'Égalité entre les femmes et les hommes et de la Lutte contre les discriminations du 16 octobre 2018 au 6 juillet 2020 ;
- Sophie Cluzel (1961-), secrétaire d'État chargée des Personnes handicapées du 17 mai 2017 au 6 juillet 2020 ;
- Nicole Belloubet (1955-), garde des Sceaux, ministre de la Justice du 21 juin 2017 au 6 juillet 2020 ; numéro 2 du gouvernement à partir du 16 juillet 2019 ;
- Florence Parly (1953-), ministre des Armées du 21 juin 2017 au 6 juillet 2020 ;
- Jacqueline Gourault (1950-), ministre auprès du ministre d'État, ministre de l'Intérieur du 21 juin 2017 au 16 octobre 2018 ; ministre de la Cohésion des territoires et des Relations avec les collectivités territoriales du 16 octobre 2018 au 6 juillet 2020 ;
- Nathalie Loiseau (1964-), ministre auprès du ministre de l'Europe et des Affaires étrangères, chargée des Affaires européennes du 21 juin 2017 au 27 mars 2019 ;
- Brune Poirson (1982-), secrétaire d'État auprès du ministre d'État, ministre de la Transition écologique et solidaire (puis de la ministre) du 21 juin 2017 au 6 juillet 2020 ;
- Geneviève Darrieussecq (1956-), secrétaire d'État auprès de la ministre des Armées du 21 juin 2017 au 6 juillet 2020 ;
- Delphine Gény-Stephann (1968-), secrétaire d'État auprès du ministre de l'Économie et des Finances du 24 novembre 2017 au 16 octobre 2018 ;
- Roxana Maracineanu (1975-), ministre des Sports du 4 septembre 2018 au 6 juillet 2020 ;
- Agnès Pannier-Runacher (1974-), secrétaire d'État auprès du ministre de l'Économie et des Finances du 16 octobre 2018 au 6 juillet 2020 ;
- Emmanuelle Wargon (1971-), secrétaire d'État auprès du ministre d'État, ministre la Transition écologique et solidaire (puis de la ministre) du 16 octobre 2018 au 6 juillet 2020 ;
- Christelle Dubos (1976-), secrétaire d'État auprès de la ministre des Solidarités et de la Santé (puis du ministre) du 16 octobre 2018 au 6 juillet 2020 ;
- Amélie de Montchalin (1985-), secrétaire d'État chargée des Affaires européennes du 31 mars 2019 au 6 juillet 2020 ;
- Sibeth Ndiaye (1979-), secrétaire d'État auprès du Premier ministre, porte-parole du gouvernement du 31 mars 2019 au 6 juillet 2020.

##### Gouvernement Jean Castex

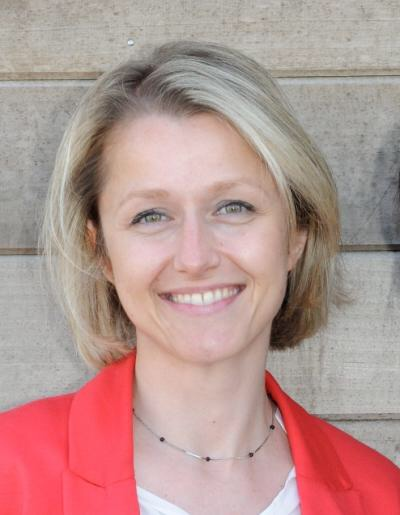
Barbara Pompili.
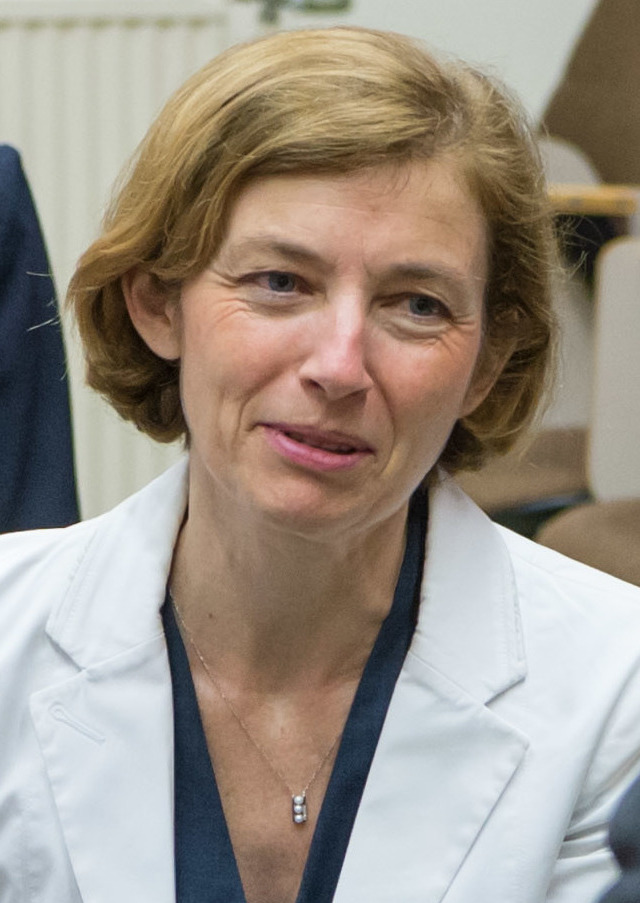
Florence Parly.
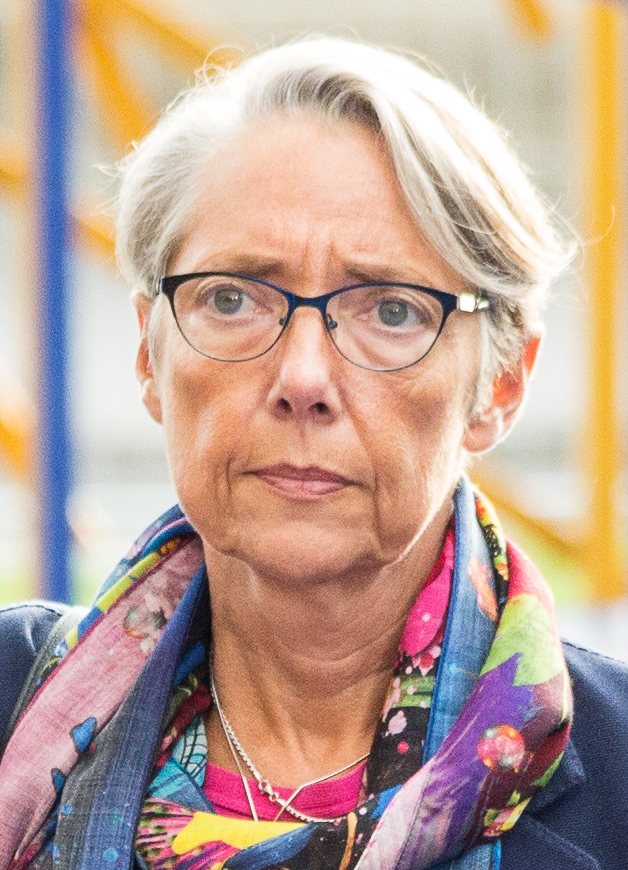
Élisabeth Borne.
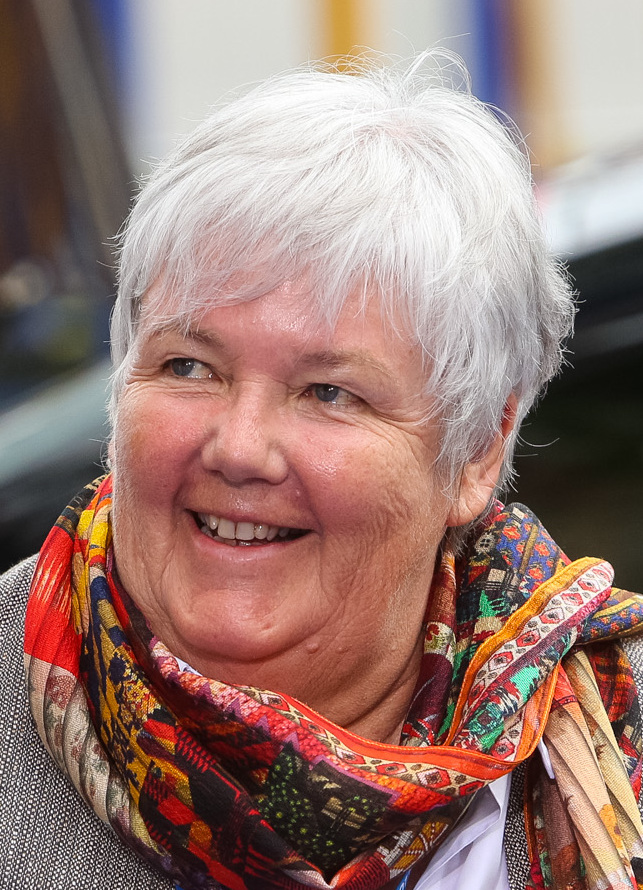
Jacqueline Gourault.
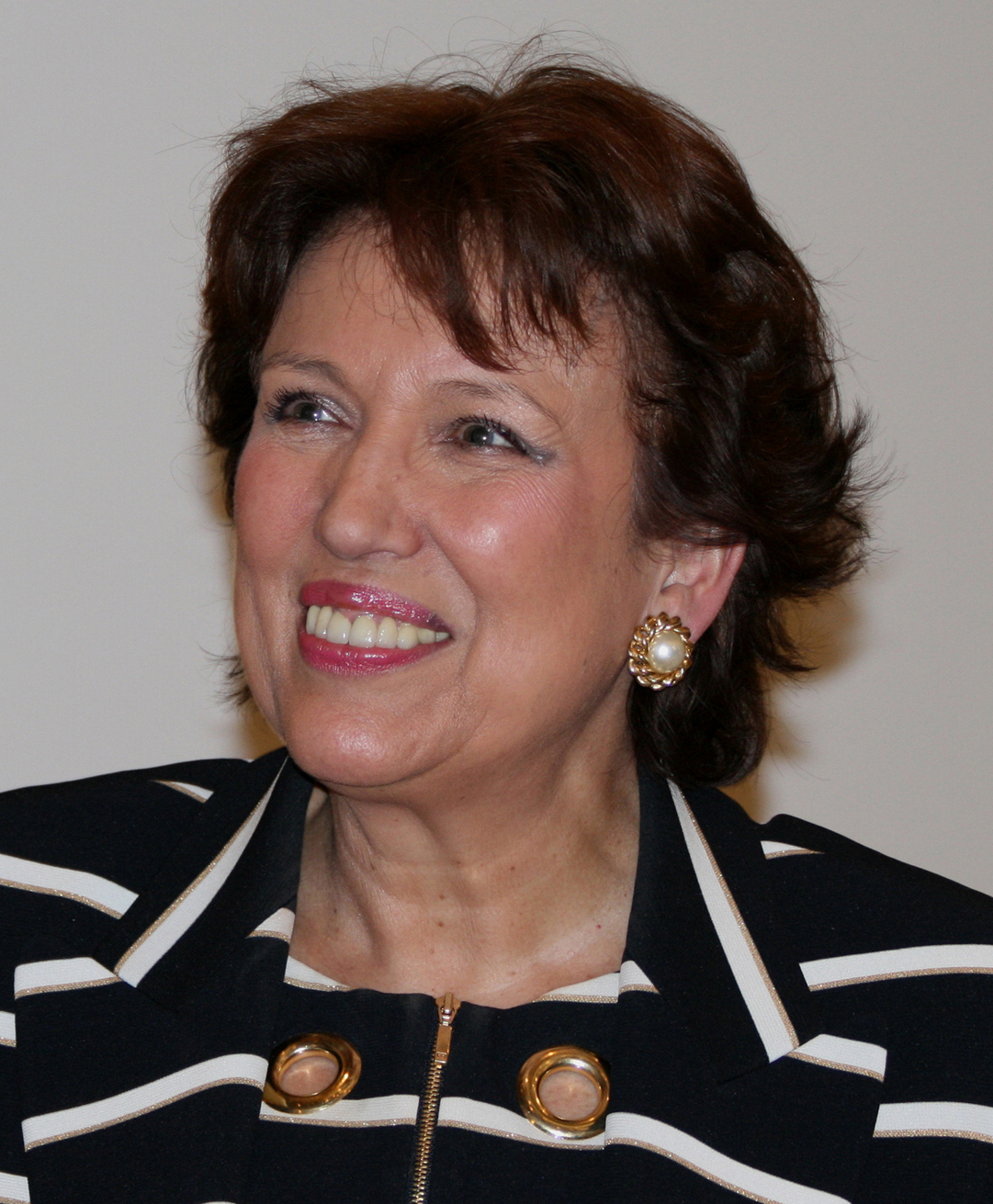
Roselyne Bachelot.
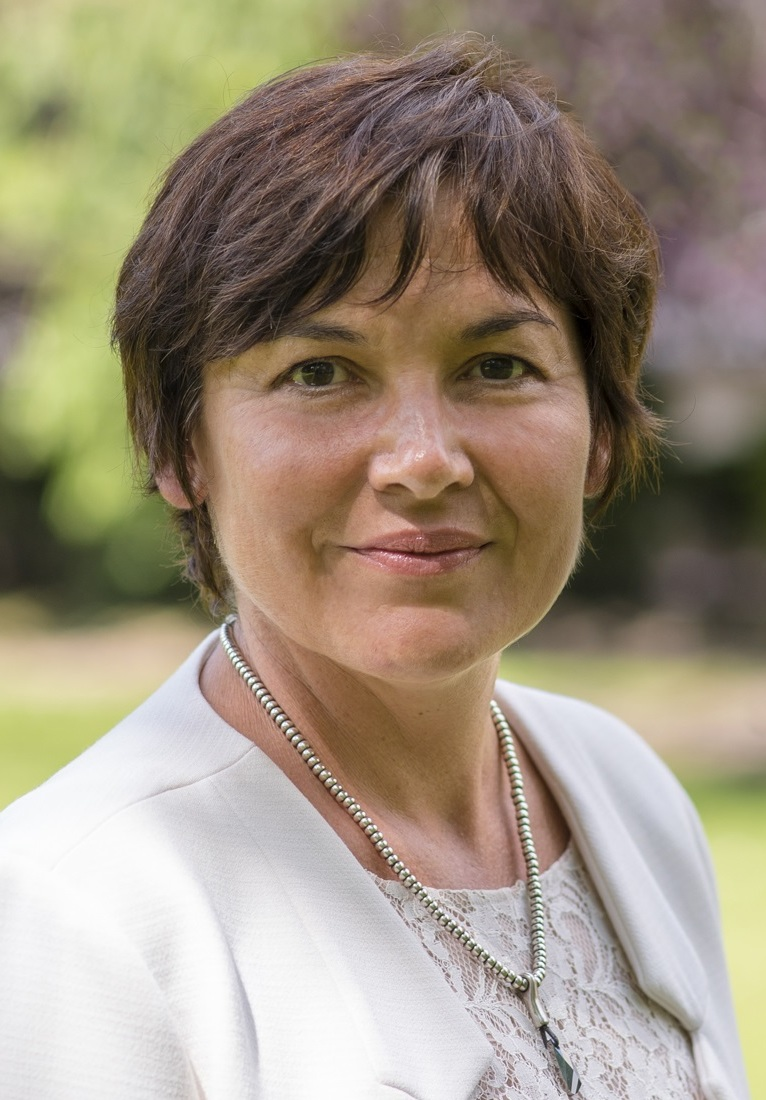
Annick Girardin.
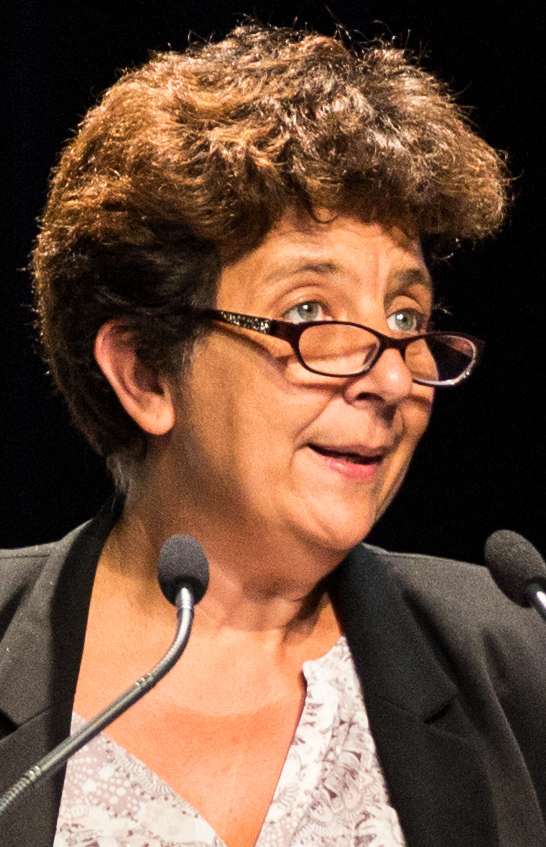
Frédérique Vidal.
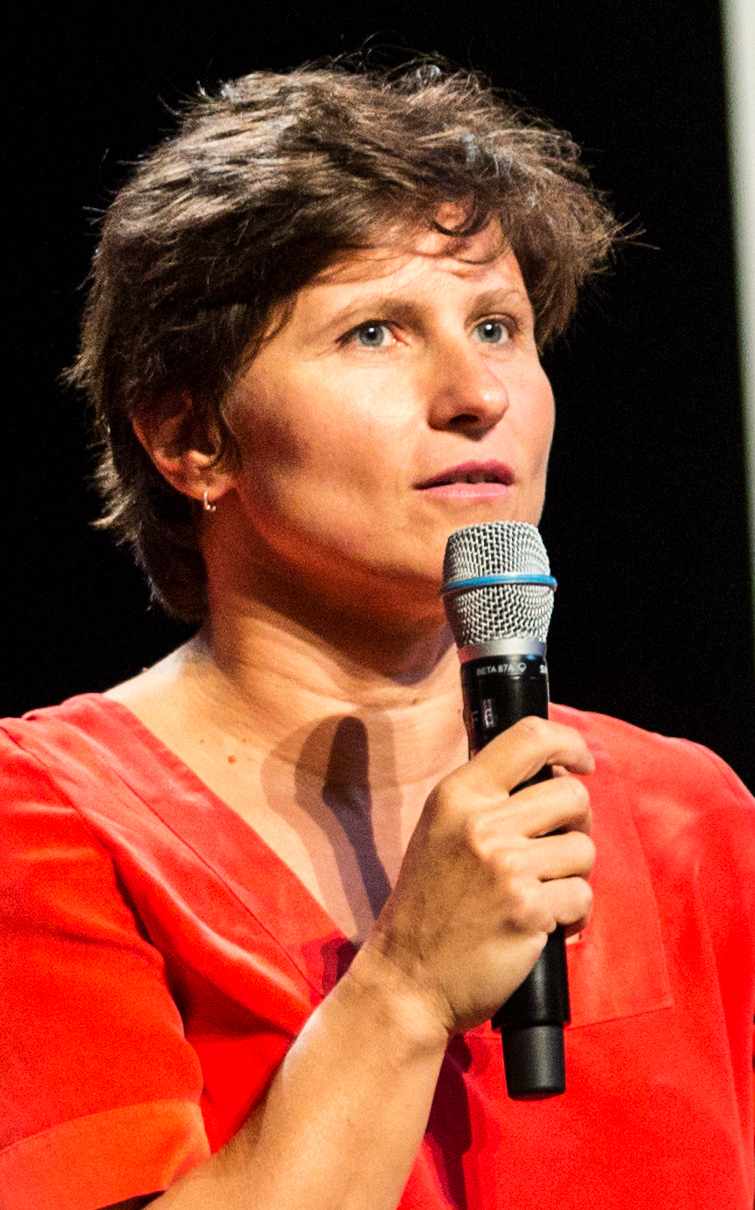
Roxana Maracineanu.
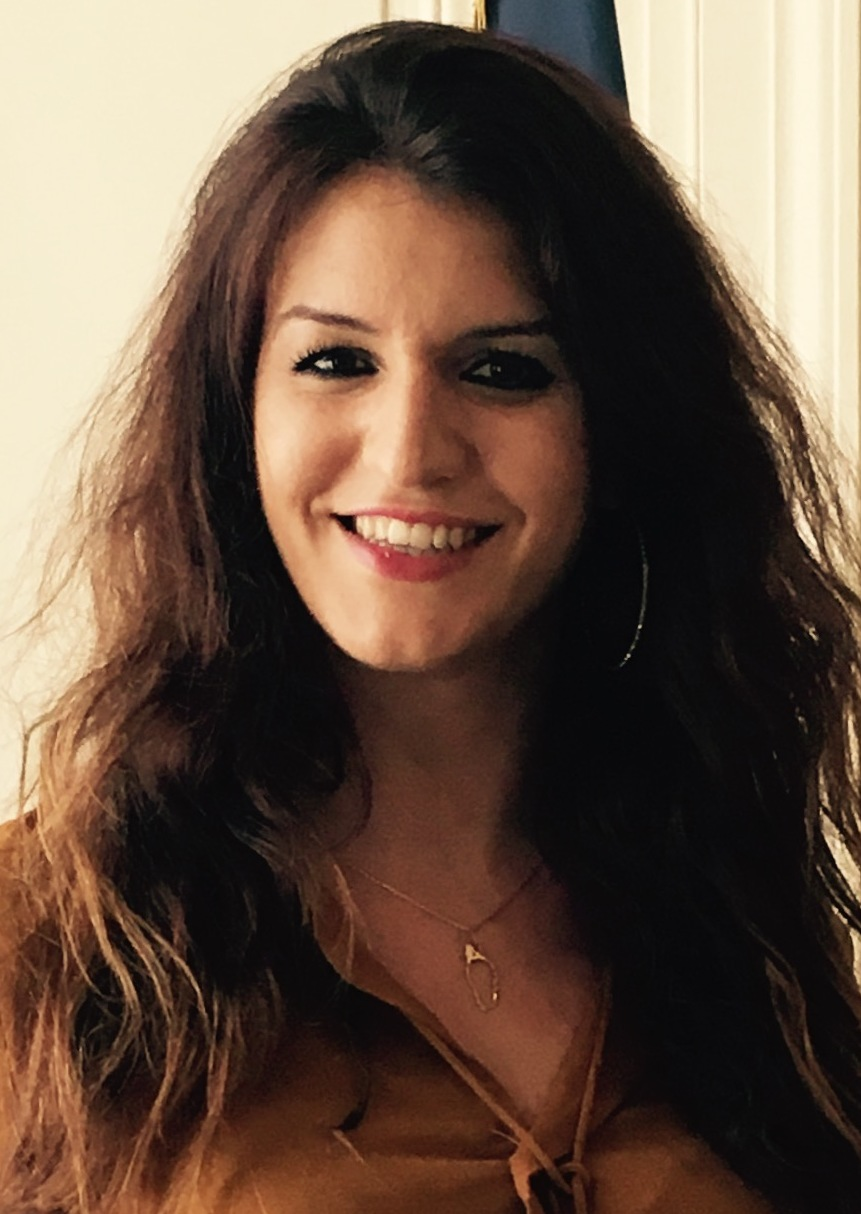
Marlène Schiappa.
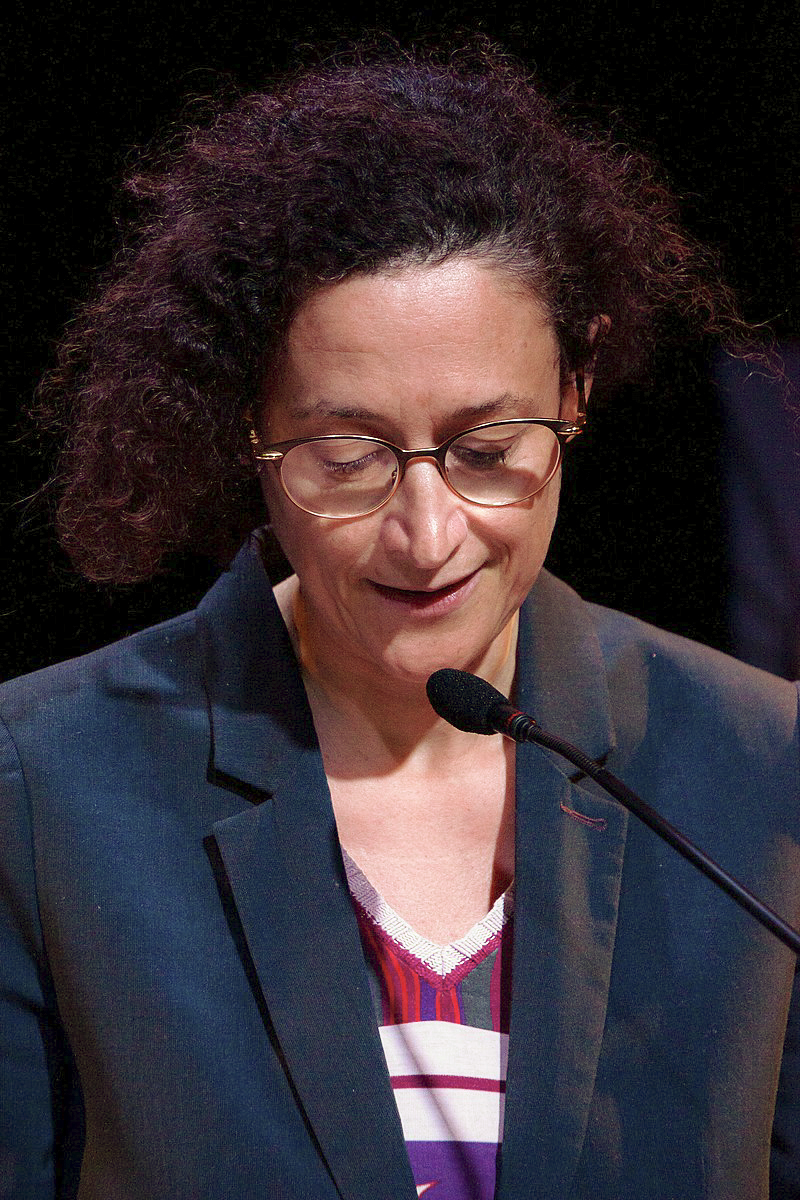
Emmanuelle Wargon.

- Barbara Pompili (1975-), ministre de la Transition écologique du 6 juillet 2020 au 16 mai 2022 ;
- Florence Parly (1963-), ministre des Armées du 6 juillet 2020 au 16 mai 2022 ;
- Élisabeth Borne (1961-), ministre du Travail, de l'Emploi et de l'Insertion du 6 juillet 2020 au 16 mai 2022 ;
- Jacqueline Gourault (1950-), ministre de la Cohésion des territoires et des Relations avec les collectivités territoriales entre le 6 juillet 2020 et le 5 mars 2022 ;
- Roselyne Bachelot (1946-), ministre de la Culture du 6 juillet 2020 au 16 mai 2022 ;
- Annick Girardin (1964-), ministre de la Mer du 6 juillet 2020 au 16 mai 2022 ;
- Frédérique Vidal (1955-), ministre de l'Enseignement supérieur, de la Recherche et de l'Innovation du 6 juillet 2020 au 16 mai 2022 ;
- Amélie de Montchalin (1985-), ministre de la Transformation et de la Fonction publique du 6 juillet 2020 au 16 mai 2022 ;
- Élisabeth Moreno (1970-), ministre déléguée chargée de l'Égalité entre les femmes et les hommes, de la Diversité et de l'Égalité des chances du 6 juillet 2020 au 16 mai 2022 ;
- Emmanuelle Wargon (1971-), ministre déléguée chargée du Logement du 6 juillet 2020 au 16 mai 2022 ;
- Roxana Maracineanu (1975-), ministre déléguée chargée des Sports du 6 juillet 2020 au 16 mai 2022 ;
- Agnès Pannier-Runacher (1974-), ministre déléguée chargée de l'Industrie du 6 juillet 2020 au 16 mai 2022 ;
- Geneviève Darrieussecq (1956-), ministre déléguée chargée de la Mémoire et des Anciens combattants du 6 juillet 2020 au 16 mai 2022 ;
- Marlène Schiappa (1982-), ministre déléguée chargée de la Citoyenneté du 6 juillet 2020 au 16 mai 2022 ;
- Brigitte Klinkert (1956-), ministre déléguée chargée de l'Insertion du 6 juillet 2020 au 16 mai 2022 ;
- Nadia Hai (1980-), ministre déléguée chargée de la Ville du 6 juillet 2020 au 16 mai 2022 ;
- Brigitte Bourguignon (1959-), ministre déléguée chargée de l'Autonomie du 6 juillet 2020 au 16 mai 2022 ;
- Sophie Cluzel (1961-), secrétaire d'État chargée des Personnes handicapées du 26 juillet 2020 au 16 mai 2022 ;
- Bérangère Abba (1976-), secrétaire d'État chargée de la Biodiversité du 26 juillet 2020 au 16 mai 2022 ;
- Nathalie Élimas (1973-), secrétaire d'État chargée de l'Éducation prioritaire entre le 26 juillet 2020 et le 5 mars 2022 ;
- Sarah El Haïry (1989-), secrétaire d'État chargée de la Jeunesse et de l'Engagement du 26 juillet 2020 au 16 mai 2022 ;
- Olivia Grégoire (1978-), secrétaire d'État chargée de l'Économie sociale, solidaire et responsable du 26 juillet 2020 au 16 mai 2022.

##### Gouvernement Élisabeth Borne

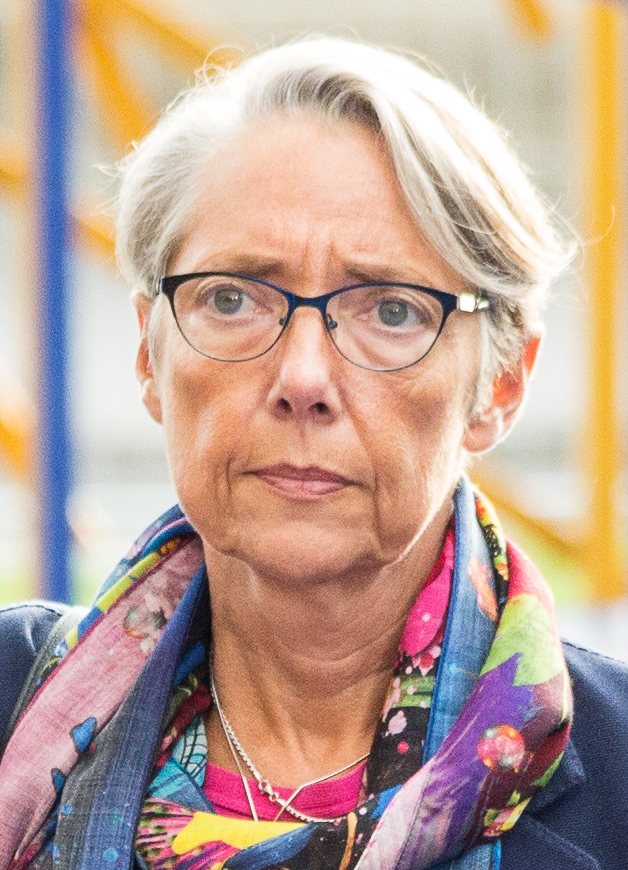
Élisabeth Borne.
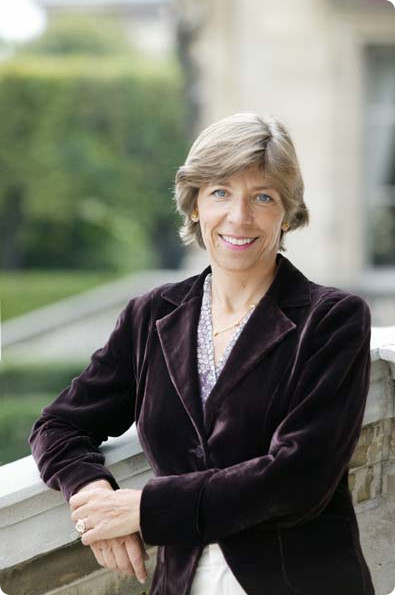
Catherine Colonna.
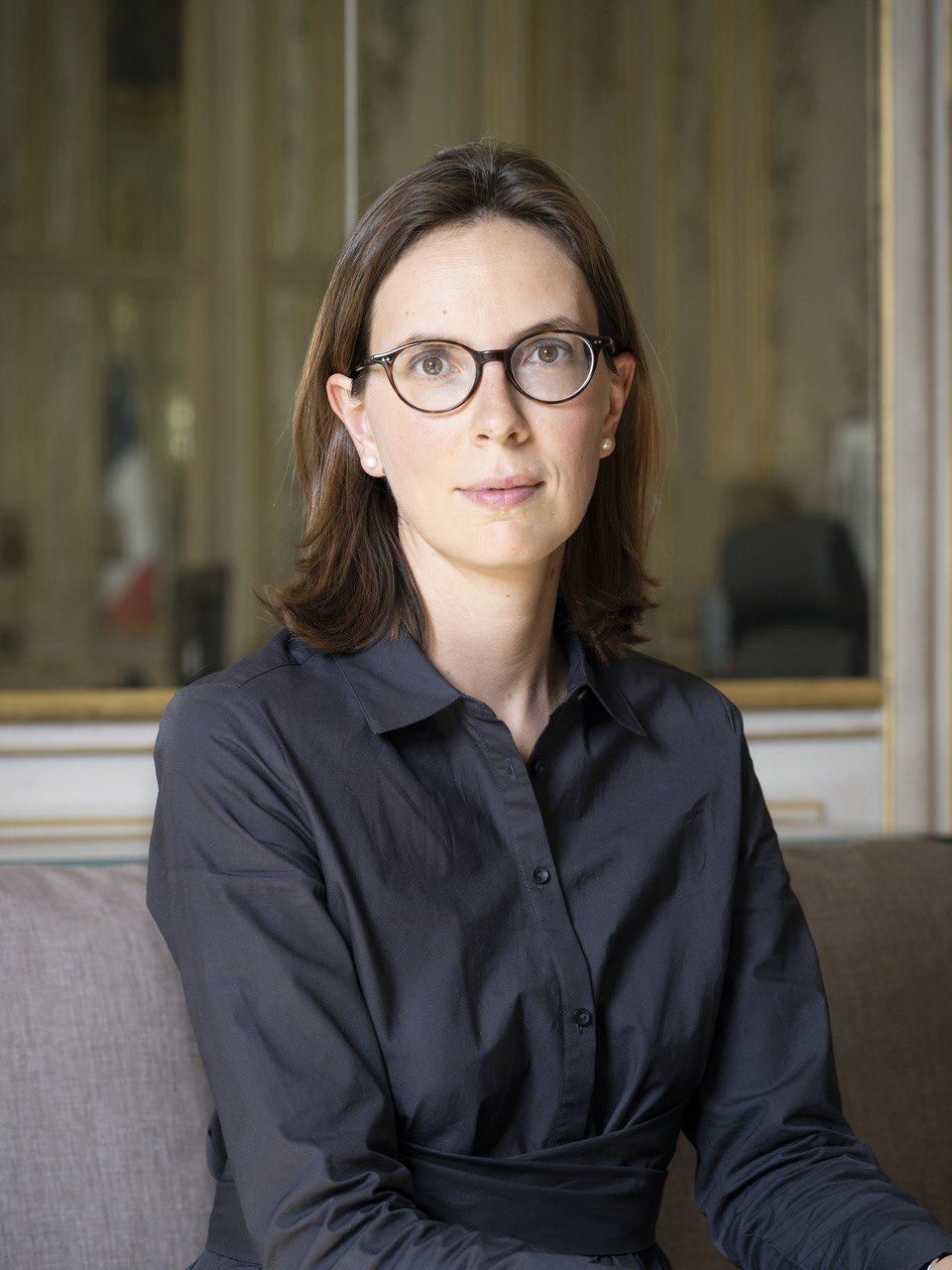
Amélie de Montchalin.
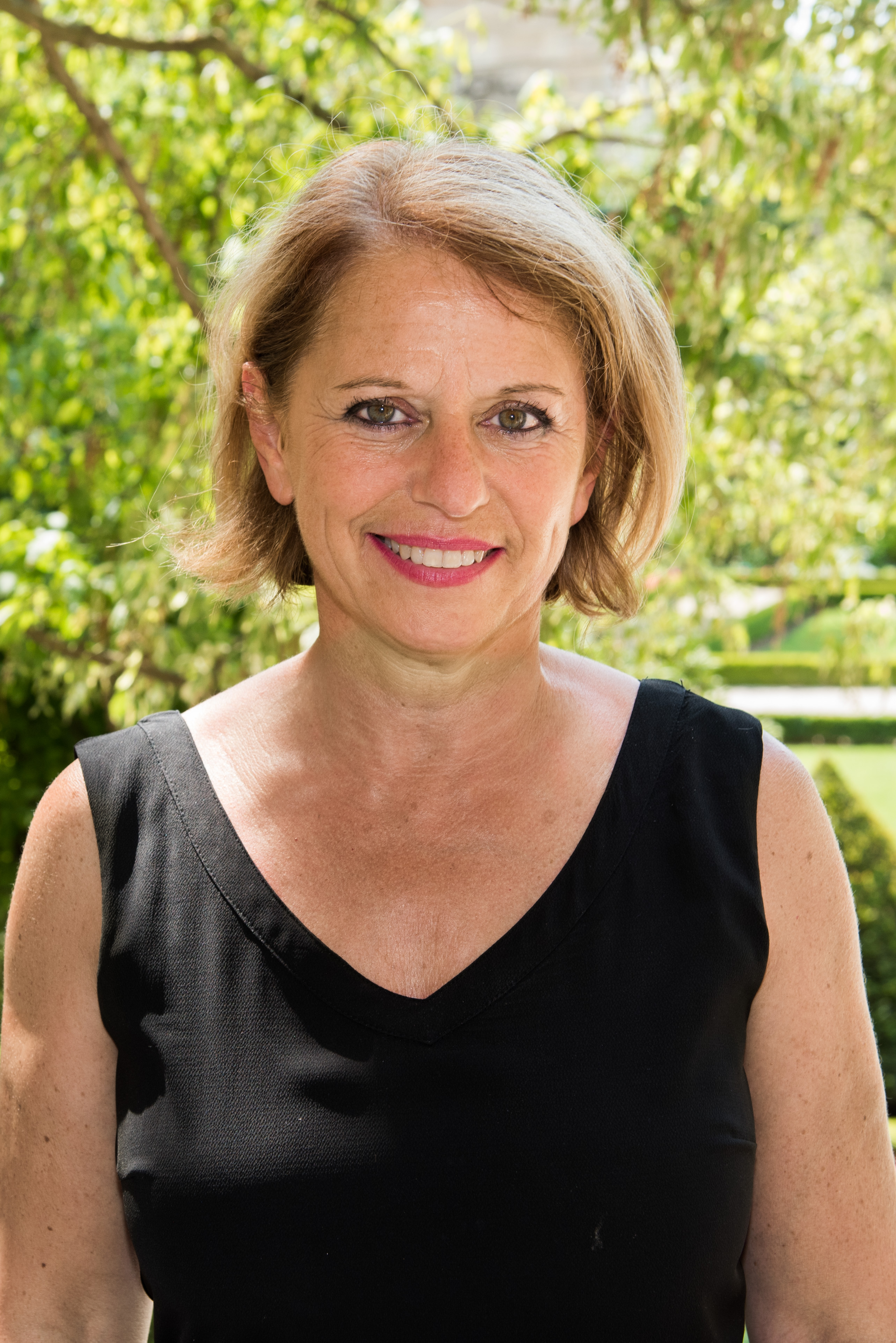
Brigitte Bourguignon.
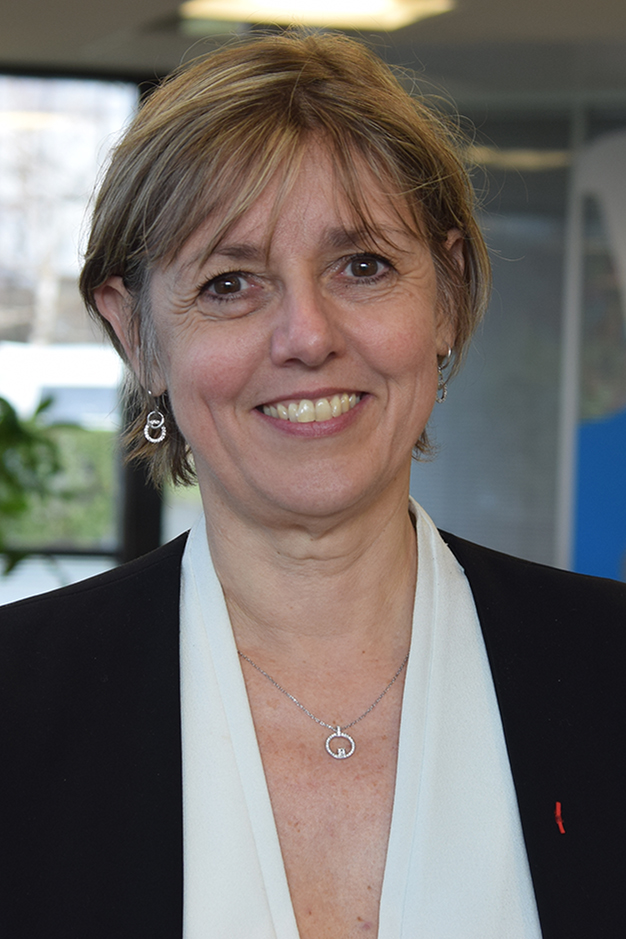
Sylvie Retailleau.
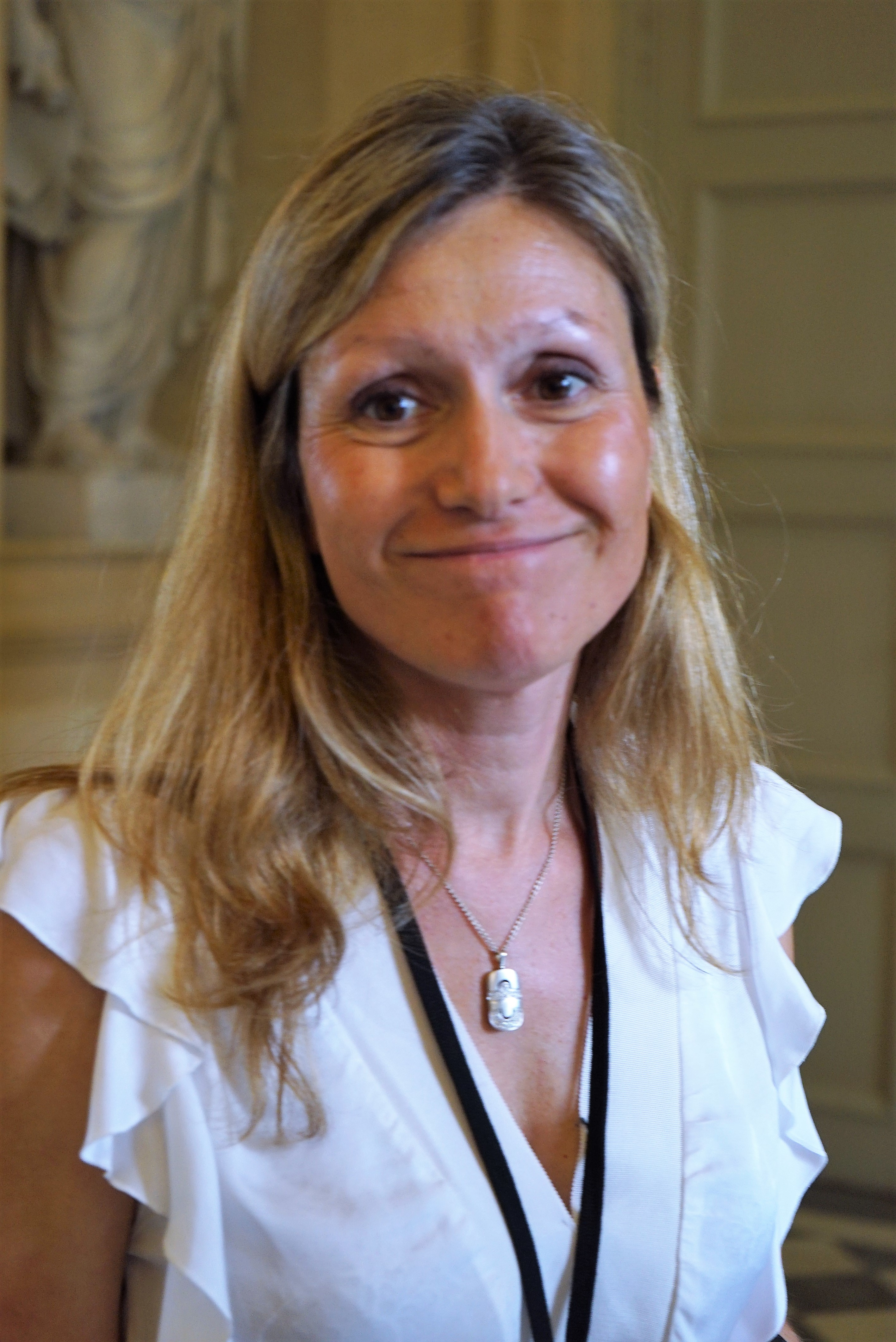
Yaël Braun-Pivet.
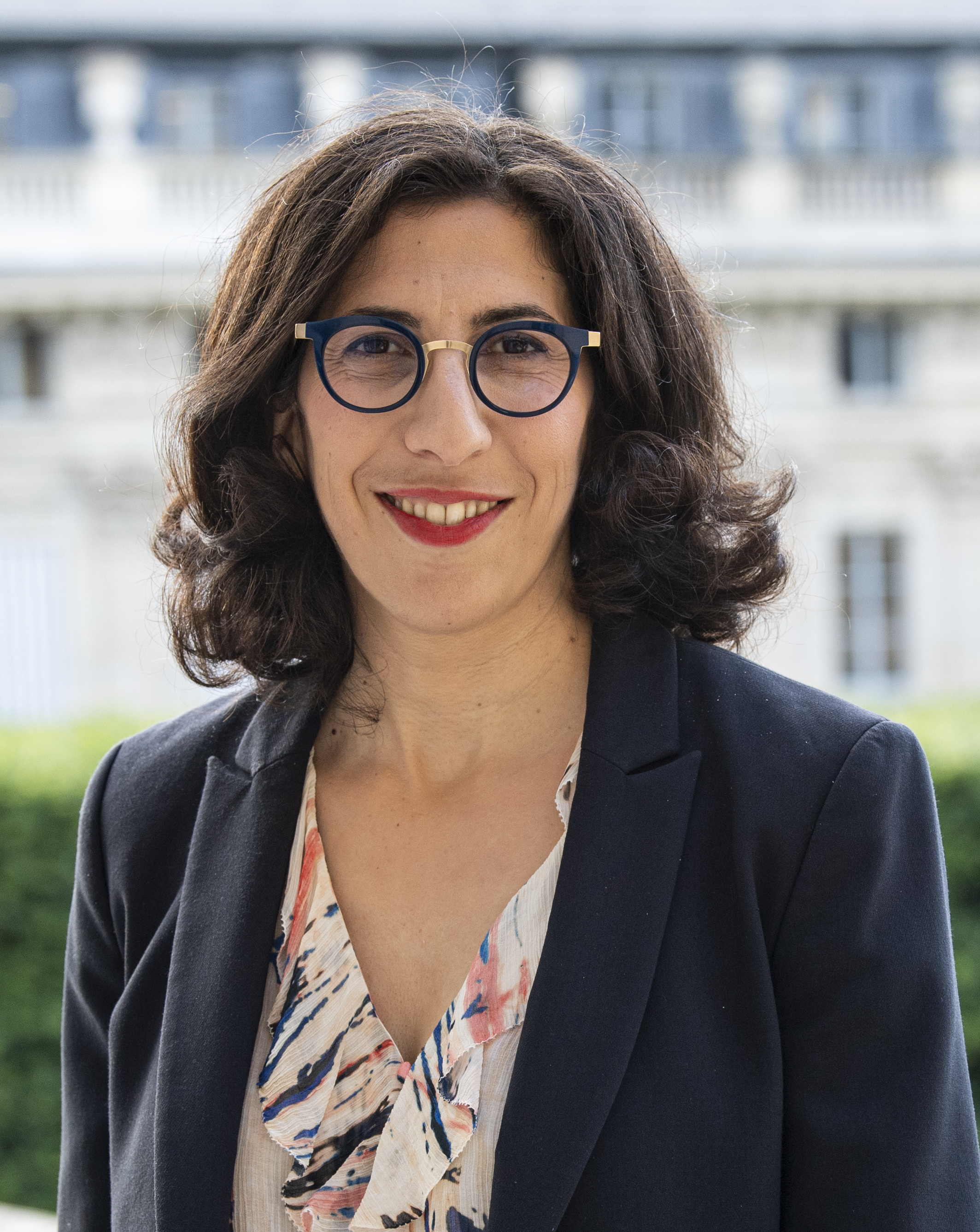
Rima Abdul-Malak.
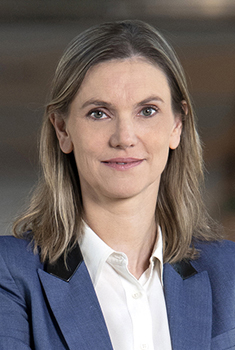
Agnès Pannier-Runacher.
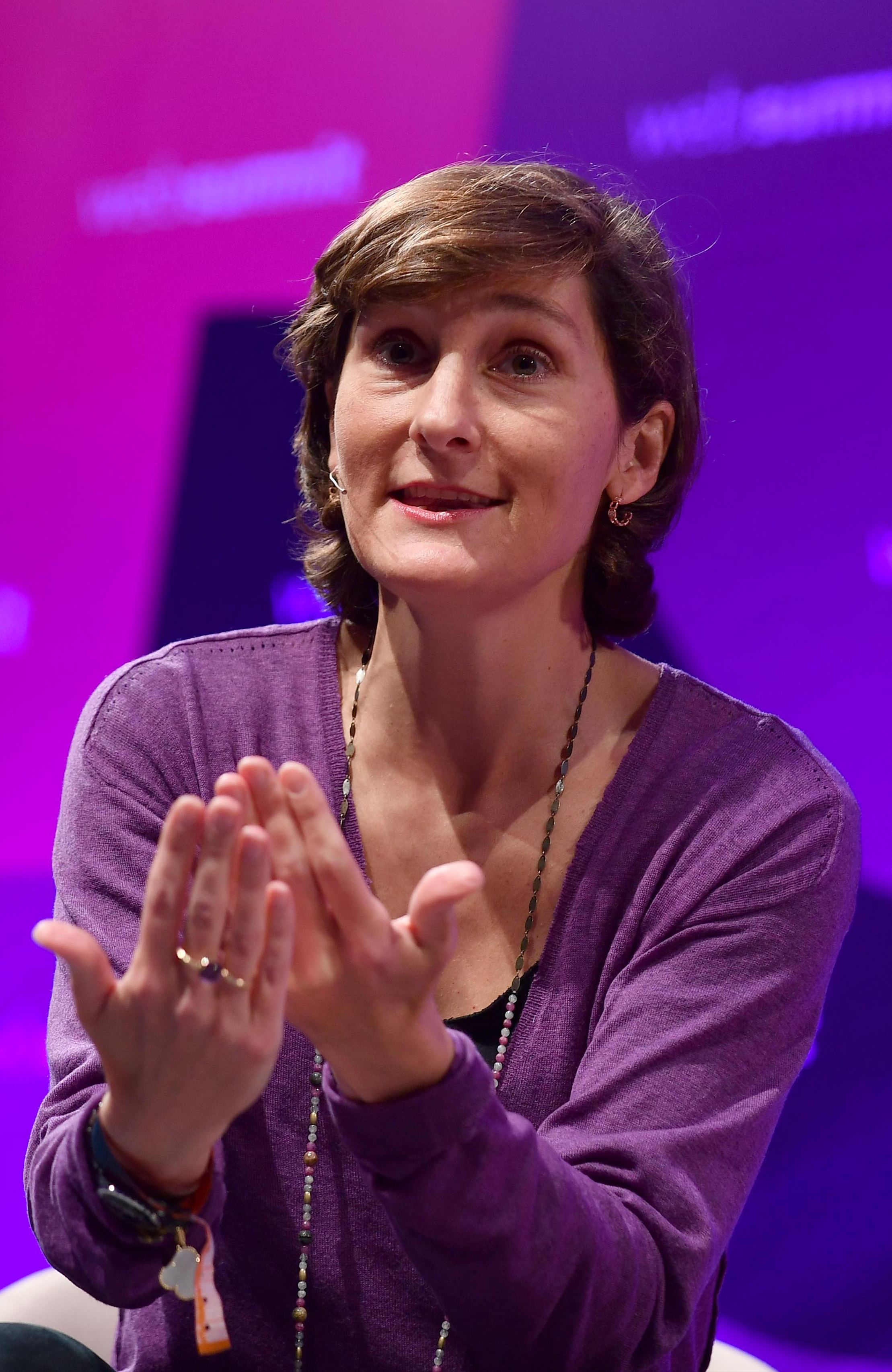
Amélie Oudéa-Castéra.
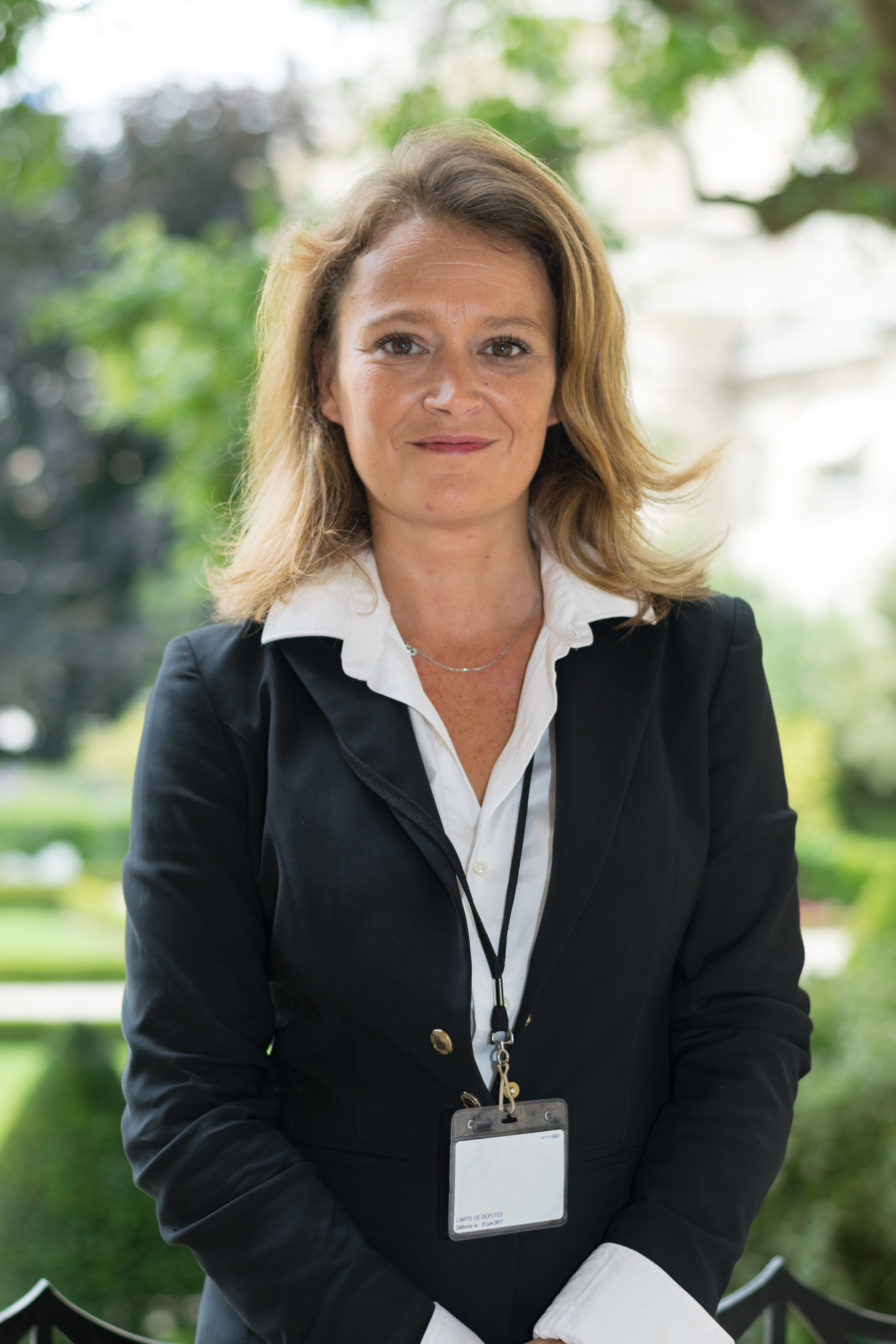
Olivia Grégoire.

- Élisabeth Borne (1961-), Première ministre, chargée de la Planification écologique et énergétique du 16 mai 2022 au 9 janvier 2024 ;
- Catherine Colonna (1956-), ministre de l'Europe et des Affaires étrangères du 20 mai 2022 au 9 janvier 2024 ;
- Amélie de Montchalin (1985-), ministre de la Transition écologique et de la Cohésion des territoires du 20 mai au 4 juillet 2022 ;
- Brigitte Bourguignon (1959-), ministre de la Santé et de la Prévention du 20 mai au 4 juillet 2022 ;
- Sylvie Retailleau (1965-), ministre de l'Enseignement supérieur et de la Recherche du 20 mai 2022 au 9 janvier 2024 ;
- Yaël Braun-Pivet (1970-), ministre des Outre-mer du 20 mai 2022 au 25 juin 2022 ;
- Rima Abdul-Malak (1979-), ministre de la Culture du 20 mai 2022 au 9 janvier 2024 ;
- Agnès Pannier-Runacher (1974-), ministre de la Transition énergétique du 20 mai 2022 au 9 janvier 2024 ;
- Amélie Oudéa-Castéra (1978-), ministre des Sports et des Jeux Olympiques et Paralympiques du 20 mai 2022 au 9 janvier 2024 ;
- Isabelle Rome (1963-), ministre déléguée chargée de l'Égalité entre les femmes et les hommes, de la Diversité et de l'Égalité des chances du 20 mai 2022 au 20 juillet 2023 ;
- Olivia Grégoire (1978-), secrétaire d'État, porte-parole du Gouvernement du 20 mai au 4 juillet 2022 ; ministre déléguée chargée des Petites et Moyennes entreprises, du Commerce, de l'Artisanat et du Tourisme du 4 juillet 2022 au 9 janvier 2024 ;
- Justine Benin (1975-), secrétaire d'État chargée de la Mer du 20 mai au 4 juillet 2022 ;
- Charlotte Caubel (1972-), secrétaire d'État chargée de l'Enfance du 20 mai 2022 au 9 janvier 2024 ;
- Chrysoula Zacharopoulou (1976-), secrétaire d'État chargée du Développement, de la Francophonie et des Partenariats internationaux du 20 mai 2022 au 9 janvier 2024 ;
- Caroline Cayeux (1948-), ministre déléguée chargée des Collectivités territoriales entre le 4 juillet et le 28 novembre 2022 ;
- Carole Grandjean (1983-), ministre déléguée chargée de l'Enseignement et de la Formation professionnels du 4 juillet 2022 au 9 janvier 2024 ;
- Agnès Firmin-Le Bodo (1968-), ministre déléguée chargée de l'Organisation territoriale et des Professions de santé entre le 4 juillet 2022 et le 20 décembre 2023 ; ministre de la Santé et de la Prévention du 20 décembre 2023 au 9 janvier 2024 ;
- Geneviève Darrieussecq (1956-), ministre déléguée chargée des Personnes handicapées du 4 juillet 2022 au 20 juillet 2023 ;
- Marlène Schiappa (1982-), secrétaire d'État chargée de l'Économie sociale et solidaire et de la Vie associative du 4 juillet 2022 au 20 juillet 2023 ;
- Sonia Backès (1976-), secrétaire d'État chargée de la Citoyenneté entre le 4 juillet 2022 et le 10 octobre 2023 ;
- Laurence Boone (1969-), secrétaire d'État chargée de l'Europe du 4 juillet 2022 au 9 janvier 2024 ;
- Sarah El Haïry (1989-), secrétaire d'État chargée de la Jeunesse et du Service national universel du 4 juillet 2022 au 20 juillet 2023 ; secrétaire d'État chargée de la Biodiversité du 20 juillet 2023 au 9 janvier 2024 ;
- Bérangère Couillard (1986-), secrétaire d'État chargée de l'Écologie du 4 juillet 2022 au 20 juillet 2023 ; ministre déléguée chargée de l'Égalité entre les femmes et les hommes et de la Lutte contre les discriminations du 20 juillet 2023 au 9 janvier 2024 ;
- Dominique Faure (1959-), secrétaire d'État chargée de la Ruralité entre le 4 juillet et le 28 novembre 2022 ; ministre déléguée chargée des Collectivités territoriales et de la Ruralité du 28 novembre 2022 au 9 janvier 2024 ;
- Patricia Mirallès (1967-), secrétaire d'État chargée des Anciens combattants et de la Mémoire du 4 juillet 2022 au 9 janvier 2024 ;
- Aurore Bergé (1986-), ministre des Solidarités et des Familles du 20 juillet 2023 au 9 janvier 2024 ;
- Fadila Khattabi (1962-), ministre déléguée chargée des Personnes handicapées du 20 juillet 2023 au 9 janvier 2024 ;
- Sabrina Agresti-Roubache (1976-), secrétaire d'État chargée de la Ville du 20 juillet au 10 octobre 2023 ; secrétaire d'État chargée de la Citoyenneté et de la Ville du 10 octobre 2023 au 9 janvier 2024 ;
- Prisca Thevenot (1985-), secrétaire d'État chargée de la Jeunesse et du Service national universel du 20 juillet 2023 au 9 janvier 2024.

##### Gouvernement Gabriel Attal

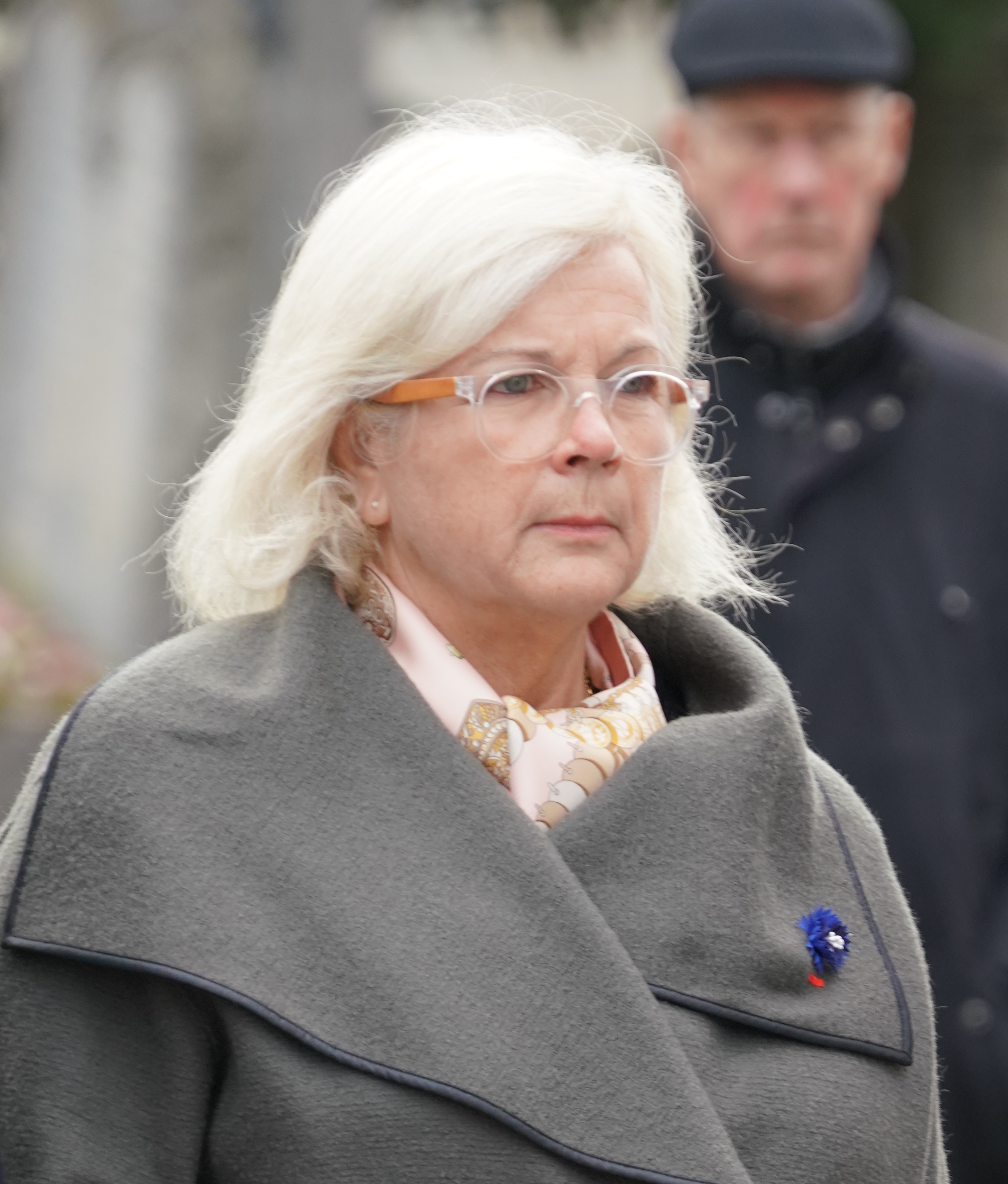
Catherine Vautrin.
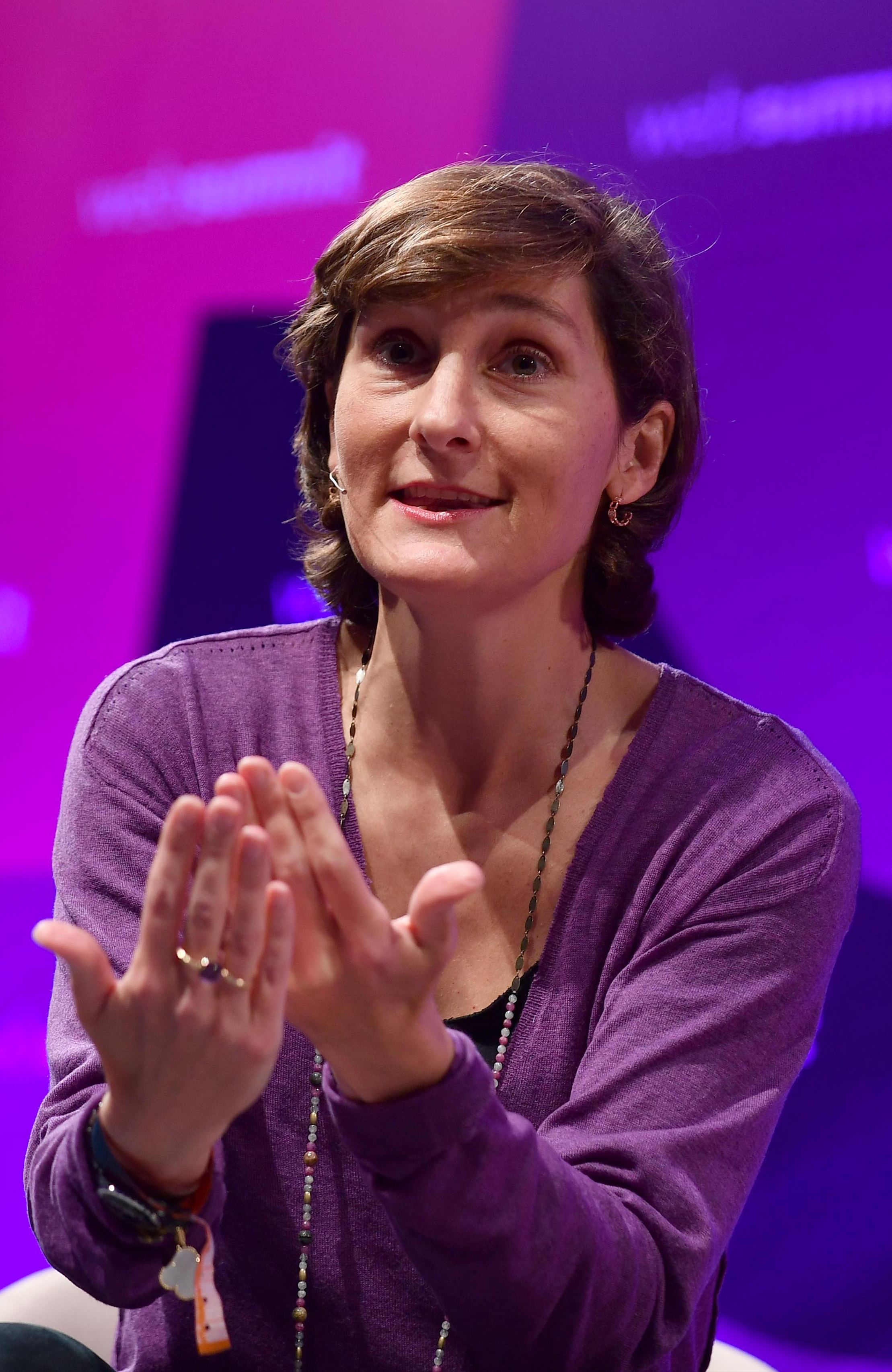
Amélie Oudéa-Castéra.
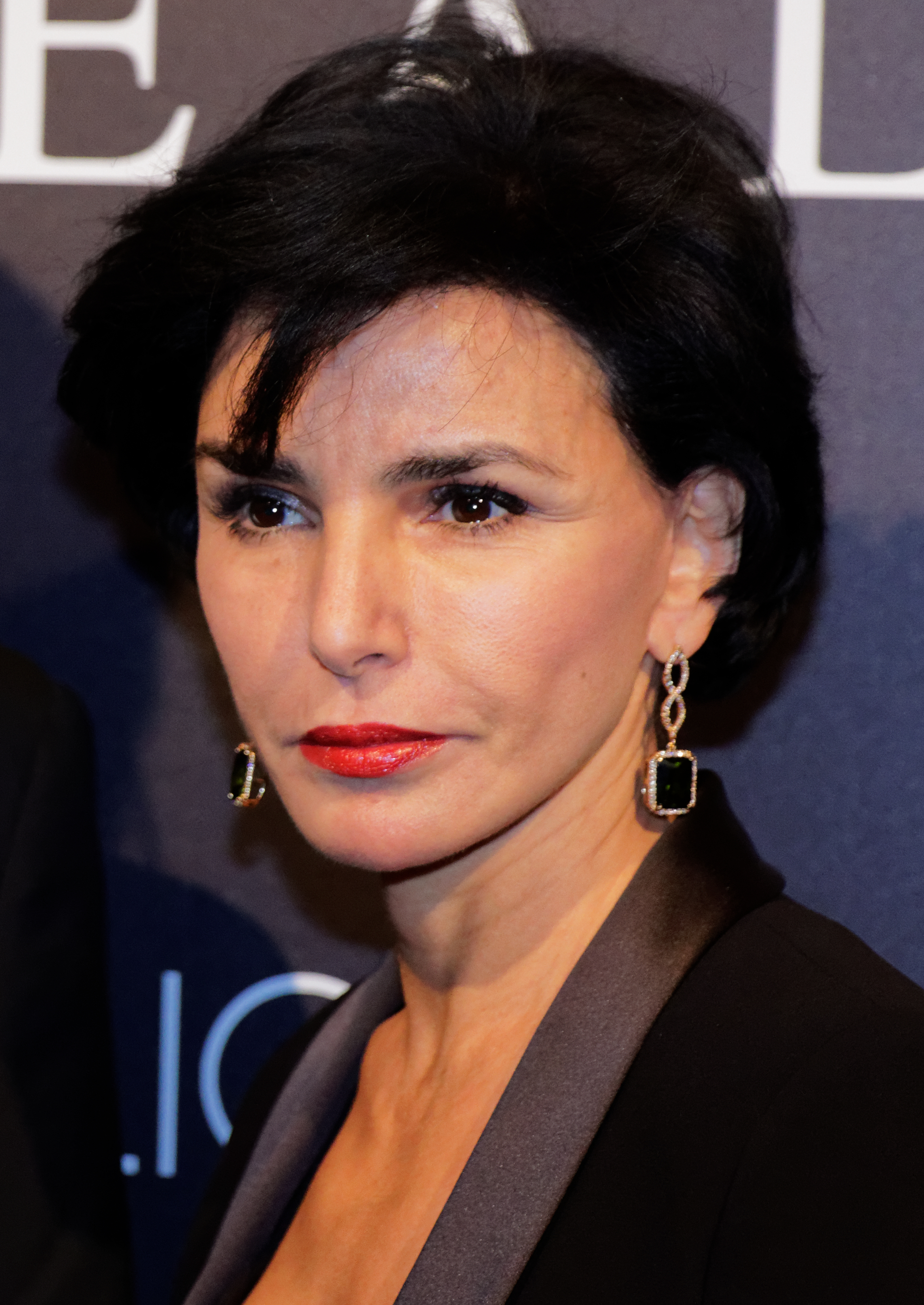
Rachida Dati.
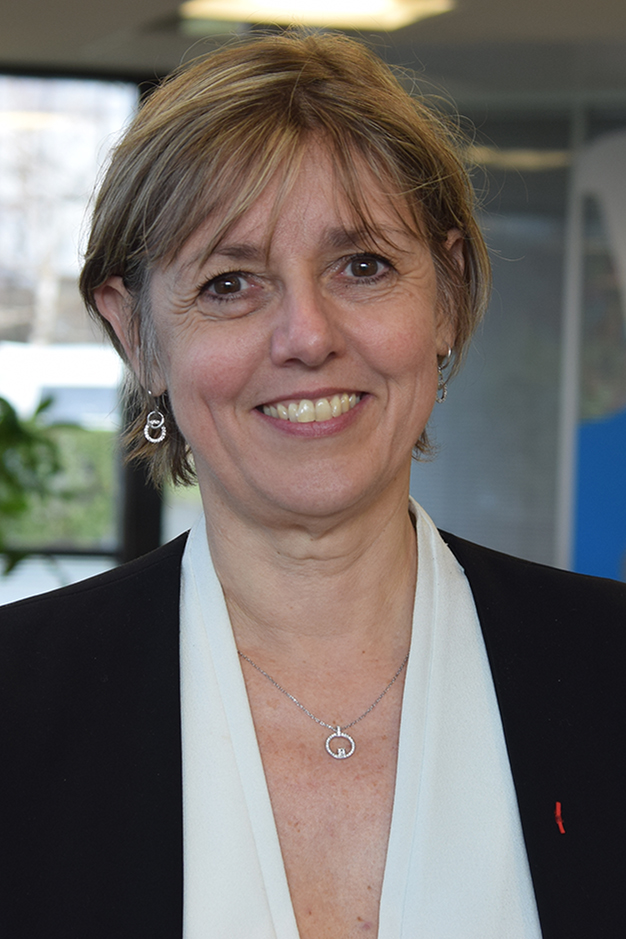
Sylvie Retailleau.
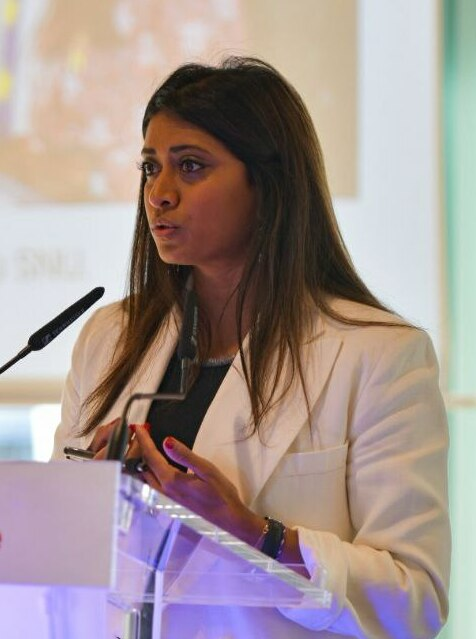
Prisca Thevenot.
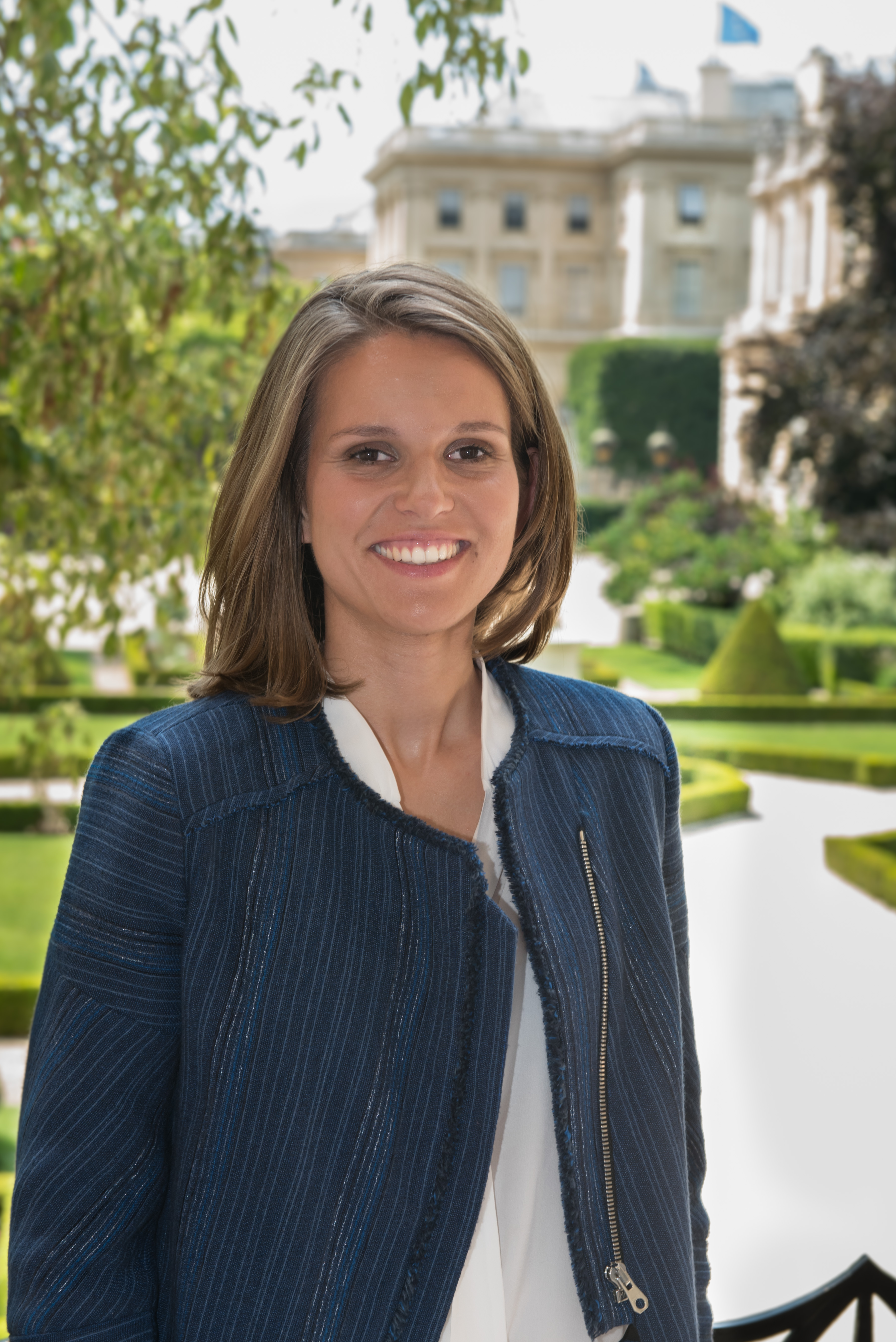
Marie Lebec.
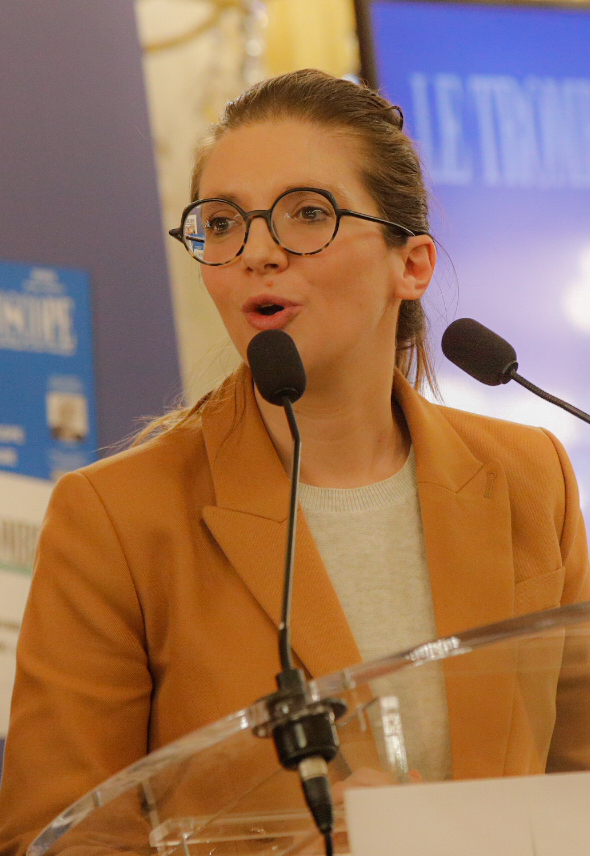
Aurore Bergé.
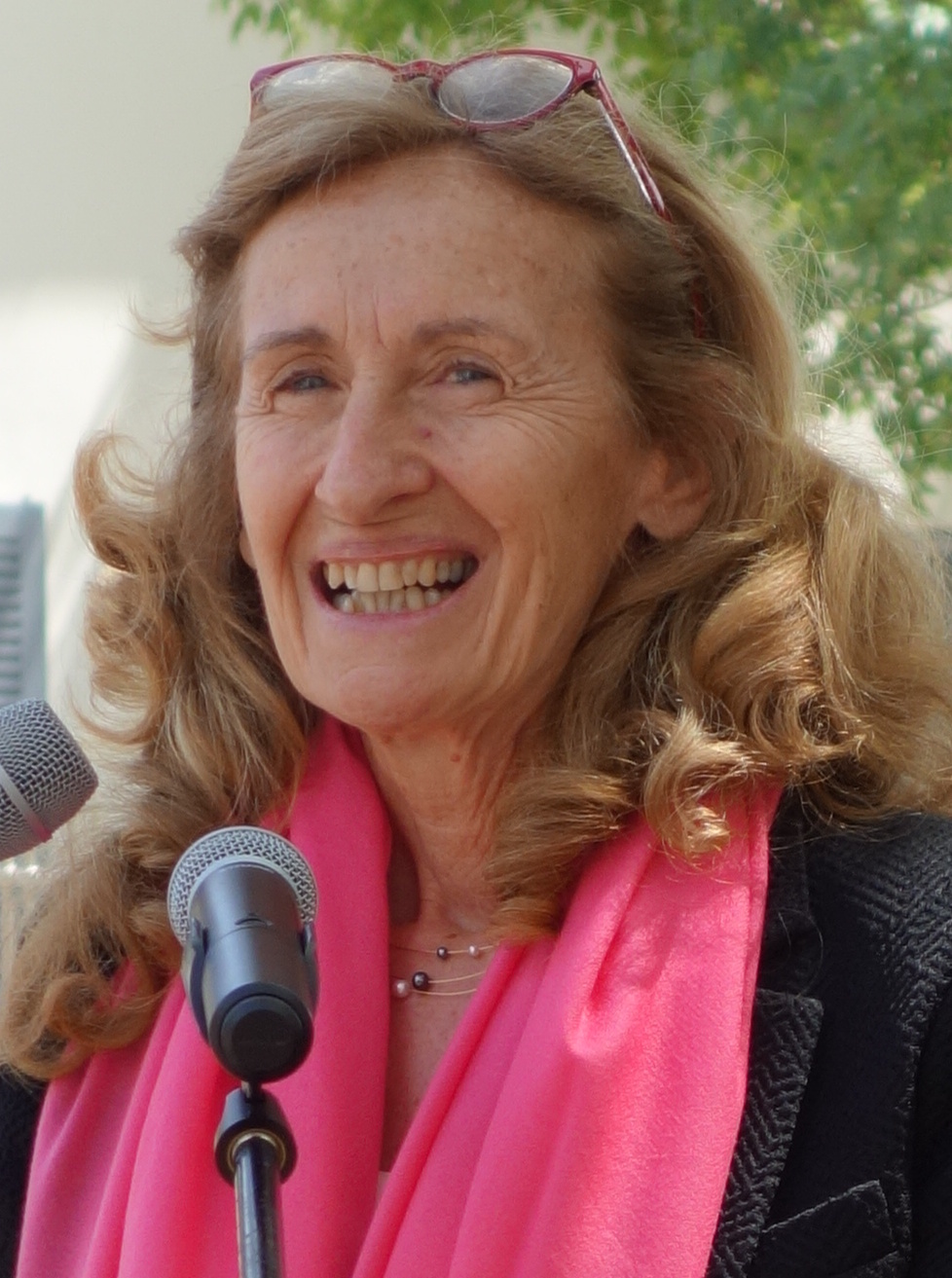
Nicole Belloubet.
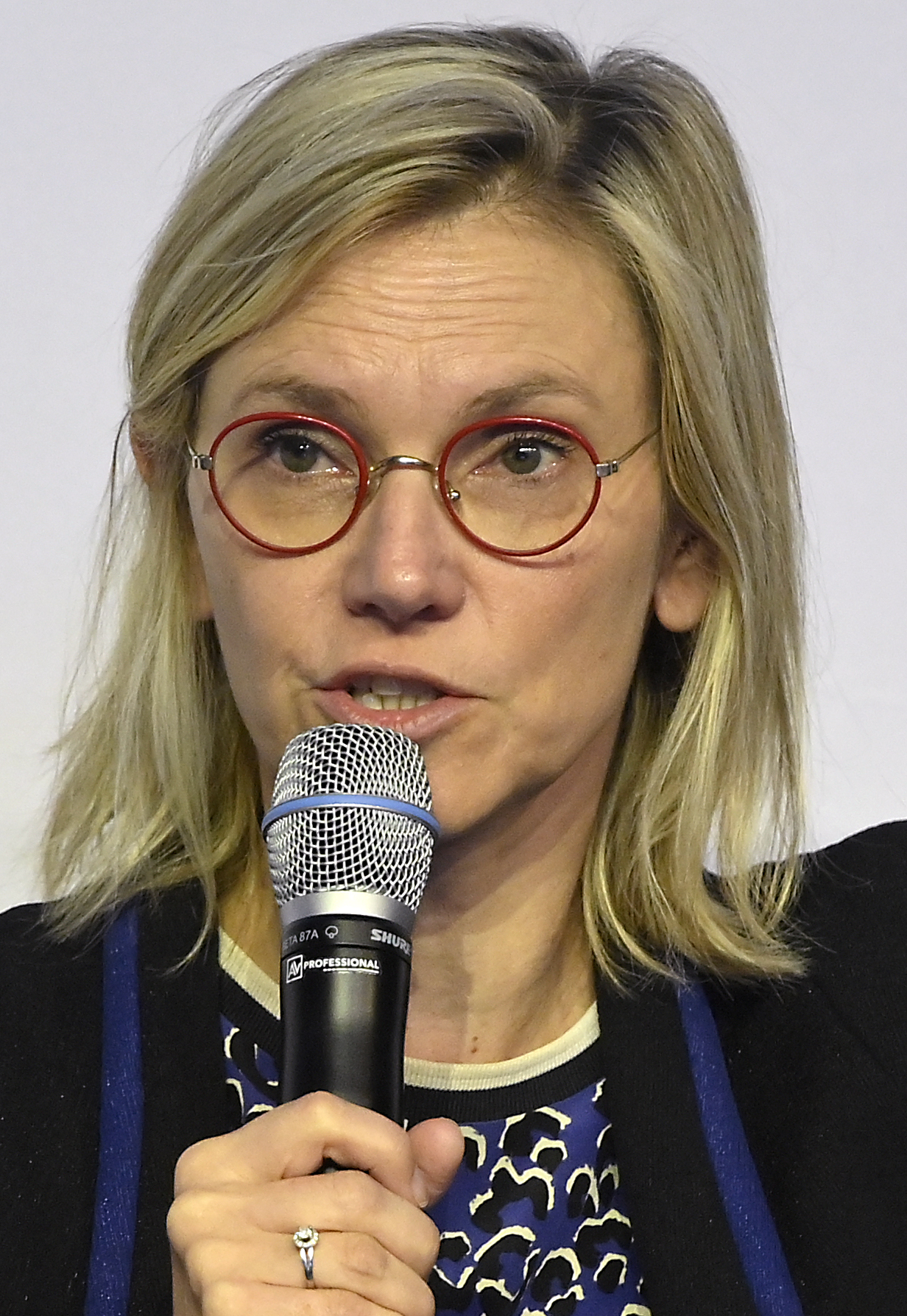
Agnès Pannier-Runacher.
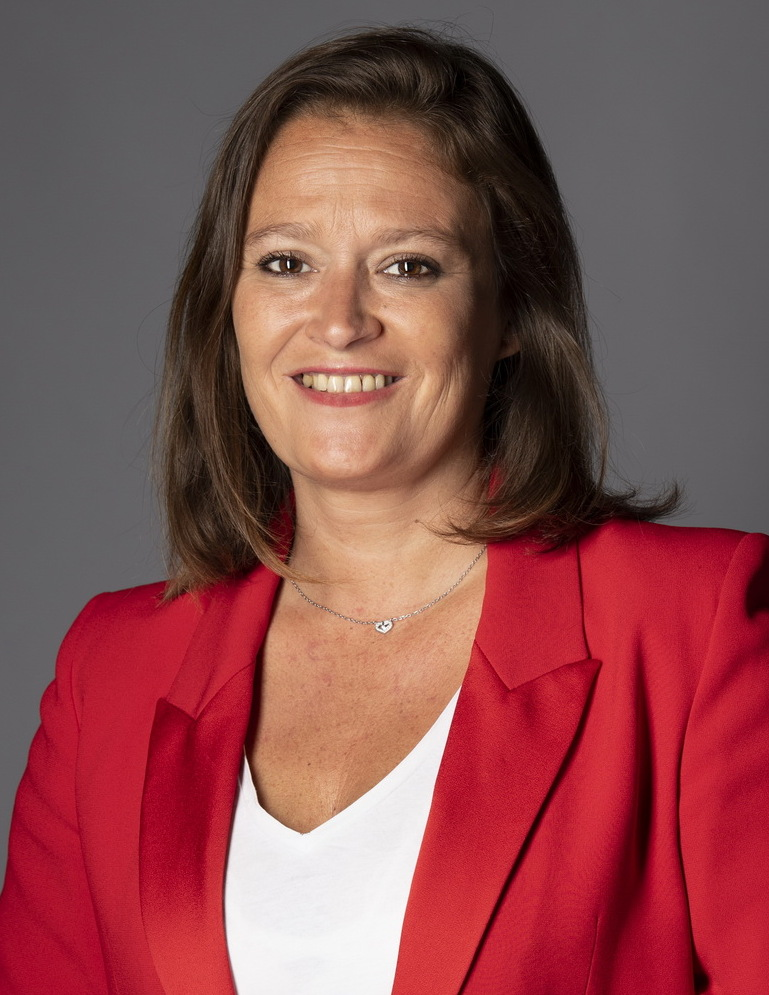
Olivia Grégoire.
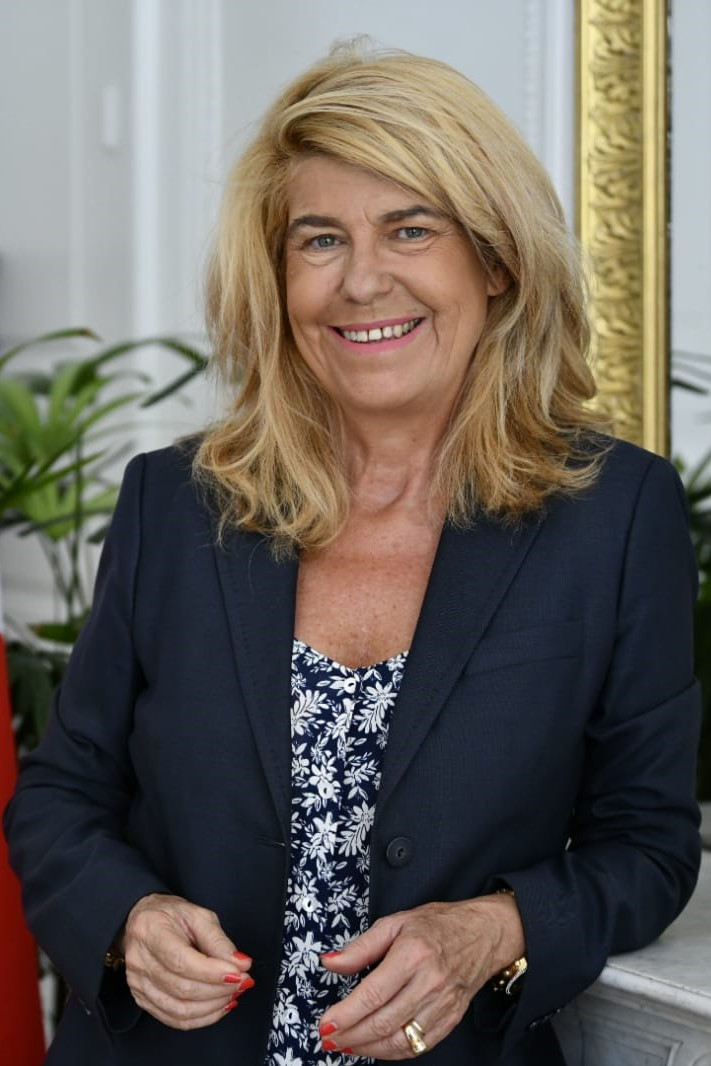
Dominique Faure.
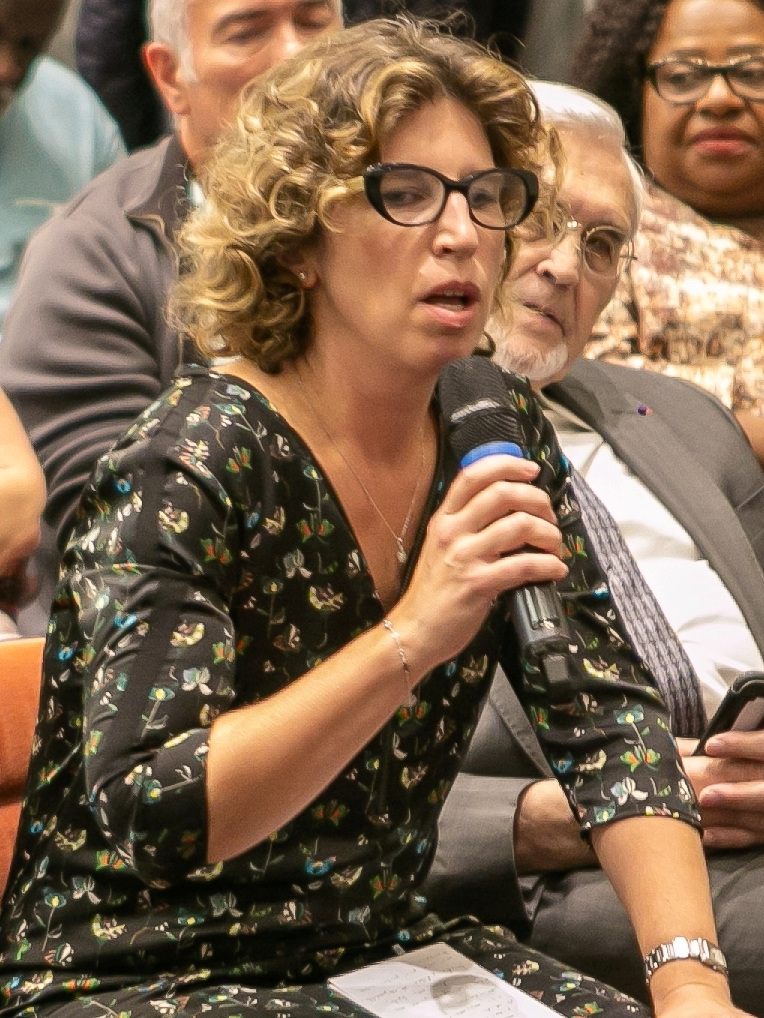
Marie Guévenoux.
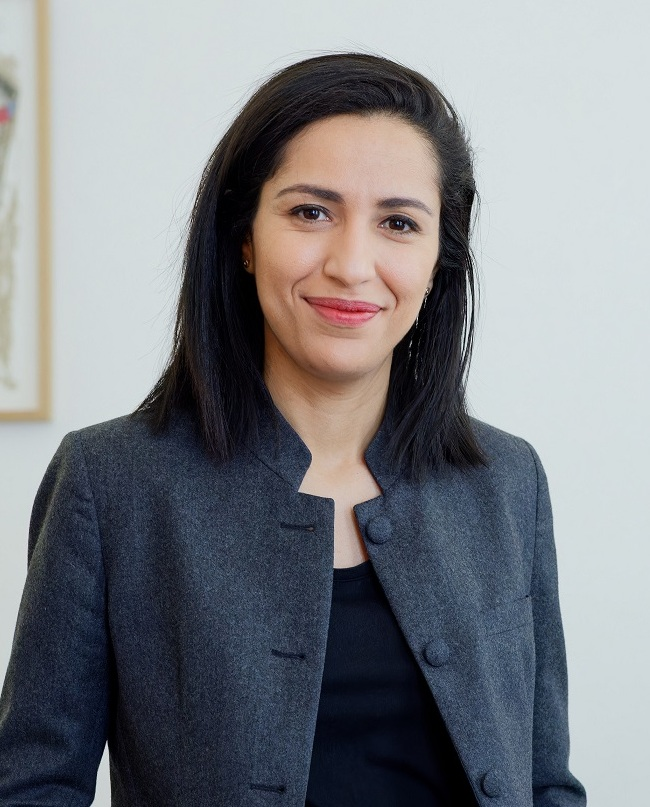
Sarah El Haïry.
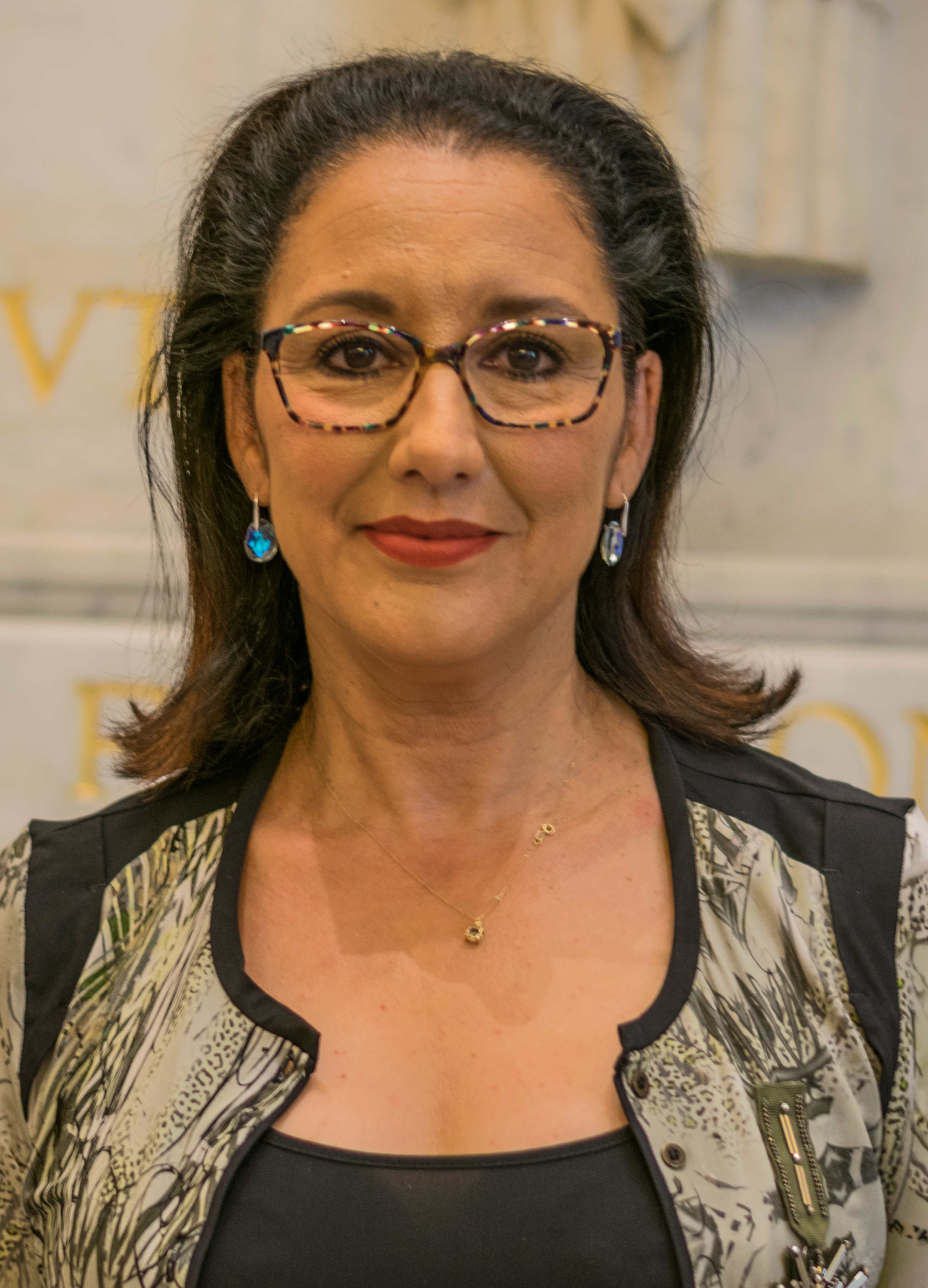
Fadila Khattabi.
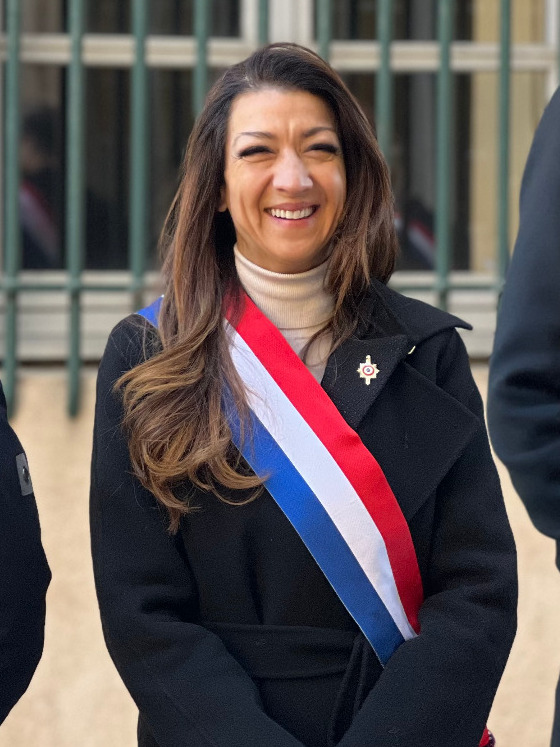
Sabrina Agresti-Roubache.
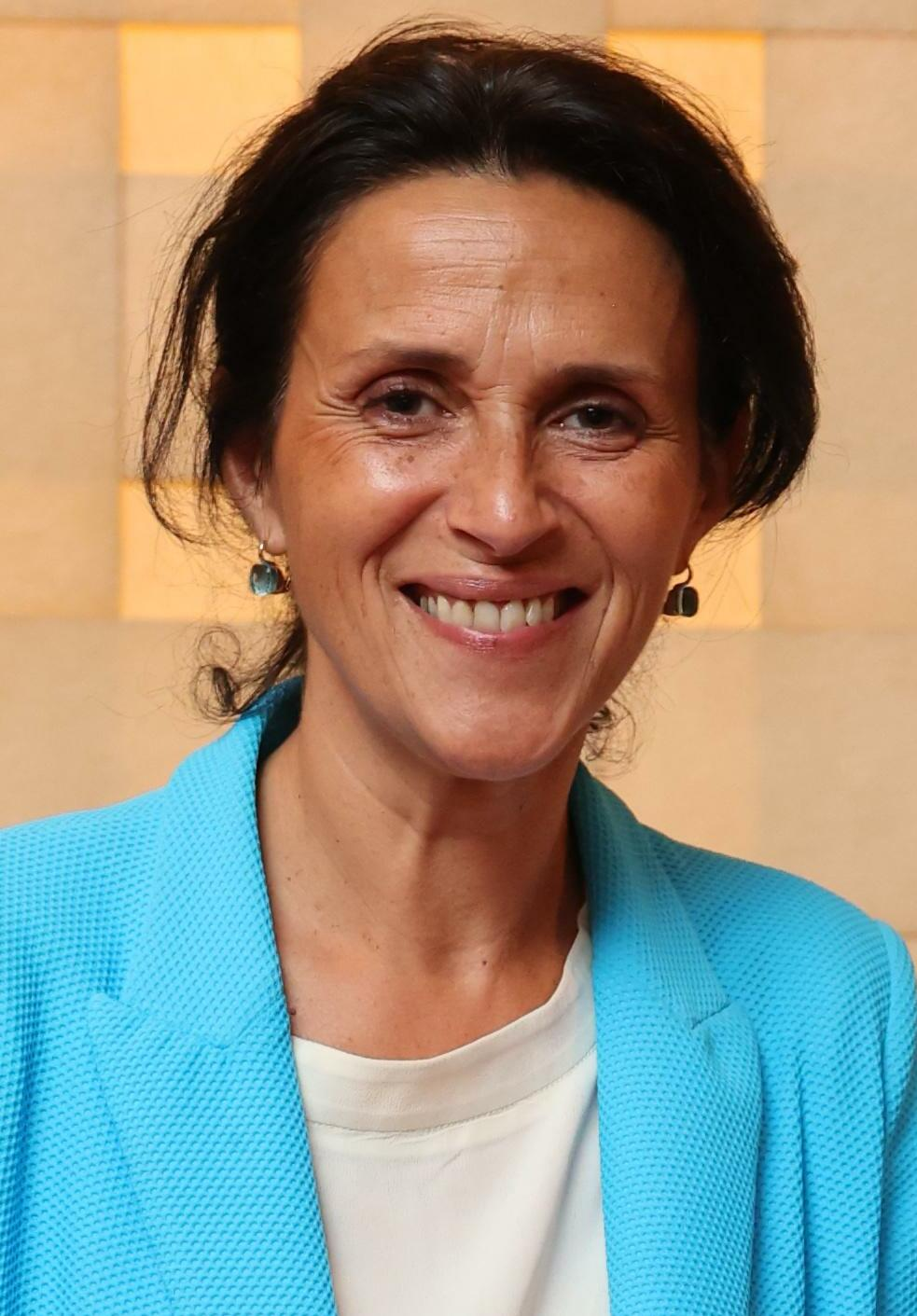
Chrysoula Zacharopoulou.
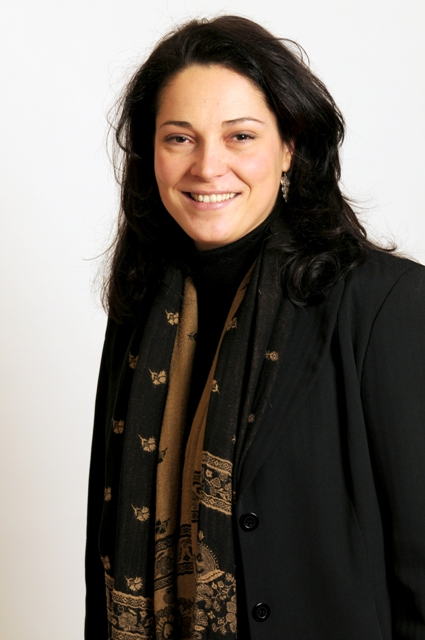
Marina Ferrari.
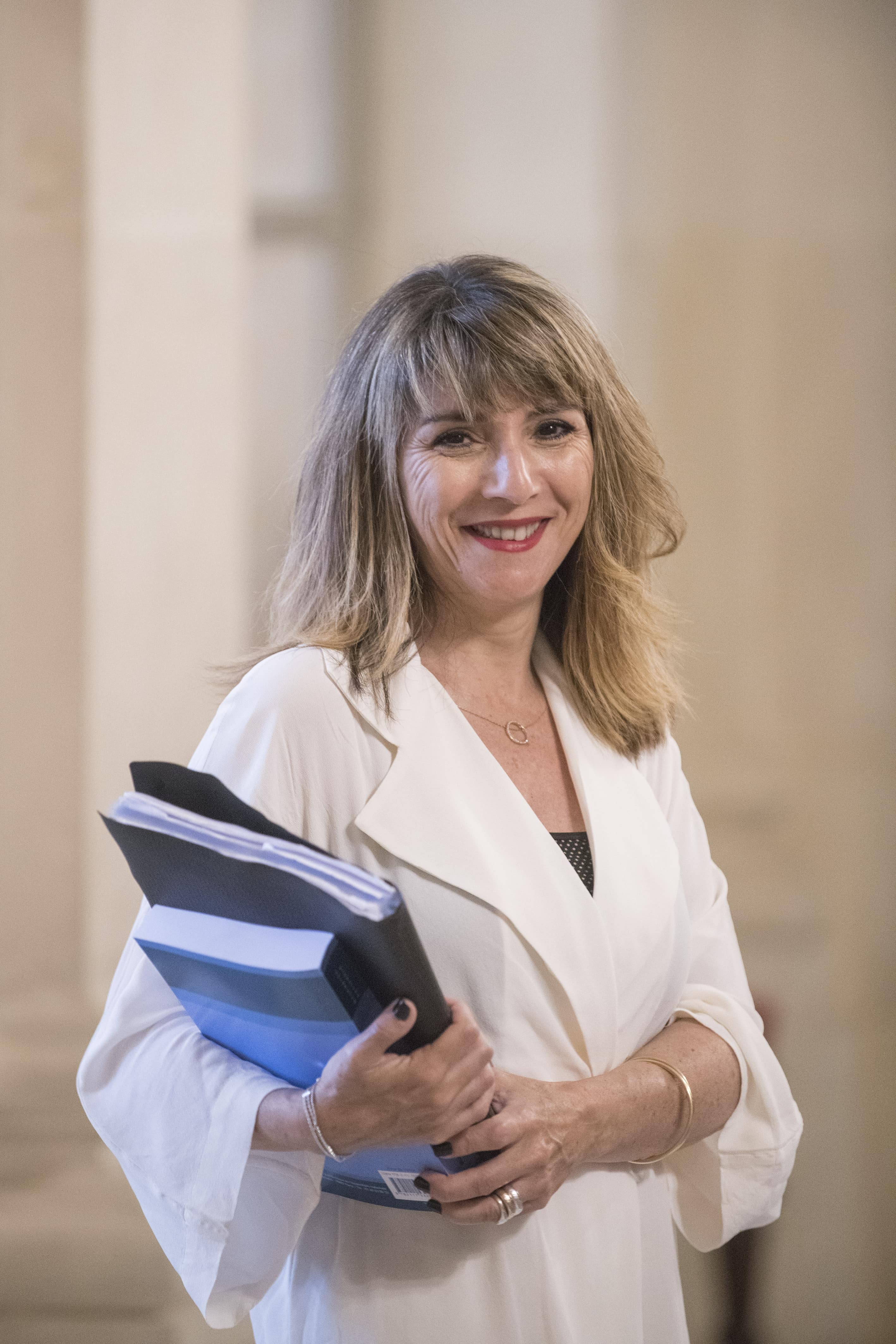
Patricia Mirallès.

- Catherine Vautrin (1960-), ministre du Travail, de la Santé et des Solidarités du 11 janvier 2024 au 5 septembre 2024 ;
- Amélie Oudéa-Castéra (1978-), ministre de l'Éducation nationale et de la Jeunesse, des Sports et des Jeux Olympiques et Paralympiques du 11 janvier au 8 février 2024 ; ministre des Sports et des Jeux Olympiques et Paralympiques du 8 février 2024 au 5 septembre 2024 ;
- Rachida Dati (1965-), ministre de la Culture du 11 janvier 2024 au 5 septembre 2024 ;
- Sylvie Retailleau (1965-), ministre de l'Enseignement supérieur et de la Recherche du 11 janvier 2024 au 5 septembre 2024 ;
- Prisca Thevenot (1985-), ministre déléguée chargée du Renouveau démocratique, porte-parole du Gouvernement du 11 janvier 2024 au 5 septembre 2024 ;
- Marie Lebec (1990-), ministre déléguée chargée des Relations avec le Parlement du 11 janvier 2024 au 5 septembre 2024 ;
- Aurore Bergé (1986-), ministre déléguée chargée de l'Égalité entre les femmes et les hommes et de la Lutte contre les discriminations du 11 janvier 2024 au 5 septembre 2024 ;
- Nicole Belloubet (1955-), ministre de l'Éducation nationale et de la Jeunesse du 8 février 2024 au 5 septembre 2024 ;
- Olivia Grégoire (1978-), ministre déléguée chargée des Entreprises, du Tourisme et de la Consommation du 8 février 2024 au 5 septembre 2024 ;
- Dominique Faure (1959-), ministre déléguée chargée des Collectivités territoriales et de la Ruralité du 8 février 2024 au 5 septembre 2024 ;
- Marie Guévenoux (1976-), ministre déléguée chargée des Outre-mer du 8 février 2024 au 5 septembre 2024 ;
- Sarah El Haïry (1989-), ministre déléguée chargée de l'Enfance, de la Jeunesse et des Familles du 8 février 2024 au 5 septembre 2024 ;
- Fadila Khattabi (1962-), ministre déléguée chargée des Personnes âgées et des Personnes handicapées du 8 février 2024 au 5 septembre 2024 ;
- Agnès Pannier-Runacher (1974-), ministre déléguée auprès du ministre de l'Agriculture du 8 février 2024 au 5 septembre 2024 ;
- Marina Ferrari (1973-), secrétaire d'État chargée du Numérique du 8 février 2024 au 5 septembre 2024 ;
- Sabrina Agresti-Roubache (1976-), secrétaire d'État chargée de la Ville et de la Citoyenneté du 8 février 2024 au 5 septembre 2024 ;
- Patricia Mirallès (1967-), secrétaire d'État chargée des Anciens combattants et de la Mémoire du 8 février 2024 au 5 septembre 2024 ;
- Chrysoula Zacharopoulou (1976-), secrétaire d'État chargée du Développement et des Partenariats internationaux du 8 février 2024 au 5 septembre 2024.

##### Gouvernement Michel Barnier

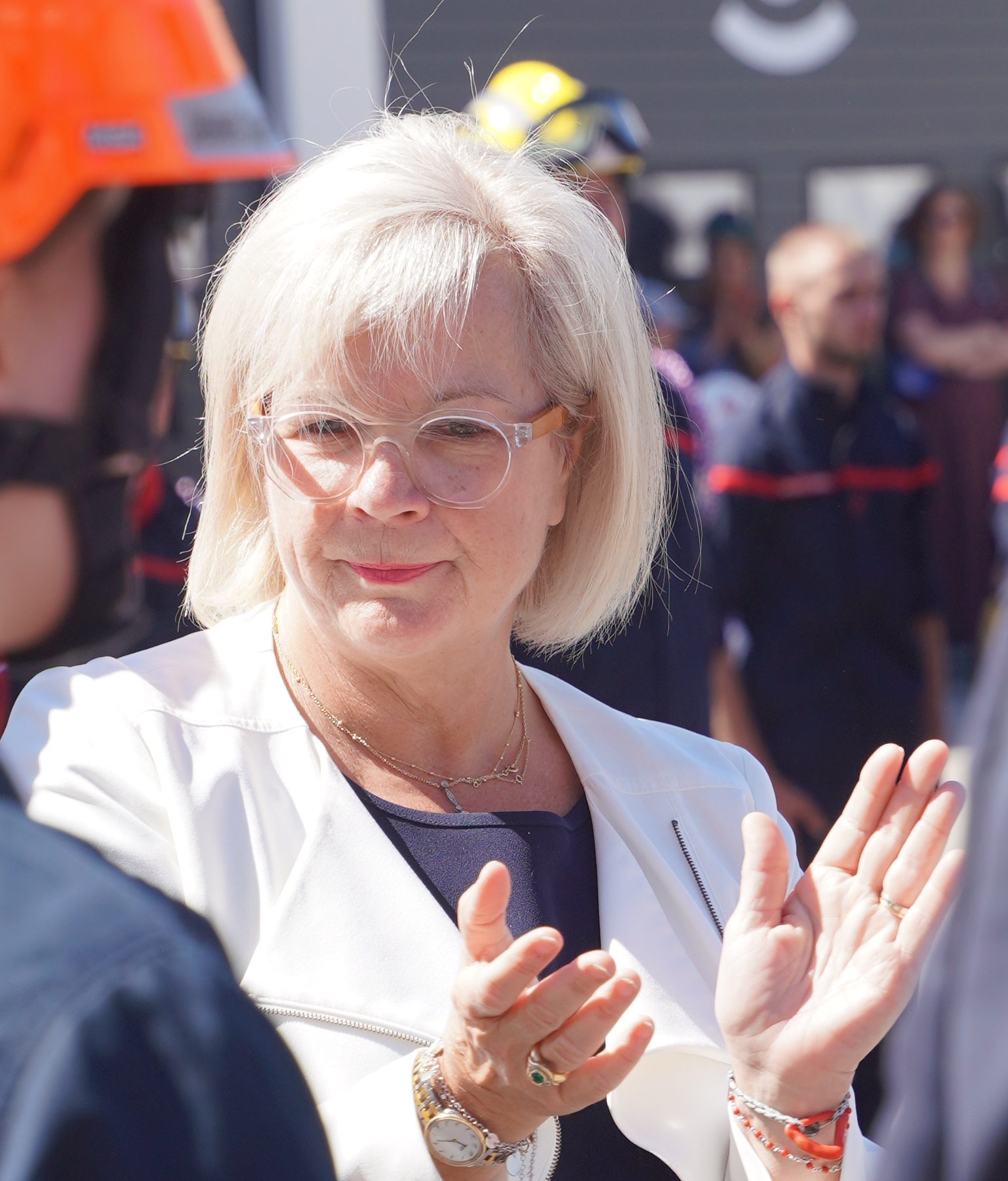
Catherine Vautrin.
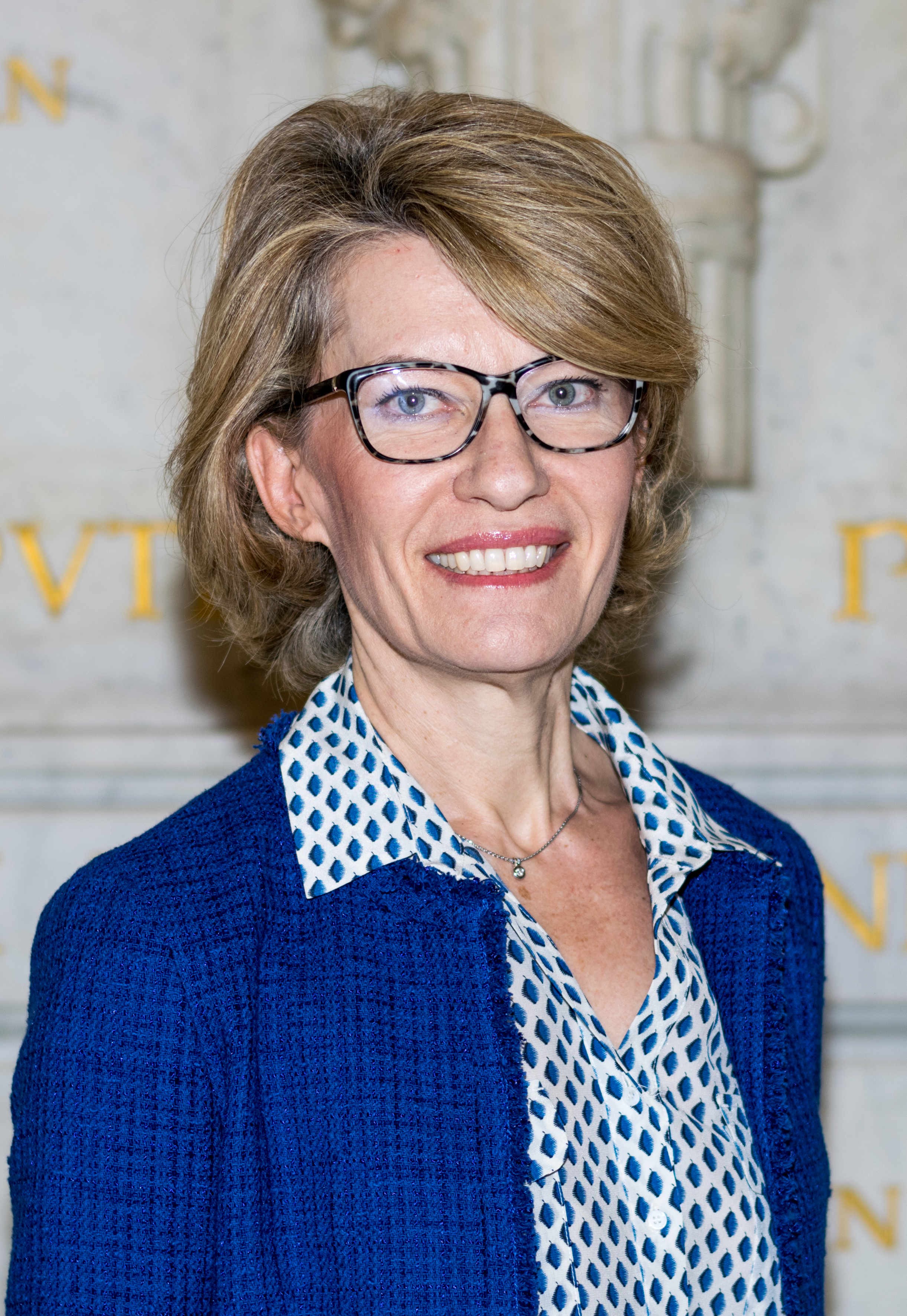
Anne Genetet.
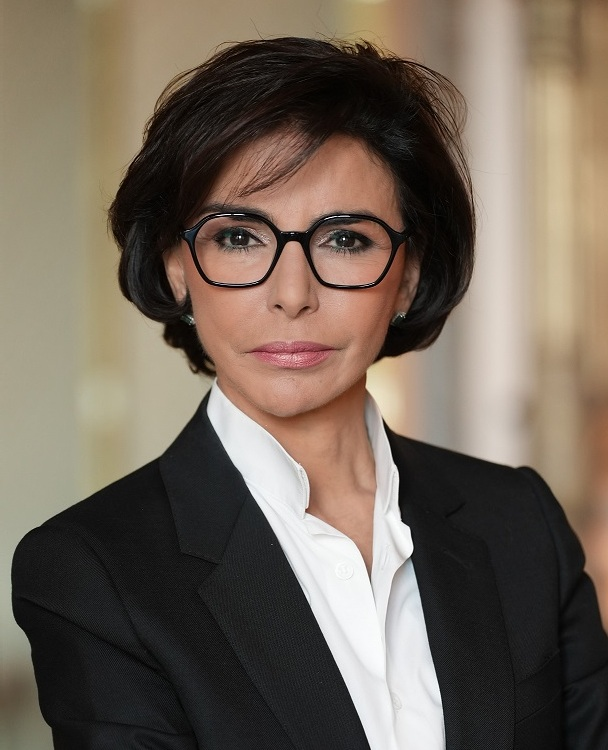
Rachida Dati.
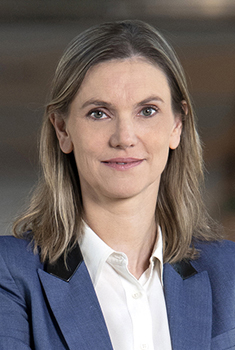
Agnès Pannier-Runacher.
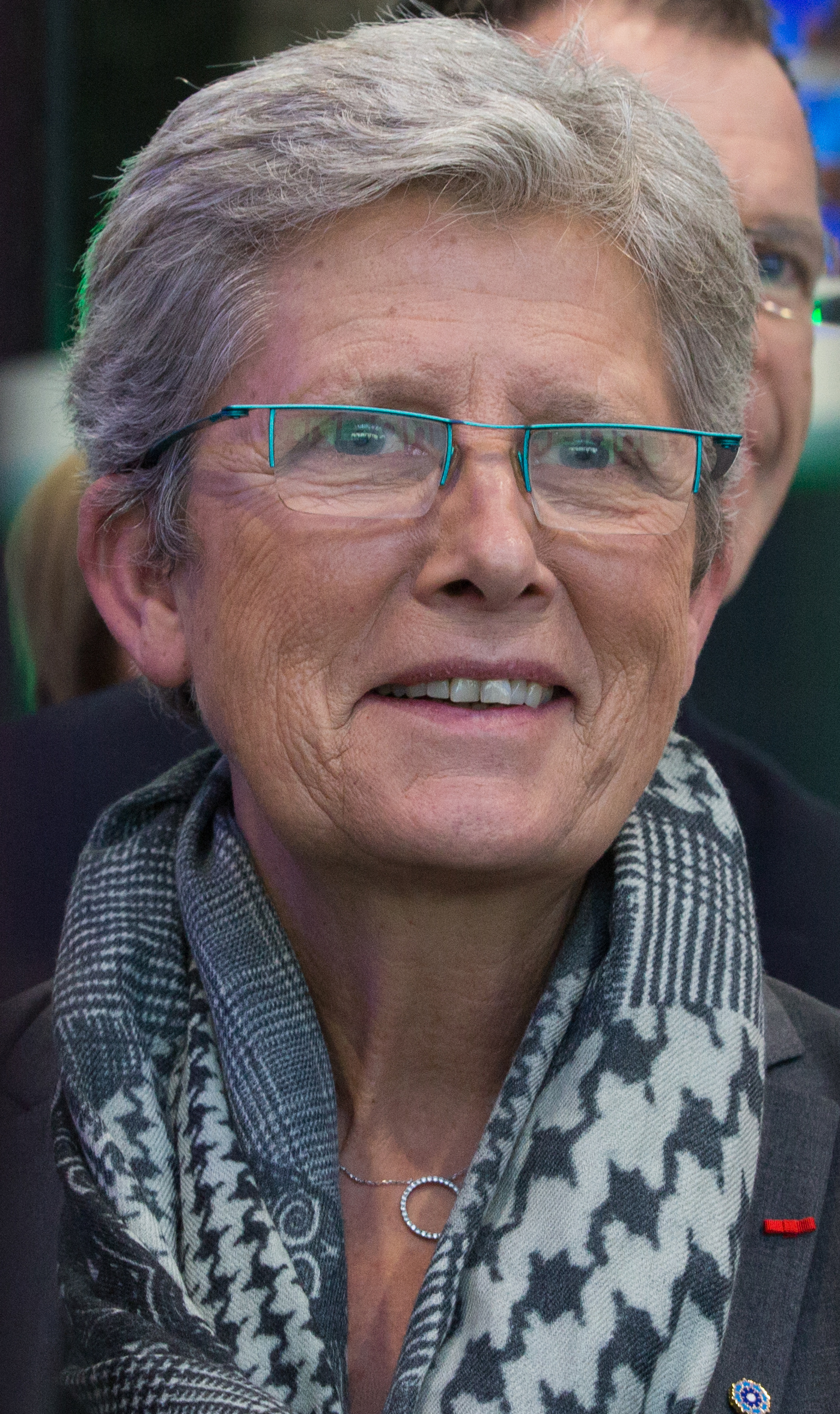
Geneviève Darrieussecq.
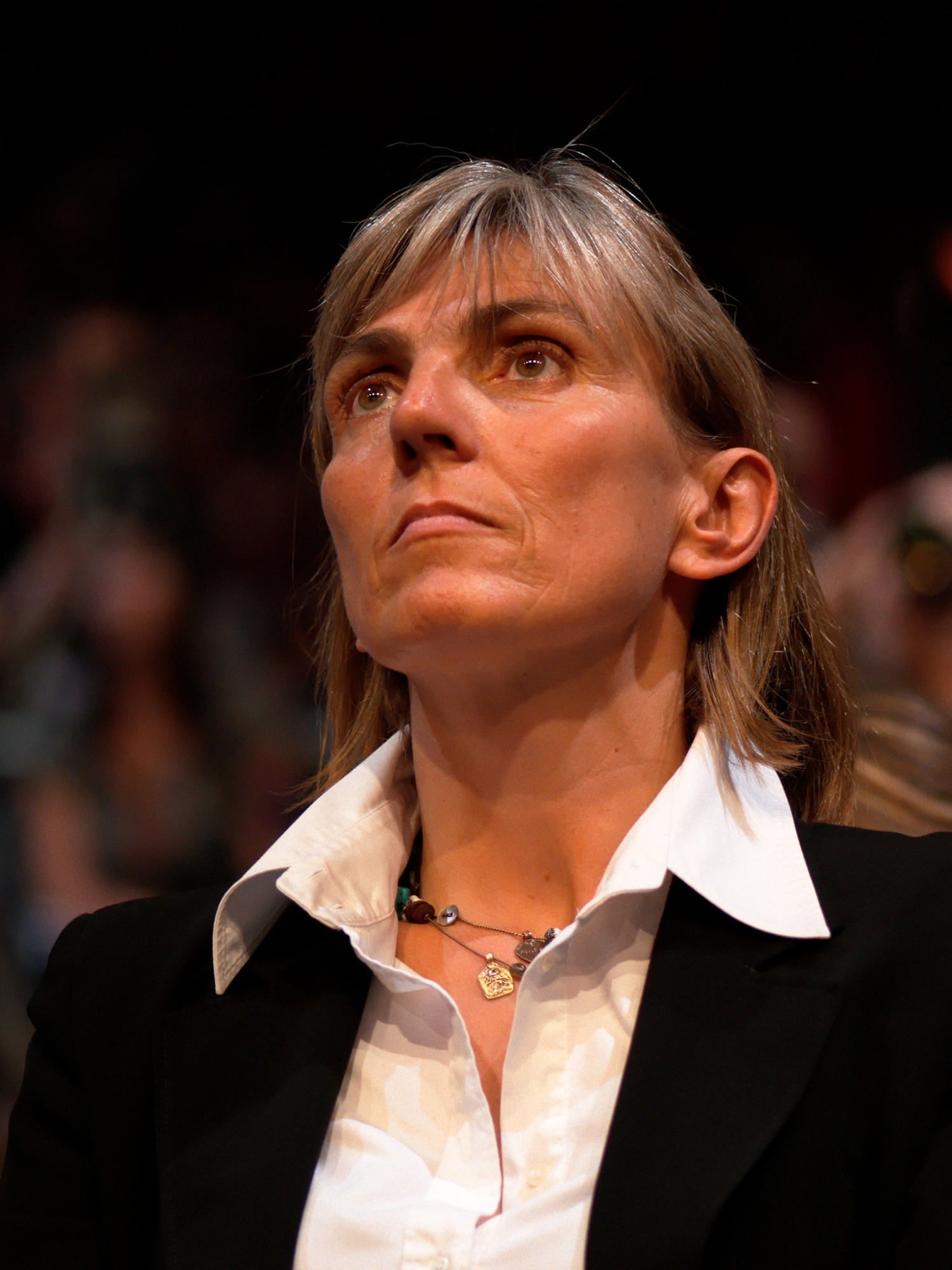
Valérie Létard.
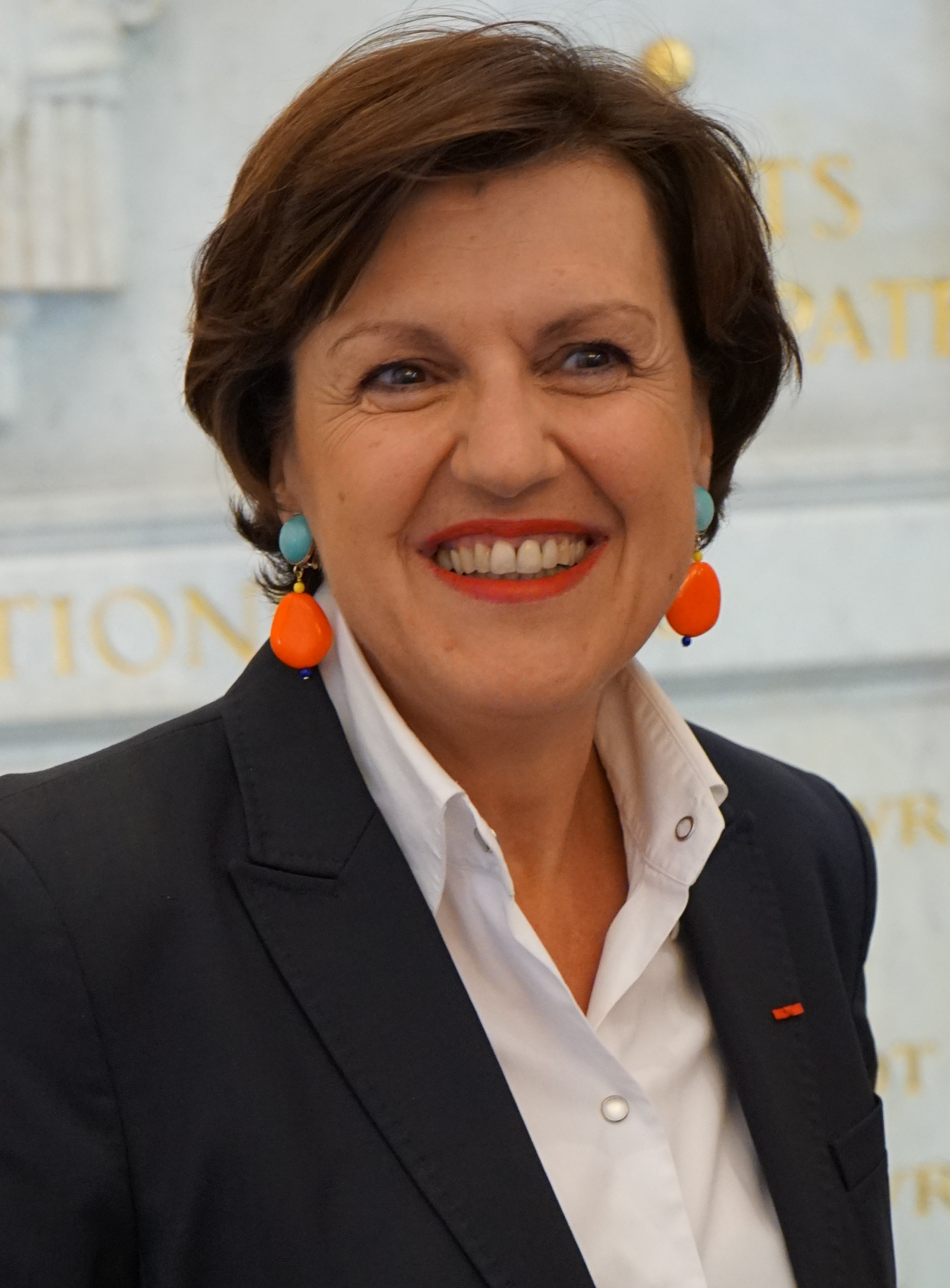
Annie Genevard.
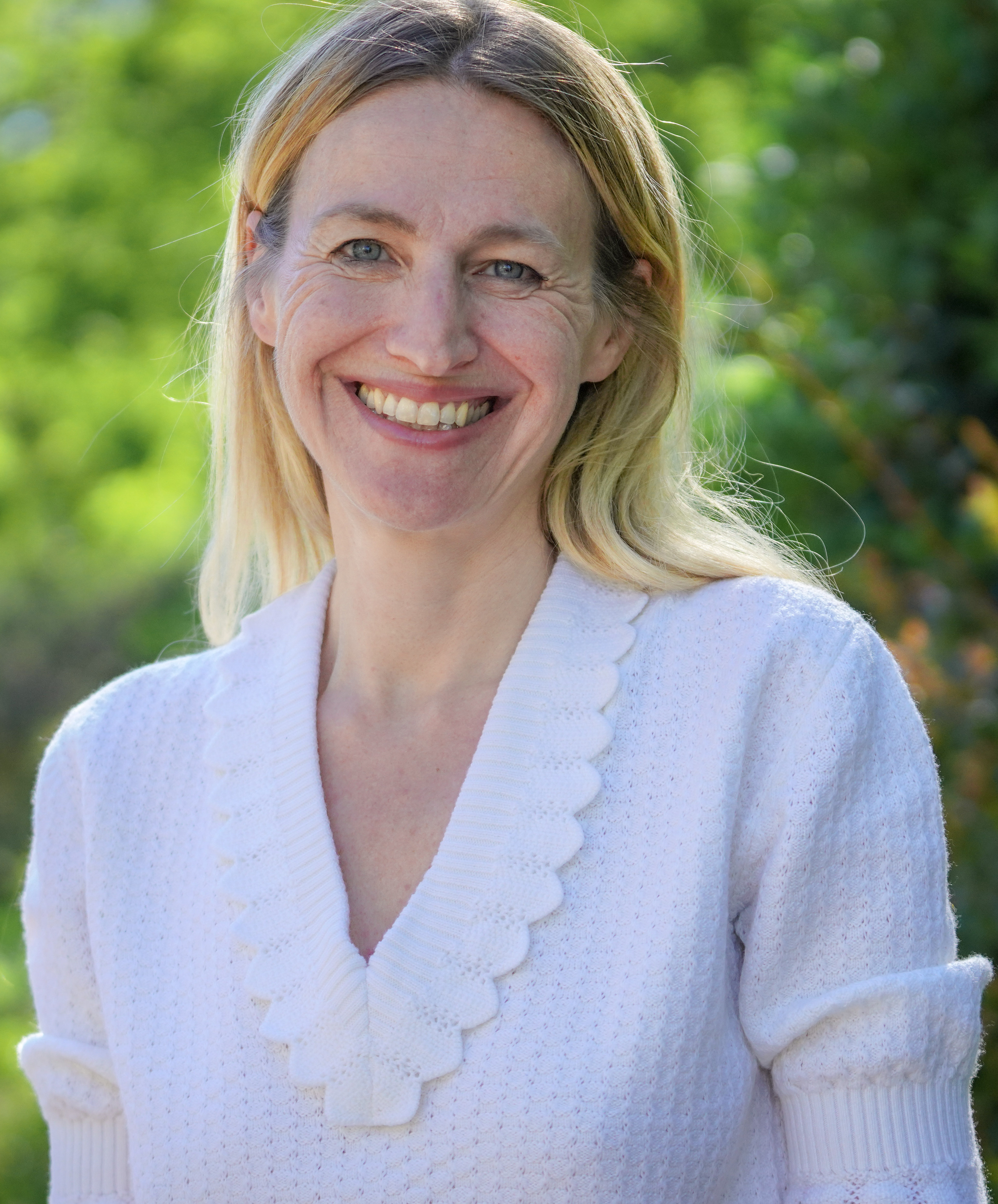
Astrid Panosyan-Bouvet.
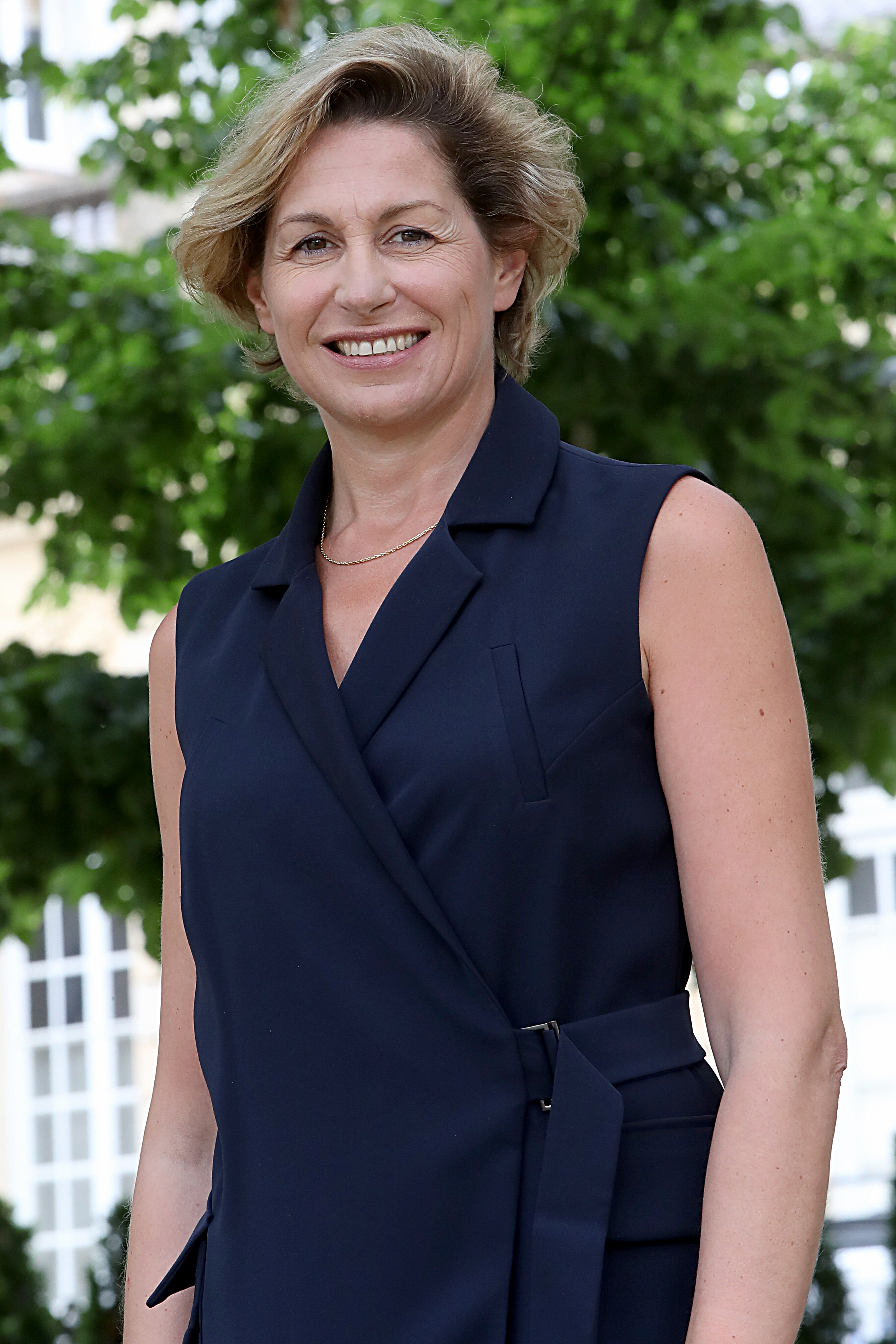
Nathalie Delattre.
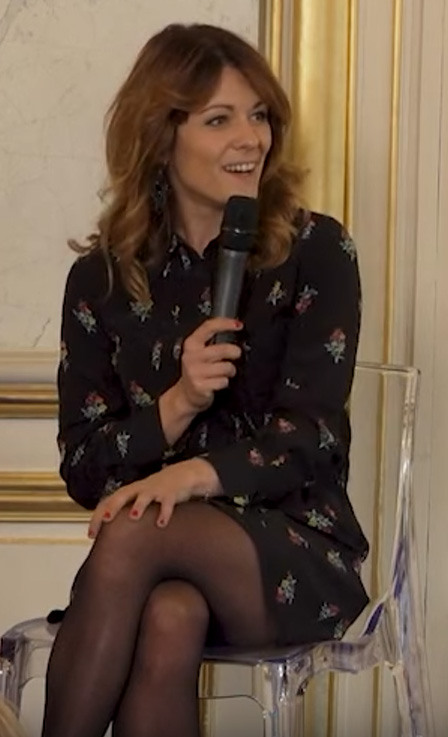
Maud Bregeon.
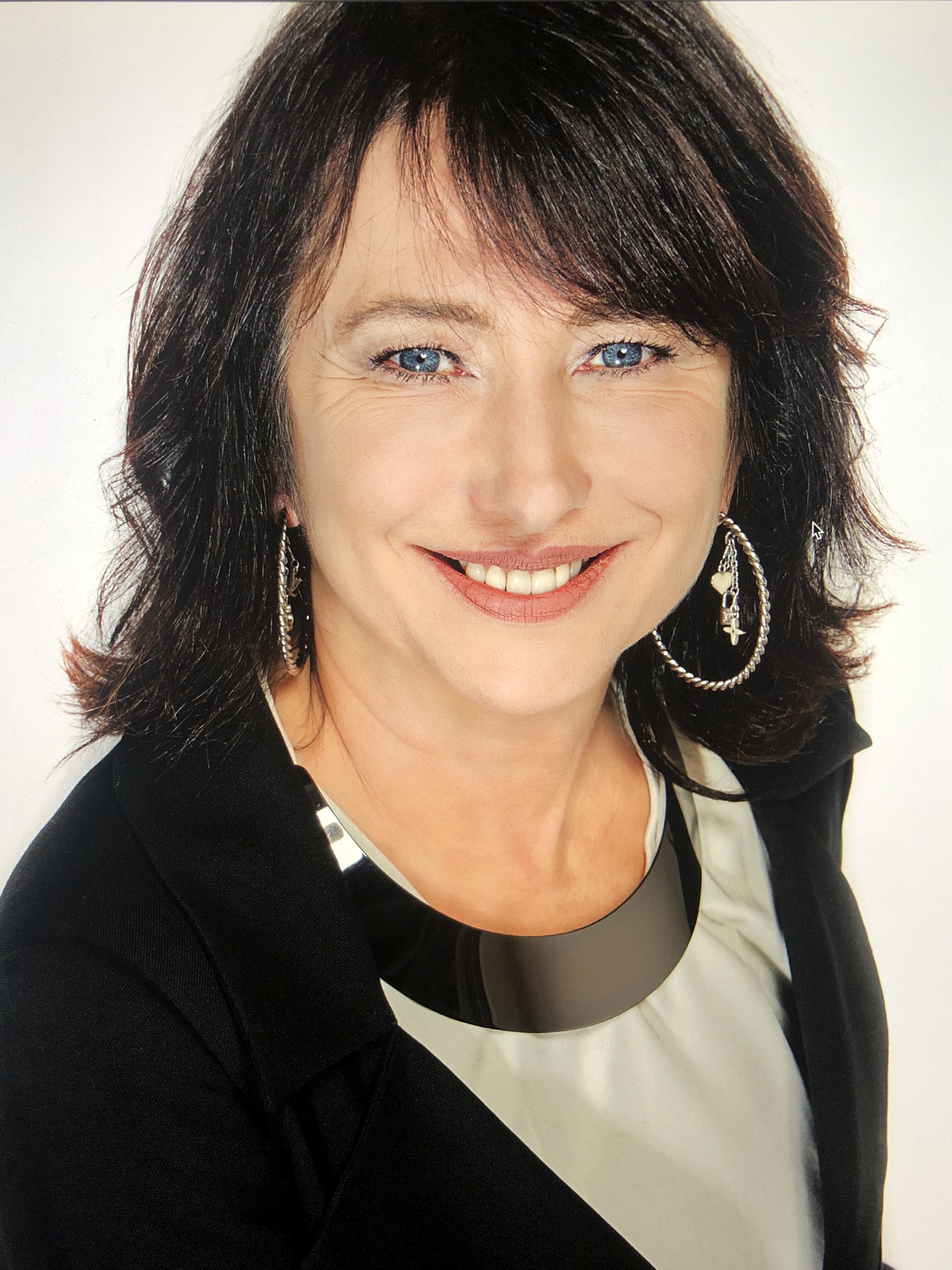
Marie-Claire Carrère-Gée.
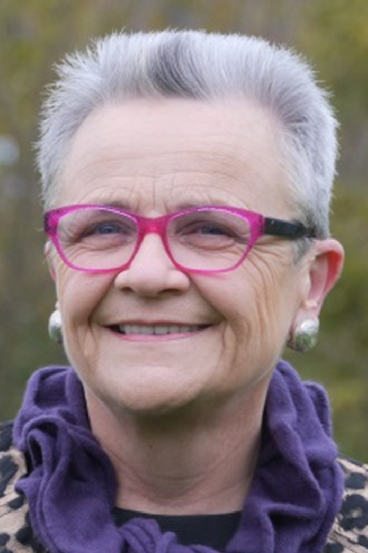
Françoise Gatel.
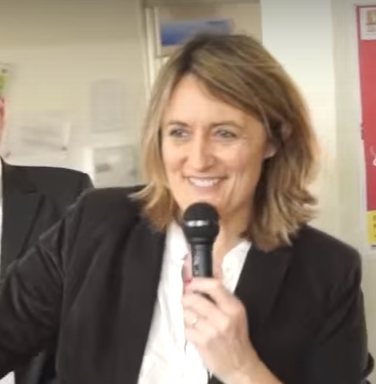
Sophie Primas.
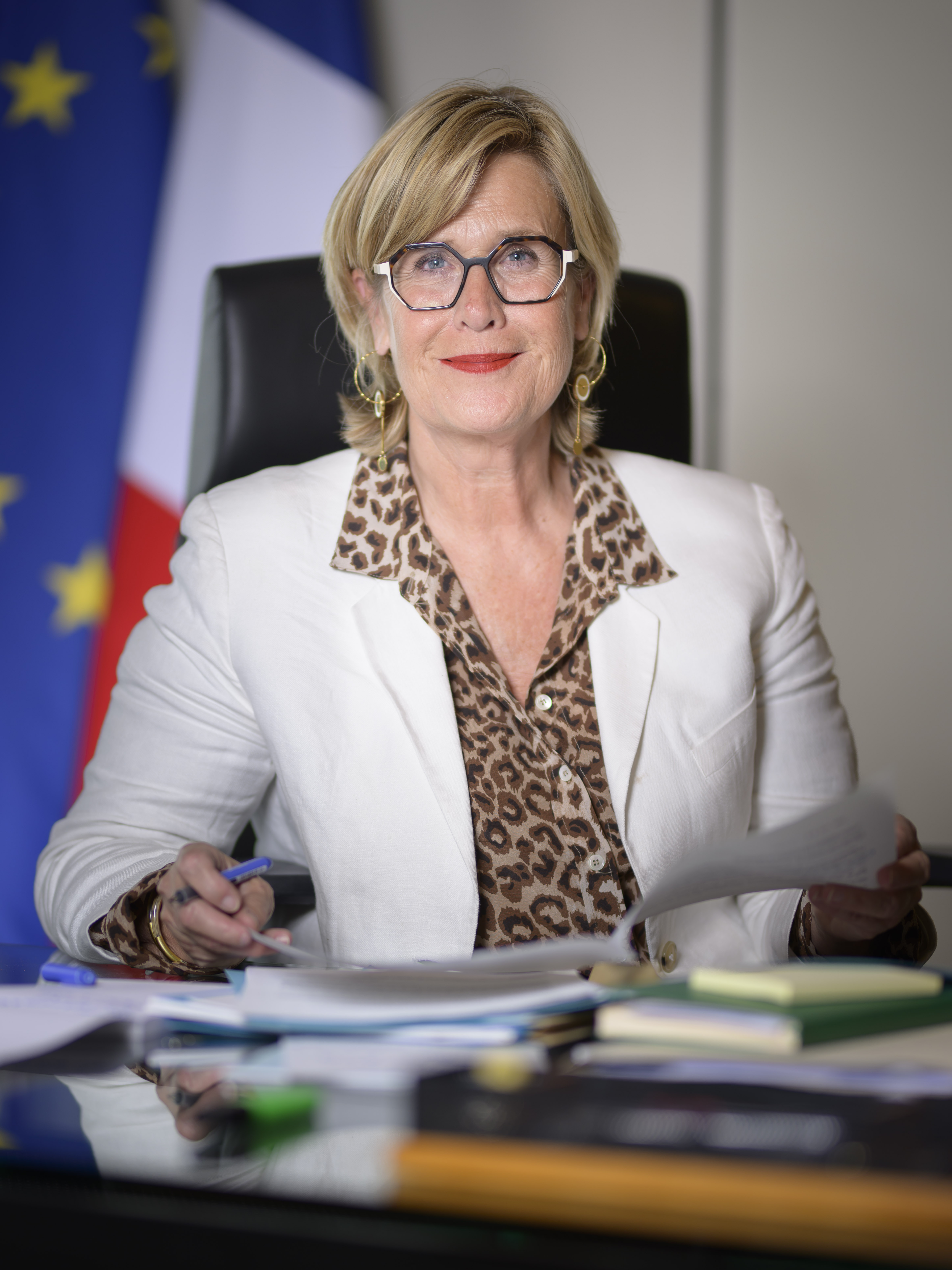
Marie-Agnès Poussier-Winsback.
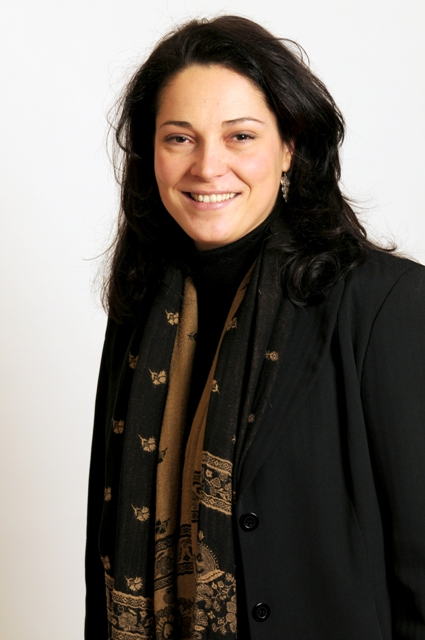
Marina Ferrari.
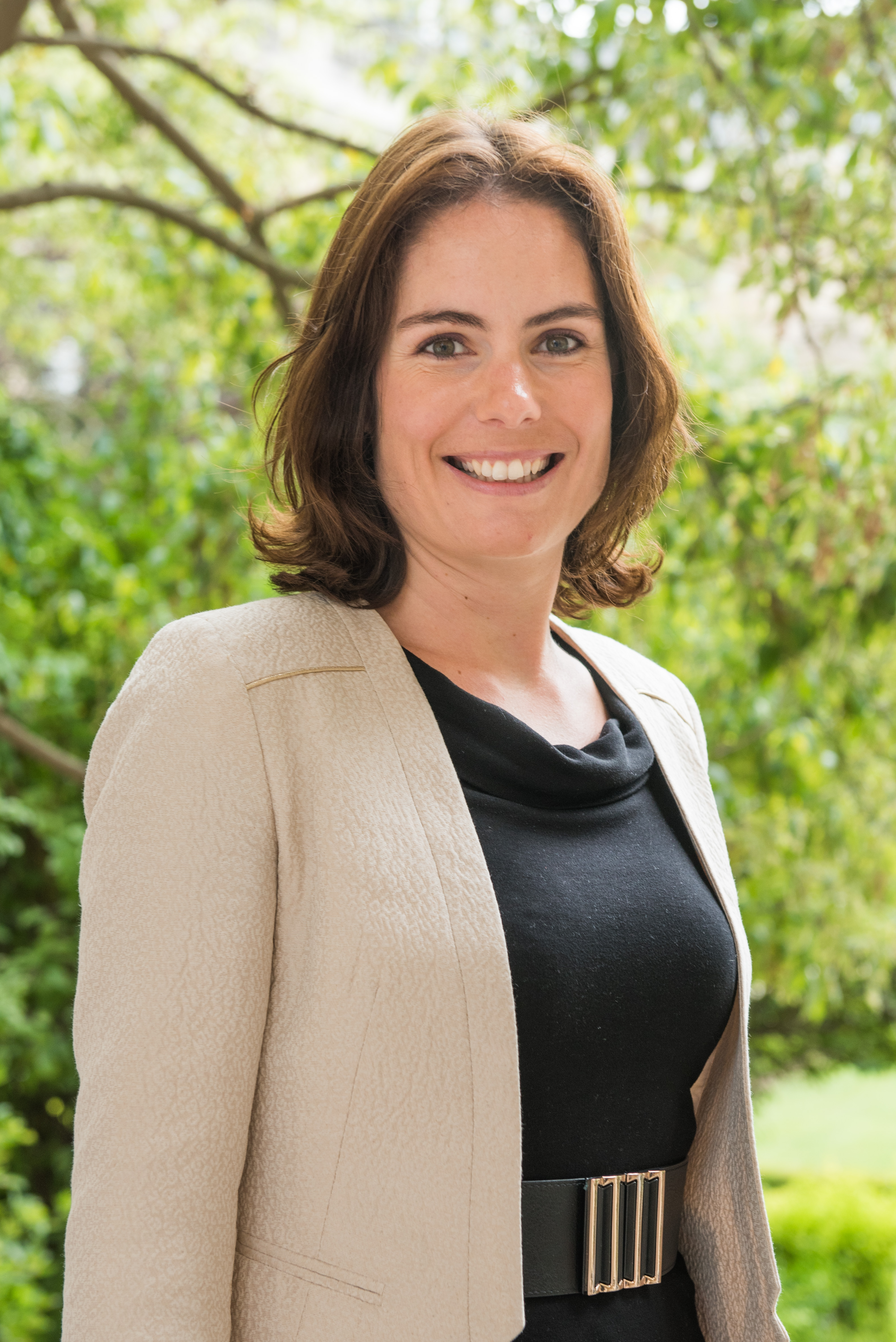
Olga Givernet.
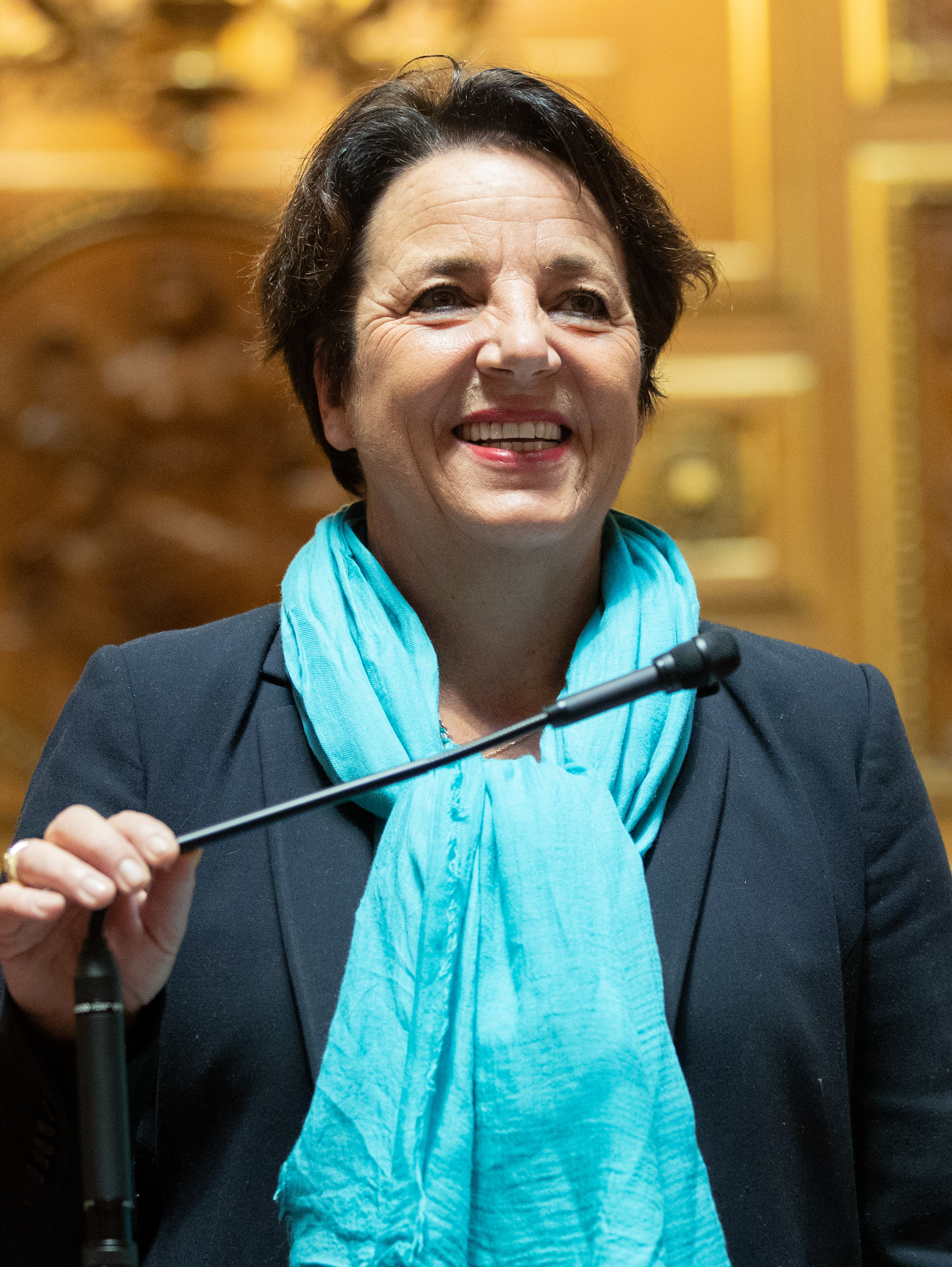
Agnès Canayer.
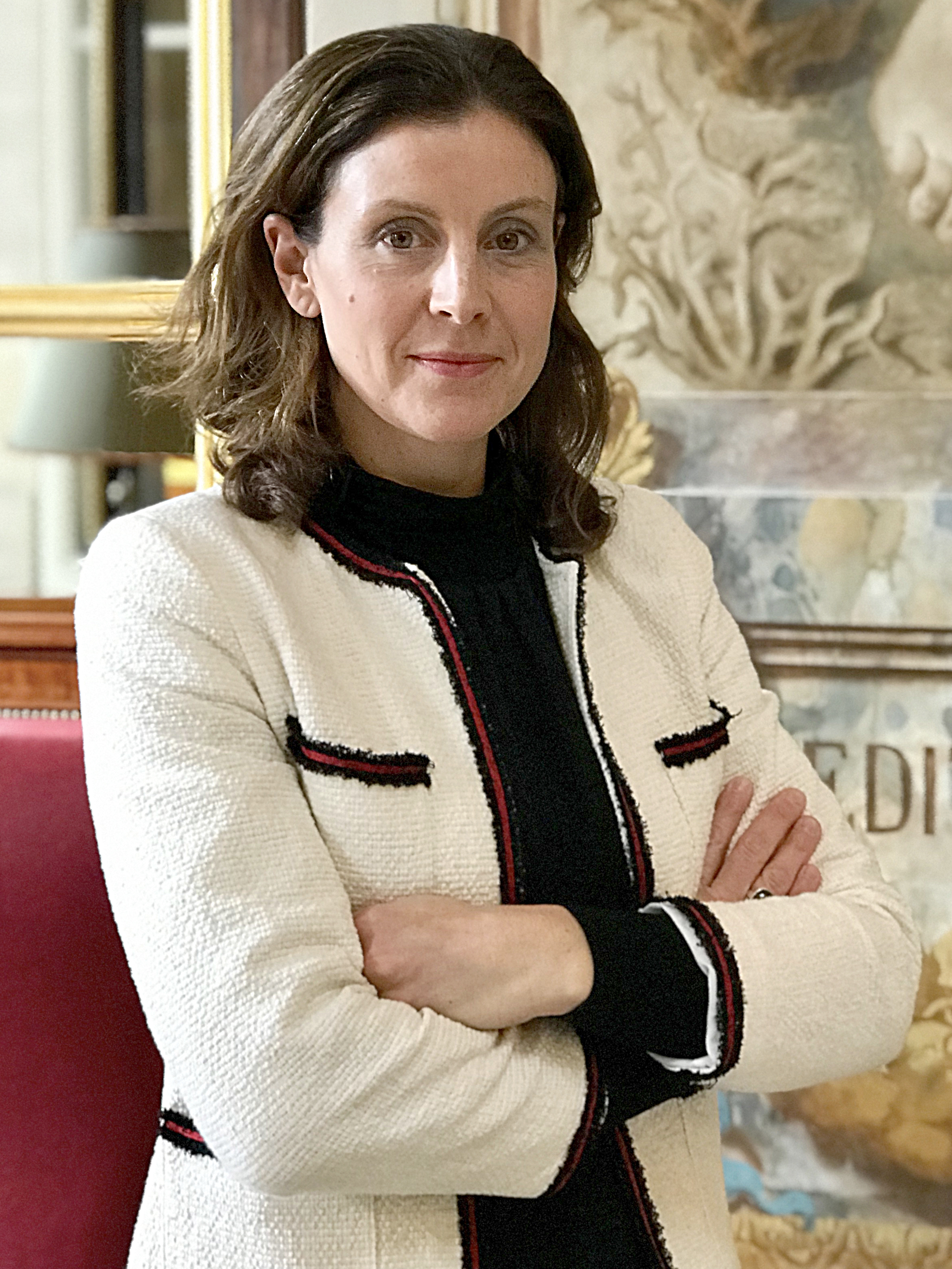
Charlotte Parmentier-Lecocq.
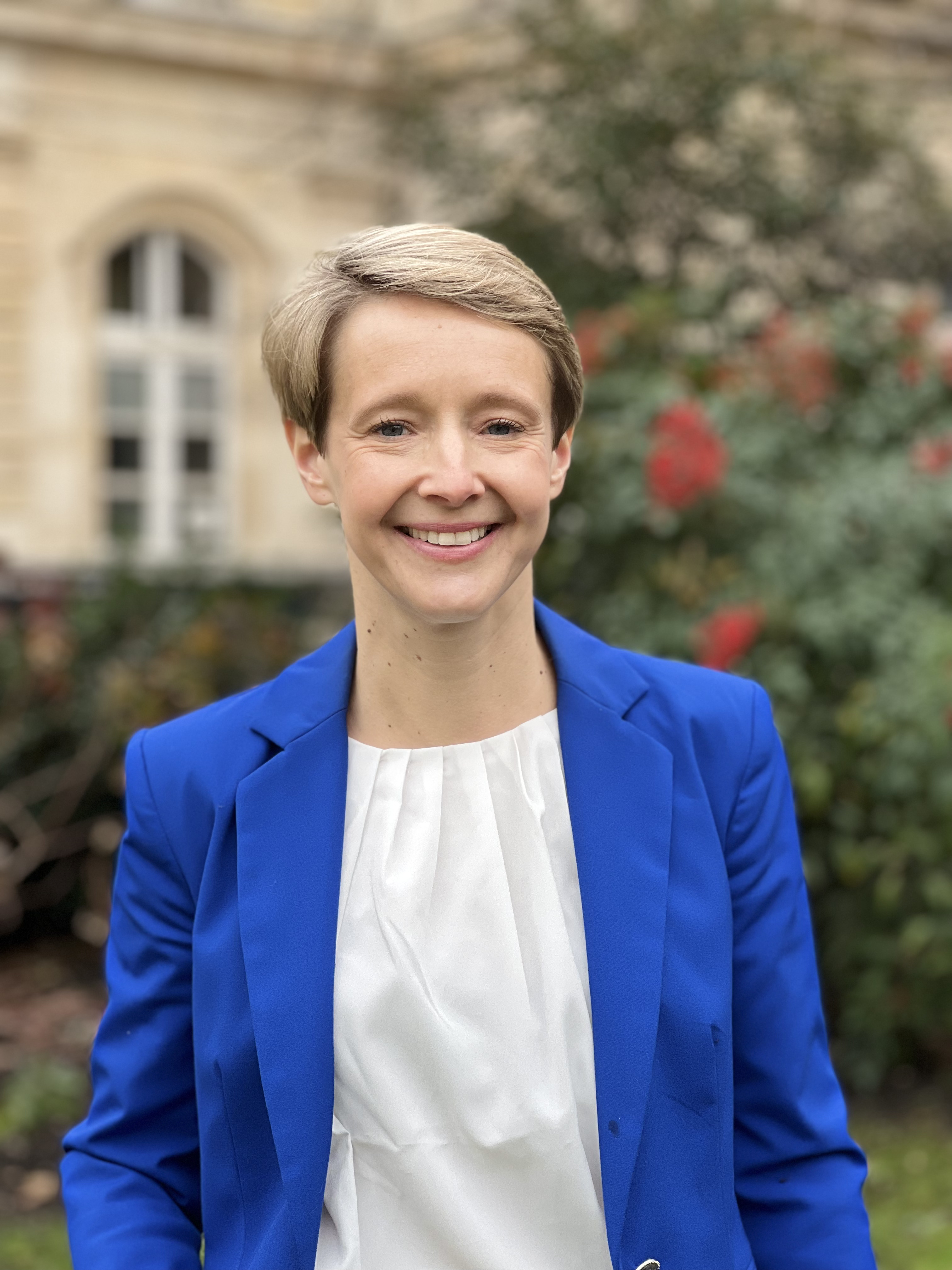
Laurence Garnier.
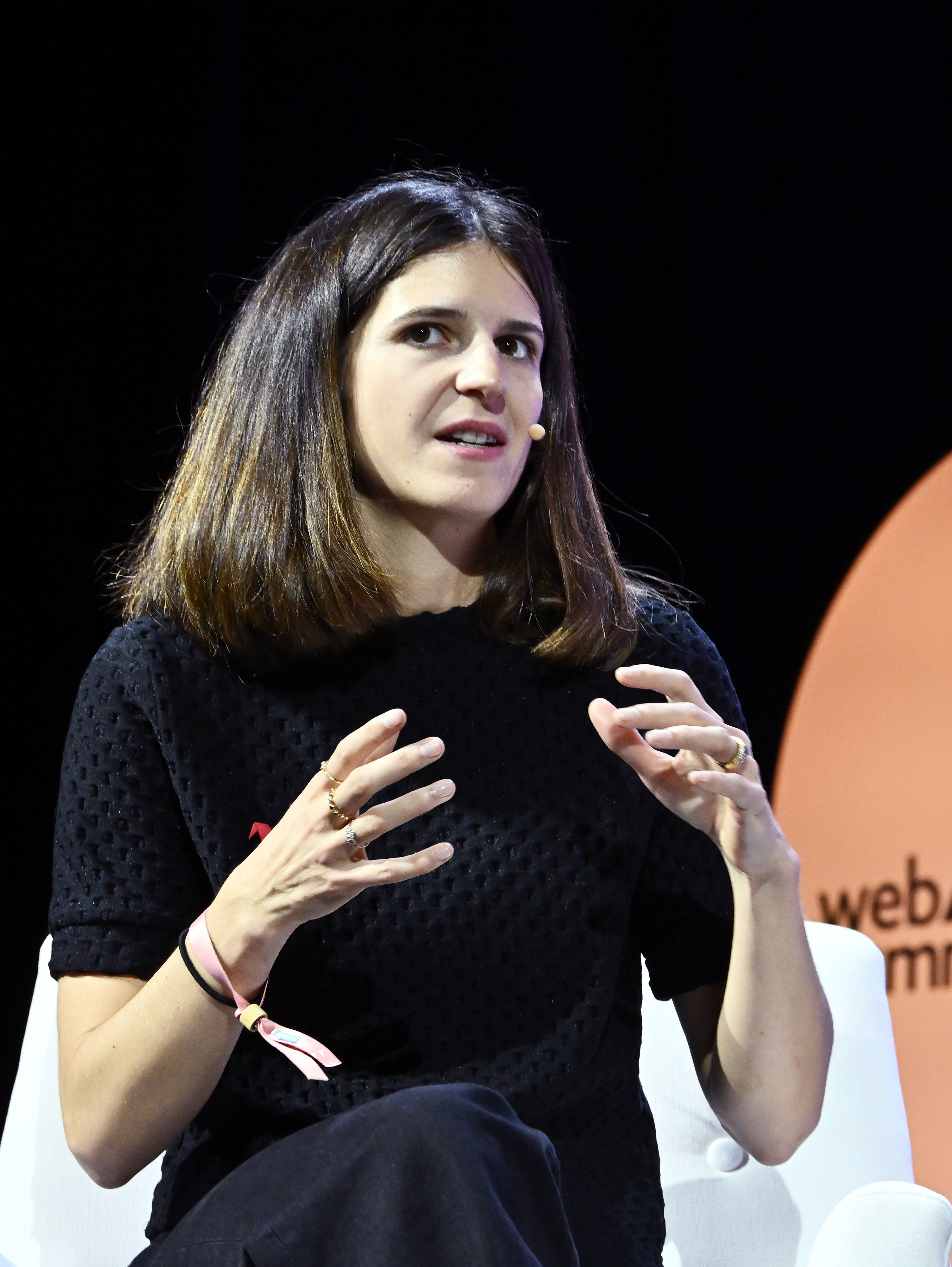
Clara Chappaz.

- Catherine Vautrin (1960-), ministre du Partenariat avec les territoires et de la Décentralisation du 21 septembre au 5 décembre 2024 ;
- Anne Genetet (1963-), ministre de l'Éducation nationale du 21 septembre au 5 décembre 2024 ;
- Rachida Dati (1965-), ministre de la Culture du 21 septembre au 5 décembre 2024 ;
- Agnès Pannier-Runacher (1974-), ministre de la Transition écologique, de l'Énergie, du Climat et de la Prévention des risques du 21 septembre au 5 décembre 2024 ;
- Geneviève Darrieussecq (1956-), ministre de la Santé et de l'Accès aux soins du 21 septembre au 5 décembre 2024 ;
- Valérie Létard (1962-), ministre du Logement et de la Rénovation urbaine du 21 septembre au 5 décembre 2024 ;
- Annie Genevard (1956-), ministre de l'Agriculture, de la Souveraineté alimentaire et de la Forêt du 21 septembre au 5 décembre 2024 ;
- Astrid Panosyan-Bouvet (1971-), ministre du Travail et de l'Emploi du 21 septembre au 5 décembre 2024 ;
- Nathalie Delattre (1968-), ministre déléguée chargée des Relations avec le Parlement du 21 septembre au 5 décembre 2024 ;
- Maud Bregeon (1991-), ministre déléguée, porte-parole du Gouvernement du 21 septembre au 5 décembre 2024 ;
- Marie-Claire Carrère-Gée (1963-), ministre déléguée chargée de la Coordination gouvernementale du 21 septembre au 5 décembre 2024 ;
- Françoise Gatel (1953-), ministre déléguée chargée de la Ruralité, du Commerce et de l'Artisanat du 21 septembre au 5 décembre 2024 ;
- Sophie Primas (1962-), ministre déléguée chargée du Commerce extérieur et des Français de l'étranger du 21 septembre au 5 décembre 2024 ;
- Marie-Agnès Poussier-Winsback (1967-), ministre déléguée chargée de l'Économie sociale et solidaire, de l'Intéressement et de la Participation du 21 septembre au 5 décembre 2024 ;
- Marina Ferrari (1973-), ministre déléguée chargée de l'Économie du tourisme du 21 septembre au 5 décembre 2024 ;
- Olga Givernet (1981-), ministre déléguée chargée de l'Énergie du 21 septembre au 5 décembre 2024 ;
- Agnès Canayer (1965-), ministre déléguée chargée de la Famille et de la Petite enfance du 21 septembre au 5 décembre 2024 ;
- Laurence Garnier (1978-), secrétaire d'État chargée de la Consommation du 21 septembre au 5 décembre 2024 ;
- Salima Saa (1971-), secrétaire d'État chargée de l'Égalité entre les femmes et les hommes du 21 septembre au 5 décembre 2024 ;
- Clara Chappaz (1989-), secrétaire d'État chargée de l'Intelligence artificielle et du Numérique du 21 septembre au 5 décembre 2024 ;
- Charlotte Parmentier-Lecocq (1977-), ministre déléguée chargée des Personnes en situation de handicap du 27 septembre au 5 décembre 2024.

##### Gouvernement François Bayrou

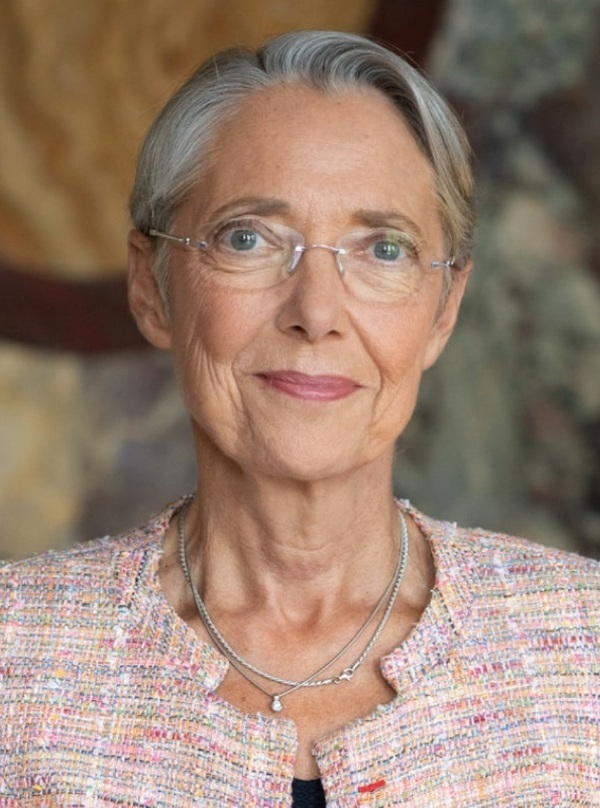
Élisabeth Borne.
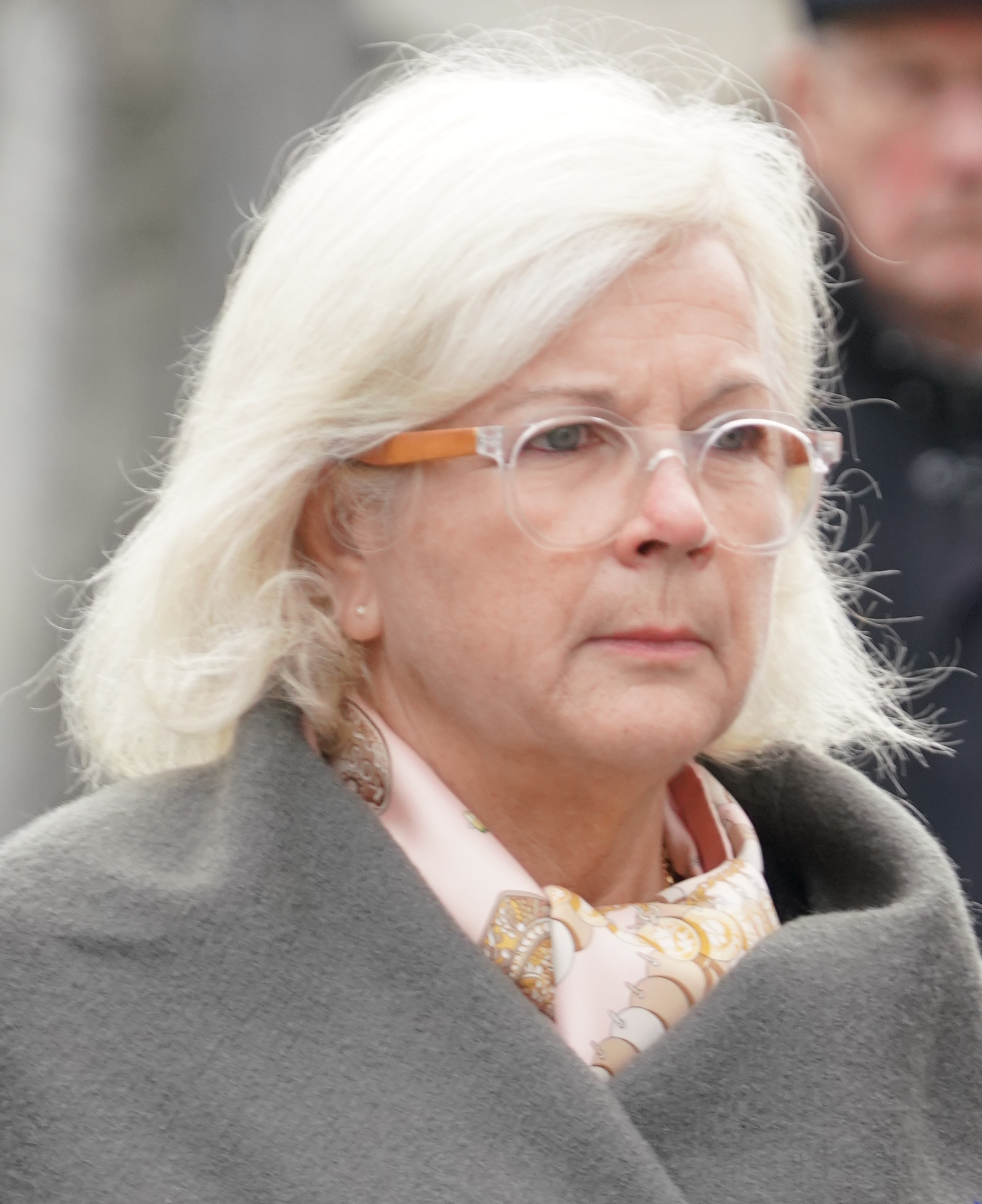
Catherine Vautrin.
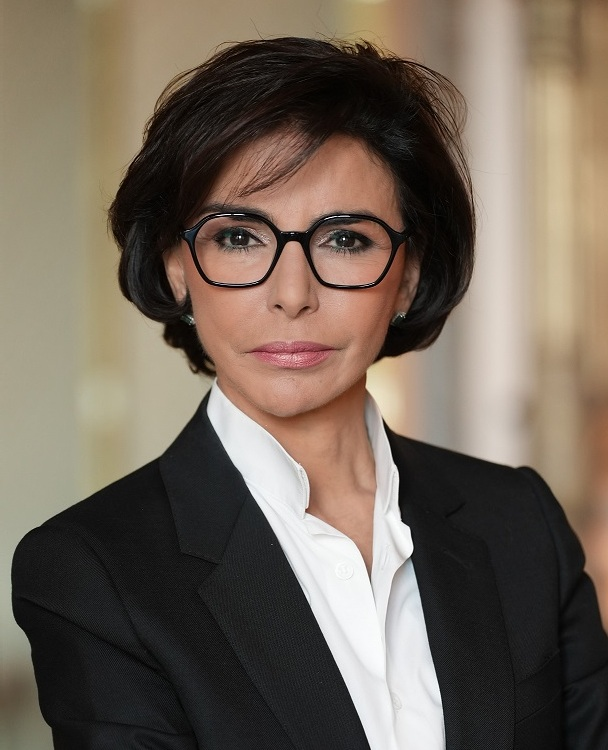
Rachida Dati.
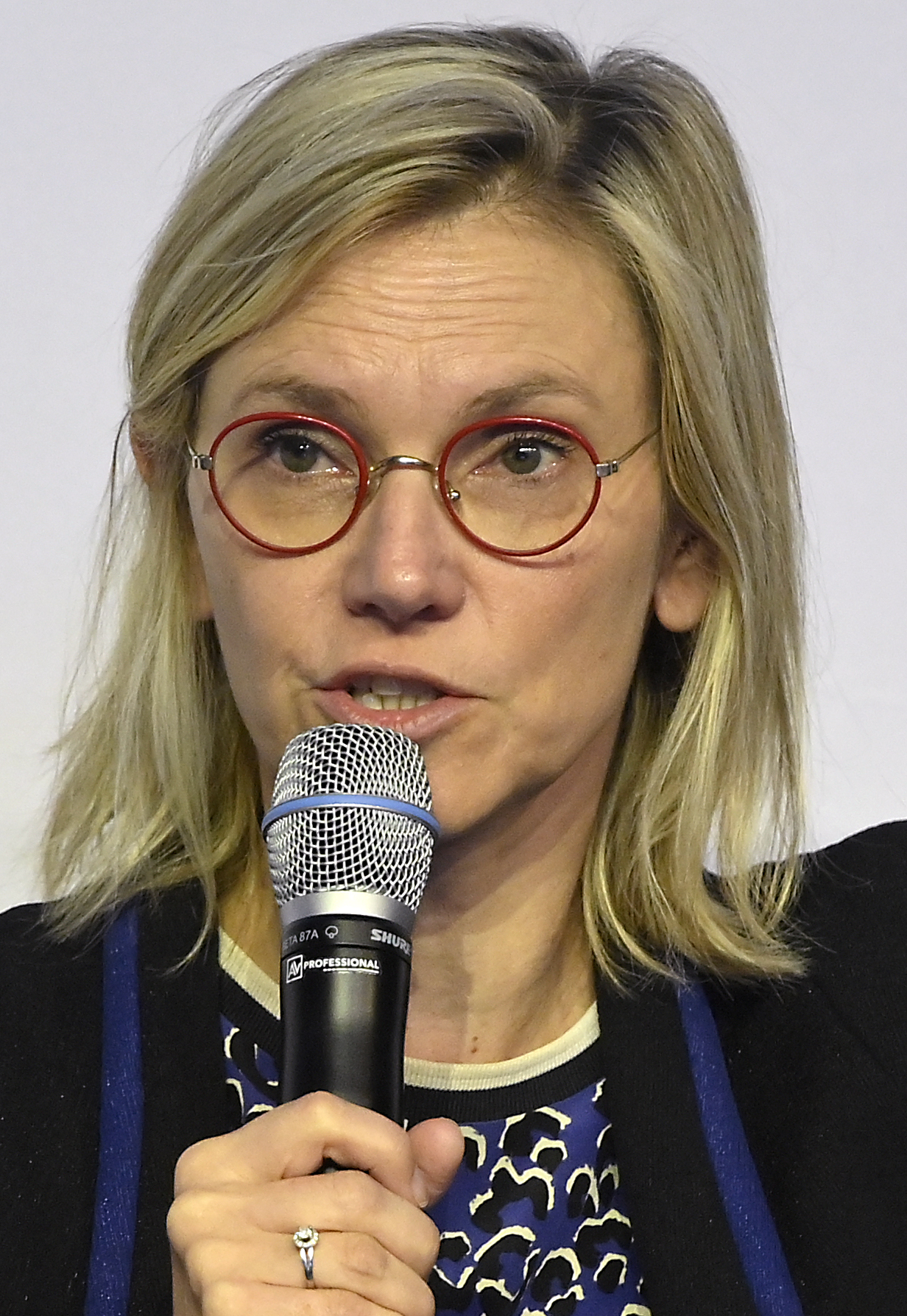
Agnès Pannier-Runacher.
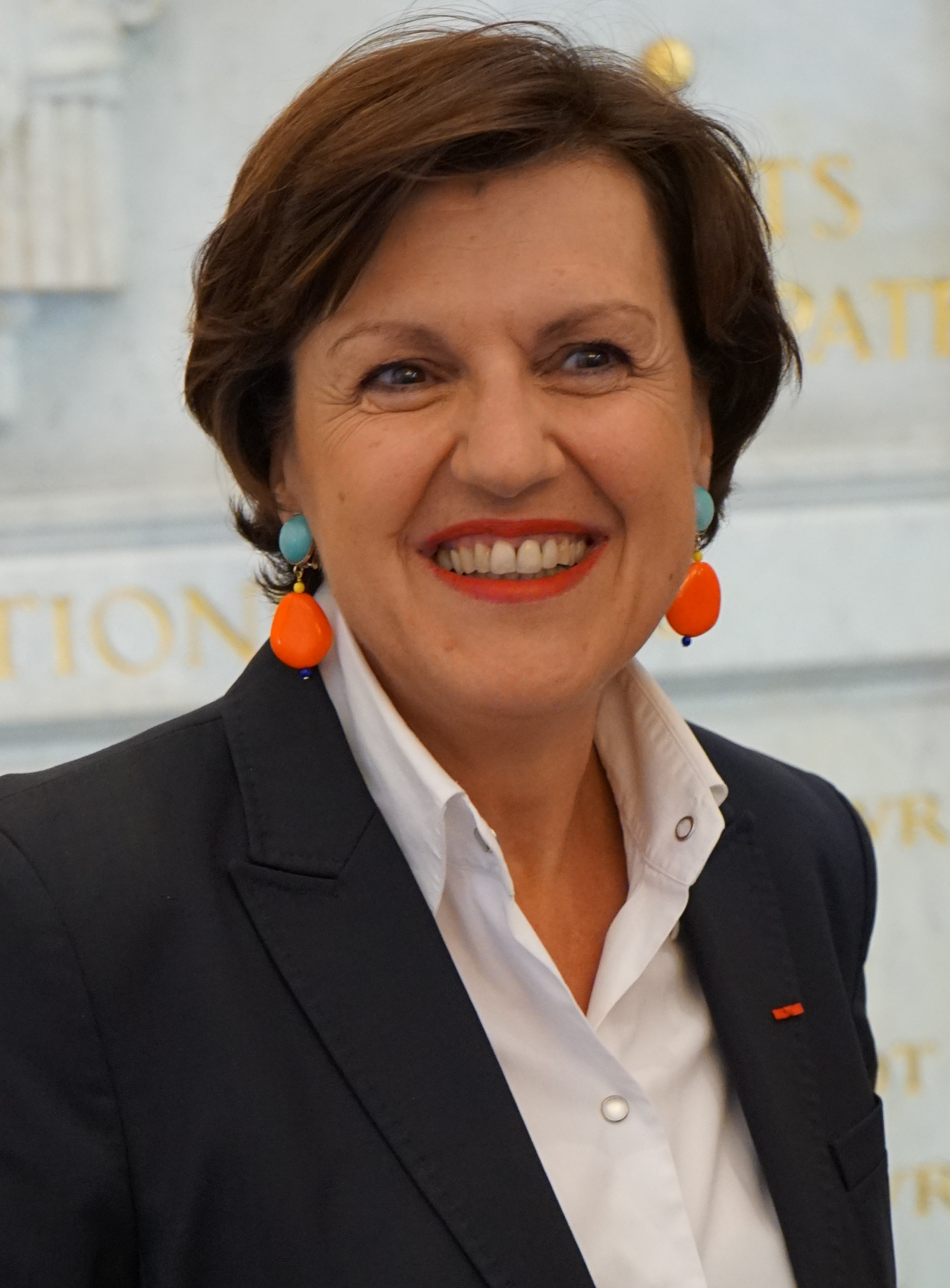
Annie Genevard.
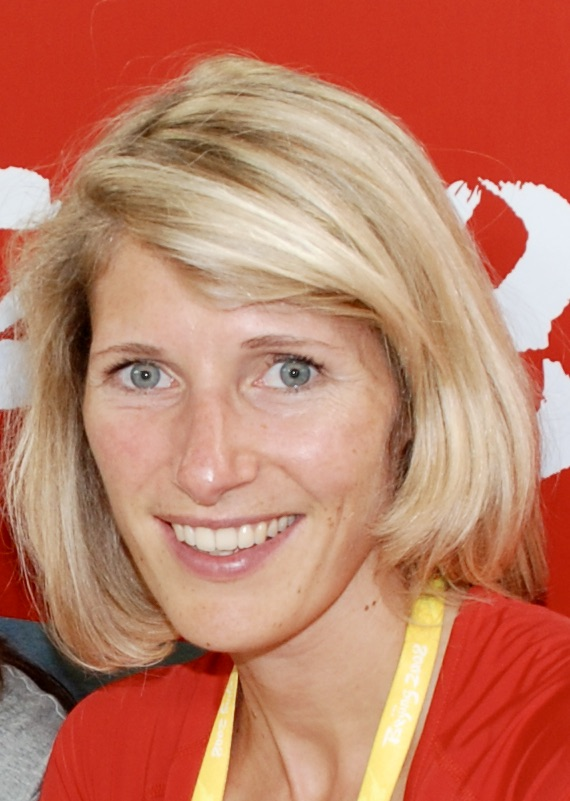
Marie Barsacq.
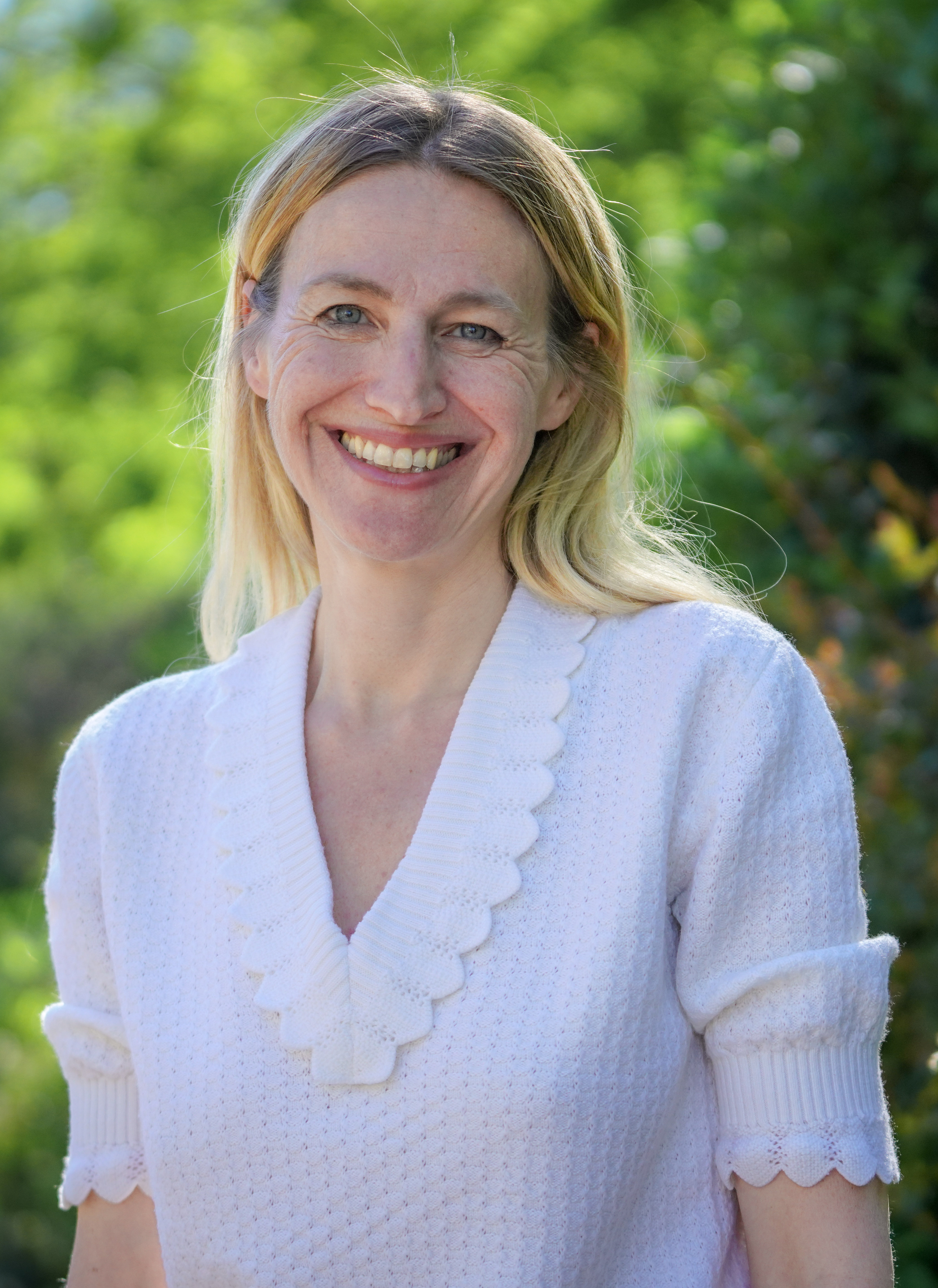
Astrid Panosyan-Bouvet.
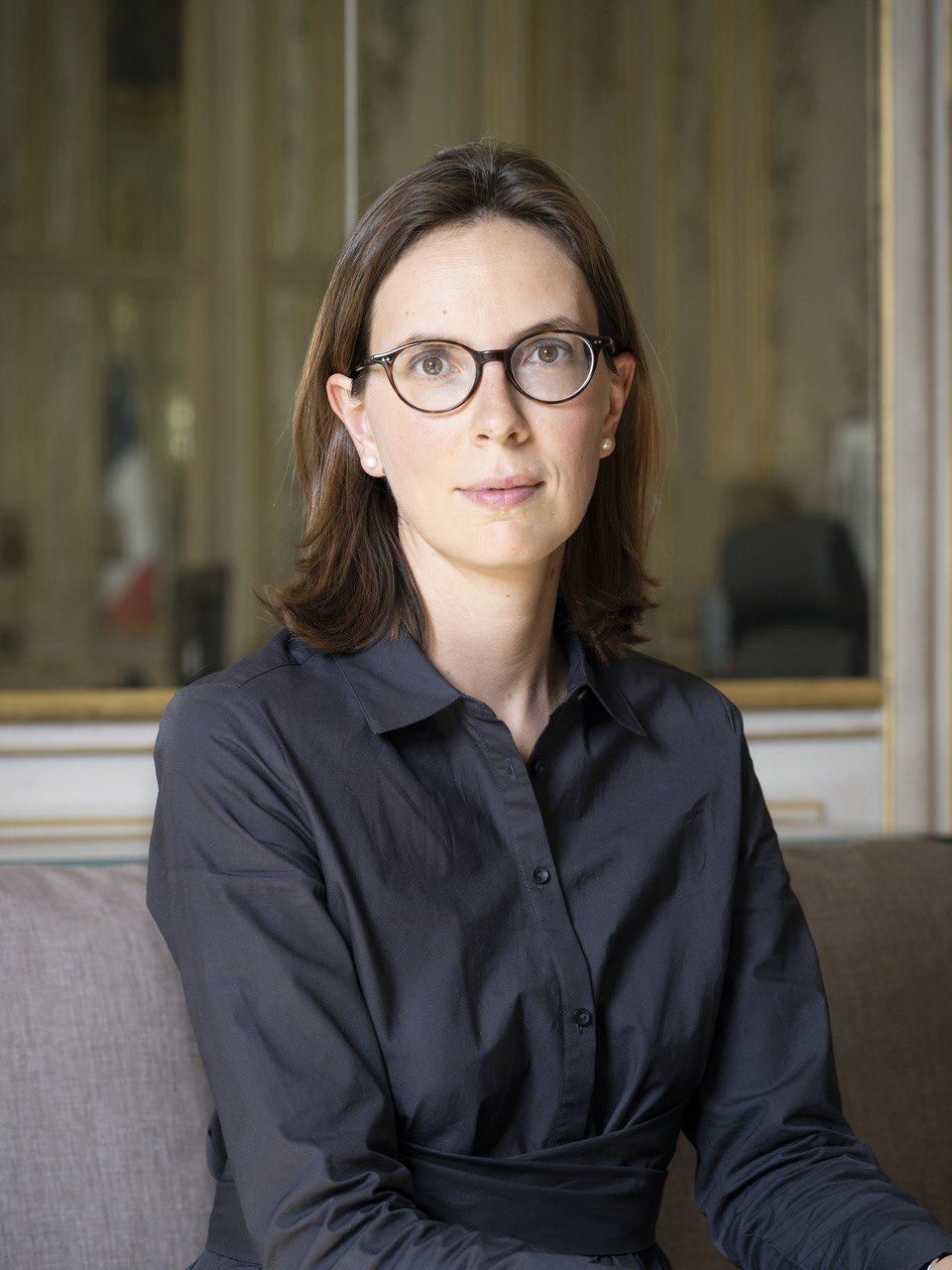
Amélie de Montchalin.
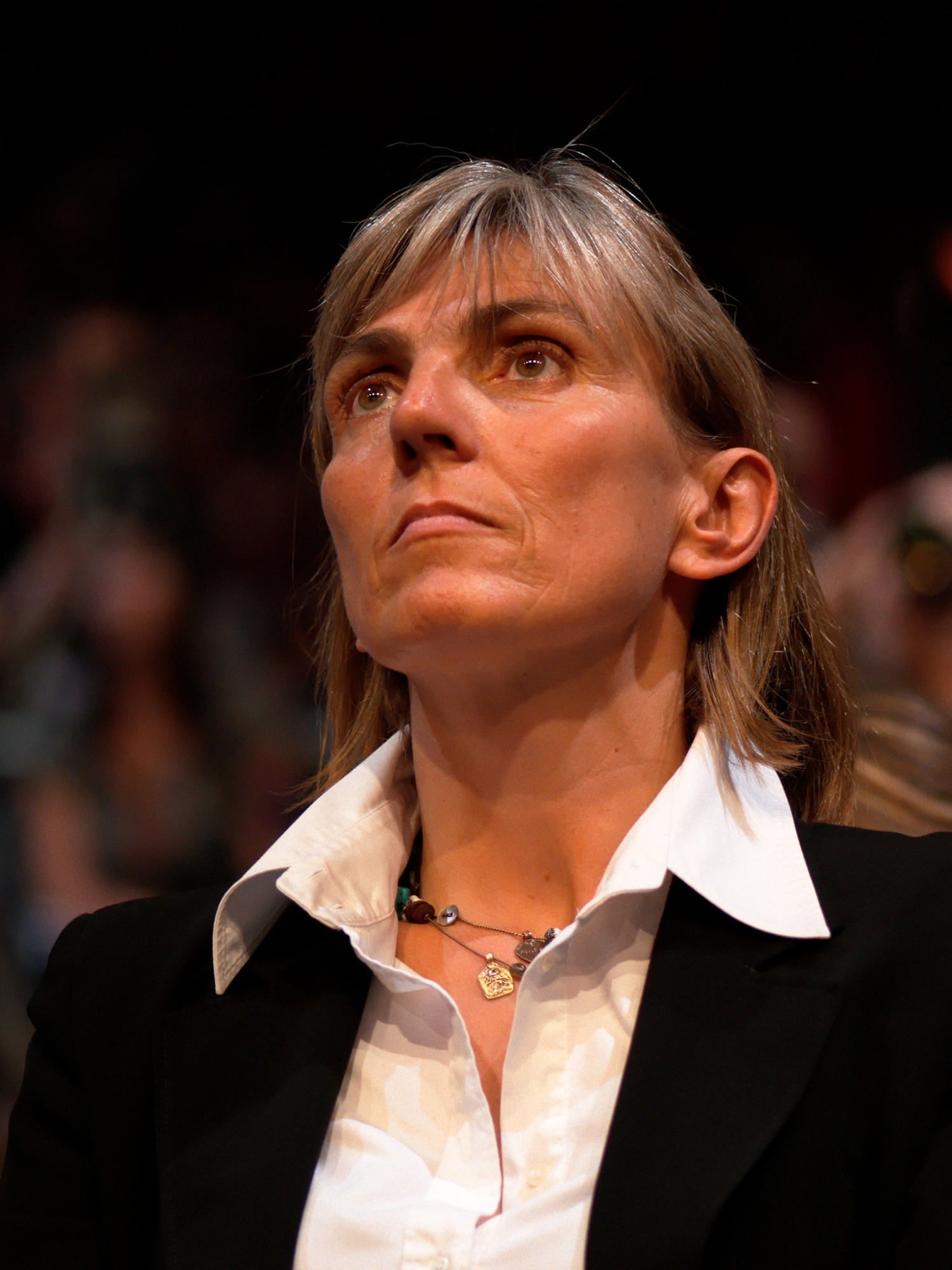
Valérie Létard.
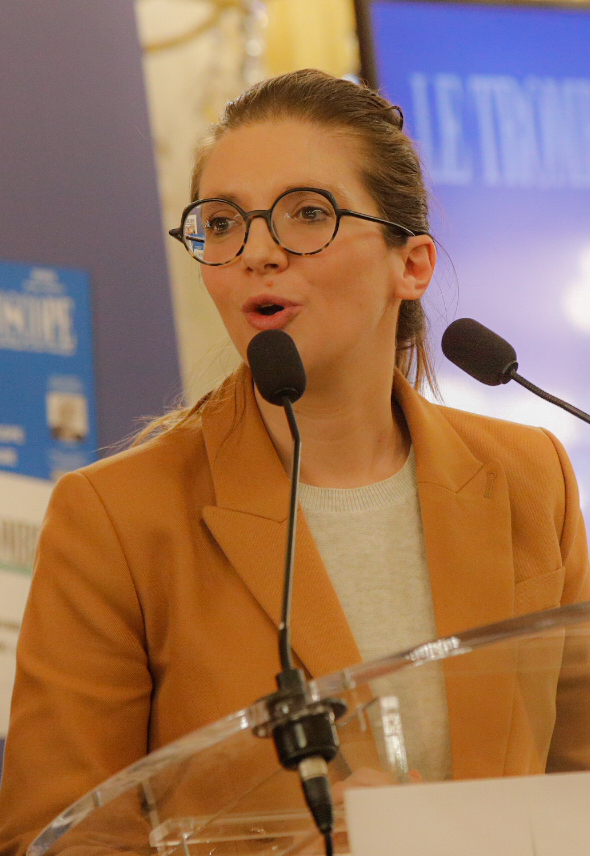
Aurore Bergé.
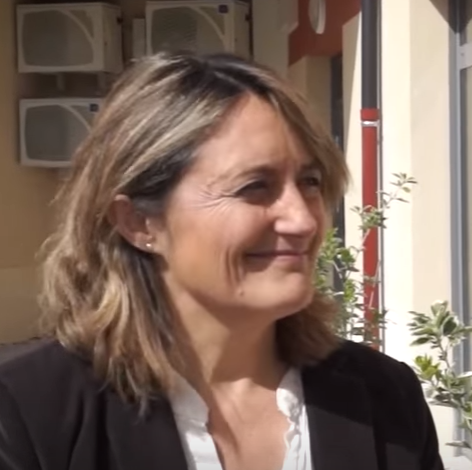
Sophie Primas.
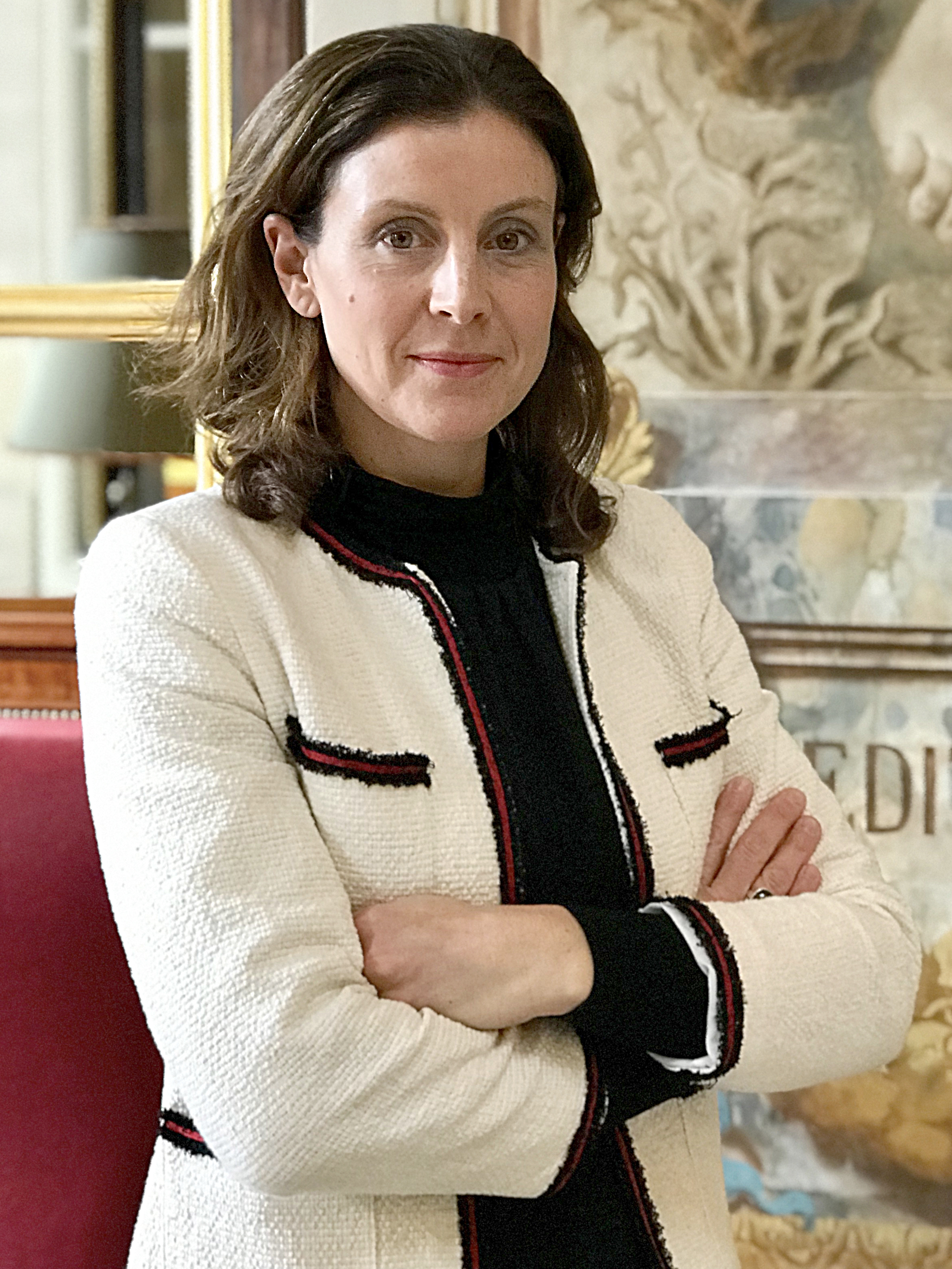
Charlotte Parmentier-Lecocq.
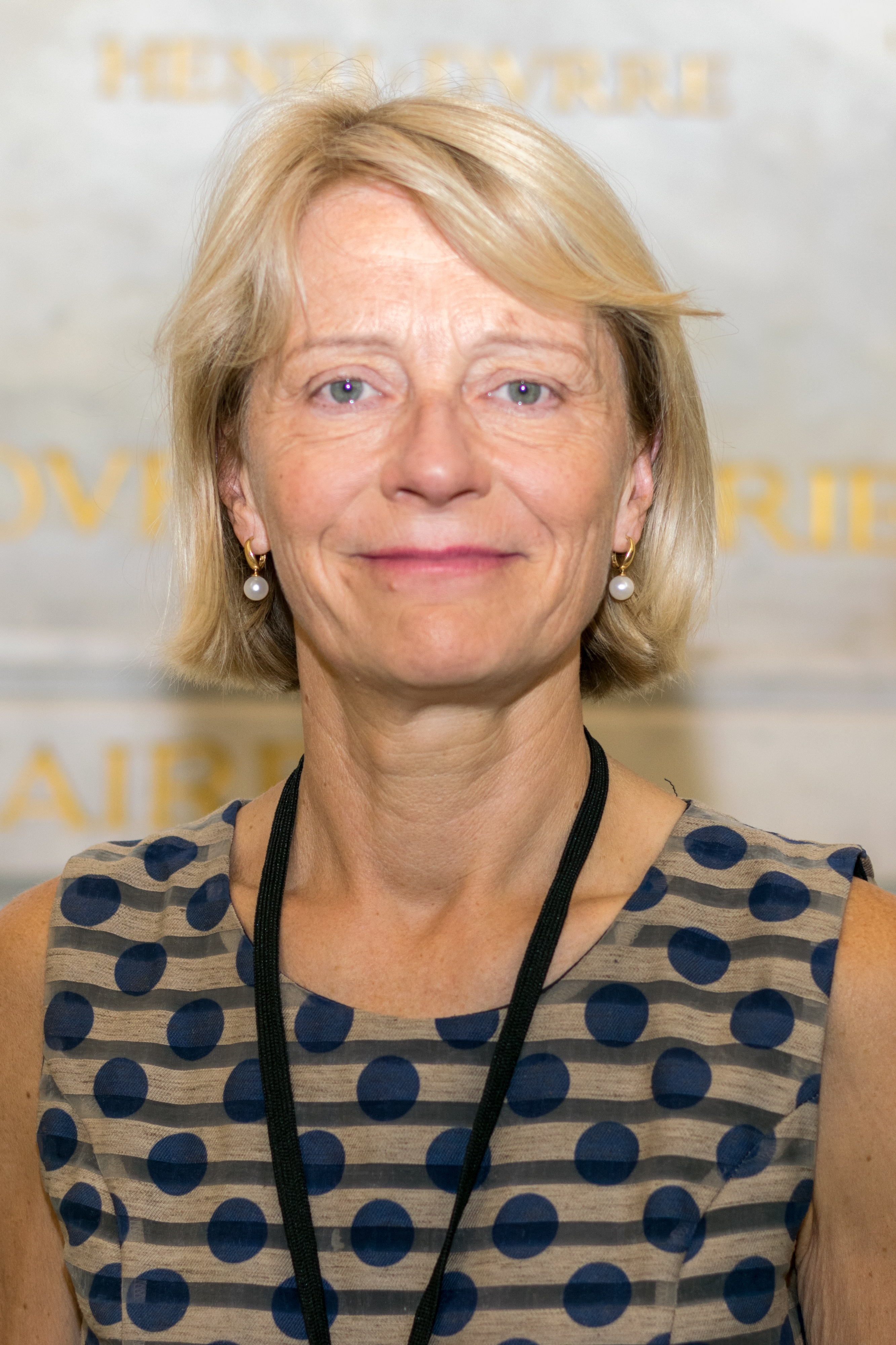
Véronique Louwagie.
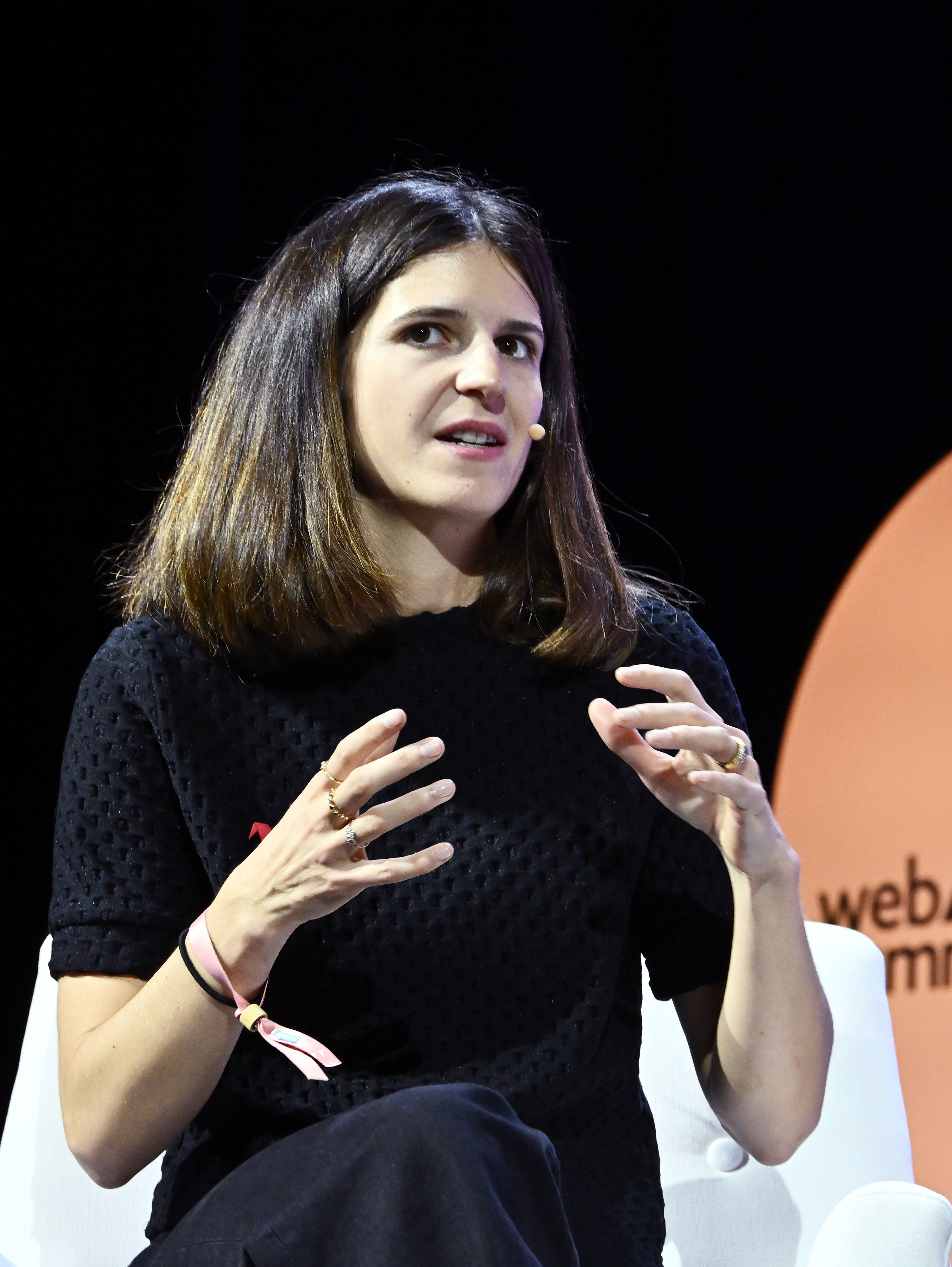
Clara Chappaz.
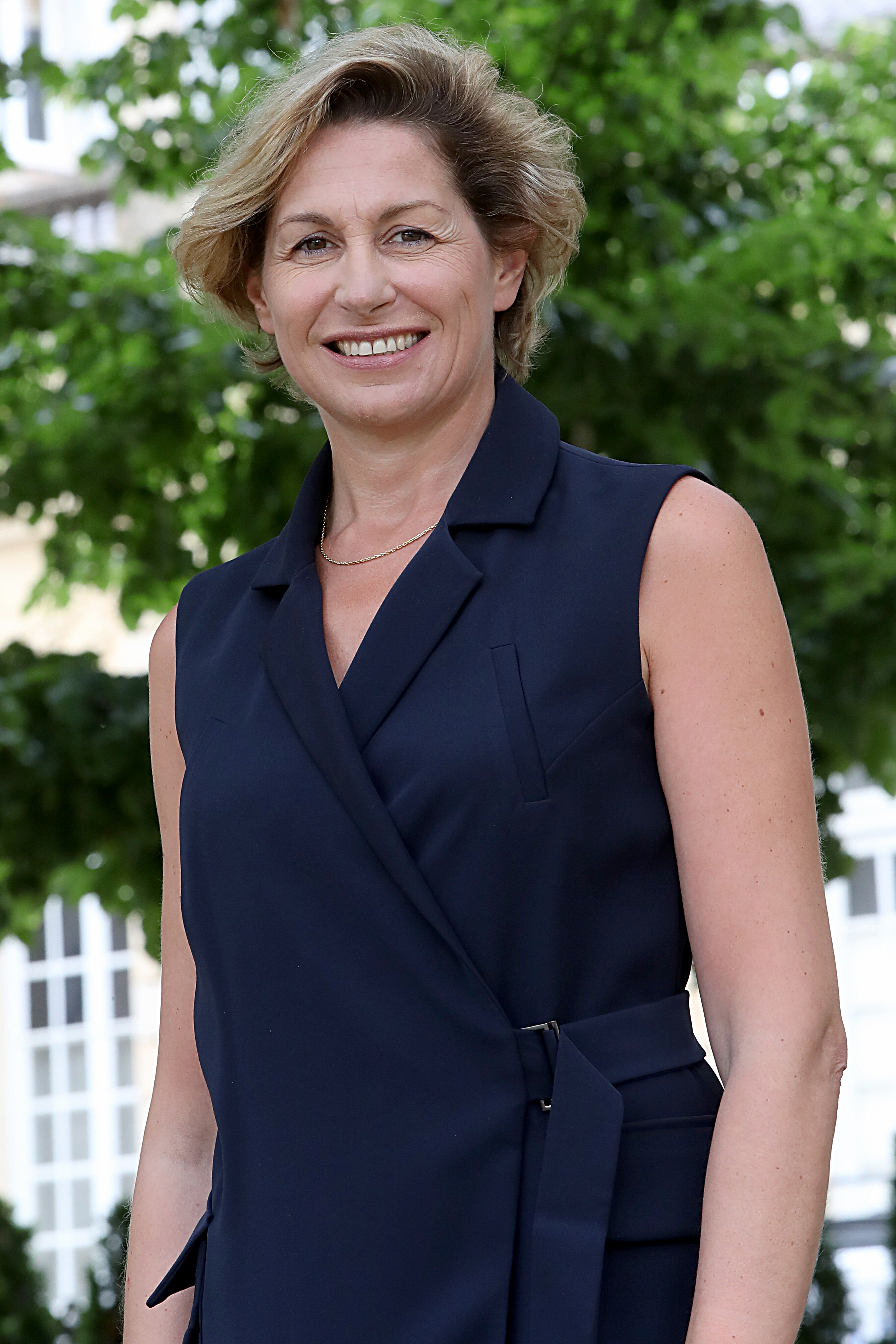
Nathalie Delattre.
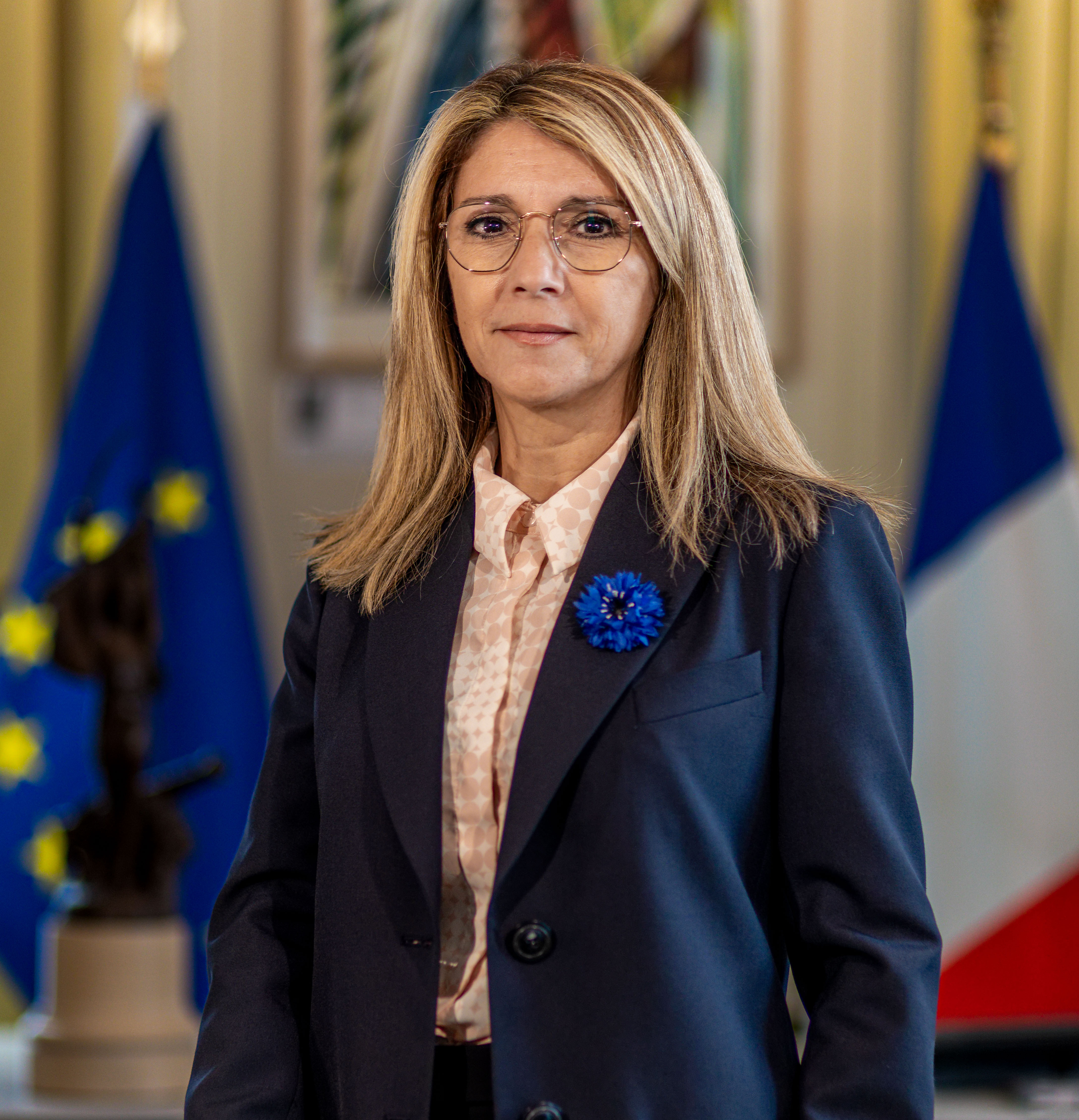
Patricia Mirallès.
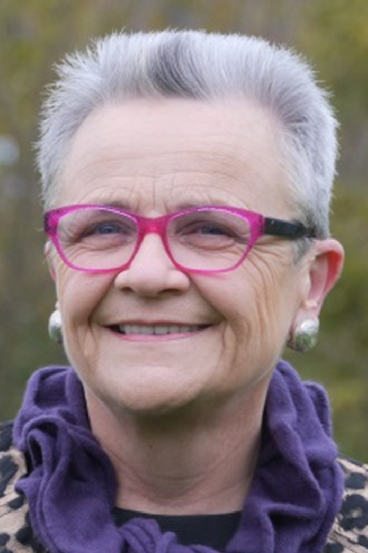
Françoise Gatel.
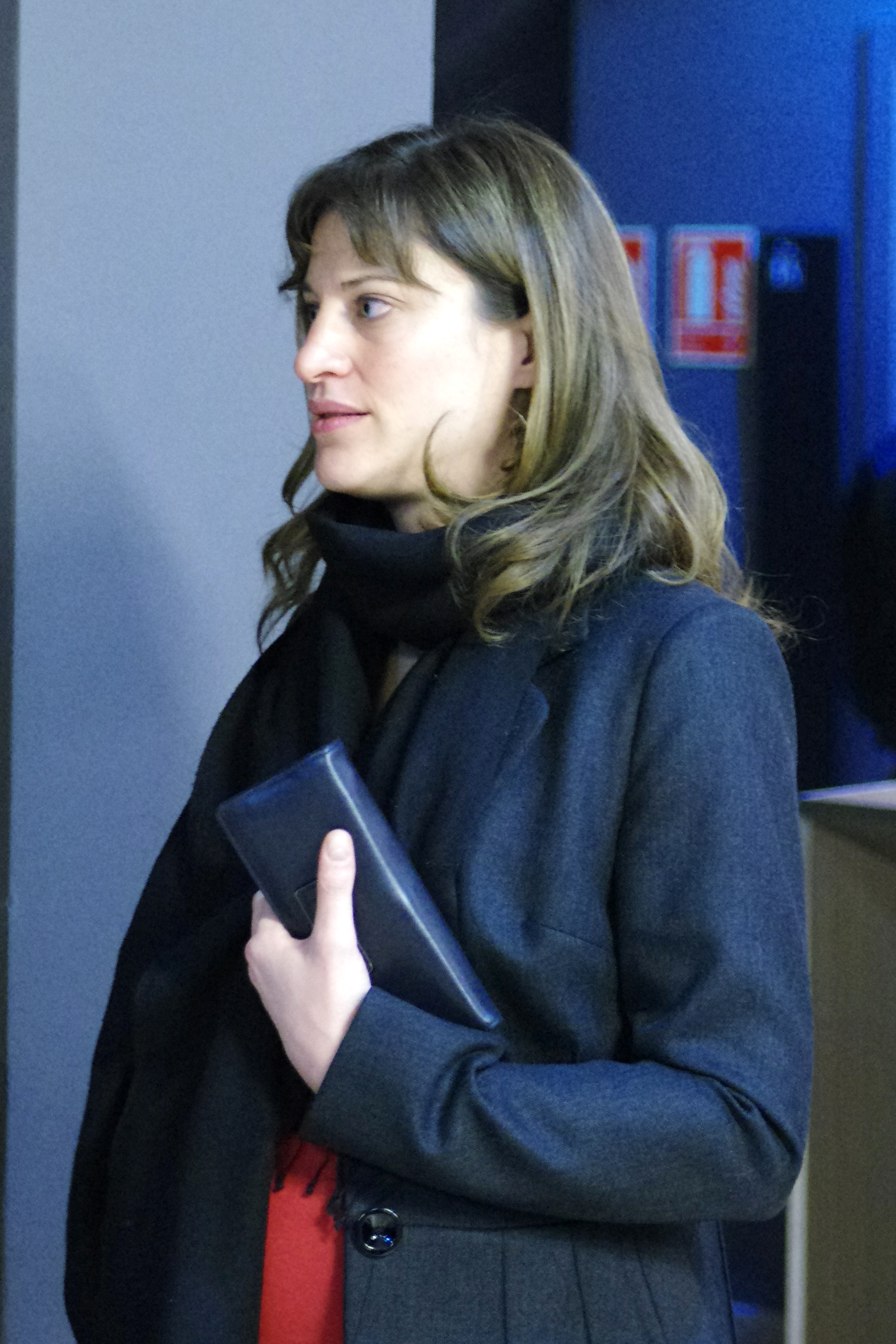
Juliette Méadel.

- Élisabeth Borne (1961-), ministre d'État, ministre de l'Éducation nationale, de l'Enseignement supérieur et de la Recherche depuis le 23 décembre 2024 ;
- Catherine Vautrin (1960-), ministre du Travail, de la Santé, des Solidarités et des Familles depuis le 23 décembre 2024 ;
- Rachida Dati (1965-), ministre de la Culture depuis le 23 décembre 2024 ;
- Agnès Pannier-Runacher (1974-), ministre de la Transition écologique, de la Biodiversité, de la Forêt, de la Mer et de la Pêche depuis le 23 décembre 2024 ;
- Annie Genevard (1956-), ministre de l'Agriculture et de la Souveraineté alimentaire depuis le 23 décembre 2024 ;
- Marie Barsacq (1973-), ministre des Sports, de la Jeunesse et de la Vie associative depuis le 23 décembre 2024 ;
- Astrid Panosyan-Bouvet (1971-), ministre chargée du Travail et de l'Emploi depuis le 23 décembre 2024 ;
- Amélie de Montchalin (1985-), ministre chargée des Comptes publics depuis le 23 décembre 2024 ;
- Valérie Létard (1962-), ministre chargée du Logement depuis le 23 décembre 2024 ;
- Aurore Bergé (1986-), ministre déléguée chargée de l'Égalité entre les femmes et les hommes et de la Lutte contre les discriminations depuis le 23 décembre 2024 ;
- Sophie Primas (1962-), ministre déléguée, porte-parole du Gouvernement depuis le 23 décembre 2024 ;
- Charlotte Parmentier-Lecocq (1977-), ministre déléguée chargée de l'Autonomie et du Handicap depuis le 23 décembre 2024 ;
- Véronique Louwagie (1961-), ministre déléguée chargée du Commerce, de l'Artisanat, des Petites et Moyennes Entreprises et de l'Économie sociale et solidaire depuis le 23 décembre 2024 ;
- Clara Chappaz (1989-), ministre déléguée chargée de l'Intelligence artificielle et du Numérique depuis le 23 décembre 2024 ;
- Nathalie Delattre (1968-), ministre déléguée chargée du Tourisme depuis le 23 décembre 2024 ;
- Patricia Mirallès (1967-), ministre déléguée chargée de la Mémoire et des Anciens combattants depuis le 23 décembre 2024 ;
- Françoise Gatel (1953-), ministre déléguée chargée de la Ruralité depuis le 23 décembre 2024 ;
- Juliette Méadel (1974-), ministre déléguée chargée de la Ville depuis le 23 décembre 2024.

## Synthèse pour les postes les plus importants

### Premières ministres

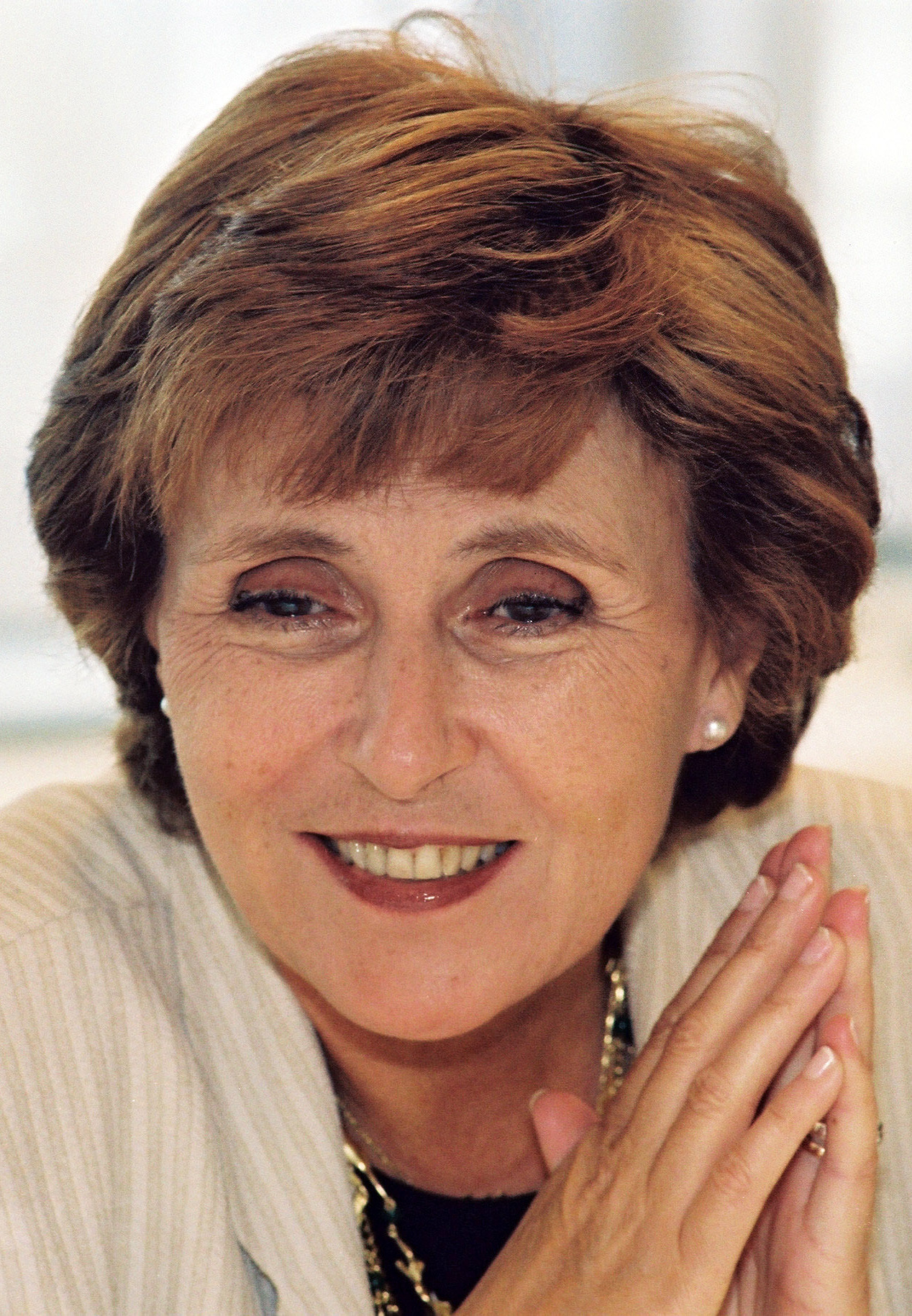
Édith Cresson.
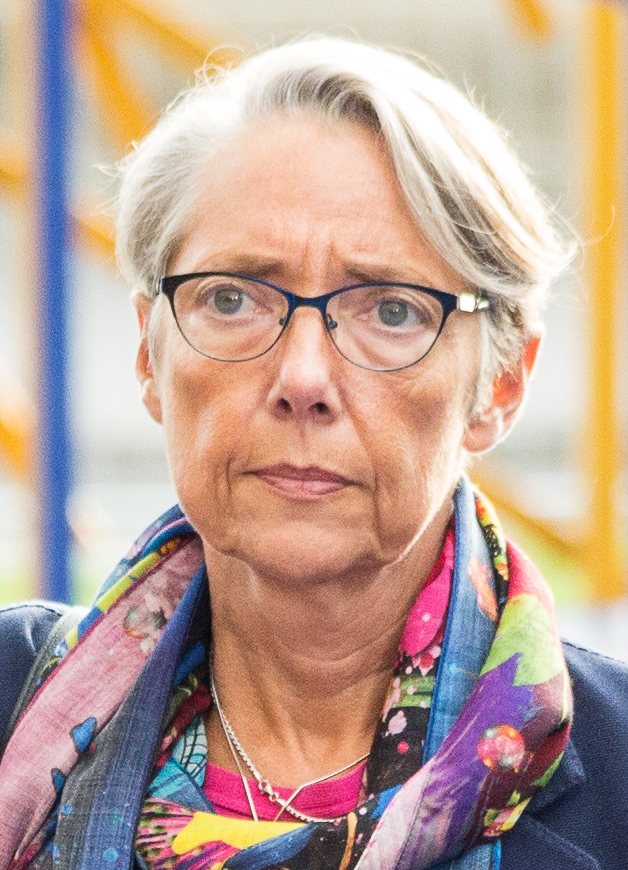
Élisabeth Borne.

- Édith Cresson, Première ministre de François Mitterrand, du 15 mai 1991 au 2 avril 1992.
- Élisabeth Borne, Première ministre d'Emmanuel Macron, du 16 mai 2022 au 9 janvier 2024.

### Femmes ministres d'État
- Gouvernement Mauroy 1 et 3 : Nicole Questiaux, du 21 mai 1981 au 29 juin 1982 (ministre de la Solidarité nationale).
- Gouvernement Balladur : Simone Veil, du 31 mars 1993 au 16 mai 1995 (ministre des Affaires sociales, de la Santé et de la Ville).
- Gouvernement Fillon 2 : Michèle Alliot-Marie, du 23 juin 2009 au 13 novembre 2010 (ministre de la Justice).
- Gouvernement Fillon 3 : Michèle Alliot-Marie, du 14 novembre 2010 au 27 février 2011 (ministre des Affaires étrangères et européennes).
- Gouvernement Bayrou : Élisabeth Borne, depuis le 23 décembre 2024 (ministre de l'Éducation nationale, de l'Enseignement supérieur et de la Recherche).

### Numéro deux du gouvernement
- Gouvernement Balladur : Simone Veil, du 31 mars 1993 au 16 mai 1995 (ministre des Affaires sociales, de la Santé et de la Ville).
- Gouvernement Jospin : Martine Aubry, du 4 juin 1997 au 18 octobre 2000 (ministre de l’Emploi et de la Solidarité).
- Gouvernement de Villepin : Michèle Alliot-Marie, du 26 mars au 15 mai 2007 (ministre de la Défense).
- Gouvernement Philippe 2 : Nicole Belloubet, du 16 juillet 2019 au 6 juillet 2020 (garde des Sceaux, ministre de la Justice).
- Gouvernement Bayrou :  Élisabeth Borne, depuis le 23 décembre 2024 (ministre d'État, ministre de l'Éducation nationale, de l'Enseignement supérieur et de la Recherche).

### Femmes porte-paroles du gouvernement
- Gouvernement Fabius : Georgina Dufoix, du 7 décembre 1984 au 20 mars 1986 (ministre des Affaires sociales et de la Solidarité nationale).
- Gouvernement Jospin : Catherine Trautmann, du 4 juin 1997 au 30 mars 1998 (ministre de la Culture et de la Communication).
- Gouvernement Fillon 1 : Christine Albanel, du 18 mai 2007 au 18 juin 2007 (ministre de la Culture et de la Communication).
- Gouvernement Fillon 3 : Valérie Pécresse, du 29 juin 2011 au 10 mai 2012 (ministre du Budget, des Comptes publics et de la Réforme de l'État).
- Gouvernement Ayrault : Najat Vallaud-Belkacem, du 16 mai 2012 au 31 mars 2014 (ministre des Droits des femmes).
- Gouvernement Philippe 2 : Sibeth Ndiaye, du 31 mars 2019 au 6 juillet 2020 (secrétaire d'État auprès du Premier ministre).
- Gouvernement Borne : Olivia Grégoire, du 20 mai au 4 juillet 2022 (secrétaire d'État auprès de la Première ministre).
- Gouvernement Attal : Prisca Thevenot, 11 janvier au 16 juillet 2024 (ministre déléguée chargée du Renouveau démocratique).
- Gouvernement Barnier : Maud Bregeon, du 21 septembre au 5 décembre 2024 (ministre déléguée auprès du Premier ministre).
- Gouvernement Bayrou : Sophie Primas, depuis le 23 décembre 2024 (ministre déléguée auprès du Premier ministre).

### Faits marquants
En 1936, Cécile Brunschvicg, Suzanne Lacore et Irène Joliot-Curie sont nommées secrétaires d'État alors que les femmes n'obtiennent le droit de vote et le droit d'éligibilité qu'en 1944.
Le premier gouvernement à compter une femme ministre de plein exercice est le gouvernement Robert Schuman (1) (avec Germaine Poinso-Chapuis), à compter deux ministres est le gouvernement Raymond Barre (2) (Simone Veil et Alice Saunier-Seïté) et trois ministres le gouvernement Laurent Fabius (Édith Cresson, Georgina Dufoix et Huguette Bouchardeau).
Nafissa Sid Cara, secrétaire d'État chargée des questions sociales en Algérie et de l'évolution du statut personnel de droit musulman de 1959 à 1962, est le premier membre de gouvernement de confession musulmane.
Hélène Missoffe, secrétaire d’État auprès du ministre de la Santé et de la Sécurité sociale en 1977, est la mère de Françoise de Panafieu, ministre du Tourisme du 17 mai au 7 novembre 1995.
Édith Cresson est la première femme à avoir exercé la fonction de Premier ministre en France, et la première à avoir occupé les postes de l'Agriculture, du Commerce extérieur, de l'Industrie et des Affaires européennes.
Lucette Michaux-Chevry, secrétaire d’État chargée de la Francophonie entre 1986 et 1988 et ministre déléguée à l'Action humanitaire et aux Droits de l'homme entre 1993 et 1995, est la mère de Marie-Luce Penchard, secrétaire d'État puis ministre de l'Outre-Mer de 2009 à 2012.
Marie-George Buffet, ministre de la Jeunesse et des Sports entre 1997 et 2002, et Michelle Demessine, secrétaire d'État au Tourisme de 1997 à 2001, sont les seules femmes ministres communistes à ce jour. Dominique Voynet, ministre de l'Environnement entre 1997 et 2001, Cécile Duflot, ministre du Logement de 2012 à 2014 et Emmanuelle Cosse, ministre du Logement en 2016, sont les seules femmes ministres du parti Les Verts ou EÉLV à ce jour.
En 2007, Rachida Dati est la première personnalité politique née de parents immigrés maghrébins à occuper des fonctions régaliennes dans un gouvernement français, à savoir le poste de ministre de la Justice. En 2012, Fleur Pellerin est la première femme politique française d'origine asiatique à accéder à un poste ministériel.
Michèle Alliot-Marie est la première et la seule femme à avoir été nommée à la tête de quatre ministères « régaliens » que sont la Défense, l'Intérieur, la Justice et les Affaires étrangères et européennes. En 2011, elle est la première femme à être membre d'un gouvernement en même temps que son conjoint, Patrick Ollier, ministre auprès du Premier ministre, chargé des Relations avec le Parlement
Najat Vallaud-Belkacem est la première femme ministre de l'Éducation nationale en 2014. À ce titre, elle est la dernière femme à occuper un portefeuille uniquement occupé par des hommes jusque là.
En avril 2023, Sarah El Haïry, secrétaire d'État chargée de la Jeunesse et du Service national universel dans le gouvernement Élisabeth Borne, devient la première femme ministre à rendre publique son homosexualité.

### Premier accès aux différents postes ministériels
La liste ne tient compte que des ministères de plein exercice (donc exclut les ministères délégués ou les secrétariats d'État).
| Année | Nom                        | Ministère                      | Gouvernement |
| ----- | -------------------------- | ------------------------------ | ------------ |
| 1947  | Germaine Poinso-Chapuis    | Santé                          | Schuman 1    |
| 1977  | Alice Saunier-Seïté        | Universités                    | Barre 2      |
| 1981  | Édith Cresson              | Agriculture                    | Mauroy 1     |
| 1981  | Nicole Questiaux           | Ministre d'État                | Mauroy 1     |
| 1981  | Catherine Lalumière        | Consommation                   | Mauroy 2     |
| 1983  | Édith Cresson              | Commerce extérieur et Tourisme | Mauroy 3     |
| 1984  | Huguette Bouchardeau       | Environnement                  | Fabius       |
| 1984  | Édith Cresson              | Industrie                      | Fabius       |
| 1984  | Georgina Dufoix            | Porte-parole du gouvernement   | Fabius       |
| 1988  | Édith Cresson              | Affaires européennes           | Rocard 1     |
| 1991  | Édith Cresson              | Premier ministre               | Cresson      |
| 1991  | Martine Aubry              | Travail et Emploi              | Cresson      |
| 1991  | Edwige Avice               | Coopération et Développement   | Cresson      |
| 1991  | Frédérique Bredin          | Jeunesse et Sports             | Cresson      |
| 1993  | Simone Veil                | Numéro deux du gouvernement    | Balladur     |
| 1997  | Élisabeth Guigou           | Justice                        | Jospin       |
| 1997  | Dominique Voynet           | Aménagement du territoire      | Jospin       |
| 1997  | Catherine Trautmann        | Culture                        | Jospin       |
| 2002  | Michèle Alliot-Marie       | Défense                        | Raffarin 1   |
| 2002  | Brigitte Girardin          | Outre-mer                      | Raffarin 1   |
| 2007  | Michèle Alliot-Marie       | Intérieur                      | Fillon 1     |
| 2007  | Christine Boutin           | Logement                       | Fillon 1     |
| 2007  | Christine Lagarde          | Économie et Finances           | Fillon 2     |
| 2010  | Michèle Alliot-Marie       | Affaires étrangères            | Fillon 3     |
| 2010  | Nathalie Kosciusko-Morizet | Transports                     | Fillon 3     |
| 2011  | Valérie Pécresse           | Budget et Comptes publics      | Fillon 3     |
| 2012  | Marylise Lebranchu         | Fonction publique              | Ayrault 1    |
| 2012  | Sylvia Pinel               | Artisanat et Commerce          | Ayrault 2    |
| 2014  | Najat Vallaud-Belkacem     | Éducation nationale            | Valls 2      |
| 2020  | Annick Girardin            | Mer                            | Castex       |
| 2024  | Marie Lebec                | Relations avec le Parlement    | Attal        |

## Statistiques
Pour les chercheurs Abel François et Emiliano Grossman, qui ont étudié la classification typologique de près de 500 ministres qu'a comptés jusqu'en 2012 la Ve République, le « ministre type » est un homme dans 89,7 % des cas, chiffre qui monte à 91,3 % si l'on exclut les ministres déléguées et les secrétaires d’État. En moyenne, les femmes ministres sont âgées de 49 ans et demi, contre 51 ans pour les hommes. Elles sont la plupart du temps encore cantonnées à des postes de « sous-ministres » : 45 % des femmes ministres sont ainsi ministres déléguées ou secrétaires d’État contre 34 % à leurs homologues masculins. De même seules trois femmes reçurent le titre de « ministre d’État ». En revanche, malgré le fait que des lois paritaires encadrent le scrutin législatif et qu'aucune mesure n'encadre le nombre de femmes au gouvernement, on observe que les femmes sont en proportion plus nombreuse au gouvernement qu'au Parlement, « même si elles restent plus souvent cantonnées dans des positions de dépendance vis-à-vis d’un ministre de tutelle ».
| Législature | Ire | IIe | IIIe | IVe | Ve | VIe | VIIe | VIIIe | IXe | Xe | XIe | XIIe | XIIIe | XIVe | XVe | XVIe | XVIIe | XVIIe |
| Nombre      | 1   | 0   | 2    | 2   | 2  | 9   | 7    | 6     | 9   | 13 | 21  | 22   | 28    |      |     |      | 21    | 18    |

| Gouvernement                       | Proportion | Pourcentage |
| ---------------------------------- | --- | --- |
| Pierre Mauroy 1 (1981)             | 6/43 | 14 % |
| Pierre Mauroy 2 (1981-1983)        | 6/48 | 13 % |
| Pierre Mauroy 3 (1983-1984)        | 6/44 | 14 % |
| Laurent Fabius (1984-1986)         | 6/43 | 14 % |
| Jacques Chirac 2 (1986-1988)       | 4/40 | 10 % |
| Michel Rocard 1 (1988)             | 6/30 | 20 % |
| Michel Rocard 2 (1988-1991)        | 7/52 | 14 % |
| Édith Cresson (1991-1992)          | 7/46 | 15 % |
| Pierre Bérégovoy (1992-1993)       | 7/48 | 15 % |
| Édouard Balladur (1993-1995)       | 3/30 | 10 % |
| Alain Juppé 1 (1995)               | 12/43 | 28 % |
| Alain Juppé 2 (1995-1997)          | 4/43 | 12 % |
| Lionel Jospin (1997-2002)          | 10/35 (1997) 10/32 (2000)                                                                                               | 29 % (1997) 31 % (2000)                                                                                          |
| Jean-Pierre Raffarin 1 (2002)      | 6/29 | 21 % |
| Jean-Pierre Raffarin 2 (2002-2004) | 10/39 | 26 % |
| Jean-Pierre Raffarin 3 (2004-2005) | 9/43 | 21 % |
| Dominique de Villepin (2005-2007)  | 6/32 | 19 % |
| François Fillon 1 (2007)           | 7/21 | 33 % |
| François Fillon 2 (2007-2010)      | 11/31 (2007) 13/39 (2008)                                                                                               | 35 % (2007) 33 % (2008)                                                                                          |
| François Fillon 3 (2010-2012)      | 11/31 (2010) 9/34 (2011)                                                                                                | 35 % (2010) 26 % (2011)                                                                                          |
| Jean-Marc Ayrault 1 (2012)         | 17/35 | 49 % |
| Jean-Marc Ayrault 2 (2012-2014)    | 19/39 | 49 % |
| Manuel Valls 1 (2014)              | 15/31 (2014) 15/32 (2014)                                                                                               | 48 % (2014) 47 % (2014)                                                                                          |
| Manuel Valls 2 (2014-2016)         | 16/34 (2014) 16/33 (2015) 19/38 (2016)                                                                                  | 47 % (2014) 48 % (2015) 50 % (2016)                                                                              |
| Bernard Cazeneuve (2016-2017)      | 18/38 | 47 % |
| Édouard Philippe 1 (2017)          | 11/23 | 48 % |
| Édouard Philippe 2 (2017-2020)     | 15/30 (2017) 16/32 (2017) 17/35 (2018) 17/36 (janvier 2019) 18/36 (mars 2019) 18/35 (juillet 2019) 17/37 (février 2020) | 50 % (2017) 50 % (2017) 49 % (2018) 47 % (janvier 2019) 50 % (mars 2019) 51 % (juillet 2019) 46 % (février 2020) |
| Jean Castex (2020-2022)            | 17/32 | 53 % |
| Élisabeth Borne (2022-2024)        | 13/27 | 48 % |
| Gabriel Attal (2024)               | 18/35 | 51 % |
| Michel Barnier (2024)              | 21/41 | 51 % |
| François Bayrou (depuis 2024)      | 18/36 | 50 % |